# ヨーロッパにおける政教分離の歴史

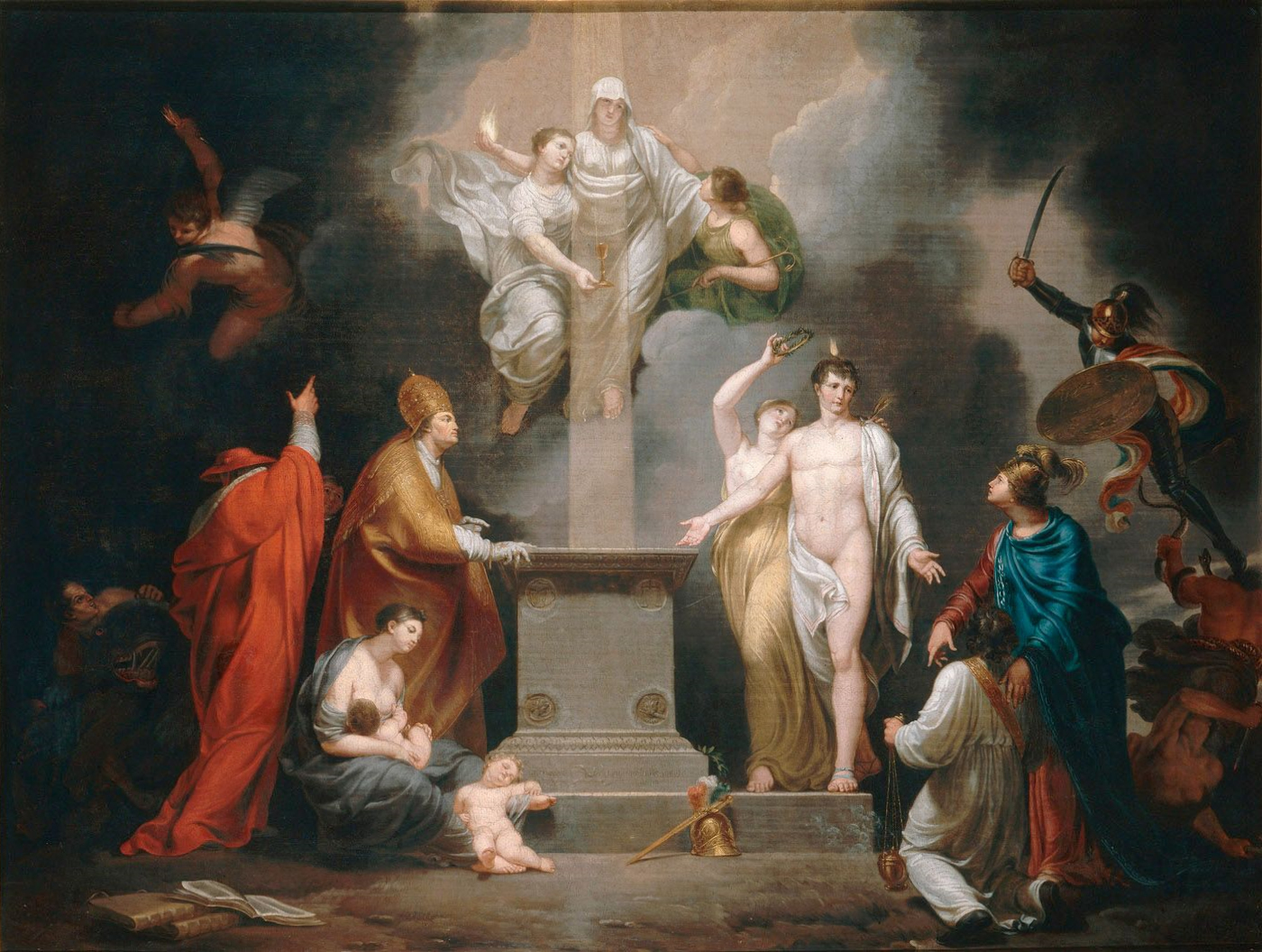
1801年の政教協約（コンコルダ）の寓意画
ピエール・ジョセフ・セレスタン・フランソワ画

ヨーロッパにおける政教分離の歴史（ヨーロッパにおけるせいきょうぶんりのれきし）では、ヨーロッパにおける政教分離原則の成立史、すなわちヨーロッパの諸国家・政治社会と宗教（キリスト教）との関係性の歴史について叙述する。
ヨーロッパにおいて、政教分離原則の成立は突発的な歴史事象としてあらわれたのではなく、長い歴史的過程のなかで徐々に進行した結果、成し遂げられたものである。したがってここでは、その成立史を近代以前の政治社会にもさかのぼり、国制や宗教政策を軸として社会的背景や政治思想史・宗教思想史との関連も含めて記述し、ヨーロッパにおいて統治機構と宗教組織が分離していく過程として説明する。

## 概要
冒頭に述べたように、政教分離は突発性をもって説明しうる歴史事象ではなく、7世紀・8世紀、地中海を中心とした統一的な世界が消滅し、コンスタンティノープルを中心とする東方の正教世界から離れ、西ヨーロッパがローマを中心としたカトリック世界として成立して以来、長い歴史過程のなかで徐々に進行してきた歴史事象である。
国法学の日比野勤は、政教分離を「国家の非宗教性、宗教的中立性の要請、ないしその制度的現実化」と規定しており、その制度的現実化によって「宗教は公権力の彼岸に位置づけられ、『私事』として主観的内面性を保障される」としている。そして、そのうえで、
1. 中世ヨーロッパにおける叙任権闘争
2. 近世においては宗教改革に端を発して展開した宗教戦争
3. 近代におけるフランス革命

の3つの事象を、政教分離を巨視的にみた際の重要な画期として指摘している。
国家の非宗教性（脱宗教性）については、しばしば「ライシテ」（フランス語: laïcité）の語も用いられる。ライシテは一般に、国家が国教を立てたり特定の宗教を保護したりせず、複数の宗教が国家ないし政治から自立しながら相互に平等な地位を保障されるほか、そこにおける個人や集団も宗教の選択や信教の自由が保障される原理、またはその制度という理解が一般的である。換言すれば、ライシテとは公的領域を脱宗教化することで私的領域における宗教の自由を保障しようとする公私二元論であり、これは宗教的ないし民族的な出自を問わない普遍的市民権の土台をなすものである一方、決して個人の社会的・文化的生活における宗教の役割が小さくなったり後退したりするという意味（それをしばしば「世俗化」という）ではない。このような原理や制度は、もとより一朝一夕で生まれたものではなく、何世紀にもおよぶゆっくりした歩みの結果、徐々に形成されてきたものである。

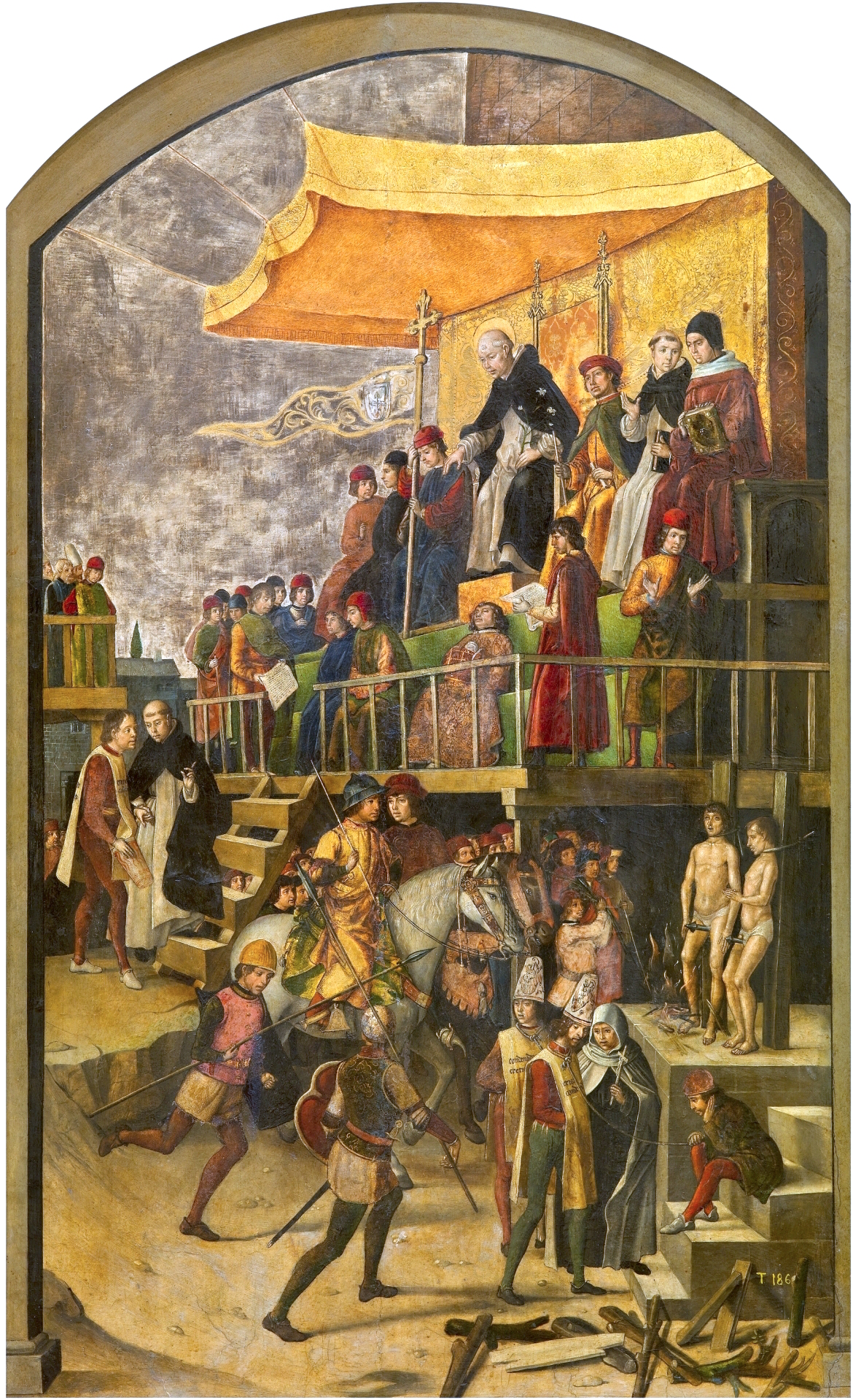
スペイン異端審問の様子（1495年頃）

中世ヨーロッパにおいては、国家と教会、国権と教権とが分かちがたく結びついてそれが一体となっていたため、信教の自由は認められず、国教ないし公認の宗教・宗派以外は「異端」として刑罰を受け、迫害されてきた（詳細は、「異端審問」を参照）。16世紀・17世紀の宗教戦争以降、ヨーロッパでは宗教的寛容と国家の宗教的中立の制度がしだいに広まり、現代においては世俗的な立憲国家の憲法原則として広く採用されるところとなっている。
「信教の自由」との関連では、日本国憲法を含む多くの近代憲法で、その権利の保障を確実にする手立てとして政教分離原則が採用されている。他方、政教分離が信教の自由を維持するために必ずしも不可欠の必要条件というわけではない。イギリスなど国教制を採用する国もあれば、スペインなど特定宗教に優越的な地位を認めたりする国もあり、そうした国家でも現代では信教の自由を保障する規定を設けている場合が多い。とはいえ、信教の自由を徹底させようとするならば政教分離の裏づけを与えることは望ましく、政教分離のないところでは相対的に信教の自由が侵害されやすい傾向にある。政教分離は、信教の自由を保障する手段としてヨーロッパにおける国家と宗教の錯綜した関係性のなかで徐々に確立してきたものであり、国家と宗教とがそれぞれ自らに固有の職務と領域に専心することで宗教が国家から不当な干渉や圧力から守られると同時に、国家もまた宗教の側からの不当な影響からまぬがれることをめざすものである。
本項では、ルネサンス・宗教改革および宗教戦争の時期から、絶対王政やフランス革命を経て国民国家が成立するまでの、16世紀初頭から19世紀前葉にかけてのヨーロッパにおける政教分離の歴史について説明する。
なお、叙任権闘争をはじめとする中世の政教関係史の詳細については「中世ヨーロッパにおける教会と国家」および「叙任権闘争」を参照。

## ルネサンス
14世紀、イタリア半島では、船体の改良、新型帆船の登場、羅針盤の使用、海図の制作などが進み、地中海から大西洋沿岸を経て北方に連なる航路が開かれ、さらに15世紀末にはイベリア半島から新大陸へ向かう航路が開かれ、各地を結ぶ交易が活発化して商工業がめざましく発展し、その富をもととする都市文化が発展した。特に、北部・中部のイタリア都市において市民によって発展させられた学問や芸術は、15世紀にはフィレンツェの町を主な舞台として、その内容や様式をめざましく革新した。この革新は、キリスト教成立以前の古典古代文明を意識的に規範としているゆえ、この文化ないし文化運動を「ルネサンス」（「再生」）と呼んでいる。
フィレンツェ生まれの詩人ダンテ・アリギエーリは、13世紀末葉から14世紀初頭にかけて都市国家相互および国家内部の峻烈な抗争を体験したところから、その激しい対立を調停するものとしての皇帝や、平和を実現する基盤としての普遍的帝国を熱望した。ダンテはフィレンツェ市執政官となりながらも亡命を余儀なくされ、その旅中に名作『神曲』を著したが、これは当時の教会用語であったラテン語に対し、感情を直接に表現するものとして「俗語」、すなわち彼らの日常語であるトスカーナ語を用いた点も、大きな特徴であった。ラテン語を必要とする職業の人々、とりわけ都市国家の書記として外交文書などを作成する公証人は、修辞や語法を学ぶために古典作品を研究し、そのなかで聖職者が説くような人間の悲惨さや罪深さ、あるいは人生のむなしさばかりではなく、市民として現世を生き、高貴さをも有する現実の人間そのものを肯定する古代の思想に共鳴するようになっていった。かくして、亡命フィレンツェ人公証人を父にもつペトラルカのように、市民のなかから古典の修辞のみならず思想をも研究する「人文主義者」と呼ばれる一群の人々が出現した。ペトラルカも俗語で著作し、こうしてトスカーナ語は洗練され、やがてイタリア各地でラテン語に代わる標準的な文語の地位を獲得していった。ペトラルカの若き友人ジョヴァンニ・ボッカッチョはその俗語作品『デカメロン（10日物語）』において、キリスト教の僧侶の実態を暴露しつつ彼らを揶揄している。全部で100話ある『デカメロン』収載の「3つの指輪」では、キリスト教、ユダヤ教、イスラームの優劣を語ることは無意味であるとしており、そこには他宗教に対する寛容の精神がみてとれる。
フィレンツェでは、1400年前後の国家存亡の危機を契機に、人文主義者レオナルド・ブルーニが、君主政治に対する共和政治の優越という政治宣伝をおこない、市民の政治への積極的な参加を促した。この危機を脱出したのち、フィレンツェでは古代文化への嗜好が急速に普及し、美術においても古代ローマの様式や題材、すなわち非キリスト教的な題材を取り入れた作品が数多く制作されるようになった。芸術家たちは個人の表情や性格、風景を正確に描くために人体や自然を細かく観察し、幾何学的遠近法や比例原理（黄金分割比）などを盛んに研究したが、ここでも古代ギリシア・古代ローマの建築や彫刻が参考にされた。1439年にはコンスタンティノープルの東方教会とローマの西方教会の合同公会議がフィレンツェで開催され、東方教会の一行には多数のギリシア人古典学者が含まれていたが、彼らの滞在を契機としてギリシア語による古典研究が盛んとなった。フィレンツェのコジモ・デ・メディチはマルシリオ・フィチーノにプラトンをはじめギリシア語文献の翻訳を命じ、その周囲に集まったプラトン・アカデミーのなかにはピーコ・デラ・ミランドラの姿もあった。ピーコによれば、神が創造した宇宙は人間の知性では理解しがたいもので満ちており、人間は信仰と知性に分裂して不安の只中にあるものの、その一方を選択する意志のなかにこそ人間の自由が存在し、この自由によって人間は宇宙の中心に置かれていると説き、フィチーノの人間中心主義を自由意思の哲学に発展させた。プラトン哲学の神髄にふれて「人間の尊厳」というアイディアを引き出したピーコは、900におよぶ教説集を準備したが、そのなかにはキリスト教教義と正反対のものが13もあるといわれている。

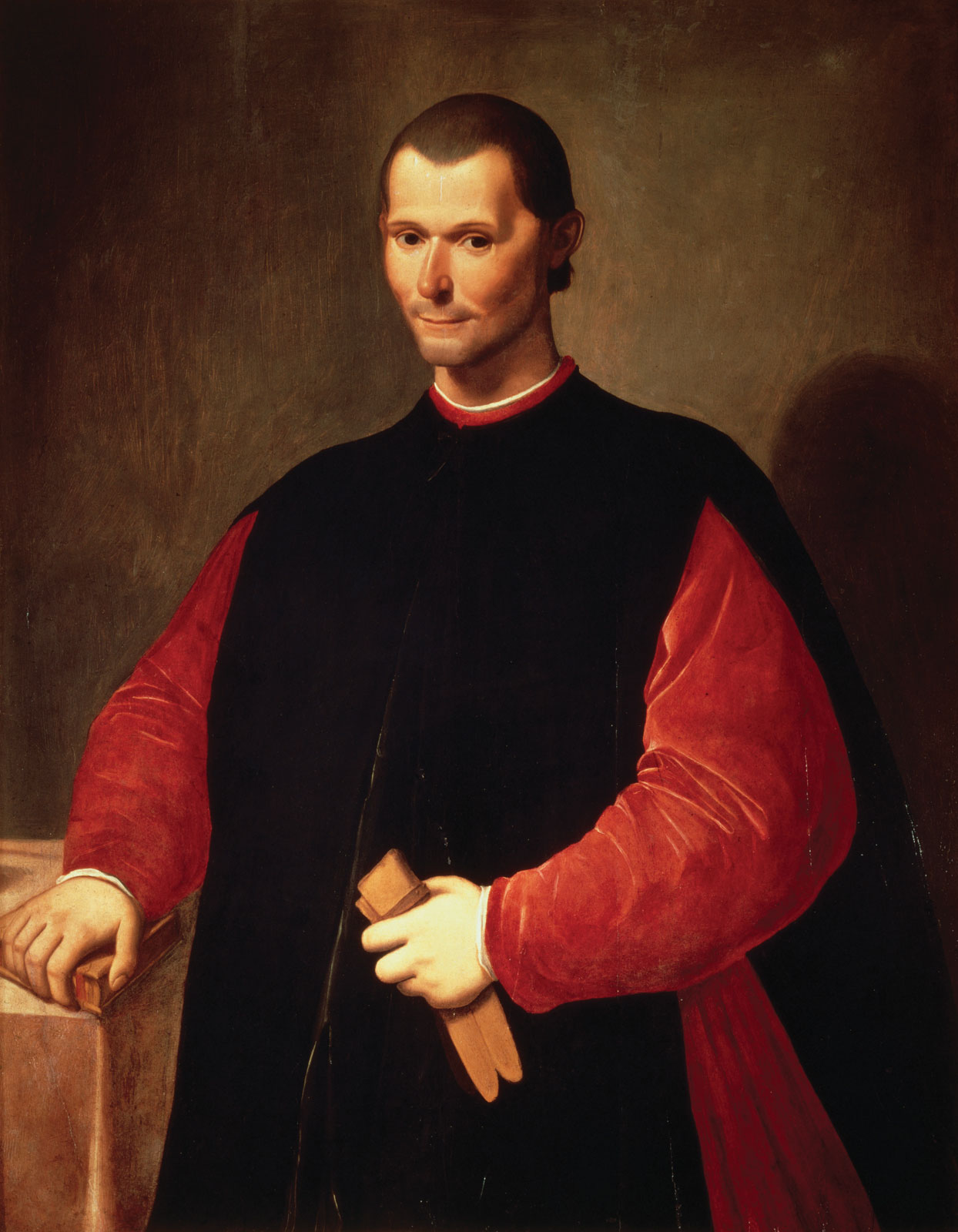
ニッコロ・マキャヴェッリ（1469-1527）

1513年、前年までフィレンツェ政府書記官であったニッコロ・マキャヴェッリは『君主論』の執筆に取りかかった。マキャヴェッリは、イタリアの政治的安定を至上命題に掲げたうえで、理想的な君主とは「獅子」のごとき有無を言わせぬ実力と「狐」のごとき狡知を兼ね備えた人物であると説く。そこでは、キリスト教的道徳から独立した現実主義的な政治論が語られている。一方、マキャヴェッリは古代の道徳とローマの宗教を復権させている。マキャヴェッリによれば、市民宗教のおかげで古代ローマの人びとは法に従う習慣を身につけたのであり、そこで肯定される宗教とは、のちにジャン＝ジャック・ルソーが「市民の宗教」と呼称したものに内容として近いものであった。これに対し、ネーデルラントのロッテルダム出身の人文主義者デジデリウス・エラスムスは寛容を称賛している。エラスムスの代表作『痴愚神礼讃』は、彼の名とその才智を全ヨーロッパに知らしめた。そこでは、人々の無知をよいことに偽善を働く聖職者の腐敗ぶりが徹底的に扱き下ろされている。
自然科学の領域でも教会の権威をゆるがす学説が登場した。ポーランド出身の司祭ニコラウス・コペルニクス（ミコワイ・コペルニク）は世界で初めて地動説を唱え、その著作『天球の回転について』が刊行されたのは1543年のことであった。

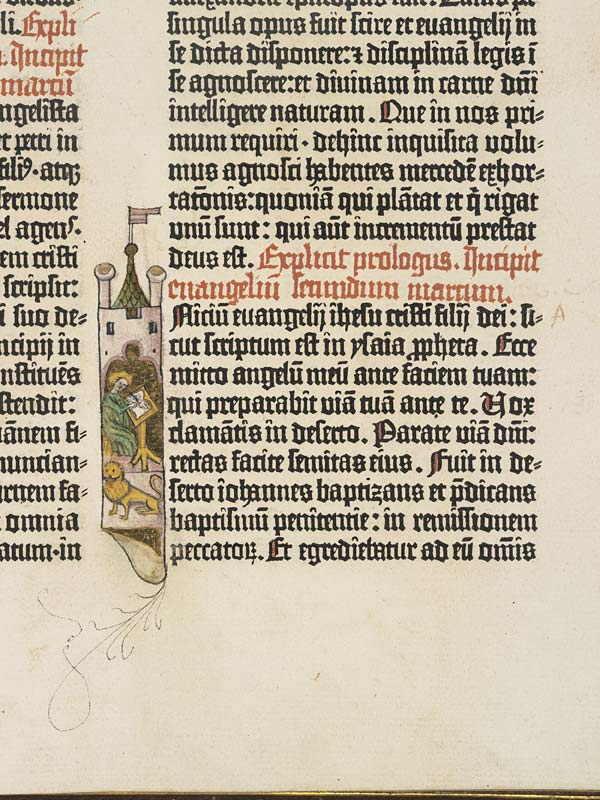
グーテンベルク印刷の『新約聖書』（1455年頃）

15世紀なかば、ドイツのマインツで、ひとりの職人が金属活字を開発し、ブドウ圧搾機を転用して活版印刷の実用化に成功したといわれている。これが、「ルネサンスの三大発明」のひとつとされる、世にいう「グーテンベルクの活版印刷」である。活版印刷術はイタリアやフランスへ波及し、各地にいくつかの印刷センターが生まれたが、そのなかでヴェネツィアとリヨンは重要な拠点であった。印刷本は当初はキリスト教関係の書籍が大多数を占めているが、人文主義者による古典のテキストも少なくなかった。いずれにしても、活版印刷の発明は、文献そのものがそれまでの狭いサークルや特権的なギルドのなかで専有されるのではなく、いわば「解釈の市場」が開発されるという意味できわめて大きな影響力をもつ革命的な出来事であり、それは宗教改革・宗教戦争あるいは啓蒙主義・市民革命など、時代が進むにつれてさらに重大な社会的影響をヨーロッパ社会におよぼしていくこととなった。

## 宗教改革と宗教戦争
西ヨーロッパにおけるキリスト教は、教会の明確な多元性を創出したプロテスタント（「抗議する者」）の宗教改革とともに分解し、政治と宗教の関係はそこから大きく変化していった。
宗教改革は純粋に宗教内部の問題から出発したにもかかわらず、すぐに世俗的問題と結びついてヨーロッパ近代思想の成立にも影響をおよぼした。宗教改革が主権国家を単位として宗教生活を規定する方向に進んだことは、普遍的なキリスト教世界に立脚していた一つの教会という理念を崩壊させ、教権の基盤を脅かした。近代に入ると、すでに教権は各主権国家に対して優位性を主張することができなくなり、今日まで続く国民を単位とした政治社会が形成される端緒となった。一方、思想面においては内面の自由、良心の自由が以後、大いに問題とされることになる。

### ドイツの宗教改革

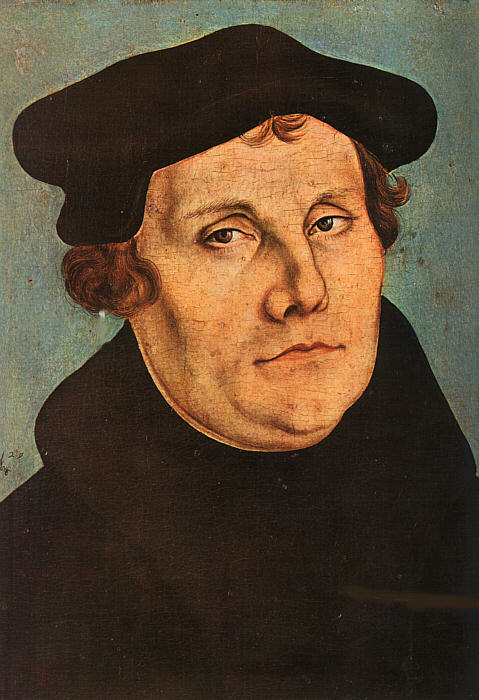
マルティン・ルター（1483年-1546年）
----
「95か条の論題」を発表し、贖有がもたらす宗教的危機を指摘した。これは当初の予想を超えて教義論争に発展した。

1517年アウグスティノ修道会士であったマルティン・ルターが当時、サン・ピエトロ大聖堂改修資金として販売されていた贖宥状を批判した「95か条の論題」を提示したうえ、行為義認でなく信仰によってのみ義とされると唱える信仰義認や万人祭司を主張してカトリックの教階制（聖職位階制）を否定し、教会は全信徒によって構成されるものとする宗教改革が始まった。
「95か条の論題」は活字印刷されて反響を呼び、1518年8月にルターは2か月以内にローマに出頭せよという命令を受けるも拒否し、同年10月の教皇使節カエタヌス枢機卿の審問では自説の撤回を頑強に拒んだうえ、翌年のライプツィヒ討論ではさらに公会議の無謬性を否定し、ローマ教会との断絶を宣告するに至った。1521年、教皇にルターは破門され、彼とその支持者たち（ルター派）はカトリックから分離したが、ザクセン選帝侯のフリードリヒ3世（賢公）はルターを保護した。発表当初は贖宥状をめぐる僧職同士の内輪もめと世間に受け取られていたが、やがて教皇首位権が主要な争点になると、人文主義者も続々とこの論争に関与するようになった。

#### ルターの思想
ルターの思想は古代（初期キリスト教）のアウグスティヌスの思想から決定的な影響を受けている。その要点を示すと、信仰における個人主義と内面の尊重、自由意志の否定、「二王国論」である。
ルターはアウグスティヌスに従って人間の原罪を重視し、人間は本質的に罪人であるうえに神の絶対的支配の下にあるのだから、神の意志を超えた人間の意志による善行があるとすれば、それによって救われるのではないとして自由意志を否定し、ただ神の恩寵（恵み）によってのみ救われることが可能であるとした。これは善行を積むことによって救われると説く当時のカトリック教会に異を唱えるものであり、この神の恩寵に与るためにはひたすら神を信頼して信仰を寄せることにより、救いに至ることができるとした。すなわち、これが上述した「信仰義認」であり、ルターは「塔の体験」を通じて神の義とは神が罪人を罰する「能動的な義」ではなく、罪人が罪あるままで神から無償の賜物として与えられる義、すなわち「受動的な義」であることに目覚めたのである。そして、この神と個人との間に介在するものはなく、ここから万人司祭主義、神の前での信仰における人間の平等、聖職者の特権の否定が説かれる。従来、教義を含めた信仰の根拠は教会に求められていたのに対し、それを聖書にあるとしたルターは、教会の教えであっても聖書に記載のないものは神の言葉ではないと主張する。「聖書のみ」の考え方がそれで、聖書に根拠のないマリア崇拝や煉獄、秘蹟を排除する一方、聖書をドイツ語に訳して一般信徒も読めるようにし、教会が独占していた聖書の解釈も万人が自由におこなってよいと述べた。以上のように、ルターは聖書解釈や信仰における教権の優位性を否定したが、彼は神の言葉への奉仕者としての牧師（教師）職は必要とも考えた。

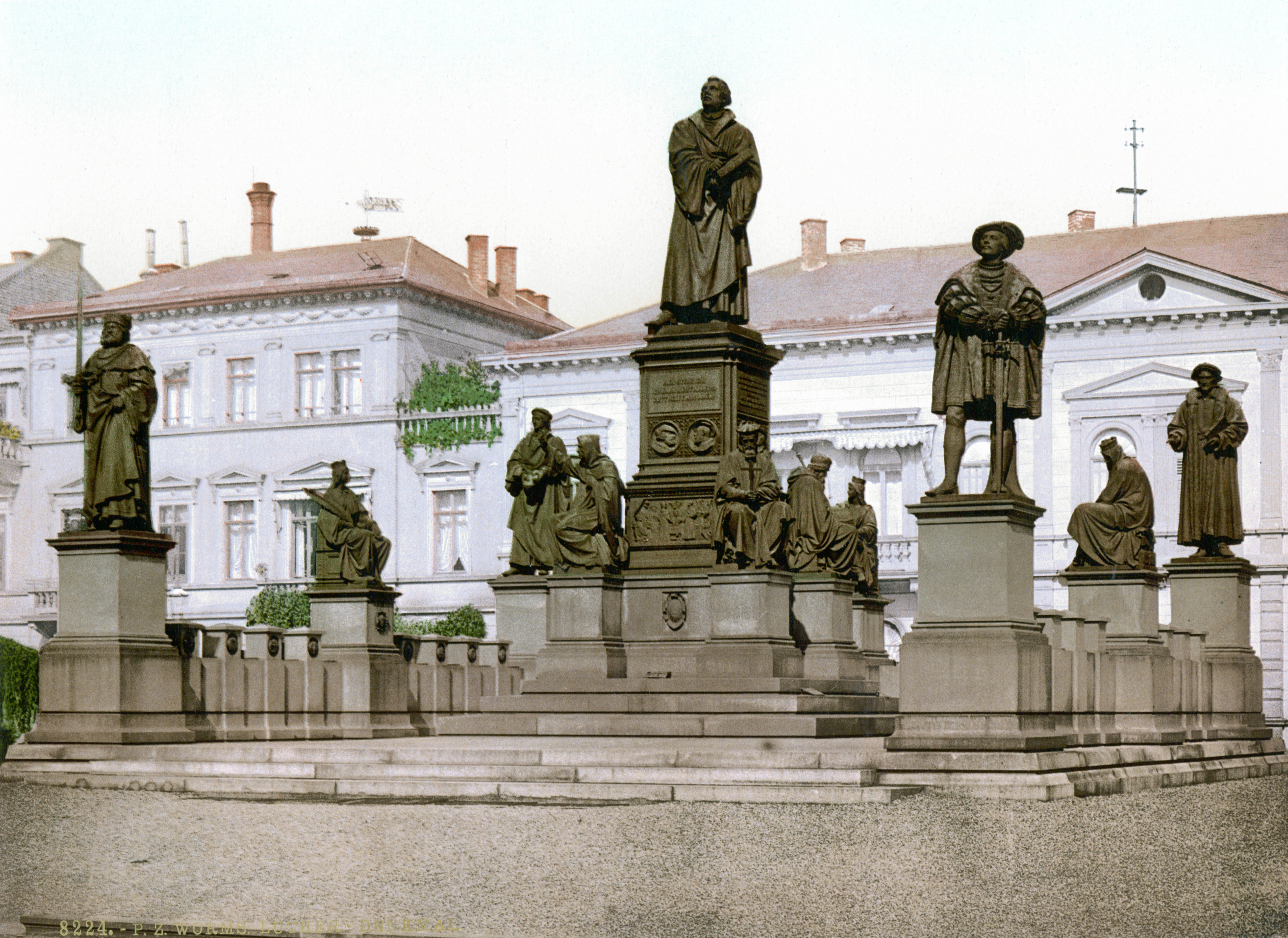
ルター像
----
ヴォルムスの中央のひときわ高い位置に立つのが、ルター像である。チューリヒのツヴィングリ像が剣を手に武装していたのに対し、この像ではルター自身は剣を持たず、側に控えるフリードリヒ賢公が武装している。

政治社会との関係でいえば、「二王国論」が重要である。ルターは神がこの世界に二種の支配（2つの王国）を作り出したといい、1つは霊的な教会で目に見えないものにしてキリスト教徒のみに許されているという。もう1つは世俗的な剣の支配で、これはキリスト教徒に限られず世界のあらゆる民族を包含している。ルターはキリスト教に反しない限り世俗支配は積極的に受け入れるべきであると説くが、教皇もしくは皇帝が違反した場合にはこれに抵抗できるとしている。すなわち、ルターはキリスト教世界の問題としてこれを考えていたにもかかわらず、宗教権力の優越という考え方には異議を唱え、結果的に政治的なものを利することになったのであり、ある意味では政教分離の強力な推進者となった。とはいえ、ルターはあらゆるキリスト教徒が抵抗の主体となることを認めているわけではなかった。抵抗の主体となりえるのは、自らの領民をキリスト教のもとに保護する責務がある諸侯のみである。しかも、世俗法において皇帝と諸侯は契約によって関係を結んでいるから、同等であるとする。農民などの民衆は皇帝と対等ではないので、抵抗すれば反乱となる。これは結果として信仰における諸侯の絶対的権限および領邦教会制度（後述）を理論的に認めるものであり、ルターの社会的・政治的見解はきわめて保守的なものであった。

#### 福音主義運動としての宗教改革
ルターの宗教改革は福音主義運動という性格を濃厚に有しており、その教義は彼個人の思想を超えてはるかに複雑な様相を呈した。このことは、一つには聖職者に対する失望と幻滅の長い歴史の産物でもある、一般信徒における根深い反聖職者主義が援用されたことにも由来している。聖職者たちは偽善、暴君的行為、詐欺を働き、あるいは一般信徒の宗教心を食いものにし、不当な報酬請求や不必要な取り立てで人々を困窮させているという理由から攻撃の対象となったうえ、「福音の敵」すなわち悪魔の同盟者として描かれ、その最たるものがローマ教皇とされた。教皇は悪魔の目的のためにドイツの人々を搾取し、地理的にも形而上学的にも「外部の人」とされた。逆にいえば、俗人は救いのためにもはや聖職者を必要とせず、キリスト教徒は個人において聖書を通じて神と直接出会い、救いを自由に得られることでもあった。
1520年、ルターは宗教改革の三大文書、『教会のバビロン捕囚』『キリスト者の自由』『ドイツ国民のキリスト教貴族に与える書』によって改革の理論と実践を固めた。とくに『ドイツ国民のキリスト教貴族に与える書』では、ドイツの諸侯に対し、その職務に基づいて改革運動に加わるよう呼びかけたため、結果的に政治への関与を促した。ローマ教皇レオ10世は1520年6月、ルターの教説を批判する勅書を発布したが、ルターはこれを公然と火中に投じ、1521年1月には上述したようにレオ10世から破門された。ルターをかくまったフリードリヒ賢公は神聖ローマ皇帝カール5世（スペイン王としてはカルロス1世）と交渉し、皇帝の保障する安全通交証のもとにヴォルムス帝国議会でルターを査問させることとした。
1521年4月17日、ヴォルムス帝国議会で査問を受けたルターが主張の撤回を拒否して「私はここに立つ」とその決意を述べたことは、よく知られている。皇帝カール5世は1521年5月26日、ヴォルムス勅令を発し、ルターとその教説に従うこと、その著作を印刷または頒布することを禁じ、ルターを異端者として処罰すること、彼の逮捕に協力した者に報酬を与えることなどを伝えた。

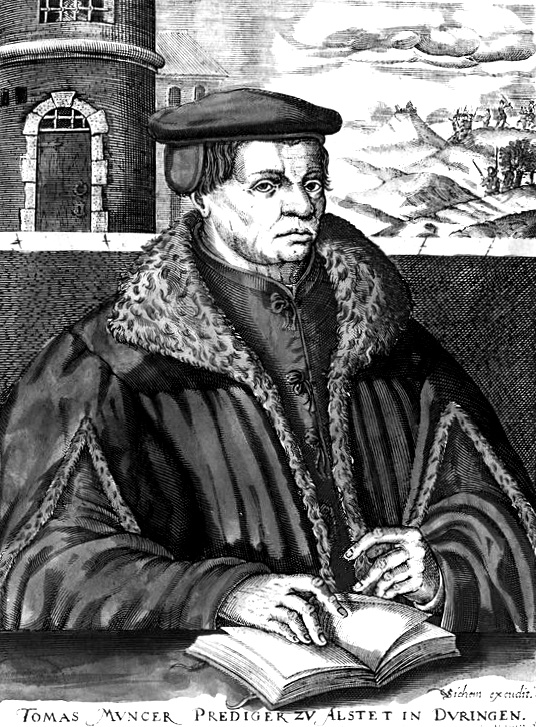
ドイツ農民戦争を指揮したトマス・ミュンツァー（1489年-1525年）

しかし、宗教改革は決してルター個人によって担われたわけではなかった。上述したエラスムスやジャック・ルフェーヴル・デタープルといった人文主義者は活発に聖書の翻訳や解釈に勤しみ、宗教改革の温床となった。宗教改革が「エラスムスが卵を産み、ルターがそれを孵化した」といわれる所以である。すでに宗教改革を予告するような思想を表明していたエラスムスはローマ教会の外形的な儀式などはどうでもよいものとして退け、当初はルターに対しても好意を示していたが、「自由意思」の問題をめぐって鋭く対立した彼からの反論もあり、1524年には決別した。後述するフルドリッヒ・ツヴィングリ、一時期ルターを支持するがのちにツヴィングリのもとに逃れるウルリヒ・フォン・フッテン、ルターの思想の体系化に尽力したフィリップ・メランヒトンのほか、ヨハン＝エバーリン・フォン・ギュンツブルクなども大きな役割を果たした。ルターのもとに集まった人々のもと、メランヒトンはルターとほぼ同じ路線で改革を進めたが、聖職者の独身制を廃止し、より簡素なミサを始めたヴィッテンベルクの教授アンドレアス・カールシュタットはルターと対立するまでとなり、さらに「すべての聖職者を殺せ」と主張するツヴィカウ急進派なども出てきた。「ツヴィカウの預言者」と呼ばれる一群のこうした過激な行動を、ルターは抑えようとしている。
1522年、ルター支持の困窮する騎士階級・貴族階級の人々がフッテンらによる指導のもとで蜂起し、ドイツの自由と真の信仰の実現を求めて各地で戦闘したが、1年後には鎮圧された。これが「騎士戦争」である。また、「ツヴィカウの預言者」のひとりであるトマス・ミュンツァーは、大胆な社会変革なしに宗教上の改革は実現不可能だとして立ち上がり、これに共鳴した貧農が大規模な農民一揆を起こし、ミュンツァーに指導されてドイツ農民戦争（1524年-1525年）に発展した。ここでは、農民たちによって牧師を自由に選択する権利、教会税の軽減、農奴制の廃止が要求事項として掲げられた。当初、ルターは農民に同情的だったが、現世の国のことは世俗権力に委ねるべきだとし、戦闘をやめない農民を「狂犬」と呼んでシュヴァーベン同盟軍による農民鎮圧に加勢した。ミュンツァーとルターの対立は決定的となり、ルターはミュンツァーを「アルシュテットの悪魔」と呼び、ミュンツァー側は諸侯に対して妥協的なルターを「うそつき博士」と罵倒した。

#### シュマルカルデン戦争

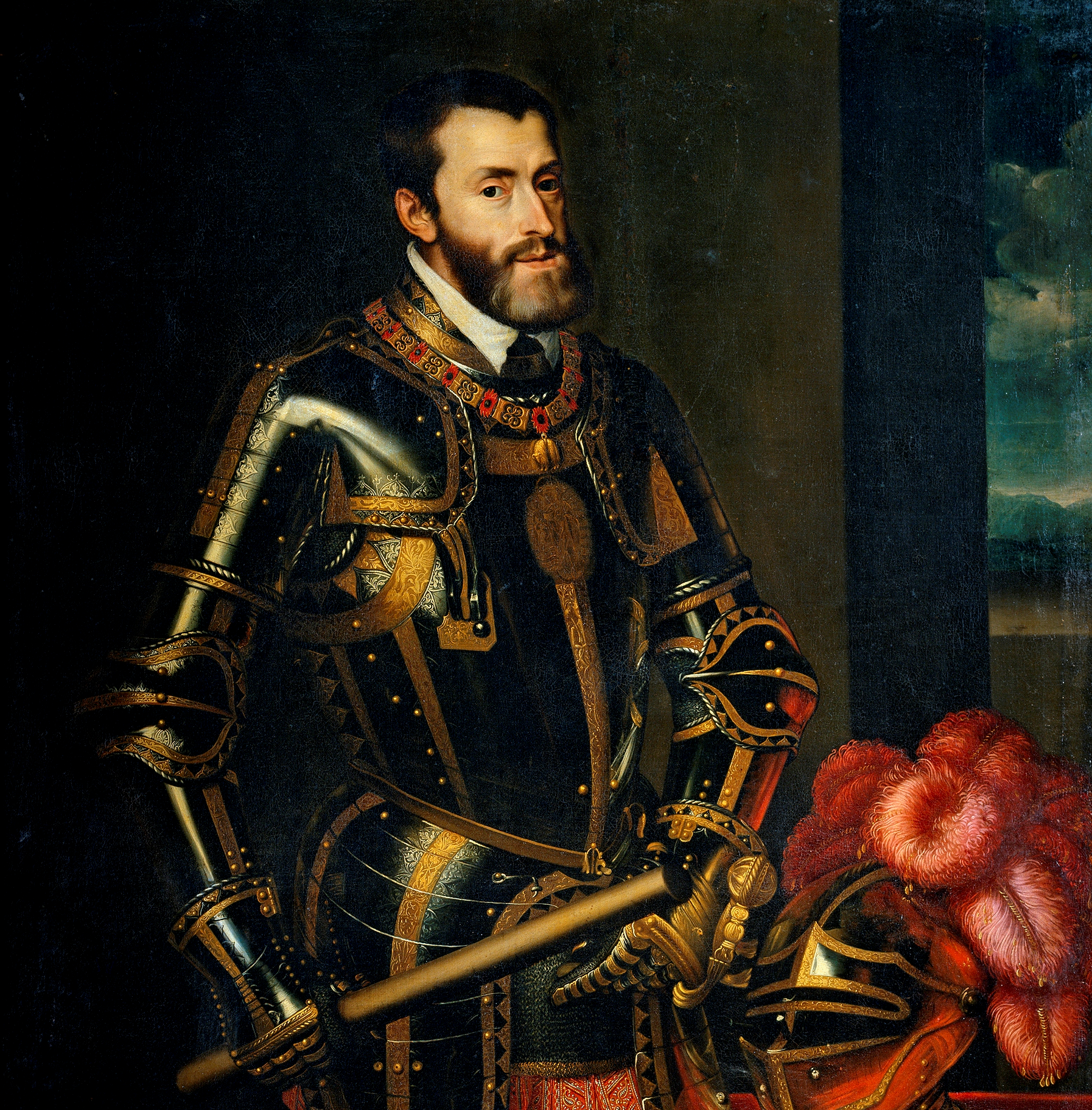
神聖ローマ皇帝 カール5世
（1500年-1558年）
----
父方はハプスブルク家、母方はスペイン王家の出身で、フランドルのヘント生まれ。スペイン王としてはカルロス1世、神聖ローマ皇帝としてはカール5世。ドイツにいることは少なく、ドイツ語を話せなかったといわれる。

1526年、ルターに対してそれまで敵対的であった皇帝カール5世は、スレイマン1世率いるオスマン帝国の脅威が迫るなか、諸侯の協力が不可欠とみてシュパイアー帝国議会（第一次）を開催し、ルター派諸侯の領内での宗教改革を許した。ザクセン選帝侯はルターに領内の教会の組織化を命じ、1528年にはザクセンの各教区を州知事が任命する牧師に任せ、教会巡察制度を設けた。他の改革派諸侯もこれに準じ、ルター派教会が各地に広がっていった。巡礼、贖宥状、聖人崇拝、聖遺物崇敬、兄弟会などの習俗は廃止されたが、実際に領邦教会制度が始動したのはこの当時であった。
1529年、カール5世は再度シュパイアー帝国議会（第二次）を開催したが、カトリック諸侯の巻き返しによって宗教改革の自由は取り消され、ヴォルムス勅令が復活した。この措置に対し、改革派の諸侯と帝国都市が抗議（プロテスト）した。これが、「プロテスタント」の名の起こりである。
1530年、カール5世はアウクスブルク（現：バイエルン州）に帝国議会を招集し、両派の歩み寄りの努力がされたが、結局は決裂した。さらに同議会ではルター派側から穏健ルター派メランヒトンの手になる「アウクスブルク信仰告白」が提出されたが、ツヴィングリやシュトラースブルク（ストラスブール）などの改革派4都市が独自の「信仰」を提出し、プロテスタント内部の宗派分裂も明らかとなった。議会ではカトリックが優勢を占め、最終的決定は翌年の議会に持ち越されたものの、カール5世は1521年のヴォルムス勅令を厳しく執行するよう命じた。

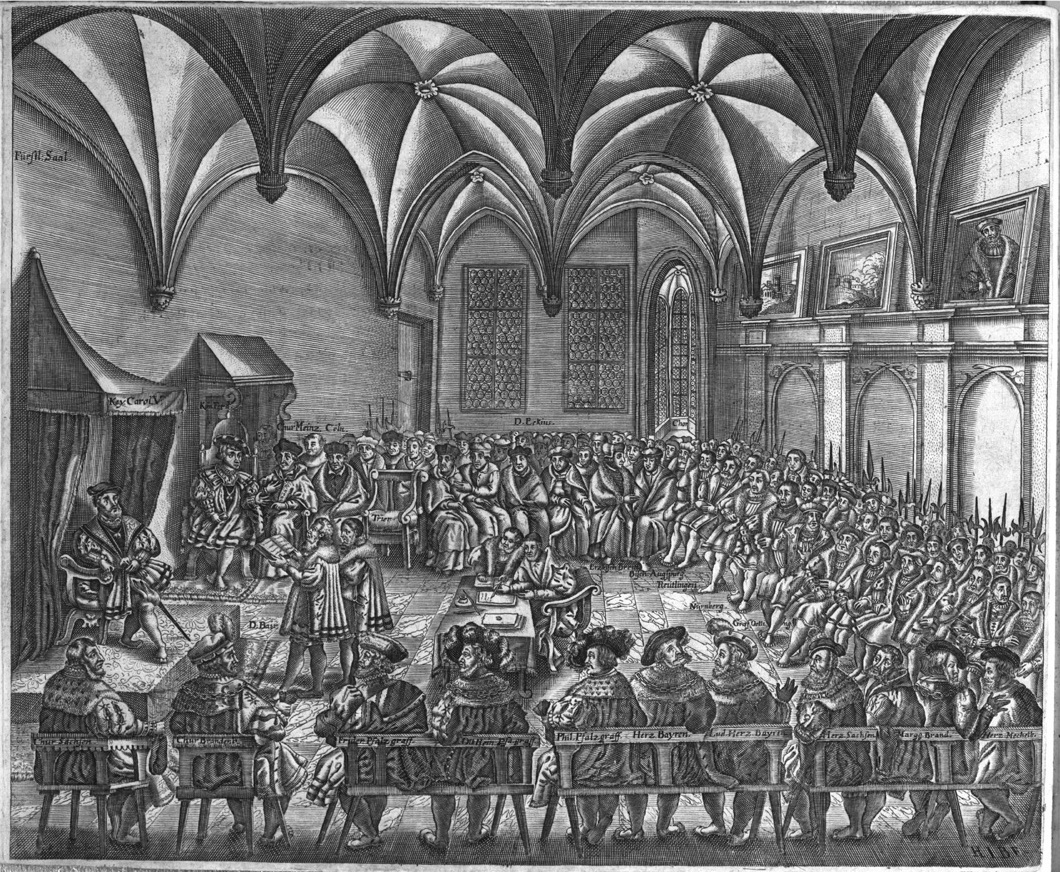
アウクスブルク帝国議会（1530年）
----
この議会ではプロテスタントとカトリックの歩み寄りが期待されていたが、結局はカトリック側の主張がほぼ一方的に認められた形となった。

これに対し、アウクスブルク帝国議会の直後にシュマルカルデン（現：テューリンゲン州）に集まったプロテスタントの帝国諸侯・諸都市は皇帝とカトリック諸侯に対抗するための軍事同盟結成を協議し、翌1531年2月にはヘッセン方伯とザクセン選帝侯を盟主とするシュマルカルデン同盟が結成された。宗教戦争が一触即発に迫ったがカール5世は妥協し、1532年にニュルンベルクの宗教平和によって暫定的にプロテスタントの宗教的立場が保障された。この宗教平和を境に、プロテスタントは勢力を一気に拡大した。南ドイツのヴュルテンベルク公領では、プロテスタントであったために追放されていたヴュルテンベルク公ウルリヒが1534年に復位し、北ドイツでも同年ポメルン公、1539年にザクセン公とブランデンブルク選帝侯がプロテスタントに転じた。西南ドイツではルター派以外の改革派信仰が広がっていたが教義上の問題で妥協し、プロテスタントの政治勢力は統一性を持つようになった。カトリック諸侯の側もニュルンベルクで同盟を結成し、プロテスタントに対抗した。
カール5世は対外的な事情から情勢を静観していたが、フランスとの講和が成立すると一転し、ドイツ国内の問題に専心するようになった。1546年にはルターが死去し、ザクセン公が選帝侯の地位を条件に皇帝支持に転じた。それ以前にヘッセン方伯も重婚問題をカール5世につけこまれ、政治的に中立を守らざるをえなくなっていた。自身に有利な条件が整ったと感じたカール5世はシュマルカルデン戦争を起こしてシュマルカルデン同盟を壊滅させ、翌年のアウクスブルク帝国議会ではカトリックに有利な「仮信条協定」が帝国法として発布された。皇帝は西南ドイツの帝国都市のツンフトが宗教改革の温床であると考え、これを解散させるなどの強硬な政策を実施した。カール5世の強硬な政策をみて徐々にカトリック諸侯も反皇帝に転じ、息子フェリペ（のちのスペイン王フェリペ2世）にドイツ・スペインの領土と帝位を継承させようとすると、ますます反発を招いてカール5世は孤立した。

#### 諸侯戦争とアウクスブルクの宗教和議

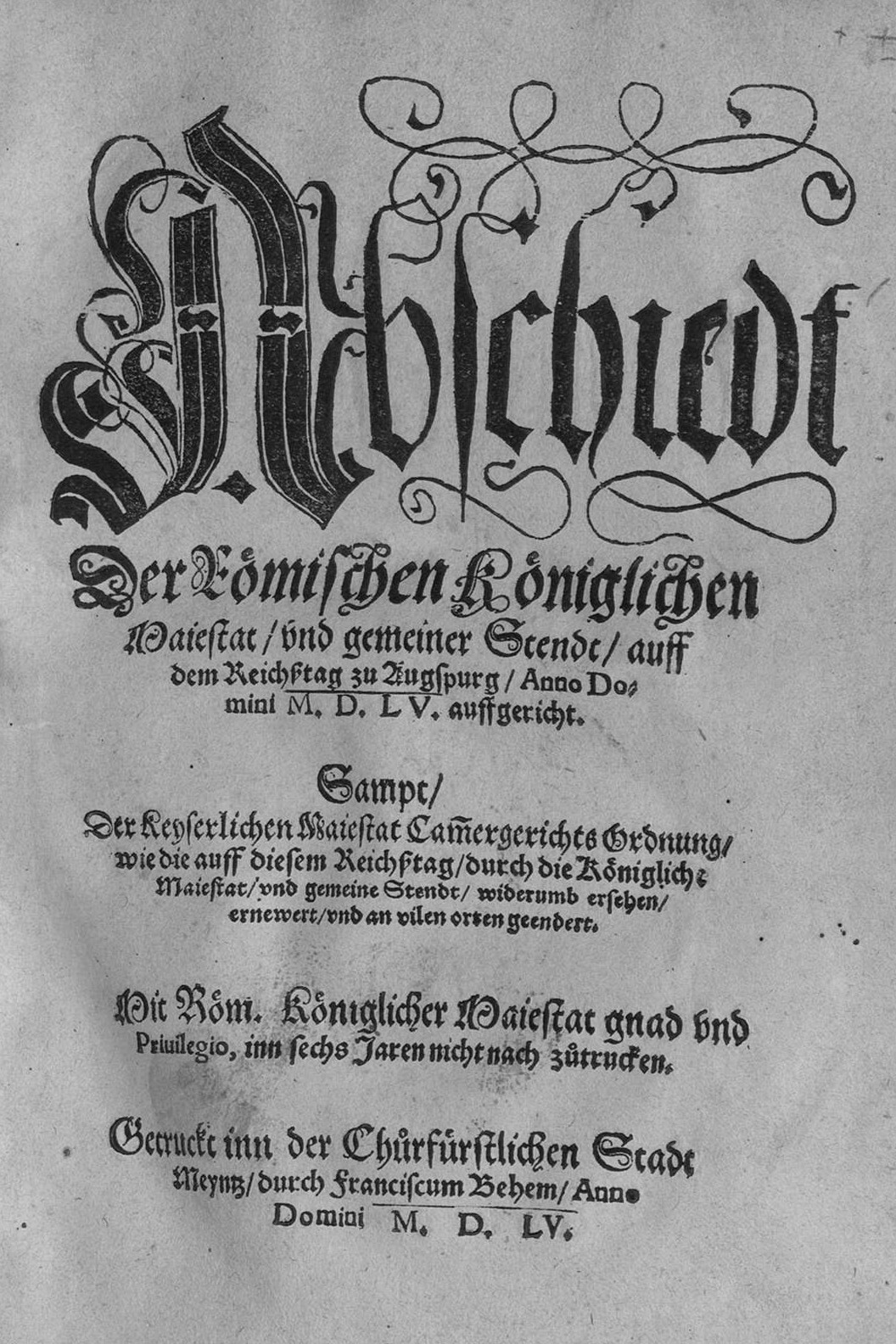
アウクスブルク宗教平和令
----
1555年にマインツで印刷された版本の表紙

このような情勢のなか、ザクセン公が再び反皇帝・プロテスタントの側に転じ、1552年に起こった第二次辺境伯戦争ではカール5世の軍を破り、パッサウ条約を結んでアウクスブルク仮信条協定を破棄した。この敗北からカール5世は弟のフェルディナント（のちの神聖ローマ皇帝フェルディナント1世）に宗教問題の解決を任せ、1555年にアウクスブルク帝国議会を開催し、アウクスブルク宗教平和令を決議させた。
これにより、諸侯はカトリック教会かルター派教会のいずれかを選んでそれを領民に課す権利を得たと同時に、カトリックとルター派は信仰を理由とした暴力の行使を禁止されたものの、カルヴァン派やツヴィングリ派は信仰の自由の対象から除外された。また、この平和令によって諸侯の信仰の自由が認められ、領民はそれに服するべきであるとされ、やがて「一つの支配あるところ、一つの宗教がある ("Cuius regio, eius religio")」の原則のもと、諸侯が自身の選んだ信仰を領内に強制できる領邦教会制度が成立した。ただし、帝国自由都市においてはカトリック派とルター派の両派が共存できることとした。また、大司教などの聖職者が改宗した場合にはそのすべての権限を失い、領地を放棄してカトリック教会に明け渡す必要があるとした一方、パッサウ条約（1552年）時点でルター派のもとにあったすべての財産はそのままにすることとした。前者は、「聖職者に関する留保（教会的留保、教会領維持)」の原則と呼ばれるものであり、事実上、カトリック司教の改宗の禁止を意味していた。この規程は、後年の三十年戦争に至る対立の原因となった。

#### 領邦教会制度の確立とルター派教会の広がり
領邦教会制は宗教を政治に従属させるもので、領邦国家の自立を教皇も皇帝も認めざるをえなかったため、ドイツの宗教改革における真の勝利者は領邦君主であったともいわれる。領邦君主はカロリング朝やリウドルフィング家のオットー朝のように「キリストの代理人」として教会を支配したわけではなく、端的には世俗国家による宗教管理であり、その意味からは聖俗分離の帰結であり、信仰の個人化と政治の世俗化の進行を促すものであった。アウクスブルクの宗教和議は、神聖ローマ帝国という1つの政治単位のなかに、従来のカトリック教会とはまた別に新しい教会としてルター派教会（ルーテル教会）を認め、2つの信仰共同体に対等な法的地位を認めたことに画期性が認められる。ここでは、個人における信教の自由は保障されるべくもなかったが、それにもかかわらず国制における宗教多元化の第一歩だったからである。他方、カトリック教会も中世以来の世俗権力を有しており、トリアー、ケルン、マインツの大司教は神聖ローマ帝国選帝侯でもあった。このようにドイツの領邦教会制では、中世の国家・教会関係が、大枠においては継承されたのであった。
ルター派教会はドイツからさらに北方の諸地域へ広がり、現在でもなおデンマーク、スウェーデン、ノルウェー、フィンランドでは「国教会」としての地位を得ている。これらの地域では、カトリックからルター派へ信仰が置き換わったものの、2つの教会間に強い同延性が認められた。これらの地域で教会堂の内部にルターの巨大な立像を見かけることが多いのも、そうした同延性の原則が保持されてきた現れとみなせる。

### スイスの宗教改革
ドイツでルターによって宗教改革の火蓋が切られた頃、スイスでもほぼ同時にフルドリッヒ・ツヴィングリによって福音主義的改革が進行していた。ツヴィングリは改革の半ばで戦場に斃れ、その事業は頓挫したが、ジュネーヴにカルヴァンが現れ、より厳格な改革を実行した。当初は非常に不寛容で妥協を許さなかったカルヴァン主義であるが、各国で政治権力により迫害を受けるようになると、「寛容」を主張して変貌し、やがて近代的な政教分離の主張を展開していくことになる。

#### ハプスブルク家との抗争とスイスの政治的独立
スイスの建国神話として今日一般にヴィルヘルム・テルの物語が知られるが、これはスイスの国民意識が高まった15世紀中ごろに世に広まりはじめたものであると考えられている。

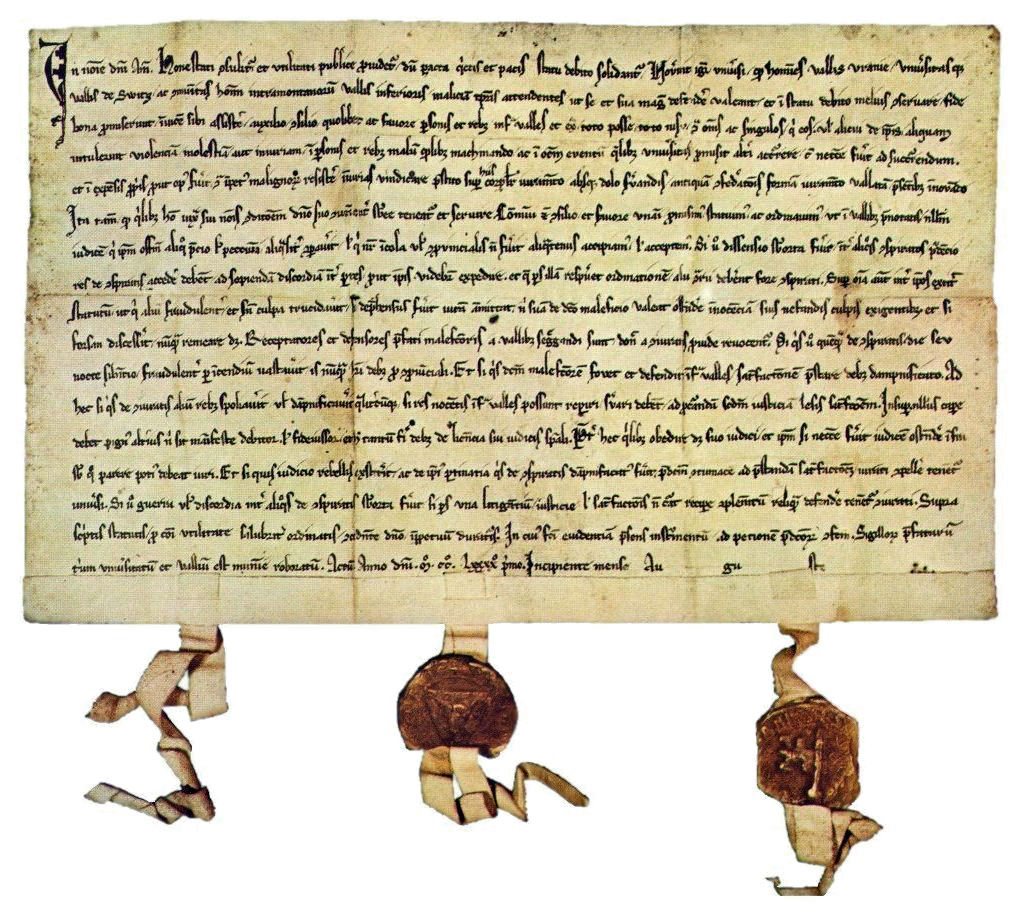
「永久同盟」文書
----
1291年8月1日、ウーリ・シュヴィーツ・ニトヴァルデン三者がハプスブルク家を意識しつつ、相互援助を約した。現在のスイスでは、この同盟締結の年を建国の年とし、8月1日が建国記念日にあたる。

1200年ころ、ゴッタルド峠（ザンクト・ゴットハルト峠）が開削されると、多くの商人がこの新しい峠を好んで利用するようになり、それまで周囲からの隔絶で僻地とされてきたウーリ地方は、交通の要衝とみなされるようになった。ホーエンシュタウフェン朝の神聖ローマ皇帝フリードリヒ2世は、この地の支配権をハプスブルク家に担保として提供し、イタリア政策の遂行資金にあてようとしたが、峠の開通で比較的富裕になっていたウーリの住民は自力で抵当を解除した。1231年、フリードリヒ2世によってドイツ統治を任されていたハインリヒは証書を発給してウーリは「帝国自由」（帝国直属）の地位を獲得することができた。これにより、ウーリは近隣領主の支配を受けず、「自由と自治」を享受できるようになった。1239年には同じくシュヴィーツ地方も帝国直属の地位を獲得した。ニトヴァルデン、オプヴァルデンの両渓谷地方（合わせてウンターヴァルデンという）もウーリやシュヴィーツと同等の地位を願ったが、これは簡単ではなく、1291年8月1日にはウーリ、シュヴィーツ、東部のニトヴァルデンが「永久同盟」を結び、同年12月には西部のオプヴァルデンも盟約に加わった。

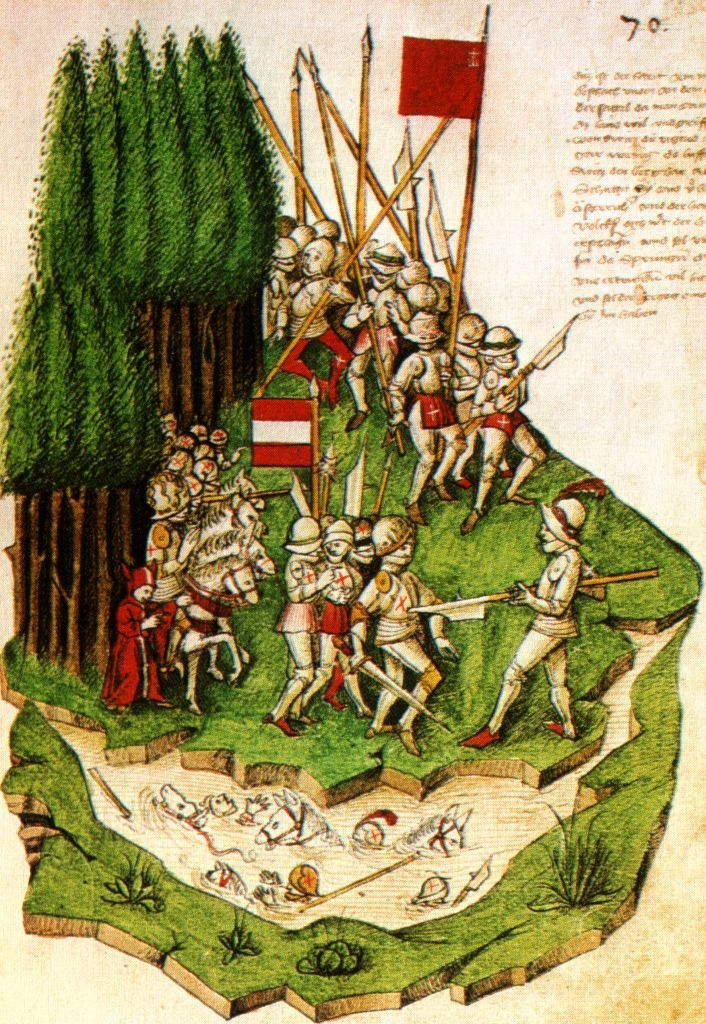
モルガルテンの戦い（1315年）
----
1470年の『チャフラン年代記』の挿絵

1314年冬、放牧地を巡る争いからシュヴィーツがアインジーデルン修道院を襲撃すると、これを口実にハプスブルク家のフリードリヒ3世（美王）は1315年11月15日大軍をもってスイスに侵攻したが、原初三邦（ウーリ、シュヴィーツ、ウンターヴァルデンをスイス形成の核になった地域という意味でこう呼ぶ）の農民軍はモルガルテン山からの奇襲攻撃により、これを壊滅した（モルガルテンの戦い）。こののち、12月9日には盟約が更新され、スイス盟約者団はさらに結束を強化した。14世紀には、ルツェルン（1332年）、チューリヒ（1351年）、グラールス（1352年）、ツーク（1352年）、ベルン（1353年）の各地域が原初三邦の盟約に加わり、八邦同盟の時代と呼ばれた。ただし、八邦同盟は決して一枚岩ではなく、内容も質も異なる複数の盟約のゆるい結合であり、すべての同盟に加わっているのは原初三邦だけであった。こののち、14世紀から15世紀を通じてスイス盟約者団とハプスブルク家との抗争は続き、15世紀に入るとその力関係は逆転し、盟約者団はハプスブルク家の勢力をスイスから駆逐していった。
1499年、ハプスブルク家出身の皇帝マクシミリアン1世がスイス盟約者団によって古領を奪われたとして戦争を仕掛けたが（シュヴァーベン戦争）、盟約者団はこれを撃退し、この勝利によって事実上神聖ローマ帝国からの独立を果たした。そして、盟約者団（近世スイス）は1513年のカントン・アペンツェルの加盟によって13の地域が結合する国家団体となり、今日のスイスの基本的な国家枠組みにつながる十三邦同盟体制が確立し、この体制は1798年まで維持されていった。
長期の軍事的緊張を乗り越えたスイスは、ヨーロッパ有数の軍事力を持つ国家となっていた。強力な軍事力を頼んでスイスは当時のイタリア戦争に介入し、一時はミラノ公国を保護国化する勢威を示し、1513年のノヴァーラの戦いでは強大なフランス軍を大敗させ、ロンバルディア地方に覇権を確立した。ところが、1515年にルイ12世が没し、名君として知られるフランソワ1世が登位すると、同年のマリニャーノの戦いでは盟約者団はこの若き王に大敗北を喫し、以後のスイスは南方へ向けての膨張政策を完全に断念した。しかし、フランスは積極的にスイスの傭兵を軍事的に重視し、これを頼りにする策に転じていった。

#### ツヴィングリの宗教改革
スイスのバーゼルでは1431年以降、大規模な公会議（バーゼル公会議）が長期にわたって開催され、ヨーロッパ各地から学者・文人が集まり、1460年にはバーゼル大学も創設されて盟約者団やアルザス地方から多くの学生を集め、人文主義運動の一大拠点となっていた。『阿呆船』の大ベストセラーで知られるゼパスティアン・ブラントもこの大学で学んだ。画家では、若きアルブレヒト・デューラーやハンス・ホルバインがこの地で活躍した。ヨーロッパ中を放浪した人文主義者エラスムスも、1514年以降はここに定住した。詩人で音楽家のグラレアヌス、ザンクト・ガレンの宗教改革者ヨアヒム・ヴァディアン、そしてフルドリッヒ・ツヴィングリもこの地で学んでいる。ツヴィングリはウィーンに滞在して人文主義の影響を強く受けたのち、1502年にはバーゼルに戻って勉学に精励し、1506年には修士の学位を取得して同年から1516年まではグラールスの司祭、1516年から1518年末まではアインジーデルン修道院の司教司祭を務めた。エラスムスとは司祭時代の1514年に出会い、親交を結んだ。このころにはツヴィングリもスイス人文主義の頂点に立つ存在となっていた。1518年末、都市チューリヒはすでに高名な人文主義者となっていたツヴィングリを司祭として招いた。

##### ツヴィングリの思想

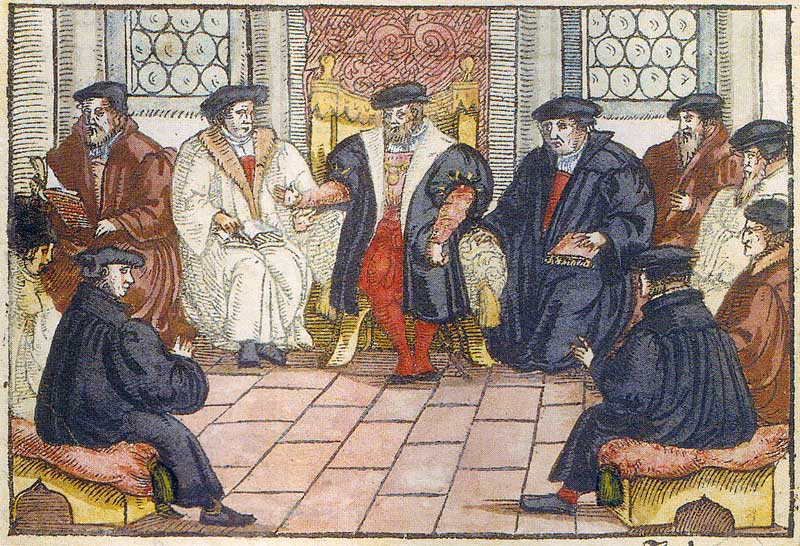
マールブルク会談（1529年）
----
この会談でルターとツヴィングリは教義について多くの一致点を見いだしたものの、結局は両者の思想の相違が目立つ結果となった。

フルドリッヒ・ツヴィングリは後世に「ツヴィングリ派」ともいうべき固有の宗派を残さなかったため、その業績はややもすると限定的に捉えられがちだが、彼をルターやカルヴァンらと比べて二次的な地位に留めることは適切であるとはいえない。ツヴィングリの思想は多くの点でルターとの一致を示すものの彼とは異なり、人文主義やスコラ学の著しい影響が認められるのであり、ツヴィングリをルターの亜流と見なす考えはこの点で明らかな誤解に基づいている。
ツウィングリは聖書原理の実現を図り、四旬節における肉食禁止の廃棄、聖書に根拠のない聖人崇拝の廃止、修道院制度の廃止、聖職者の独身制の解除などを主張し、生活全般が「聖書のみ」によって規定されるべきであると説いた。そして、信仰義認をいっそう明確にして宗教を含めた生活の監督は信徒の共同体（ゲマインデ）により、つまり教会ではない住民の自治組織によって行われるべきだとした。ツヴィングリはこのような自治組織の権威は神に由来し、聖書の解釈をする権威さえも保持していると唱えたのである。

##### チューリヒ改革

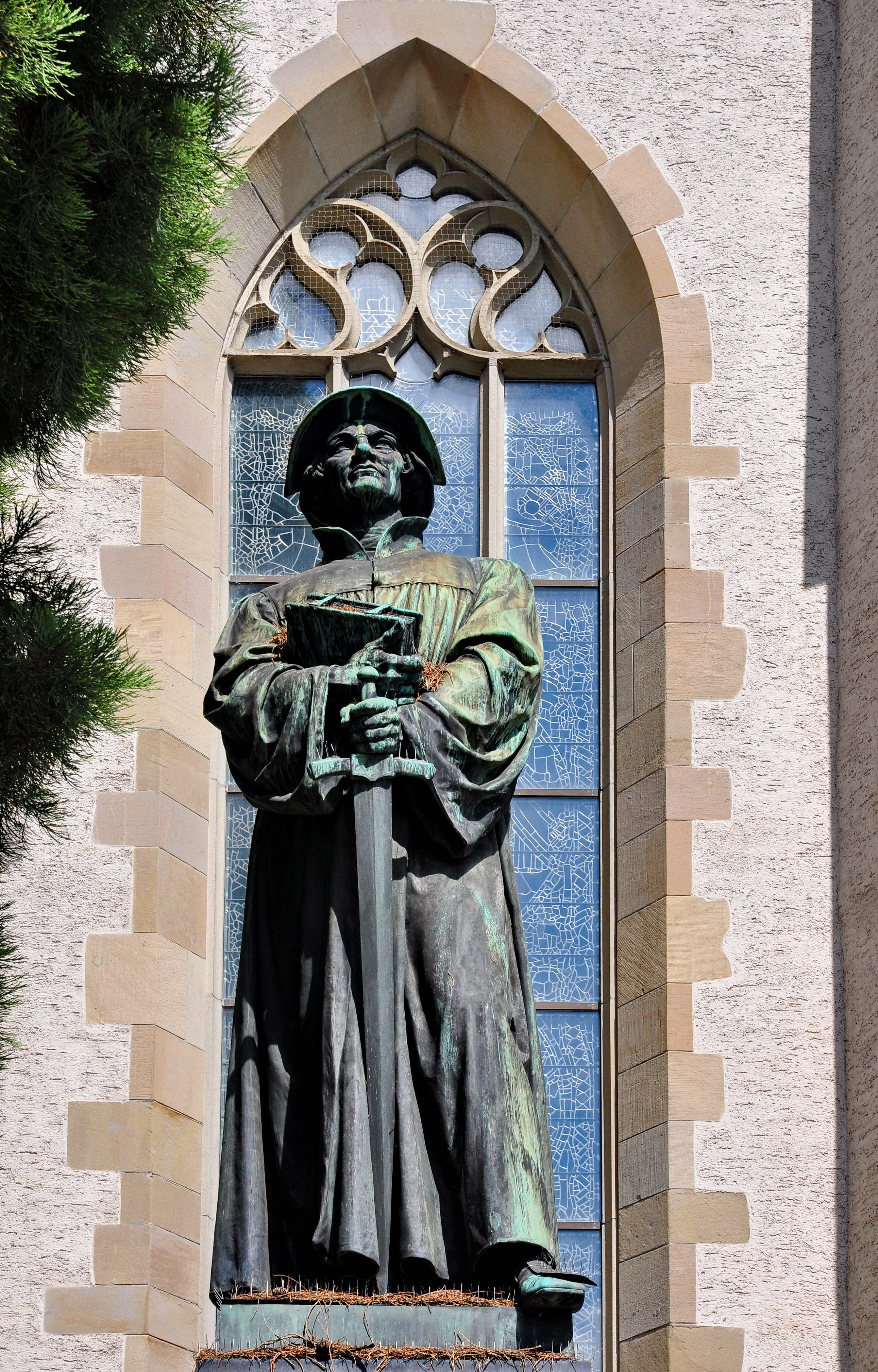
フルドリッヒ・ツヴィングリ（1484年-1531年）像
----
チューリヒのリマト川の岸辺に立っている。右手には聖書、左手に大剣、兜を被り、説教服の下は鎧で武装している。

1518年12月の末からチューリヒの教区司祭・説教者となっていたツヴィングリは、1519年初頭から「マタイによる福音書」の説教を開始した。これがスイスにおける福音主義的改革の幕開けとなる。ツヴィングリはエラスムスを通じてキリスト教を原典から学ぶことの重要性を認識していたため、このマタイ連続説教においてはヴルガタ（ヴルガータ訳ラテン語聖書）を使用せず、エラスムスの『校訂ギリシア語新約聖書』を使用した。やがて、ツヴィングリの周囲には新しい福音理解に共鳴する信奉者が集まるようになり、旧来のカトリック的信仰理解を堅持する者たちとの間には徐々に疎隔が生じていった。ドイツの広大な領邦に比べて狭小な地域共同体であるカントン（邦）の内部での対立は、たちまち先鋭化した。
1522年3月、受難節の断食期間が訪れた際、ツヴィングリ支持者は集まって乾いたソーセージを切り分けて食し、「聖書のみ」の考えを実践した。ツヴィングリは聖書に記載されていない事柄は聖書の教えに反しており、禁止されるべきという考えを持っていた。さらにその10日後、ツヴィングリは「食物の選択と自由」という説教を実施し、これに対してチューリヒ市参事会は支持を表明した。チューリヒはツヴィングリの福音主義運動の拠点となったのである。そして、ツヴィングリは『最初にして最終的な弁明の書』をコンスタンツ司教に宛て、明確に「聖書のみ」を規範とすべきことを表明した。ツヴィングリ派とカトリック派の対立は激化し、市内での武力衝突の危機も迫ったので、チューリヒ市参事会は最終的な決定を下すべく、1523年1月29日にカトリック側聖職者を迎えて公開討論を開催することとした。チューリヒの市長および市参事会は都市と支配下の農村の全聖職者を参集させ、ツヴィングリの主張する教説に対しては聖書のみにもとづき、ドイツ語で討論するよう命じた。
ツヴィングリは公開討論のために自らの信仰を明らかにしようと、『67カ条の提題』を公表した。この文書の中でツヴィングリは「聖書のみ」の原則を表明し、聖書に根拠がない教皇制度や祝祭日・修道制・独身制・煉獄を批判した。その一方、教会の監督は信徒の集まりが行うべきであるとし、市参事会による宗教の管理を暗に正当化していた。さらに社会倫理について『神の義と人間の義』の説教を実施したことにより、チューリヒにおける宗教改革の方向性が明確に定められた。すなわち、チューリヒでの宗教改革は都市共同体という政治秩序の積極的な関与の下におこなわれたのである。
1523年10月には第2回の公開討論会が開かれ、聖画像やミサの廃止が現実の議論の対象となった。その結果、これらカトリック儀式の廃止を原則として廃止が決定されたが、その廃止時期をめぐっては激しい対立が生じた。ツヴィングリに従っていたコンラート・グレーベルらのちに再洗礼派を形成する過激派は、ミサや聖画像が非聖書的とされた以上はただちに廃止すべきと主張したのに対し、ツヴィングリは急激な廃止による騒擾の発生を懸念していた。結局、1524年6月には市内全域から聖像画・聖遺物・ステンドグラスが取り除かれ、12月には修道院がすべて閉鎖され、その資産はカントンに接収された。そして、1525年3月の復活節を境にミサは完全に廃絶され、替わって福音主義の聖晩餐が導入された。また、同年6月には福音主義の司祭養成のため、「カロリーヌム」が開設された。こうしてスイスにおける福音主義運動は着々と橋頭保を築きつつあったが、この時点ではスイス内における福音主義の孤立は明らかであった。ウーリ・シュヴィーツ・ウンターヴァルデンなどの保守的なカントンではカトリック信仰に揺らぎはなく、福音主義に染まったチューリヒに対して旧来の信仰への復帰を求め、彼を異端と断じて盟約からの追放を宣言した。

##### カッペル戦争とカッペル和議
1528年1月、盟約者団中でも有力なカントンであるベルンが福音主義に転じ、1529年2月にはバーゼルで民衆蜂起が起こり、こちらも福音主義に転じた。さらに盟約者団の外部であるが、近隣のザンクト・ガレンやコンスタンツでも福音主義が影響力を増し、福音主義のカントンと軍事同盟を結んだ。一方、インターラーケン修道院廃止後の修道院の継承者はベルンからの自立を図ろうとしていたが、修道院長が支配権を都市に引き渡して修道院内の財宝・銀器がベルンに持ち去られたことを契機に、憤激した農民がカトリックに再び戻り、それをカトリック諸邦が支援するという事態も生じた。カトリック派のカントンは宿敵であったはずのハプスブルク家も巻き込んで軍事同盟を結成し、両者は同年6月にカッペルの野で対峙した（第一次カッペル戦争）。一触即発の危機が迫ったが、ここで両者は歩み寄り、グラールスの調停もあって「現状維持」を約束して和睦した。この第一次カッペル和議では、福音主義に転向したカントンはその信仰を認められるが、カトリックのカントンへの布教を許されず、その逆も然りとされたのであった。ここに信仰の「属地主義」、すなわち「一つの支配あるところ、一つの宗教がある ("Cujus regio, ejus religio")」が認められ、スイスは他のヨーロッパ諸国に先駆けて改革派とカトリックの共存する地域となった。上述したアウクスブルク和議より20数年前のことであり、スイスはヨーロッパにおける宗教多元化の最初の例となったのである。

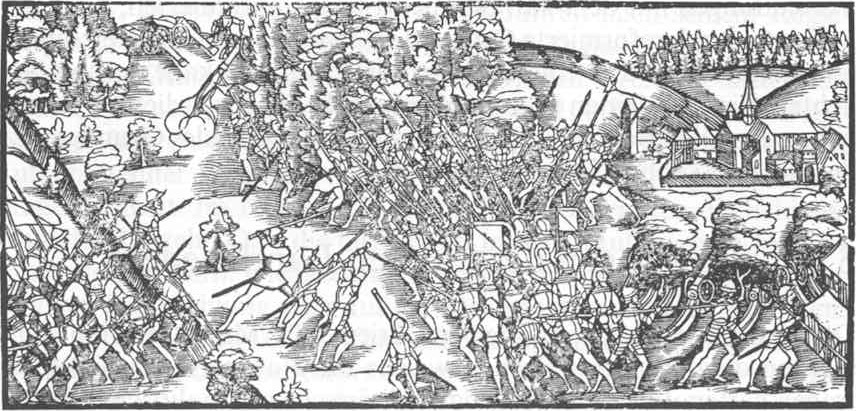
第二次カッペル戦争（1531年）
----
ツヴィングリ率いるチューリヒ市民軍は圧倒的な人数のカトリック軍を迎え撃った。この乱戦の中ツヴィングリは戦死した。1548年に描かれた図版

第一次カッペル和議はスイスに平和と安定をもたらしたかに見えたが、ツヴィングリは現状維持に不満で、福音主義の宣教を軍事的拡張によってでも実現すべきと考えるようになっていた。一方、ドイツではルター派は皇帝の圧迫を受けて存亡の危機が迫っていたため、同盟者を必要としていた。ここにルターとツヴィングリの利害の一致点があり、1529年10月にはヘッセン方伯フィリップの斡旋により、マールブルク城で会談が開かれ、ルターとツヴィングリの間で軍事同盟と教義の一致が検討された。この会談において、両者の教義の多くの点で一致を見たものの、最終的には聖餐理解を巡って鋭く対立した（聖餐論）。カトリックでは、パンと葡萄酒は聖別されると、実体的にキリストの身体と血に変化するという「化体説」を公認していたが、ルターはキリストの身体と血は聖体拝領のパンと葡萄酒の中に、その下にそれとともに実在するという「両体共存説」をとってカトリック的痕跡をとどめた。それに対し、ツヴィングリは「象徴説」を採用し、パンと葡萄酒にはいかなる意味においてもキリストの身体と血は実在せず、彼の死を象徴する記号であるにすぎないとしており、ただこの1点について折り合いがつかなかったため、物別れに終わったのである。これは、プロテスタント内部の分裂の一因となった。
ツヴィングリはその後も強硬にカトリック諸州の軍事的制圧を主張したが、ベルンをはじめとする同盟諸邦の賛同を得られず、ベルンの提案にしたがってカトリック諸州に対し、経済封鎖が実施されるにとどまった。この経済封鎖によってカトリック諸州はたちまち困窮したため、軍事力に訴えざるをえなくなり、1531年10月4日にカトリック諸州はカッペルに再度進軍し（第二次カッペル戦争）、これに対してツヴィングリはチューリヒ市民軍を率いて邀撃した。この当時、カトリック側の兵8千に対してチューリヒの市民軍は数百に過ぎず、乱戦でツヴィングリは戦死した。これは、スイスの傭兵制に対してツヴィングリがかつて厳しい批判をおこなったため、チューリヒが傭兵を充分に用いえなかったことにもよっていた。
しかし、その後はベルンを核とする福音主義派が反撃し、第一次カッペル和議をほぼ踏襲した第二次カッペル和議が締結され、スイスにおける宗教の属地主義が再確認された。ツヴィングリの死により、福音主義運動は後継者ハインリヒ・ブリンガーに受け継がれ、その頃にはツヴィングリの信仰告白を受け入れる都市はスイスにとどまらずドイツ南部にまで広がっていた。これらは、やがてカルヴィニズムのなかに解消されていくこととなった。

#### カルヴァンの宗教改革
フランス北東部のノワイヨンの町に生まれたジャン・カルヴァンは、1523年にパリに上り、パリ大学で、近代的教育法の祖といわれるマチュラン・コルディエのもとでラテン語の教育を受け、人文学・スコラ哲学を学び、さらにフランス・カトリックの一大根拠地であり、反福音主義の牙城ともいうべきモンテーギュ学寮で5年にわたって哲学、文法、弁論術などを学んで、次いでオルレアンとブールジュの大学で法学を修め、合わせてギリシア語・ヘブライ語も学んだ。1533年11月1日、パリ大学の新しい総長ニコラ・コップは福音主義者で、信仰義認をテーマとした総長就任演説をおこなったが、そこにルターの表現が含まれていたため、その演説直後には異端の申し立てがなされ、コップはフランス国内を転々とした。この演説の草稿づくりにカルヴァンも関与したことから彼自身もパリを脱出せざるを得なくなり、1534年には檄文事件で激化した弾圧を避けるためにコップとともにスイスのバーゼルに亡命した。こうして改革者への道を歩み出すこととなったカルヴァンは、バーゼルの地で主著『キリスト教綱要』を1536年に刊行している。

##### カルヴァンの思想

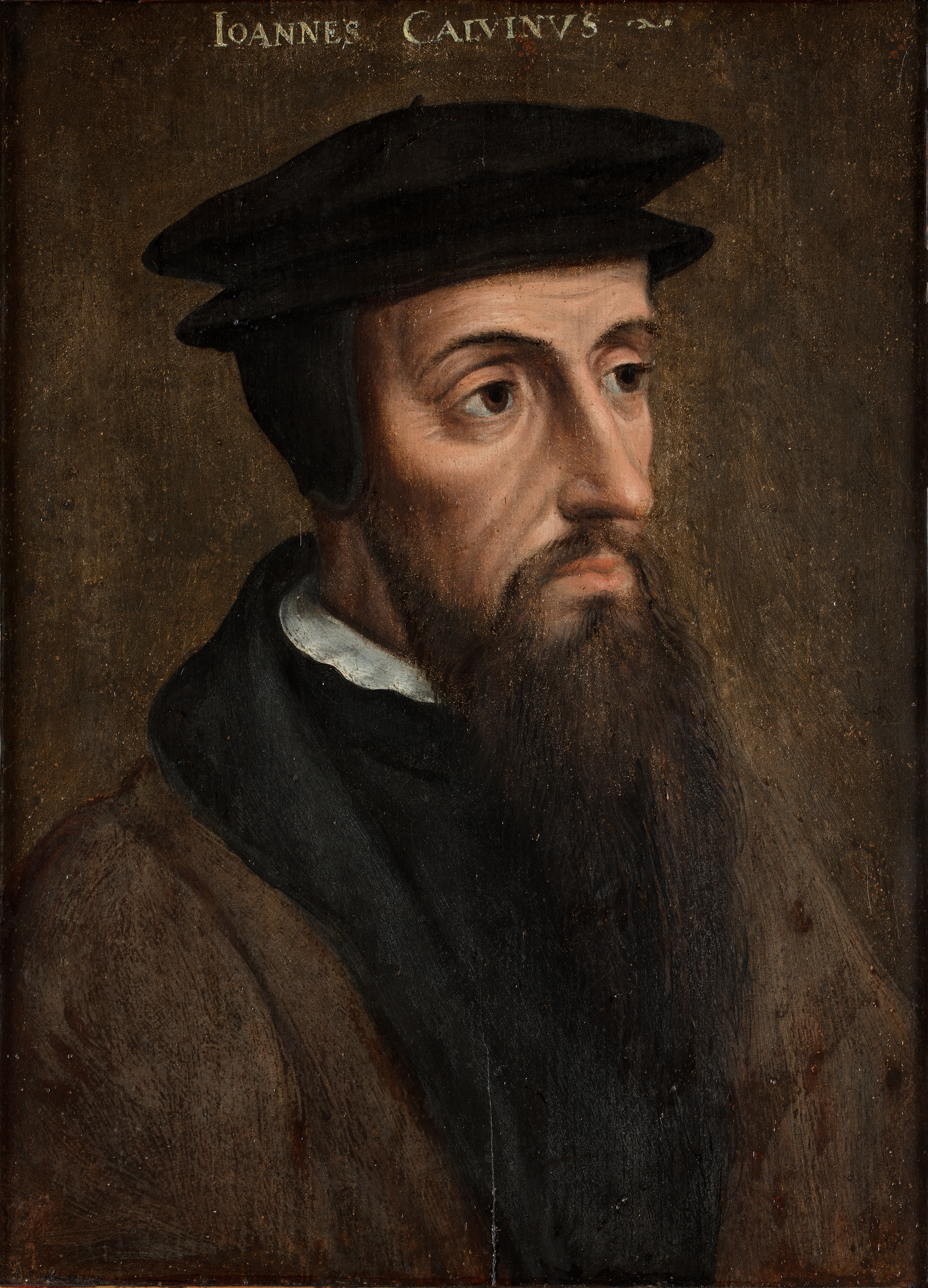
ジャン・カルヴァン（1509年-1564年）
----
その非妥協で厳格な性格からか、生前から毀誉褒貶が定まらない。

カルヴァンの神学は信仰義認、聖書中心主義をはじめルターやツヴィングリのそれから受け継いだ部分が多い。そうしたなかで、カルヴァンの思想を特徴づけるのは、徹底した神中心主義と救霊予定説である。カルヴァンの教理においては、神の栄光、神への祈りと服従がつねに強調される。ルターにおいては力点が人間の苦悩に置かれるのに対し、カルヴァンではあくまでも神自身に置かれるのである。カルヴァンによれば、神を認識することこそが人生の主要目的なのであり、それによって自己を認識するのである。神の像に似せて創造された人間は、本来的には神の栄光の輝きを受けている。自由意志をもった人間は、それによって永遠の生命を得ることも可能であったはずなのに、アダムが原罪を犯して以来、その自由意志によって神に反逆し、罪に陥って人間のあり方は堕落した。この堕落から救済されるためには、人はイエス・キリストにおいて再創造されなくてはならない。人間の罪の身代わりとして地上に送られた神の子イエスにつらなることによって、我々は値なくして救われることができるのである。
神は憐れみによってイエスを世に送ったが、これはすべての人間を赦すためではなく、恩恵に浴することができるのはその一部だけである。人は神の意志により、ある者は永遠の救いに、ある者は永遠の滅びに定められる。これはもっぱら神が自由に決定する領域に属し、しかも神はあらかじめこれを定めていると説く。これが、カルヴァンの唱える予定説である。では、こうした神の選びの絶対的自由を前にして、人はただ絶望するしかないのか。カルヴァンは決してそうではないと説く。なぜなら、神の憐れみは無限であり、それは人々にとっては無限の恵み（恩寵）であり、神を信じて我々に説かれている神の教えを受け入れ、こうしてキリストと一体となった信徒は自らが選ばれていることをもはや疑わないからである（信仰義認）。そして、神は救われるはずのない者まで選びだして救おうとするのである。人間の善き行いも、神の憐れみを強く信じるときにこそ、選びのしるしとなる。そうして、人間の日々の生活の営みは信仰を介して聖化されていく。人生の目的は神は知り、神に栄光を帰して従い、祈りを捧げることにある。それぞれの各個人が営む職業も神が定めたところなのであり、あらゆる職業が「天職」である。それが「召命」である以上、これに精励しなければならないものであり（職業召命観）、一方でこの考えは職業における聖俗の区別の否定につながるのである。
カルヴァンは、再洗礼派との論争のなかで、「神のことばが述べ伝えられて、聖礼典が執行されるところに教会が存在する、それ以外に何が必要なのか」と述べている。この世に完全無欠な教会などないと考えるカルヴァンは、ルターとは異なり、最初から目に見える制度的な教会の必要性を認めた。そして、ルターが教会というものの中味をカトリックと同様、洗礼を受けたすべての者の集まりであるとしたのに対し、カルヴァンはそうではなく「信仰を告白し、善き生活を営む信徒の集まり」と考え、より狭いものとしてこれをとらえた。そこで、教会の構成員は真の信仰と善き道徳との厳しい実践者たることが義務づけられる。牧師は神の言葉を説き、公教要理を教えて聖礼典をおこなう存在であり、聖礼典は洗礼と聖餐式の2つで、信徒が信仰をより強固にすることを助ける。聖餐式に関しては、カルヴァンはルターの共在説ともツヴィングリの象徴説とも異なり、いわばその中間的な立場をとっていた。つまり、イエスはパンと葡萄酒のなかに実在するが、それは「霊的に」実在するという理解である。
信徒の日常生活を監視し、これを正しく導き、信徒相互の紛争を調停するのは聖職者ではなく「長老」と称される俗人であり、貧者の救済も俗人の「執事」に任される（長老教会制）。道徳的に瑕疵（）のある信徒は、聖餐式への参加を行いが改められるまで禁止され、行状のとくに悪い者に対しては破門もある。それのみならず、世俗の権力者からの処罰も甘受しなければならない。カルヴァンの思想は社会生活全般を宗教一色で染め上げようという指向をもち、その意図は彼の国家観にも現れている。カルヴァンは、アウグスティヌスの「神の国」「地の国」の考え方に影響を受け、教会と国家の権力の差異と非類似性からいって、「霊的王国」と「政治的王国」は常に区別しなければならないとした。
カルヴァンの政治思想には2つのきわだった特徴がある。1つは教会を世俗権力から独立させること、もう1つは世俗権力に教会の目的への奉仕をさせることである。彼は教権と俗権という「二本の剣」は分離不可の関係ではあるが、明確に弁別されるべきであると述べた。カルヴァンはアウグスティヌスに従い、教会を神によって定められた独自の権威を持つものと考え、この世には「見える教会」と「見えない教会」があるという。見えない教会は正しい信徒の作る精神的な共同体で、時間と空間の制約を受けない。見える教会は信徒が集まって儀礼や礼拝、説教が行われる場所で、この見える教会においては成員すべてが必ずしも完全な信仰を有しているわけではない。そのため、見える教会は成員すべてを完全な信仰に導くために規律を必要とし、内部に政治が必要とされるほか、教会の幹部は道徳を含む世俗の問題に対しても判決を下せる。
一方、世俗権力の担い手である国家は、神の地上の代理人にして下僕であるとカルヴァンは考える。為政者は、信仰の正しい実践を保って人民の安全と財産を守り、正義を行わなければならない。そして、このような為政者に対し、人民は絶対的に服従しなければならない。服従を免除されるのは、為政者が神の命令にそむいた場合に限られる。国家とは真の宗教、正しい信仰を広めるためのものだと考えたカルヴァンは、政治権力に「三位一体説」という教会にとって最も重要な教義を認めさせる一方、世俗の司法機関における世俗的な裁判官の権限を高めた。カルヴァンの思想のうち、無抵抗については彼の死後現実のユグノー弾圧への対応として、理不尽な支配に対しては抵抗してもよいというモナルコマキの政治理論が登場した。それと同様にカルヴァンの思想にある非寛容で妥協を許さない部分も、カルヴァン主義が深刻なコンフェッショナリズム（後述）に直面するうちに動揺し、そのなかから寛容論が起こってくる。
カルヴァンと彼の一派は、新旧両方から異端とされたミカエル・セルヴェトゥス（ミシェル・セルヴェ）をジュネーヴ市当局が火刑に処したことに、公然と賛意を表している。カルヴァンは、国家による異端者弾圧を容認し、場合によっては支持さえしたのである。

##### ジュネーヴ改革

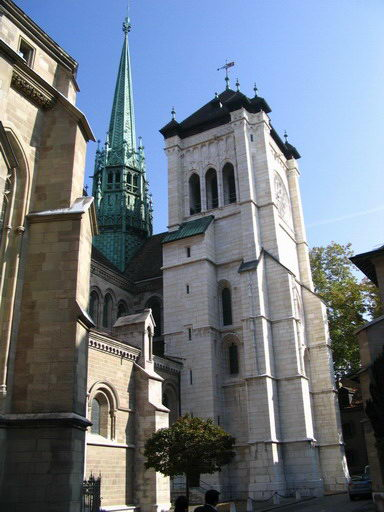
ジュネーヴのサン・ピエール教会
----
ここでカルヴァンは幾度となく説教を行った。

1536年7月から8月にかけ、ジュネーヴに滞在していたカルヴァンは同地で福音主義的改革の導入を考えていたギヨーム・ファレルに援助を懇請された。当時のジュネーヴは少し前までベルンの実質的な保護領であり、同年5月にはベルンの援助を受けて福音主義に転じたが、いまだ改革の緒についたばかりで方針も定まっておらず、ファレルは当時匿名で出されていた『キリスト教綱要』の著者がカルヴァンであることを知り、彼を強引に引き止めたのである。カルヴァンは当時ストラスブールへ向かう途中であったが、これに協力することを決意した。1537年1月16日にはカルヴァンら牧師団により、市参事会に対して教会改革の具体案が提出され、ここにジュネーヴはツヴィングリ派とは異なった、新たな改革の方針に従うこととなった。ただちに新しい「信仰告白」を含む要理書（カテキズム）が刊行され、市民はこの「信仰告白」に対して宣誓を求められた。こうして改革が本格的に開始されたが、カルヴァンらはこの「信仰告白」が守られているか厳しく監督したため、市民の間には改革への抵抗感が芽生えた。また、当初から市参事会はカルヴァンらの主張に教会を世俗の権力から独立させ、むしろ世俗権力を教会に従属させようとする意図があることに気づいていた。カルヴァンは教会を国家から切り離して新しい教会制度を目指したが、市民側に反対されて頓挫したのである。
1538年4月23日、新しいジュネーヴ市参事会が発足すると、カルヴァンとファレルはこの参事会によって追放され、カルヴァンはマルティン・ブツァーの勧めにより、ストラスブールのフランス人難民教会の説教師を務めることとした。ストラスブールでの聖書講義は3年におよび、1539年にカルヴァンはビューレンのイデレッテと結婚している。
やがてジュネーヴでは再びファレル派（福音主義派）が勢いを盛り返し、彼らによって再び招聘されたカルヴァンは1541年9月13日、自身もう二度と戻ることはないと思っていたジュネーヴに帰還した。帰任早々の9月20日にカルヴァンは「ジュネーヴ教会規則」を立法化し、牧師・教師・長老・執事という4職を定めた。牧師と教師は説教などを通じて司牧の役割を担い、聖書解釈の問題などについて定期的に審議した。長老は牧師・教師とともに監督院を形成し、市内のどの家にも自由に立ち入れる権利を有して市民生活を監督した。また、執事は教会施設の管理と救貧を担った。カルヴァンは教育においては政教分離を実践して公教育と教会教育を区別し、後者のために「ジュネーヴ教会教理問答」を作成した。
カルヴァンの改革政治は「神権政治」とも称されている。「神権政治」開始後の最初の5年間に56件の死刑判決と78件の追放がおこなわれて反対派はことごとく弾圧され、1553年には高名な人文学者であったミカエル・セルヴェトゥスが三位一体説を批判した嫌疑で火刑に処せられている。1559年には神学大学が設立され、プロテスタント系の神学大学としては、すぐにヴィッテンベルク大学に勝るほどの勢いとなり、ヨーロッパ各地に改革派の説教師や教師を送り出すまでになった。1564年の死にいたるまでカルヴァンはカトリックとの戦いに明け暮れたが、さらに死後の1566年にはツヴィングリ派との間で合同が成立してスイスの改革派は改革派教会として統一され、勢力を強めた。

#### 改革派教会の広がり
カルヴァンは上記のように1540年代にジュネーヴで独自の宗教改革を実現して「改革派教会」発展の基礎を構築し、それは「ルター派教会」と並んでプロテスタントにおける二大教派となった。ルター派教会が「アウクスブルク信仰告白」とルターの「教理問答書」を信仰の規範とし、教会政治においては「監督制」を保持したのに対し、改革派教会では監督制を廃したうえで牧師に加えて教会員から選ばれた長老たちで「長老会」を組織し、それによって信徒の指導監督にあたる「長老制」を採用して各個別教会における信仰告白を重視する点が、両者の大きな相違である。
カルヴァンの思想は、彼の生前からスイスにとどまらず近隣の諸国に広まっていたが、その伝播の過程でニュアンスを失い、特定の要素が誇張されたり薄められたリした。ルター派の強いドイツではカルヴァン派はほとんど浸透しなかったが、スイスではカトリック信仰にとどまる地域も多く、ドイツ同様に教会分裂がみられたが、ツヴィングリとカルヴァンによって宗教改革が主導された経緯により、ルター派は浸透しなかった。宗教上の不和は厳然と存在する一方、スイスではヴィルヘルム・テルや聖ニコラウス（ニコラウス・フォン・フリューエ）は相変わらず「古き良き盟約者団」の象徴であり、国民的英雄として崇敬された。
スイスとそれに隣接する南西ドイツでは、きわだった対照性を示していた。スイスでは、ツンフト（商人ギルド）に代表される中下層の市民が都市における門閥支配を打破するとともに周囲の諸侯・修道院領を領域支配に組み込む契機として宗教改革が期待されたという側面があり、ここで重視されたのはカルヴィニズムであった。ツヴィングリ派から分離発展した再洗礼派はその信仰を守る信者のみで共同体を構成しようとし、農村部では自治運動と結びつくこともあった。それに対し、南西ドイツではシュマルカルデン戦争の結果、カール5世によって徹底的にツンフトが解体されて門閥支配が強化され、ここで公認されていたのはルター派であった。
フランスに対しては、生前のカルヴァンはジュネーヴから伝道者を派遣して祖国フランスの宗教改革を組織化しようと努め、彼の勧告にしたがってパリに改革教会が設立された結果、1561年末には670以上の改革教会がフランス国内で組織された。1559年には、フランス改革教会の最初の国民会議がパリで開催されている。フランスのカルヴァン派プロテスタントは「ユグノー」といわれたが、その広がりと同時に迫害も始まり、1562年には北東部のヴァシーでカトリック教徒による新教徒虐殺（ヴァシーの虐殺）が起こっている（詳細は後述）。

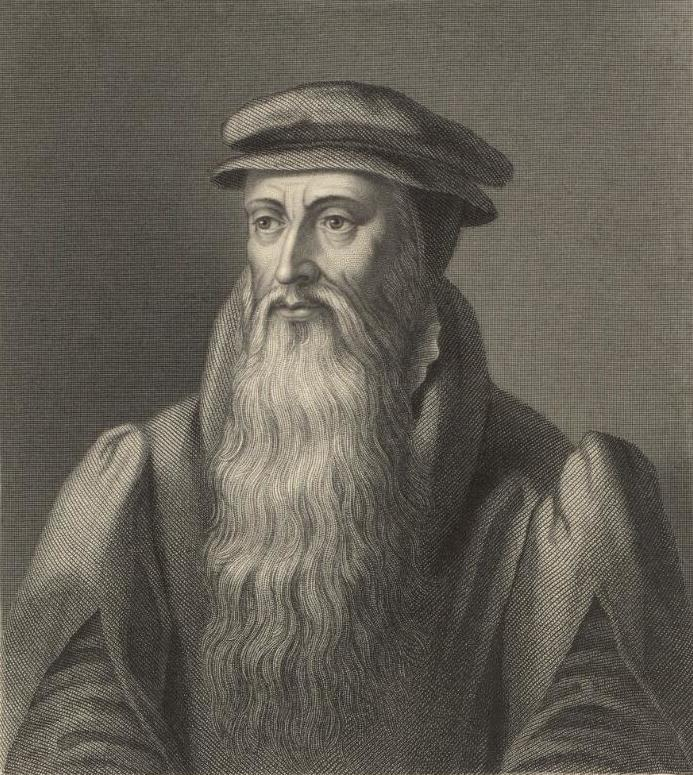
スコットランド宗教改革の指導者ジョン・ノックス（1514年-1572年）

カルヴァン派はまた、ネーデルラント（低地地方）とくにオランダでは著しい影響をおよぼし、それは外国支配からの解放運動の大きな原動力となった（詳細は後述）。スコットランドにおいては、1540年代にこの国で最初にカルヴァン主義を奉じた聖職者が火刑に処せられ、カルヴァン派貴族が蜂起したものの、それも制圧された。ジュネーヴに一時亡命してカルヴァンの影響を強く受けたジョン・ノックスが1559年に帰国し、プロテスタントのスコットランド貴族を動かしてスコットランド教会（スコットランド長老派教会）を設立し、1560年にはノックスらの信仰告白（スコットランド信条）がスコットランド議会に承認されて「国教」の地位を獲得した。のちにそのなかでイングランド国教会を批判する勢力が、ピューリタン（清教徒）を形成した。ジョン・ノックスの改革派教会では信仰上の原理が政治上の規律とされるなどジュネーヴ的な改革がなされ、神政政治が一時実現した。当時のスコットランド各地では多くの聖堂が破壊され、偶像崇拝は徹底的に否定されている。信徒が牧師を選出している点では、この国の教会制度はむしろジュネーヴのそれよりも民主的であった。
イングランドでは、ロラード派の異端思想、ルター主義、反聖職者主義、反教皇主義などが混合して宗教改革の気運が非常に高まったが、国家主導で改革がなされた（詳細は後述）。

### 低地地方の宗教改革
メルセン条約によって東フランクと西フランクに分属することとなった低地地方は、中世後期に至るまで政治的統一とは無縁であったが、14世紀にヴァロワ＝ブルゴーニュ家の支配下に入ると、地域の政治的統一が促進されることとなった。その後、同家は断絶してハプスブルク家がこの地を相続し、中央集権的な支配をおよぼそうとしたが、これに対して低地地方の貴族は不満を募らせて1568年に反乱を起こし、やがて北部はオランダ共和国として独立した。オランダ共和国では改革派が多数であったわけではないが、独立の過程においては改革派が主導的な影響をおよぼし、やがて改革派の中心国家として台頭することになった。

#### 中世の低地地方

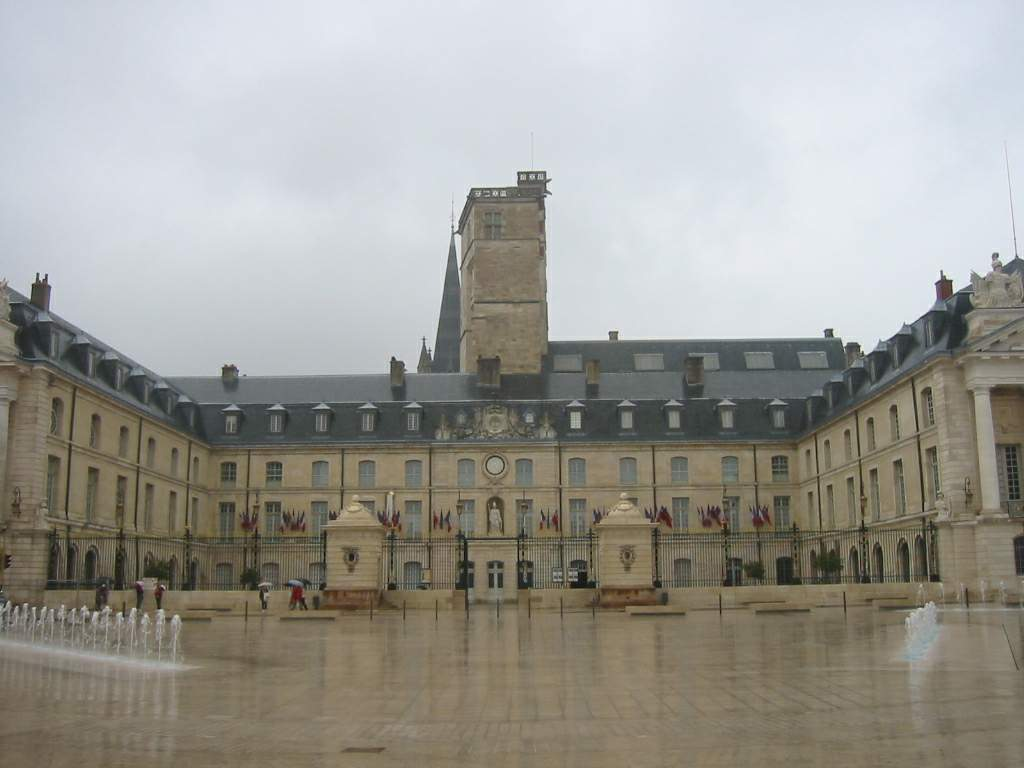
ディジョンにあるブルゴーニュ公の宮殿

12世紀までに、低地地方にはホラント伯やゲルデルン公、ブラバント公、エノー伯、ルクセンブルク伯、フランドル伯などの世俗領主、ユトレヒト司教やリエージュ司教といった教会領主が分立割拠し、あたかも寄木細工の様相を呈していた。大枠ではフランドル地方のみが西フランクすなわちフランスの領域に属し、残る大部分は神聖ローマ帝国の領域に属していたが、11世紀後半ごろからこの地域に対する神聖ローマ皇帝の勢威が減退していき、低地地方は徐々に英仏両国の影響を受けるようになっていった。
低地地方南部のフランドル伯は、フランスと神聖ローマ帝国にまたがる広大な領域を支配してフランス王との緊張を強め、とくに支配下の諸都市はイングランドとの交易上の結びつきも強く、歴代のフランドル伯も婚姻関係などを通じてイングランド王に接近した。フランドル伯ボードゥアン9世の時代には、ノルマンディをイングランド王ジョンから取り上げたフィリップ2世がフランドルをうかがう情勢となった。ボードゥアンの娘ジャンヌ・ド・コンスタンティノープルの時代にはイングランド王および神聖ローマ皇帝（オットー4世）と同盟してフランス王権に挑戦したが、1214年のブーヴィーヌの戦いで敗北し、以後はしばらくフランスへの服属を余儀なくされた。
14世紀中葉、低地地方は相続と婚姻を通じてブルゴーニュ家のフィリップ2世（豪胆公）の支配下に入り、この公国のもとで政治的統一が進められた。ブルゴーニュ公国はその収入の大部分が臨時収入であり、低地地方からの収入割合はそのうちの約75パーセントを占め、経常収入においてもブルゴーニュ本領から収入はおよそ5パーセントに過ぎなかった。このように公国は財政的に低地地方に大きく依存しており、自然と政治の重心も低地地方へ移動せざるを得なくなった。ジャン1世（無畏公）は上訴権を強化して都市裁判を公の裁判へ従属させるなどしたが、百年戦争中のフランス宮廷の政争に関わったことから、アルマニャック派によって暗殺された。次のフィリップ3世（善良公）の治世は長きにわたったが、当時はすでに聖職者、貴族、有力都市民からなる身分制議会が低地地方でも開かれており、善良公はこれを存続させて新たに課税賛否権と請願権を与え、1464年にはブルッヘに低地地方の代表を集めて公位継承を審議させた。この議会は「全国議会（エタ・ジェネロー）」の始まりとされている。
1477年にシャルル突進公がロレーヌ・アルザス・スイス軍との戦いで戦死すると、フランス国内のブルゴーニュ公領は即座にフランス王権に回収され、相続者マリー・ド・ブルゴーニュに残されたのは低地地方とフランシュ＝コンテのみであった。マリーは同年ハプスブルク家出身の神聖ローマ皇帝神聖ローマ皇帝マクシミリアン1世と結婚し、これらの地域も一円的にハプスブルク家の支配に収まった。
なお、この地方ではデフェンテル（現：オランダ中部）で1370年代にヘールト・フローテやフローレント・ラーデベインスらにより、共同生活兄弟会が創設されている。これは、ローマ教会を頂点とする信仰の組織化に対立した共同体的結社であり、神秘主義者ヤン・ファン・リュースブルクの影響を受けて本源的キリスト教の生活を実践しようとするものであり、そこでは司祭も一般信者もともに隣人愛的共同生活を経て、観想、祈り、清貧を実践していくことが目的とされた。『キリストのまねび』の著者トマス・ア・ケンピスはその推進者であったが、人文主義者として著名なエラスムスもデフェンテルの共同生活兄弟会附属の寄宿学校生であった。

#### ハプスブルク家支配

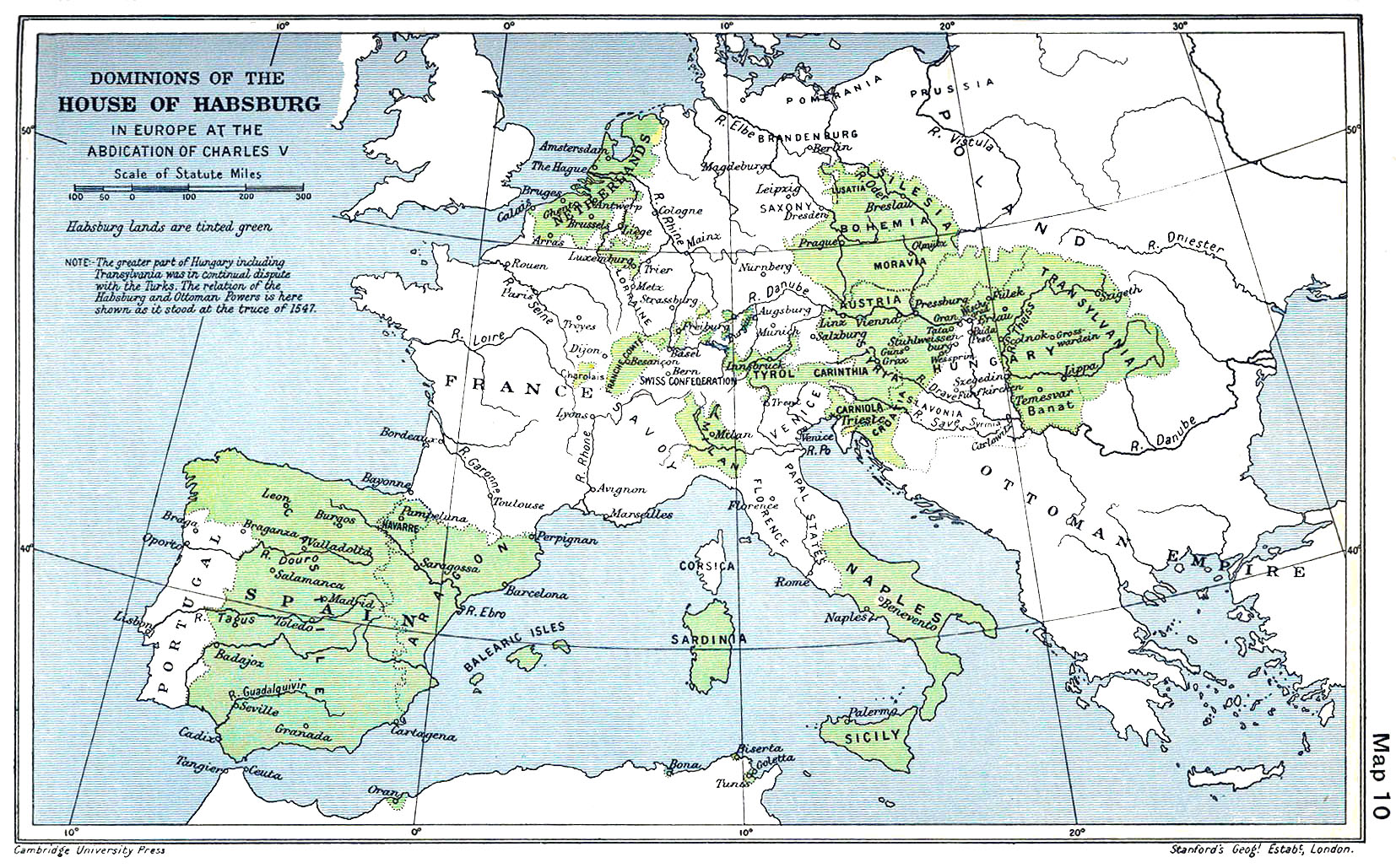
カール5世の「帝国」（1547年）

1506年、マクシミリアンとマリーの子でフランドルで育ったフィリップ端麗公が急死すると、その長子でわずか6歳のシャルル（のちのカール5世）が低地地方を相続し、1515年1月に全国議会で即位した。さらにシャルルは1516年にはカスティリャ・アラゴン両王国の君主となり、新世界に勢力を拡大し続けるスペインの国王カルロス1世となった。これにより、低地地方はスペイン領となった。1519年、祖父マクシミリアン1世が死去すると、シャルルはフッガー家の財力を背景に対抗馬のフランス王フランソワ1世を皇帝選挙で破り、ドイツ皇帝として登位した（神聖ローマ皇帝カール5世）。こうして東はトランシルヴァニアから西はスペインに至る、ヨーロッパ全体を包含するかのような「帝国」が形成されたが、この「ハプスブルク帝国」には一体的な国家組織がなく、個別の国家が単純にカール5世個人のもとで集約されているに過ぎなかった。カールは対フランスとの緊張関係を通じてこれをまとめようとし、低地地方は「帝国」にとって辺境の位置にあるにもかかわらず、対フランスの軍事的・政治的拠点であるうえ、アントウェルペン（アントワープ）の金融は「帝国」の重要な財源であった。カールは低地地方の行政的中心をブリュッセルに置き、中央集権化を進めて低地地方の政治的統一を促進させる一方、周辺地域の武力的制圧を進め、メルセン条約以来分断されていたこの地を初めて統一した。低地地方が17州と呼ばれるのは、このカール5世が帯びた低地地方の17の称号に由来し、1548年のアウクスブルク帝国議会で正式に承認された。1549年には低地地方が「永久に不可分」な形でハプスブルク家に継承されることを定めた国事詔書（プラグマティック・サンクシオン）が発布され、全国議会で承認された。
低地地方は、共同生活兄弟会（上述）発祥地だけあって宗教改革の気運も高く、ルター派が活動して急進的な再洗礼派の運動も広がりをみせていたことから、カールはこれに激しい弾圧を加えた。1540年以降に再洗礼派の活動が沈静化すると、代わって人びとの心をとらえたのはカルヴァン派であった。特にフランス国境に近いエノー、トゥールネ、リルなどの各地に流入し、当初は再洗礼派と混同されていたが、他宗派にはみられない強固な教会組織のほか、職業への精勤を奨励して蓄財を認める教義は16世紀における商工業の発展と調和的であり、都市の手工業者に広がってアントウェルペンはその最大の拠点となった。
アウクスブルクの和議を経た1556年、カール5世は退位して神聖ローマ皇帝位を弟のフェルナンド（フェルディナント1世）、スペイン王位を長子のフェリペ（フェリペ2世）に譲り、ハプスブルク家はスペイン・ハプスブルク家とオーストリア・ハプスブルク家に分かれた。カール5世に続いて低地地方を支配したフェリペもカール5世の基本路線を継承し、法典や裁判制度の統一を図って低地地方を中央集権化しようと試みたが、低地地方の政治の実権はグランヴェルなどの寵臣が握っており、オラニエ＝ナッサウ家などの大貴族と対立した。フェリペは低地地方での支配権を強化するために低地地方での教区再編を計画し、1559年7月には教皇パウルス4世から許可を得た。これにより、低地地方にはカンブレ・メヘレン・ユトレヒトの3大司教区が新設され、これらの司教区の司教には従来王権のもとで異端審問に関与していた神学者が多数登用されたほか、低地地方のプロテスタント弾圧で有名なアントワーヌ・ド・グランヴェルもメヘレン大司教となっている。当時、フランスからは多数の改革派が流入し続けており、宗教的緊張が高まって低地地方に不穏な空気が流れ始めた。

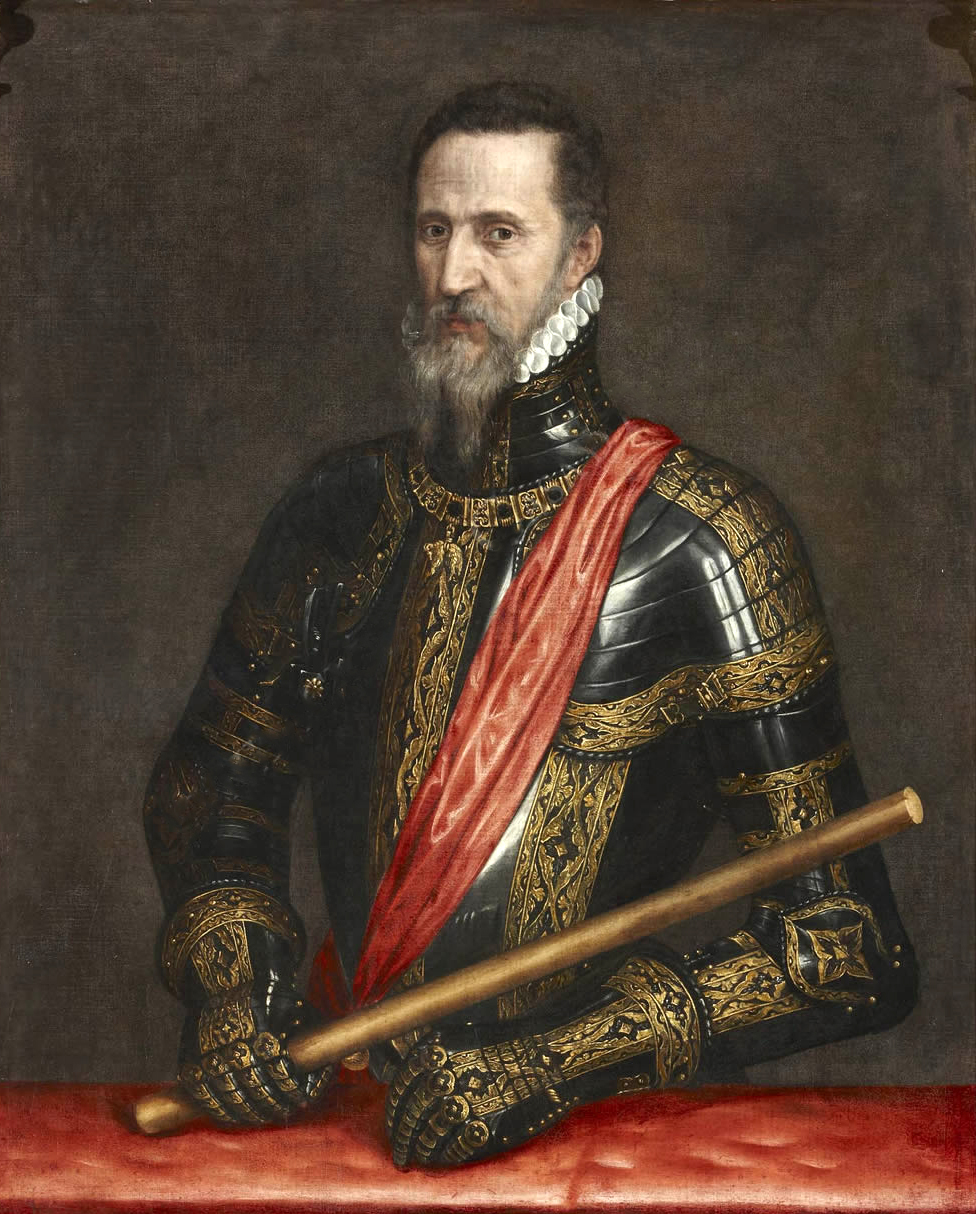
アルバ公フェルナンド・アルバレス・デ・トレド（1507年-1582年）
----
「鉄の公爵」と呼ばれた。設けた「騒擾評議会」は別名「血の裁判所」と呼ばれるほど苛烈で、低地地方を苦しめた。

1565年にフェリペが改めて低地地方での異端審問の強化を命令すると下級貴族は反発を強め、1566年には異端審問の中止を求める訴状を執政（全州総督）に任じた異母姉マルハレータに提出した。執政マルハレータは異端審問の一時緩和を発表したが、これによって改革派が公然と低地地方で活動を開始するに至った。
1566年にはフランドルでカトリック教会や修道院を狙った暴動が発生し、その反乱は低地地方各地へ広まった。フェリペが重税などの圧政を行っていたため、まだプロテスタントが浸透していない北部にまで拡大したこの暴動は一見宗教的動機に隠されてはいたが、実はそのうちに深刻な経済的理由が存在しており、これは改革派がそれほど浸透していない低地地方北部でも暴動が起こっていたことからも、明らかである。この年は北欧での大規模な戦争（北方七年戦争）によってバルト海方面からの穀物流入が激減し、食糧難と経済危機によって低地地方の人々が苦しんでいたことから、1567年8月にはフェリペが事態の収拾を図るため、フェルナンド・アルバレス・デ・トレド（アルバ公）に指揮権を与えて軍隊による介入を指示し、1万ほどの軍勢とともに派遣した。アルバ公は「騒擾評議会」なる特別法廷を設置して暴動の参加者を徹底的に弾圧したうえで同年12月にはマルハレータに替わって執政となり、ネーデルラント貴族にこの暴動の責任を問うた。

#### 八十年戦争のはじまり
1568年6月5日、異端撲滅の名のもとにエフモント伯ラモラール、ホールン伯フィリップを含む大貴族20人余りがブリュッセルで処刑された。この際、大貴族の一人であったオラニエ公ウィレム1世（沈黙公）は1567年4月時点でドイツに逃れて無事だったが、彼ら亡命貴族の財産・領地の多くが没収された。1569年には十分の一税を導入し、スペインの財政改善のために低地地方に経済的圧迫をもたらした。

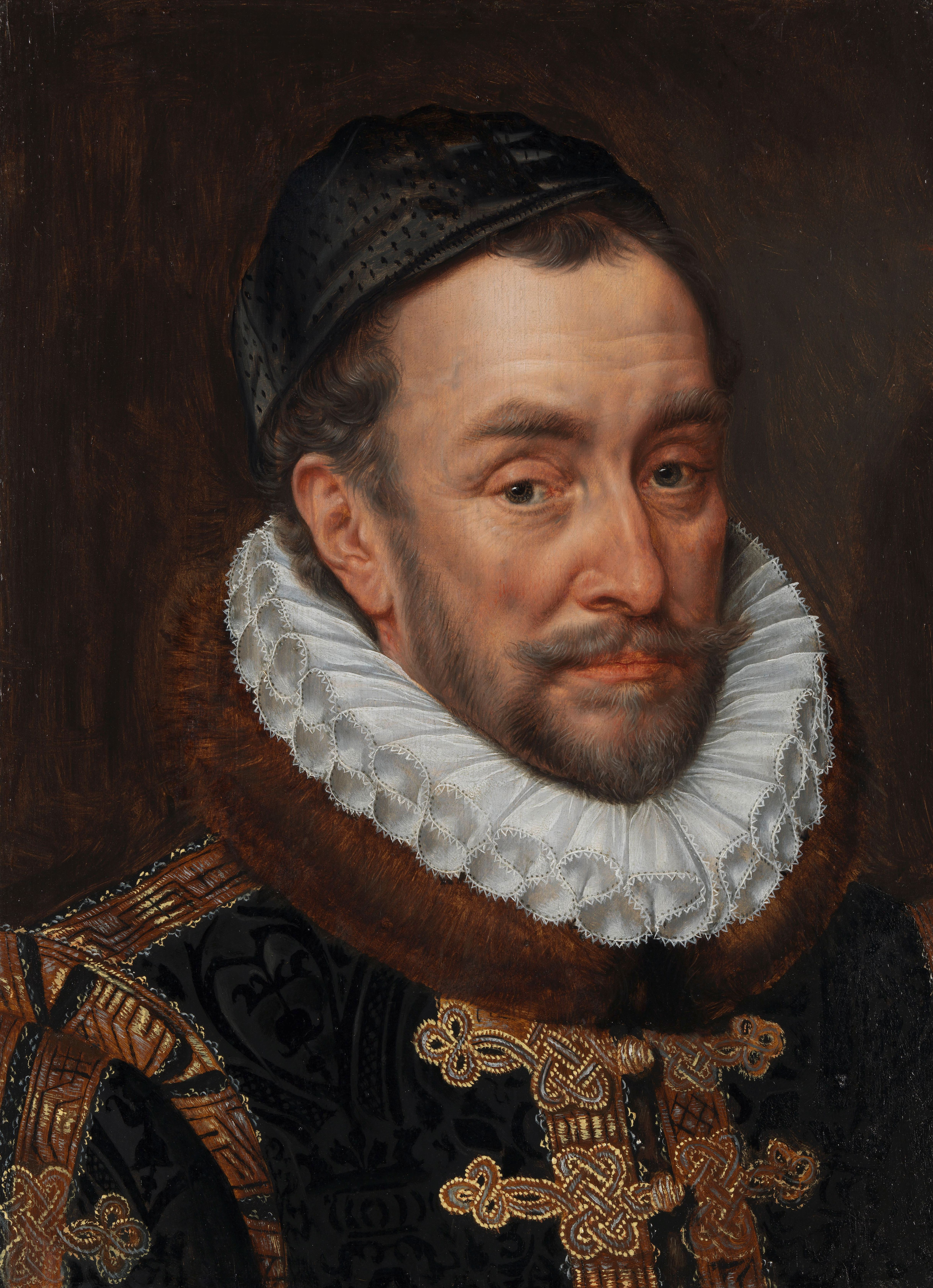
オラニエ公ウィレム1世（1533年-1584年）

ウィレムが1568年4月に軍を率いてオランダ北部と中部から一斉に進攻したこの抵抗運動はネーデルラント独立戦争へ発展し、「八十年戦争」と呼ばれる長い戦いとなったが、これには12年間の休戦期間も含まれている。ウィレム軍は国王ではなく「奸臣」を標的としたものであり、同年5月23日にはヘイリヘルレーの戦いに勝利したものの、結局は低地地方北部の制圧に失敗した。ウィレムはフランスのユグノーに合流し、「海乞食党（ワーテルヘーゼン）」を組織して低地地方の沿岸を無差別に攻撃・略奪した。1572年4月1日には海乞食党が小都市デン・ブリルの占拠に偶然にも成功し、これを機に低地地方の港湾都市を少しずつ制圧していった。同年7月にはホラント州が反乱側に転じ、ウィレムを州総督に迎えた。低地地方北部のホラント州とゼーラント州に海乞食党が足場を整えた後には低地南部から改革派が続々と流入し、徐々に2州の主導権を握るようになった。こうして低地諸州は、反乱2州と国王に従順な他の諸州に二分され両者間の抗争が始まった。北部2州のプロテスタント化は急速に進み、1573年2月にはホラント州でカトリックの礼拝が禁じられた。このとき、オラニエ公も初めてカルヴァン派の聖餐式に参列している。
1576年には給料の未払いから低地地方に駐留していたスペイン軍が略奪に走ると、スペインに協力的であった南部州も反乱州との提携に転じ、ヘントの和約が結ばれた。和約は全部で25か条あるが、最初の3か条はとくにこの条約の基本性格を表していると考えられている。第1条ではスペイン王による無条件大赦を要求し、第2条では諸州の連帯と低地地方の平和維持を規定し、第3条では宗教問題など諸州の問題を解決するために全国議会を開くことを決めていた。しかし、この和約はまったく効果的な裏付けを欠いていた。そもそも約束された諸問題を解決するための全国議会は開かれなかったうえ、条約は北部と南部が互いに都合良く解釈する余地を残していた。たとえば、フェリペ2世の意向を気にする高級官僚は1576年11月9日付けの国王宛書簡で「和約」を容認したやむべき経緯を釈明したうえで和約の実施に際し、修正を加えることを示唆している。同様にオラニエ公ウィレムの側でも、側近がイングランド宛の書簡で宗教問題について、ホラント・ゼーラント両州ではまったく妥協する気がないことを述べている。このようにヘントの和約は一時的な妥協に過ぎず永続性を欠いており、状況の推移によって簡単に崩れる脆い地盤の上にあった。ただし、低地地方におけるカルヴァン派教会の創設はその後も進展しており、カルヴァン主義の「ベルギー信仰告白」が第一回改革派全国大会で確認された。
ヘントの和平は宗教政策や新総督ドン・フアン・デ・アウストリアへの対応などをめぐってホラントやゼーラントと他の諸州の意見が合わず崩壊し、1579年に南部のエノーとアルトワ両州による「アラス同盟」が成立すると、北部7州はそれに対抗して「ユトレヒト同盟」を結んだ。1581年7月、北部7州（ユトレヒト同盟）はフェリペ2世の統治権を否認した。これはしばしばオランダ独立宣言として扱われるが、あくまでもフェリペへの抵抗姿勢の表明であった。ただ、それこそがのちのネーデルラント連邦共和国（現在のオランダ）の成立を準備したことは確かである。

### イングランド国教会の成立

ヘンリー8世（1491年-1547年）

テューダー朝第2代のヘンリー8世は1509年にイングランド王となり、当初は修道院改革や聖職者教育の改善に努める一方、ルター派を弾圧して聖餐における化体説をあらためて支持して聖職者の結婚を禁ずるなど、カトリシズム強化策をとっていたが、1530年にはスペイン王家出身の王妃キャサリン・オブ・アラゴンとの離婚の許可をローマ教皇庁に訴え出た。しかし、ローマ教皇クレメンス7世はこれを受理せず、1533年にはヘンリー8世を破門に処した。同年、ヘンリー8世は上告禁止法を定めて国王が聖俗を一元的に支配することを決定した。翌1534年には国王至上法（首長令）によってイングランド国教会が成立し、イングランド議会は国王を国教会の首長の座に据え、ローマ教会から離脱した。こうして、イギリスでは国王の離婚という私事を契機としていわば「ローマ教会なきカトリシズム」という形式での宗教改革（あるいは「旧教離脱」）を実現した。イングランド国教会の内部ではルター主義的諸改革が一時なされたものの、ヘンリー8世統治下ではやがてほぼカトリックの教理と教会規則に立ち戻る逆行現象が起こり、聖母マリアの崇敬や聖人崇敬が奨励され、聖書を私的に読むことが禁じられた。イングランド国教会は以後、何度かの内部改革運動を経ながら、基本的に政教未分離のまま現代にいたっており、国教会の長であるカンタベリー大主教は「全イングランドの首位聖職」として国政上も絶大な発言権を有している。
1547年、ヘンリー8世とジェーン・シーモアの子エドワードは9歳でイングランド王エドワード6世として即位した。プロテスタントとして育てられたエドワード6世は宗教改革の推進者となり、ラテン語に代わって英語で聖書を朗読し、聖餐式を改め、教会内陣に聖画像を置くことを禁止し、司祭の結婚も認めた。1840年代のジュネーヴで発展したカルヴァン主義はイングランドにも波及し、イングランド国教会の教理と典礼に採用された。1552年、カルヴァン神学が『一般祈祷書』に取り込まれた。大主教トマス・クランマーによってプロテスタント的な信仰箇条『42箇条』が答申され、王はこれを許可したのである。
エドワード6世が若くして死没すると、ヘンリー8世とキャサリンの子メアリー1世がイングランド女王として即位し、1555年にはローマ教会との和解が成立してカトリックに復帰し、没収した教会財産も返還されて異母弟エドワードの定めた諸法を廃止したうえ、ヘンリーの反教皇的諸法も廃止された。福音主義的な傾向のある司教たちは次々に処刑され、迫害は一般人にもおよび、その犠牲者は273名と数えられている。大主教クランマーもメアリー統治下で殉教した。

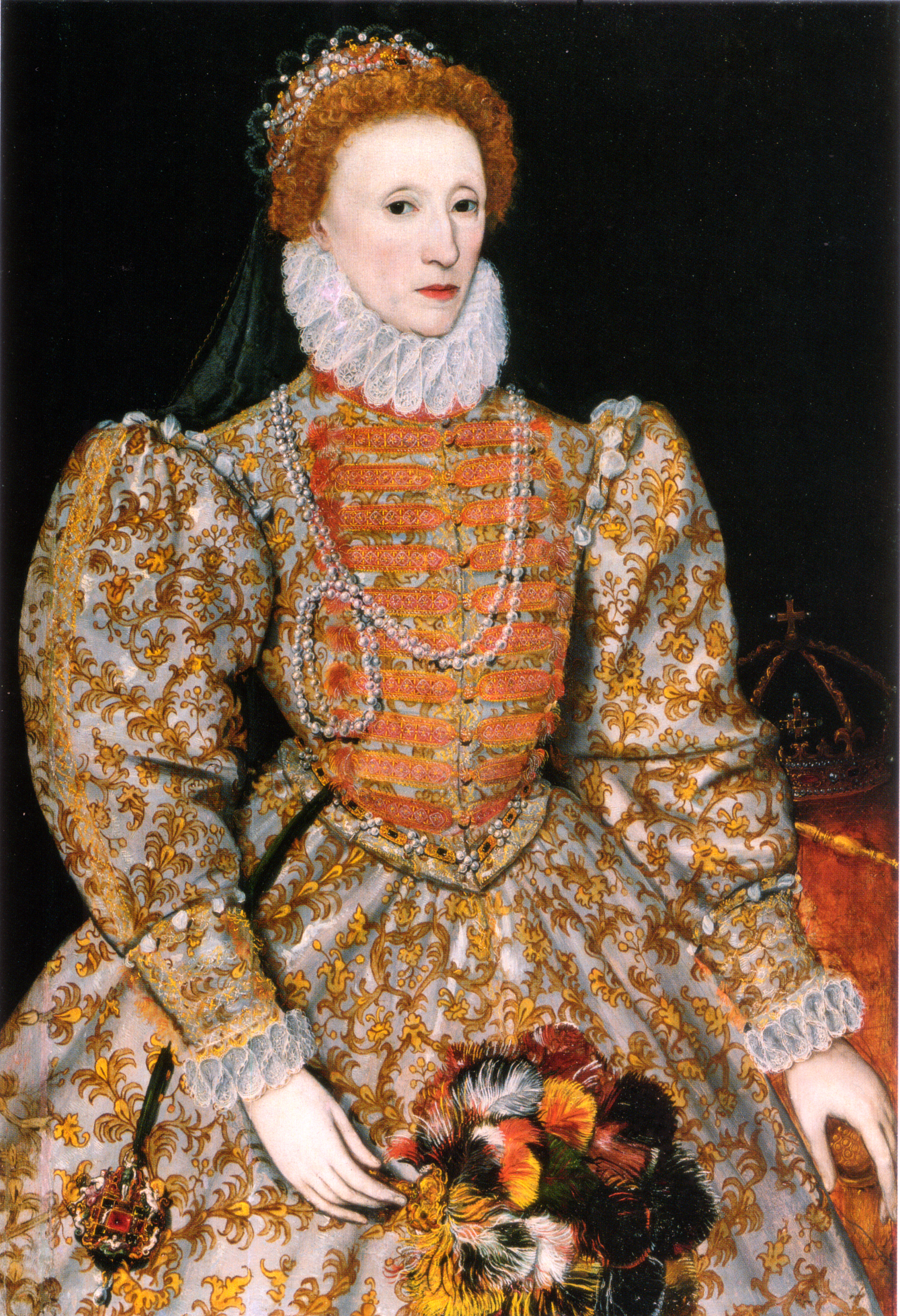
エリザベス1世（1533年-1603年）

メアリーが病死して後継者として異母妹エリザベス1世（ヘンリー8世とアン・ブーリンの子）が即位すると、事態は再び逆転した。女王は1559年に再び国王至上法を復活させてイングランド国教会を再建し、国教会を総攬する至上の統括者となった。また、1563年に定められた39箇条（聖公会大綱）の教義は主としてカルヴァン主義を土台としたものであったが、長老制を退けて主教制を保持した。エリザベスは「よき女王ベス」と称され、多くの国民の支持を得た。イングランド国教会はカトリックとプロテスタントの折衷的ないし中間的な性格を有し、イギリスの場合は国家と宗教は緊密に結びついて今日に至るが、ヨーロッパ全体でみた場合、16世紀の初頭には普遍的なカトリック教会しかなかった西ヨーロッパの教会が、この世紀の中葉にはローマ教会、ルター派教会、カルヴァン派（改革派教会）、イギリス国教会の4つに分裂し、後葉にはそれがほぼ固定したともいえる。
なお、この時期のイングランドの重要な神学者にリチャード・フッカーがいる。フッカーは16世紀末葉に『教会政治論』を著し、国教会がカトリックとピューリタンの中道に立つことに賛意を表したほか、聖書解釈にあたっては伝統と同程度に理性と経験が重要であると論じた。キリスト教徒は団結すべきであると考えるフッカーは宗教における寛容と自由を説いており、17世紀のジョン・ロックの寛容論にとって先駆的な意味を有している。

### 対抗宗教改革（カトリック改革）
宗教改革がヨーロッパ中で猛威を振るうと、カトリック教会も積極的に自己改革に乗り出したが、その動きを「対抗宗教改革」ないし「反宗教改革」と呼んでいる。カトリック教会の内部でしきりに発生する「異端」は、一種の内部改革であるという見方も可能である。その一例としては、15世紀末のフィレンツェにおける修道士ジロラモ・サヴォナローラの改革が挙げられる。サヴォナローラは、その神権政治のなかで贅沢品や華美な美術品をシニョリーア広場に集めて焼却する「虚栄の焼却」をおこない、一時はサンドロ・ボッティチェッリでさえ絵を描くのをやめてしまうほどであった。16世紀前半には新しい修道院が多数設立され、聖職者自身の生活改革運動も活発であった。

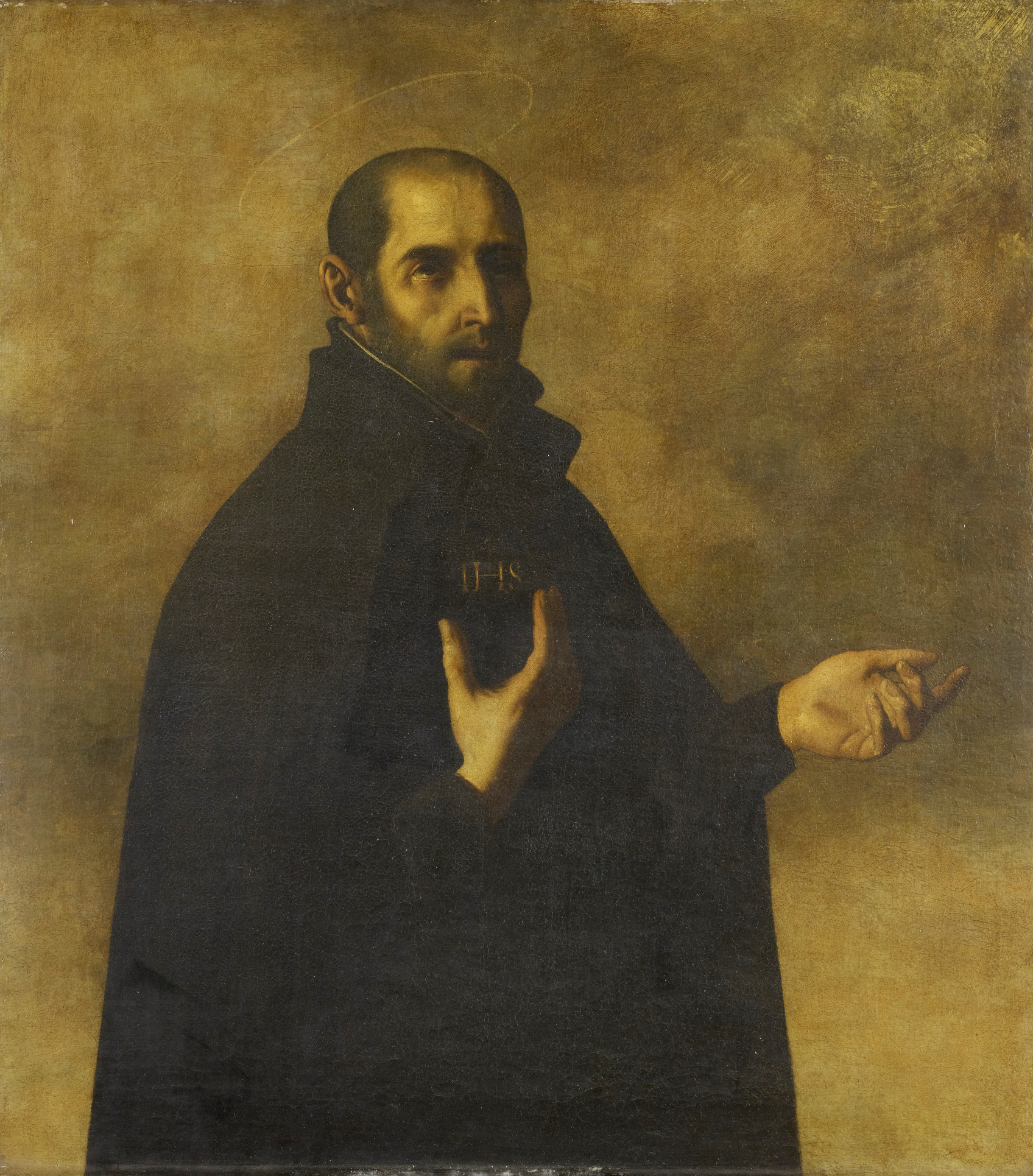
イグナチオ・デ・ロヨラ（1491年-1556年）

しかし、もっとも本格的なカトリック改革はイグナチオ・デ・ロヨラによって設立された修道会「イエズス会」により、推進された。バスク人貴族で武人でもあったロヨラは戦傷の療養生活中に回心して民衆救霊運動を開始したが、異端の嫌疑をかけられてパリ大学で神学を学び、1534年にはピエール・ファーヴルやフランシスコ・ザビエルら自身も含めて7人でモンマルトルの丘で誓願を立て、1537年にイエズス会を創設した。ロヨラは神秘的な恍惚によらなくても人間の自然的能力の訓練によって神との合一が可能であるとし、会士たちに軍隊式の苛酷な規律と訓練を課して「清貧」「貞潔」「服従」をモットーとしたほか、教皇への絶対服従を説くとともにギリシア・ローマの古典教育を重んじ、学院経営にも積極的であった。フランスの出版・印刷業も、典礼書、公教要理、教父著作集などを大量に刊行してカトリック改革に貢献した。
1542年からのトリエント公会議では、教会での最高権力は教皇にあるとされた。聖書と、伝承にもとづく信仰上の真理と制度の総体とが信仰のよりどころであり、人間には「自由意志」があること、救いにおいては神の恩恵と人間の行いが等しく重要であること、7つの秘蹟と化体説とを維持することなどが決定された。また、司教の権限を強化し、聖職者の質の向上と監督を司教に課した。これら一連の決定事項には、プロテスタンティズムに対する非妥協的な方向性がみてとれる。フランスの王権はガリカニスム（フランス教会自立主義）のために公会議の決定を王国の法として受容することは拒否したが、公会議の精神にもとづく改革が主として聖職者の手で推進されていった。
イエズス会の創設とトリエント公会議の開催は、カトリック教義の正統性の再確認であると同時に超国家的な組織・制度であるカトリック教会の中央集権化を目指したものであり、全欧州的に広がる領邦教会体制の進展に呼応する動きとみなすことができる。公会議の決定やイエズス会の熱心な活動により、16世紀末までにはバイエルン、フランス、オーストリア、ポーランド、チェコがカトリックの勢力圏に入った。

### 東方の宗教改革と宗教的寛容

ワルシャワ連盟規約（1573年）
----
96人のシュラフタが連盟に加わった。

宗教改革の影響は東方にもおよび、ポーランドでは1520年代にはバルト海沿岸などにルター派が、1540年代にはヤン・フスの流れを汲むボヘミア兄弟団（モラヴィア教会）やカルヴァン派の教義がシュラフタ（貴族）層に広がり、1562年にはカルヴァン派のなかから急進的な反三位一体派（ユニテリアン）が分離してポーランド兄弟団を形成した。ポーランドでは宗派対立よりもシュラフタにおける身分的紐帯が上まわり、もともと東方正教会などカトリック以外の宗派も存在していたことからも、多様な宗派の共存が可能であった。1570年には、サンドミエシでルター派、カルヴァン派、ボヘミア兄弟団の三者間の相互協力が成立している。また、1573年にはシュラフタによる国王自由選挙がおこなわれたポーランド・リトアニア共和国において空位期の治安用にワルシャワ連盟が組織され、宗派間の寛容を保障するワルシャワ連盟協約が締結された。規約には、「…異なった信仰と諸教会における差異のために血を流すことをせず、財産没収、名誉剥奪、投獄、追放によって罰しない」（小山哲訳）と記されている。

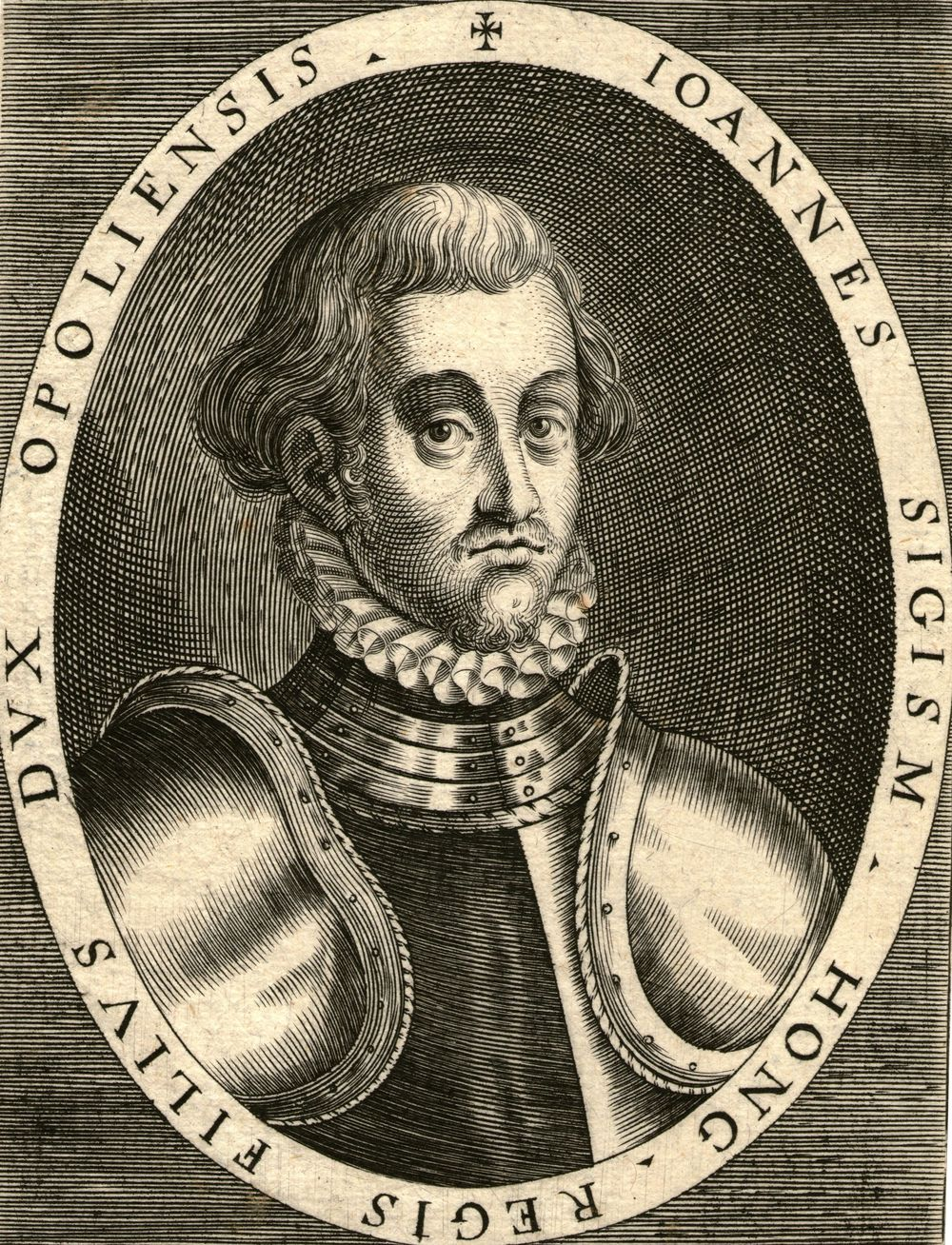
ヤーノシュ・ジグモンド（1540年-1571年）

一方、16世紀前半においてハプスブルク家の支配下にあったハンガリー王国は、1526年のオスマン帝国とのモハーチの戦いでの大敗後、1529年と1541年の2度にわたってスレイマン1世の親征を受け、その過程でオスマン直轄領、ハプスブルク支配域、オスマンの宗主権を認めつつも高度な自治権を有する東ハンガリー王国（のちのトランシルヴァニア侯国）に三分された。この地域ではイスラームへの大量改宗は起こらなかったが、都市部においてはハンガリー人とオスマン人の日常的な交流がみられた。民族的には、ハンガリー人、セーケイ人、サース人（ザクセン人）と称されたドイツ人などによる多民族社会で、ヴロフと呼ばれた牧羊民やルーマニア系などは少数派であった。東ハンガリーの君主となったのは、トランシルヴァニア出身でかつてフェルディナントに対抗してハンガリーの対立王となったサポヤイ・ヤーノシュの嗣子、ヤーノシュ・ジグモンドであった。1556年、コロジュヴァールの国会はトランシルヴァニアのハンガリー王国からの独立と新国家の財政用に教会所領地の世俗化を宣言した。トランシルヴァニア侯となったヤーノシュ・ジグモンドはユニテリアンの信仰に立っていたが、1564年にカルヴァン派の信仰を公認し、1568年にはカトリック、ルター派、カルヴァン派を公認宗教として認めるトランシルヴァニア侯国議会の議決を受け、全面的な信教の自由を認めるトゥルダ勅令を発布した。1571年には、ほかのヨーロッパで異端とみなされた反三位一体派（ユニテリアン）を公認宗教に加えた。トランシルヴァニアを含む旧ハンガリー王国領では、新教擁護と信仰の自由をかかげるトランシルヴァニア侯の威光は絶大かつ長期にわたり、その点でハンガリーは1620年代以降にプロテスタント勢力がほぼ一掃されてしまったオーストリアやボヘミア諸邦とは好対照をなしている。ただし、トランシルヴァニア侯国議会に代表を送れたのは、ハンガリー、セーケイ、ザクセンの「3民族」だけであり、農業や遊牧にたずさわった当時のルーマニア系住民の宗教である東方正教会の信仰は、寛容されるだけにとどまった。

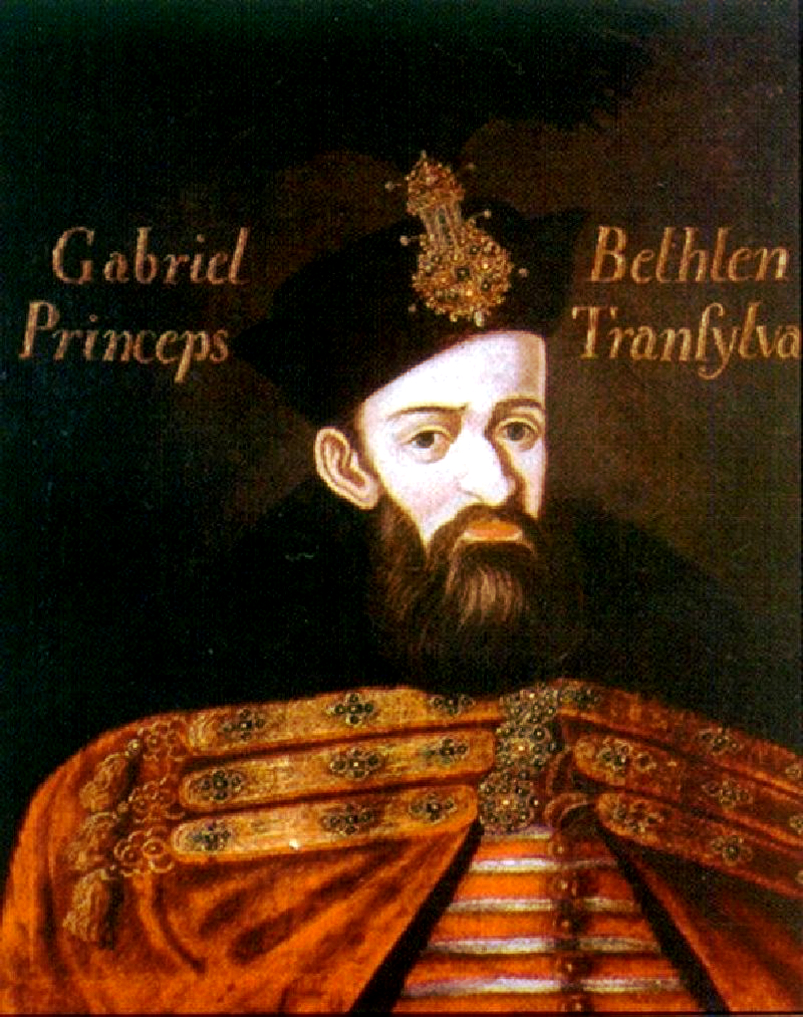
ベトレン・ガーボル（1580年-1629年）

ポーランドやトランシルヴァニアの例は、政教分離の先駆的な形態と見なせる。ポーランドにあっては16世紀末葉にカトリック側の攻勢が強まり、宗教的寛容は停滞したが、トランシルヴァニアではカトリックのバートリ・ジグモンド、反乱を経てトランシルヴァニア侯に認められたカルヴァン派のボチカイ・イシュトヴァーン、同じくカルヴァン派のベトレン・ガーボル、ラコーツィ・ジェルジ1世など、歴代の君主は自身の宗教に関係なく宗教寛容策を継続した。これは、当時にあってほかに類のないものであった。とくに、ベトレン・ガーポルは再洗礼派やユダヤ式の土曜安息日派の宗教も認め、カトリックに対しても複数の教会を返還して司教総代理を許可し、イエズス会士は国内では禁じられていたものの何人かは入国を許すなど、公平な宗教政策を展開し、政治、法律、経済、軍事、文化、教育の各方面で多大な業績をあげた。
トランシルヴァニアは16世紀から17世紀にかけての中東欧にその宗教的寛容で名を馳せ、ジョルジオ・ビランドラタ、ヨハネス・ゾンマー、クリスチャン・フランケン、ヤコブス・パレオロゴス、マティアス・ヴェヘ＝グリリウスなど故国を追われた神学者たちは、この地に隠れ棲んだのである。

### フランスにおけるコンフェッショナリズムの展開
「コンフェッショナリズム」とは本来、キリスト教のプロテスタント諸会派において、信仰無差別論に対して自身の信仰や教義の防衛義務を主張する立場を指していたが、やがて「宗教上の信条的対立が政治闘争の形をとる状態」を指し示す用語となった。特に中世において普遍宗教とされたカトリック教会が16世紀以降の宗教改革によって教会分裂を余儀なくされ、それにともなう抗争が激化した16世紀から17世紀にかけてのヨーロッパの政治状況を指している。

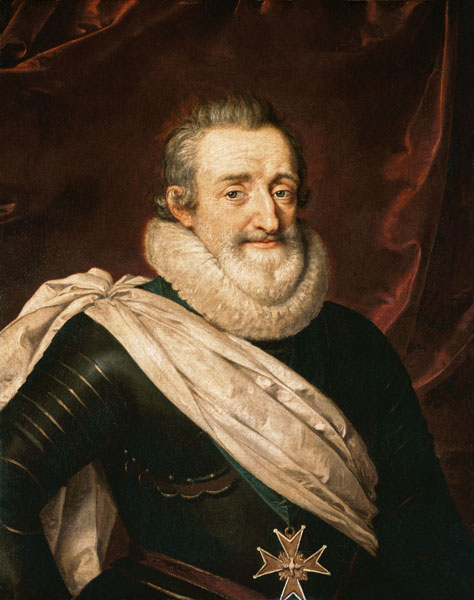
アンリ4世
（1553年-1610年）
----
ナヴァル王（アンリ・ド・ナヴァル）にしてブルボン朝初代のフランス王。カルヴァン主義を奉じ、ユグノーからは信仰の保護者として期待された。「三アンリの戦い」を生き抜き、フランス王位継承後、カトリックに改宗する一方、1598年に「ナントの勅令」を発布してカルヴァン派も含めた信教の自由を認め、ユグノー戦争を終結させた。

上述したように、ドイツやスイスでは宗教改革の帰結として宗教戦争が起こり、16世紀のドイツでは騎士戦争（1522年-1523年）、ドイツ農民戦争（1524年-1525年）、ミュンスターの反乱（1534年）、シュマルカルデン戦争（1546年-1547年）、第二次辺境伯戦争（1552年-1555年）など一連の宗教戦争の結果、各領邦で国教制度をとる領邦教会制度が成立したが、17世紀の大規模な宗教戦争となった三十年戦争（詳細は後述）はヨーロッパ各国を巻き込んで長期化し、ここでは再びドイツが主戦場となって大きな損害を被った。宗教改革にともなう教会分裂によって神聖ローマ帝国はしだいに衰退し、主権的国家が登場したことによって政治の世俗化が方向づけられた。イギリスでは16世紀にイングランド国教会が成立し、17世紀には清教徒革命（1641年-1649年）が起こった。イスパニアは対抗宗教改革の拠点となり、そこではウルトラモンタニズム（教皇中心主義）が採られた。そのイスパニアの支配から逃れようとしたのが、ネーデルラント（オランダ）である。ネーデルラントではカルヴィニズムが社会をリードし、イスパニアへの抵抗は経済的要因も含んで長期化した。これが八十年戦争（1568年-1648年）である。
こうしたなか、フランスはコンフェッショナリズムの激突が最も典型的におこった国である。フランスはカトリック信仰の強い国であったが、カルヴァンの祖国でもあり、宗教改革においてはカルヴァン派が主流であった。カルヴァン派は「ユグノー」と呼ばれ、カトリック教会から弾圧を受けた。16世紀後葉のフランスではユグノー戦争（1562年-1598年）という内戦が起こり、そのなかからカトリックに対抗するカルヴァン派の抵抗権理論が発展して「モナルコマキ」を主張する暴君放伐論者が現れ、一方では主として知識人のなかから宗教的寛容を説く思潮が生まれた。
歴史的には、ユグノー、フランス王権、カトリック勢力の三者間の政治闘争を通じ、フランス絶対王政が形成されていった。

#### フランスの宗教戦争
フランスにおいても宗教改革と通じる福音主義的思想が現れた。その最初期のものとしては、ジャック・ルフェーヴル・デタープルによるパウロの書簡の注解（1512年）やフランス語訳新約聖書（1523年）があげられる。しかし、パリ大学の神学者やパリ高等法院から弾圧され、デタープルがストラスブールへ亡命するなど、改革運動に迫害が加えられた。1533年にはパリ大学総長がルターに依拠して演説し、1534年にはカトリックのミサ聖祭の中止を訴える檄文事件が起こるなど、改革派の影響は衰えず、1550年代にはカルヴァンの指導下で組織化が図られるようになった。

##### ユグノー戦争
神聖ローマ皇帝カール5世の好敵手であったフランス国王フランソワ1世は、ナヴァル王家に嫁いだ姉のマルグリット・ダングレームとともに人文主義や改革運動に理解があり、当初は改革派を保護していたが、上述の檄文事件をきっかけに新思想に対して態度を硬化させ、1534年から翌年にかけて書籍商や印刷業者を含む20名を処刑するなどプロテスタント弾圧にまわり、パリ高等法院に異端審問委員会を設置した。後継者のアンリ2世は1547年に特設異端審問法廷を設け、2年間で61名に追放刑、39名に死刑を課したうえ、1551年のシャトーブリアン勅令により、さらに弾圧を強化した。
これに対し、カルヴァンは1555年以降ジュネーヴで養成された牧師をフランスに派遣し、1559年には第1回全国改革派教会会議を開催して信仰箇条や教会の規則を定め、組織化を進めた。このころからブルボン家やコンデ親王家をはじめとする貴族が改革派へ参加した。とくにブルボン家などの大貴族層は、政敵であるカトリックの大貴族ギーズ家への対抗という政治的意図から改宗を選んだといわれている。

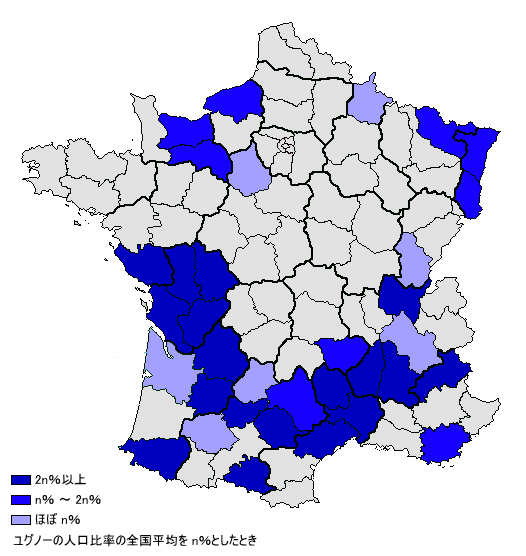
ユグノーの多く居住する地域（17世紀）

フランスのプロテスタンティズムにとって、1559年から1565年にかけては一大拡張期であった。プロテスタントの教会はとくに南フランスに多数現れ、北部はパリやルーアン、オルレアンなどの都市部を拠点として分散していた。改宗者総数はおよそ200万人程度と推計され、当時の人口の10パーセントほどを占めたと考えられる。この時期がユグノー人口の最盛期であり、ユグノー戦争によって5パーセント程度まで減少したと考えられる。改宗者の内訳は貴族・農民・手工業者・商人・金融業者など、多様な社会階層におよんだ。そのうち貴族層は政治的意図も濃厚だったので、その目的が達成されたユグノー戦争後にはプロテスタント信仰を離れる場合も多かった。ユグノーが大きな勢力を持った南部では農民層にもプロテスタンティズムが浸透したが、全体からみればとりわけブルジョア層への浸透が広範囲におよんだ。なお、マックス・ウェーバーはフランスの改革派が「フランス工業の資本主義的発展の最も重要な担い手の一つだった」と述べ、彼らが16世紀から17世紀にかけてのフランス経済に大きな影響をおよぼしたことを指摘している。

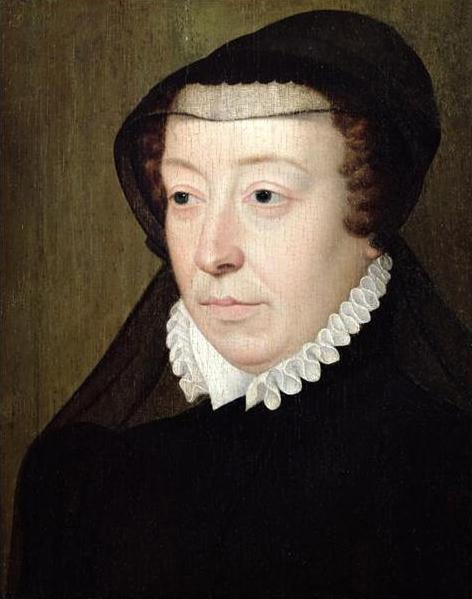
カトリーヌ・ド・メディシス（1519年-1589年）
----
アンリ2世の妃でイタリア出身。夫の死後は相次いで息子を即位させて実権掌握を図った。

1559年、アンリ2世がイタリア戦争終結を祝う席の馬上槍試合で不慮の事故によって死去すると、後継のフランソワ2世は病弱で若年だったことから王権は弱体化してカトリック強硬派のギーズ家が勢力を伸ばし、ギーズ公フランソワやその弟シャルル・ド・ロレーヌが実権を掌握し、ブルボン家のアントワーヌとその弟コンデ親王ルイ、武人として知られるガスパール・ド・コリニー（コリニー提督）などのプロテスタント勢力がそれに対抗したうえ、故アンリ2世の妃で母后として息子を後見したメディチ家出身のカトリーヌ・ド・メディシスが王権護持と王国統一維持のために宮廷から権謀術数を弄して政局は複雑化し、ここに王家と改革派、カトリック強硬派の三つどもえの抗争が生じた。
こうした状況のなか、1560年にはギーズ家の影響排除を狙って改革派が国王フランソワを拉致しようとして失敗した「アンボワーズの陰謀」、1562年にはカトリック派によって北東フランスのヴァシーでユグノーが虐殺される「ヴァシーの虐殺」など不穏な事件が相次いだ。この虐殺事件を契機として最初の武力衝突が起こり、1598年のナントの勅令公布までの間、フランスは断続的な内戦状態に陥った。これを「ユグノー戦争」と呼んでいる。この宗教戦争ではどのような和解や妥協も両勢力から拒否され、国王殺害さえも宗教によって正当化され、行政も司法も所属する派閥に支配されて統制を失ったことから、王政はほとんど機能不全に陥った。この間、王権の宗教政策もめざましく転変し、1562年のサン・ジェルマン勅令をはじめ、8次にわたる戦争の終結のたびにプロテスタントの公的礼拝は無制限ないし制限付きで認められるが、すぐにこの約束は反故にされた。

サン・バルテルミの虐殺
----
ブルボン家のナヴァル王アンリと王妹マルグリットの結婚式に参列するため、パリに集まった改革派貴族を、1572年のサン・バルテルミの祝日（8月24日）にカトリック派が襲った。この事件の影響はたちまち全フランスに広がり、各地で改革派に対する襲撃が相次いだ。

この内戦のなかで最も凄惨な様相を呈したのは、1572年のサン・バルテルミの虐殺とみられている。1570年の和議によってユグノーは大幅な信教の自由を認められ、そうしたなかで改革派のコリニー提督が国務会議の構成員として迎えられたが、コリニーは翌1571年には宮廷内で影響力を増大させ、国王シャルル9世に執拗に迫り、新教国と連携してフランスを八十年戦争に介入させようとした。これに対し、イスパニアとの戦争を望まない母后カトリーヌは提案は反対し、ついにはコリニーの暗殺の意志を固めるのである。聖バルテルミの祭日にあたる1572年8月24日が決行の日に選ばれた。命令はおそらくシャルル9世から発せられたものと思われる。かくしてコリニー提督は、アントワーヌの子でユグノーの若き指導者と目されるアンリ・ド・ナヴァル（のちのブルボン朝初代アンリ4世）と王妹（カトリーヌ・ド・メディシスの娘）マルグリット・ド・ヴァロワの婚礼の儀に集まったカルヴァン派貴族数十名とともにルーブル宮で殺害された。事態はこれで収まらず、パリではその後3日間にわたってカトリック教徒が2千とも3千ともいわれるプロテスタントを襲撃し、虐殺におよんだ。12の地方都市をあわせると約1万人が虐殺され、両勢力による暗殺、婦女暴行、拷問、略奪が相次いだ。
サン・バルテルミの事件は改革派に恐慌を引き起こし、その一部はジュネーヴに亡命したほかカトリックに改宗したが、さらに1574年には第1回改革派政治会議を開いてカルヴァン派の優勢な地域での徴税とそれを財源とした常備軍設立を決定し、オランダの改革派と結びついてほとんど独立国家の組織をもつ「南部連合州」が形成された。1581年にはアンリ・ド・ナヴァルを「保護者 ("Protecteur")」として推戴した。アンリは改革派の総大将として軍事指揮権と改革派支配地での司法官や財務官の任命権を得たが、ユグノーの顧問会議によってその権力は制限されていた。これには、後述するユグノーの共和政的政治思想の影響も無視できない。
一方、カトリック貴族もギーズ公アンリを中心に「カトリック同盟（ラ・リーグ、"la Ligue"）」を結成し、独自の軍事組織を持った。この内戦にローマ教皇は積極的にカトリック支援を意図して介入し、とくにグレゴリウス13世はサン・バルテルミの虐殺においてカトリック同盟を支持した。また、グレゴリウス14世は旧教同盟支援のために軍隊を派遣した。かくして政治闘争はますます激化し、ユグノーの背後にはオランダとイングランドが、カトリック同盟の背後にはスペインと教皇庁が存在するかたちで、内戦は国際的な宗派対立と密接に連動していた。
思想面では、こうした状況のなかで2つの著作が発表され、相反する見解が表明された。1つは著者不明の『暴君に対する反抗の権利』（1579年）で、もう1つはジャン・ボダンの『国家論六編』（1576年）であった。これについては、「モナルコマキとポリティーク」の節で詳述する。

##### 三アンリの抗争とナントの勅令

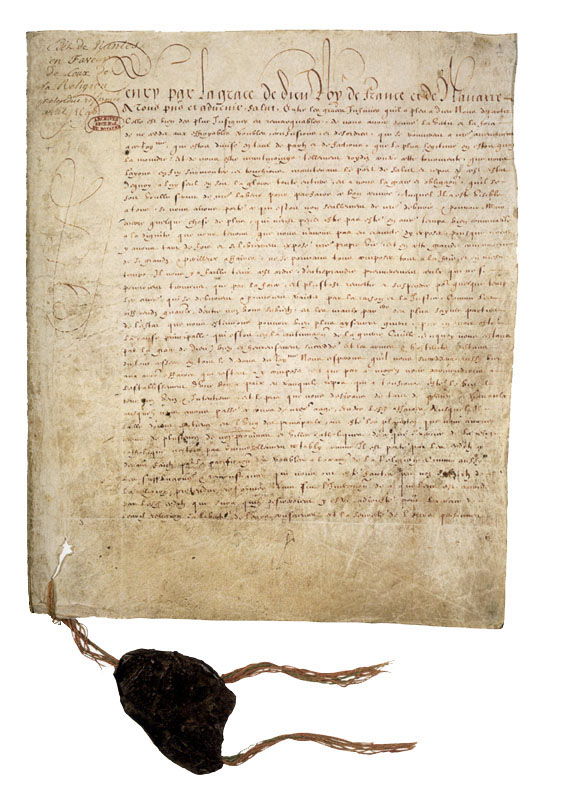
ナントの勅令（1598年）

アンリ2世夫婦の子であるフランソワ2世とシャルル9世はともに夭折し、その弟で国王自由選挙によってポーランド王となっていたヘンリクは1574年に兄のシャルル王が死去すると祖国フランスに「逃亡」し、アンリ3世として即位した。ハプスブルク家のスペイン王フェリペ2世が1580年ころからギーズ公アンリ率いるカトリック同盟を露骨に援助するようになると、国王アンリ3世はユグノーに接近した。しかし、王弟アンジュー公フランソワが1584年に死去し、第一王位継承権が王の従兄弟であり、妹マルグリッドの配偶者でもあるブルボン家のアンリ・ド・ナヴァルに移るにおよぶと、事態はさらに緊迫した。カトリック強硬派にとって、プロテスタントの国王の誕生は看過しがたいことだったからである。ここにおいて、いわゆる「三アンリの戦い」はいっそう複雑な様相を呈した。カトリック同盟が再び結成され、第8次の、そして最後のユグノー戦争が始まった。
アンリ3世はいったんカトリック同盟側に歩み寄ったが、カトリック勢力は異端撲滅に失敗した彼のフランス国王としての資格を問題にしたため、王は同盟の指導者ギーズ公アンリとも激しく対立し、刺客を放って1588年にギーズ公を暗殺させた。そして今度は、カトリック同盟を敵にまわしてアンリ・ド・ナヴァルと結んだが、翌1589年、国王もまた同盟側のカトリック修道士によって「邪悪なヘロデ王」の名のもとに暗殺され、ナヴァル王アンリのみが残った。ここにおいて、フランス王家として260年続いたヴァロワ朝が断絶した。
1589年、アンリ3世の死によってアンリ・ド・ナヴァルが新王宣言をおこない、アンリ4世としてフランス国王に即位した。新国王アンリは血統においては正統な継承者ではあったが。ユグノー勢力の総大将でもあったので、カトリック貴族たちは信仰と既得権益を失うことを恐れ、すなおに新国王の継承権を認めようとはせず、執拗に抵抗した。パリはカトリック同盟の「16区総代会」という組織の支配下にあり、新王の入市を拒んだため、アンリ4世は首都にさえ入れなかった。しかし、アンリ4世は1593年にカトリックに改宗してカトリック信者の支持を獲得することに成功し、翌年には敬虔な王の装いのもとでパリ入城を果たし、シャルトル大聖堂で成聖式を迎えることができた。カトリック同盟の残党も次々とアンリ4世に帰順した。秩序回復を求める国民の声や、スペインの介入に対する懸念の広がりなども、新王に味方した。
アンリ4世のカトリック改宗に対して今度は改革派側が危機感を覚え、改革派政治会議を全国組織とし、1595年から1597年の間、王権と並ぶ統治機関として機能させた。この会議はオランダの改革派との合同も模索したが、アンリ4世は改革派に対してカルヴァン派も含めてその信教の自由を一定程度認めるナントの勅令を1598年に発布し、スペインとも和を結んだ。改革派はこれに満足し、王権への忠誠を誓った。これにより、長い宗教戦争に一応の終止符が打たれたことになる。プロテスタントは、ひとつの身分として王国のなかに位置づけられたのである。
とはいえ、ナントの勅令はあくまでも妥協の産物であった。信仰の自由は完全とはいえず、カトリックとプロテスタントに対する扱いも平等ではなく、あくまでプロテスタントへの寛容を表明するにとどまっていた。また、プロテスタント側の支配する200余の都市において、礼拝の自由が行政と軍によって保障されるという内容でしかなかったともいわれている。しかしながら、勅令は国家を絶対的であると同時に政治的な党派や地域的なまとまりの上に立つ統率者、調停者と見なすことにつながったので、国家の権威をいっそう強固なものにした。
ナントの勅令の実施状況の監督にあたっては、各州の改革派とカトリックの双方から選ばれた国王親任官が各教区を巡回した。ただし、パリ高等法院やカトリックの聖職者たちはこの勅令を非寛容な方向に厳密に解釈して適用しようとし、種々の訴訟を起こして改革派を陰に陽に弾圧しようとした。1610年、改革派にとって最大の後ろ盾であったアンリ4世が狂信的なカトリック教徒によって暗殺された。それ以降の改革派内部には明確な亀裂が生じ、北部のパリやノルマンディの改革派は王権への服従とカトリックとの妥協を目指す「穏健派」を形成し、南部のギュイエンヌやラングドックの改革派は「強硬派」を形成した。「穏健派」は徐々に王権神授説に傾いたが、強い危機感を抱いた新教徒は何度か武装蜂起を試みた。しかし、その都度鎮圧され、やがて新教徒はその軍事力を国家に取り上げられた。

#### モナルコマキとポリティーク
上述のように、ユグノー戦争ではコンフェッショナリズムが最も激しいかたちで展開し、フランスの国家と社会は深刻な分裂状態に陥った。そのなかで、近代における「信教の自由」や「「主権国家」の考え方につながる思想も現れてきた。それがモナルコマキとポリティークである。政治的立場としては、他に、上述したラ・リーグなどカトリック強硬派があった。都市民衆にはここに加わる人びとも少なくなかった。また、新教徒同様に国王の専制を嫌い、国家における自らの影響力教化を狙う穏健派カトリック貴族のなかには「不満派」というべき勢力が形成され、拡大された国務会議と全国三部会と国王による主権の共同行使を求めた。

##### 抵抗の理論、モナルコマキ

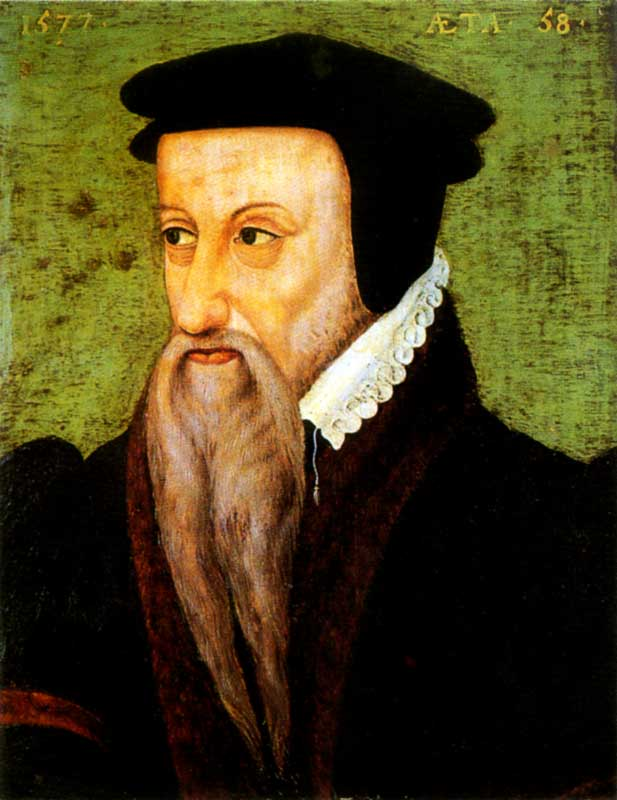
「モナルコマキ」のひとり、テオドール・ド・ベーズ（1519年-1605年）

カルヴァン自身は信徒に反乱や抵抗を認めなかったが、カルヴァン死後のカルヴァン派は国家からの弾圧に抵抗し、上述のように1572年には聖バルテルミの虐殺事件が発生した。その翌年、ジュネーヴのテオドール・ド・ベーズは『臣民に対する為政者の権利について』において、人民の同意しない僭主や、また正当な君主であっても権力を濫用する場合の抵抗権を主張した。ただし、ベーズは抵抗する資格のない個人の権利については制限しており、抵抗する資格があるのは次位の為政者、具体的には大貴族や三身分会であるとしている。
同年にはフランソワ・オットマン著『フランコガリア』が刊行され、ゲルマン人の伝統である等族国家の「祖先の良き法」によって絶対主義に対抗する思想を表明した。ローマ人が専制政治を持ち込み、ゲルマン人には本当の自由があるという観念は、18世紀のシャルル・ド・モンテスキューも「自由はゲルマンの森より」と述べており、こうしたゲルマン的自由を制度にしたものが選挙王政や等族国家における立憲主義とみなされた。
暴君への抵抗理論の典型例といわれるのが、「ユニウス・ブルートゥス」なるペンネームの著者が著した『暴君に対する自由の擁護』（『暴君に対する反抗の権利』）である。このパンフレットでは、君主は「神の代理人」として神の法を行う義務を負うと述べて『旧約聖書』を引用し、神、君主、人民の間には契約があるとする。したがって、君主が神の法を侵した場合には服従しなくてもよいということになる。そしてベーズ同様に、王に抵抗できるのは次位の為政者である貴族だけであるとされ、ここでも等族国家をモデルとした考えがうかがえる。一方、近隣の暴君の支配に苦しむ国に干渉戦争をおこなうことは真の宗教を擁護することであるとして肯定される。このような暴君放伐論者は、モナルコマキ (Monarchomaque) と称された。
カトリック側でも虐殺は行き過ぎだとする反省の意見が出てくると、これに反発するイエズス会などのカトリック強硬派がユグノーをもっと弾圧すべきであると主張し、リーグとよばれる同盟を結んだ。1584年に王位継承者がアンリ・ド・ナヴァルとなったとき、将来的にユグノーの王が出現する可能性が生じたため、これを抑える意見としてユグノー側から発せられたモナルコマキの理論を借用して、権力は人民から来ており、契約違反があれば抵抗権が認められると主張した。イエズス会のロベルト・ベラルミーノは『至高の権力について』においてローマ教皇の権威を強調し、ジャン・ブーシェが国王アンリ3世暗殺ののち『アンリ3世の正統な退位について』でアンリは契約違反であったと論じた。このほか、イスパニアのマリアナやフランシスコ・スアレスがおり、スアレスは国法と自然法を区別したことによってフーゴー・グローティウスの先駆者とされる。しかし、リーグの教皇至上主義（ウルトラモンタニズム）はフランスの国益という観点から支持されなくなり、また暗殺のような手段をとったことで勢力を失った。

##### 寛容の理論、ポリティーク

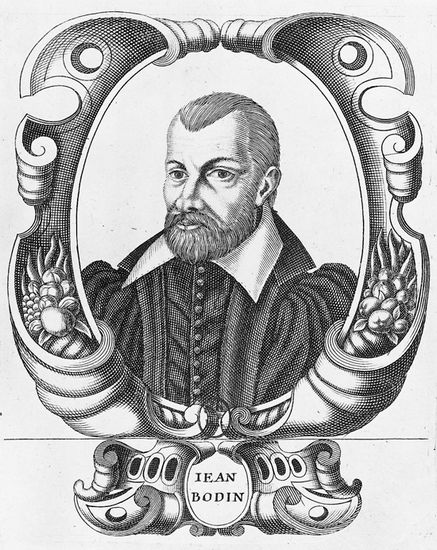
「ポリティーク」の理論家として国家主権の理論を定式化したジャン・ボダン（1530年-1596年）

抵抗理論が現れる一方で国家を重視し、宗教よりも世俗の秩序を優先させる、言い換えれば宗教上の寛容によって内戦を終結させる「ポリティーク」 (Politique) と呼ぶ勢力が現れた。王国の統一のためには新旧両教徒は教理を超えて市民として平和的に共存すべきだとするもので、政教分離の土台となる考え方のひとつである。ポリティークの支持者は官僚層やブルジョワジーに多く、宗派の争いによる政治の混乱を避けた。
ポリティークの代表的論者はジャン・ボダンであった。ボダンはサン・バルテルミの虐殺後に著した『国家論六編』（1576年）において、国家を「多くの家族とそれらの間で共通の事柄との主権的権力を伴った正しい統治」と定義している。ボダンによれば、家族は家父長のもとに統治され、さらに家族相互の武力抗争の結果、勝った者が主権者となり、勝利者に従っていたものが国民になり、負けた者は奴隷になる。ここでの「国民」 (citoyen) とは、他人の主権に依存するが自由な「臣民」 (sujet) である。ボダンは中世的な国王大権を発展させ、主権概念を定式化した。この主権とは「見えざる主権」であり、国家を支配-被支配の関係で捉えた際に支配者側が持つ絶対的な権限であり、国家にあっては国王にのみ固有のものである。ボダンは宗教戦争に対する反省から、「家族においても国家においても主権者はただ1人でなければならない」とし、これに反するいかなる説も「暴君による悪政にも劣る放埓なアナーキー」の状態を招くとして、これを断罪した。ボダンによれば「国家の絶対的な権力が主権」であり、「主権による統治が国家」なのであって主権は国家そのものと分かちがたく結びついている。すなわち、伝統的な封建制や従来の身分制社会では国王と末端の被支配者である人民との間に、大貴族や群小の領主のように中間権力が存在したが、ボダンはここに主権概念を設定することによって中間権力を排除し、支配者と被支配者の二者関係で国家を定義しなおしたのである。
同じころ、『エセー』の著者でモラリストのミシェル・ド・モンテーニュは穏健派として新旧両教派の融和に努め、「良心の自由」を擁護している。
信仰的にはカトリックにとどまりつつもローマ教皇から一定の距離を置くガリカニスム（フランス教会自立主義）を奉じる人々の多くも、ポリティークの潮流に加わった。教皇や皇帝に対してはフランスの独立を掲げ、国内にあっては神から直接権限を委託された存在として王権の強化を図ろうとするこのグループが、アンリ4世の周囲で国政の主流を担うことになる。ヨーロッパ国際政治の焦点であったユグノー戦争は、王国分裂の危機のなかで主権国家の論理を明確なかたちで立ち上げた。フランスにあっては、それが絶対王政というかたちとなって次代に展開していくのである。

## 主権国家体制の成立と政教関係の新展開
16世紀は、スペイン・ポルトガルの両カトリック国が南北アメリカ大陸やアジア・アフリカの諸地域に進出していく一方、ヨーロッパ内部ではドイツやスイスの地を中心にルター、ツウィングリ、カルヴァンらによって宗教改革が始まり、プロテスタントの思想がヨーロッパ各地に広がって教会は分裂し、各地で宗教戦争が発生した。そうしたなか、スイスとオランダではハプスブルク家支配からの自立傾向が強まり、ドイツでは領邦教会制度が確立され、フランスではユグノー戦争のなかからナントの勅令が発せられ、イギリスではイングランド国教会という新しい教会が建てられ、宗派による一種の棲み分けが実現されつつあった。ポーランドやトランシルヴァニアでは寛容政策が採られ、制限付きながら信教の自由が実現した。思想的には、カルヴァン派のなかから暴君討伐論（モナルコマキ）、世俗主義的立場からはポリティークの考え方が現れた。17世紀前半、最大にして最後の宗教戦争である三十年戦争が起こるが、これはヨーロッパ中を巻き込むかたちで展開し、一方では宗教戦争の枠に収まらない世俗的性格を有していた。

### オランダの独立と宗教的寛容
1581年7月26日、低地地方の全国議会においてフェリペ2世の「国王廃位布告」が議決されたものの、新しい君主としてフランス王アンリ3世の弟アンジュー公フランソワの即位が決まっていた。カトリック教徒であるアンジュー公を国王として迎えることについては低地地方側にも懸念がないわけではなかったが、新君主の即位は現君主の廃位を前提とするものであり、外交交渉の場においてオラニエ公ウィレムは抜群の指導力を発揮していた。ところが、新君主アンジュー公は反乱指導部の意に反してあまりにも力量不足で、クーデター未遂事件を起こしてフランスに逃げ帰ってしまった。ホラントとゼーラントの両州は以前からアンジュー公即位に強い警戒心をもっており、こうなった以上はオラニエ公自身をフェリペの後任にすえようと画策したが、1584年6月にアンジュー公が病死したのに続き、7月にはオラニエ公自身がカルヴァン派を装って彼に近づいたカトリック教徒に暗殺されてしまった。翌年には南部の中心都市アントウェルペンが敵軍の手に落ち、北部反乱諸州はなおも外国の君主に主権を委ねようと努めたがアンリ3世に断られ、イングランドのみは女王エリザベス1世が反乱勢力の支援要請に応えてレスター伯ロバート・ダドリーを救援軍の派遣は認めたものの、彼はユトレヒト同盟の内紛に介入して事態をかえって悪化させ、軍事的成果を挙げられないまま1587年11月にはイングランドに帰った。
1588年、北部反乱諸州はようやく独力でこの難局を乗り切るべく、主権を担うことを決意した。オランダ独立への歩みを踏み出したのはまさにこの時であり、執政パルマ公アレッサンドロの軍がブリュッセルを陥落させて南部から進軍するなか、1588年にはフェリペ2世がパルマ公に対し、スペイン無敵艦隊による対イングランド作戦への参加を命じた（アルマダの海戦）。フェリペの主な関心がイギリス・フランスに向いたのは、オランダ人にとって幸いであった。1589年、フェリペ2世はユグノーの指導者アンリ・ド・ナヴァルのフランス王位継承を阻むため、パルマ公にフランスへの進軍を命じたのである（1592年末、パルマ公は戦傷と過労から同地で死去した）。

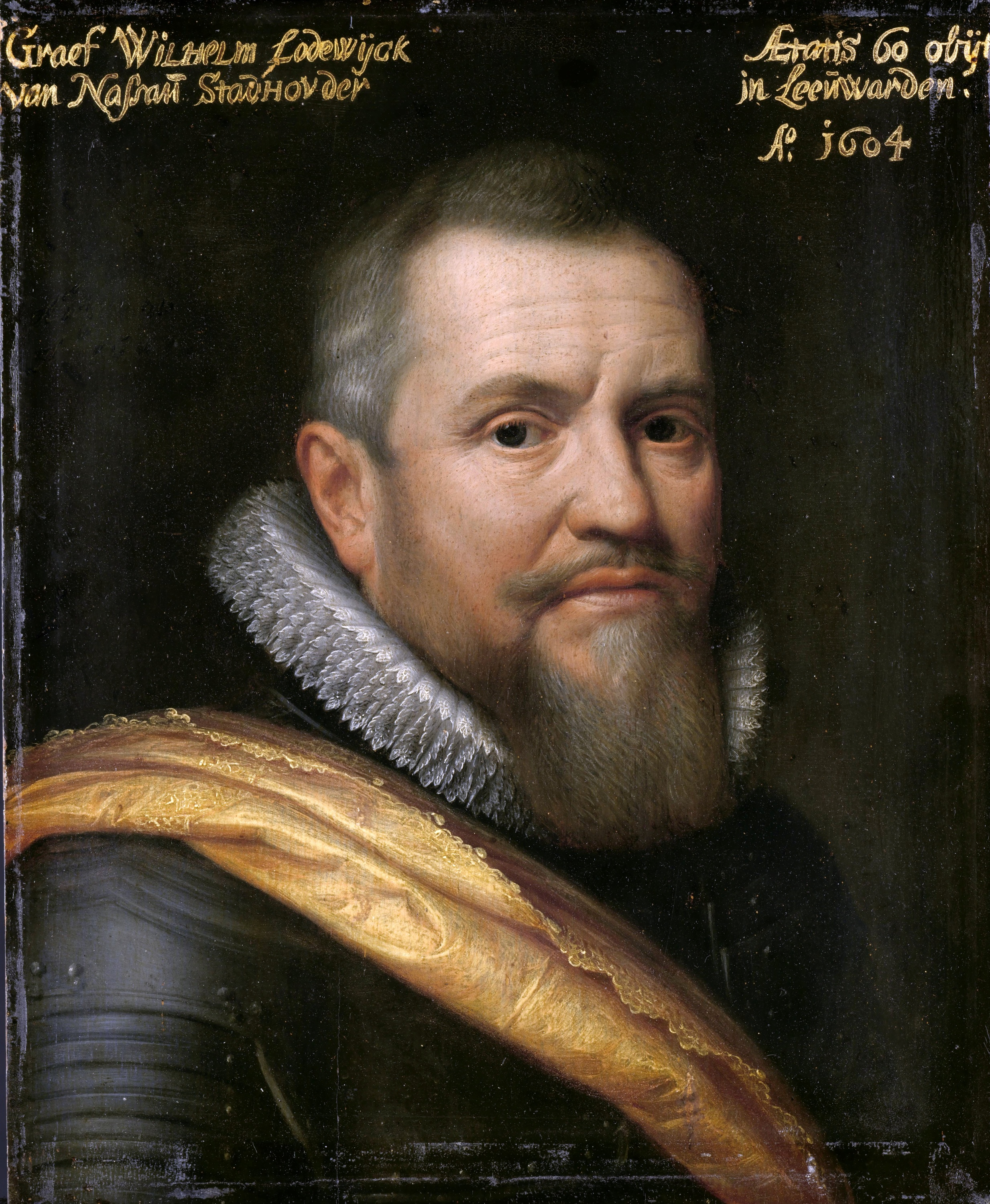
ウィレム・ローデウェイク（1560年-1620年）
----
マウリッツ（1567年-1625年）とともにオランダ軍事革命を担った。

父ウィレムの遺志を継いだオラニエ公マウリッツは、従兄のウィレム・ローデウェイク・ファン・ナッサウとともに軍制改革をおこない、スペイン軍への反撃を開始した。2人はヨーロッパ軍事革命の先駆者といわれ、とくにウィレム・ローデウェイクは火縄銃の連続斉射を考案したことで知られる。一方、ホラント州法律顧問のヨハン・ファン・オルデバルネフェルトは外交関係の改善に尽力し、1596年にはイギリス・フランス両国と対等の同盟を結ぶことに成功した。エリザベス1世もアンリ4世も、連邦共和体制のオランダを独立した政治勢力として扱ったのである。軍事的には、1588年から1598年までの10年間でライン川やマース川などの大河川以北に展開していたスペイン軍はすべて一掃されたうえ、ブラバント州の北西部が制圧されたが、オラニエ公ウィレムの居城があったブレダの奪回は数ある戦闘でも象徴的な意味をもっていた。1609年にはスペインとの間に「十二年休戦条約」が成立したが、これは事実上一時的ではあれ、スペインがオランダを独立国家として認めたことを意味していた。こうして低地地方の反乱は、北部の連邦共和国の誕生という予想外の結果を生んだ。
従来、低地地方の経済的繁栄はアントウェルペンやヘント、ブリュージュを中心とする南部のフランドル地方に限られており、連邦共和国として独立した北部のオランダは南部の後塵を拝する地域であったが、1590年代以降はアムステルダムを中心とする北部が繁栄するようになり、立場は逆転した。近世の西ヨーロッパでは、政治的な理由から大量の難民が発生し、大規模な人口移動を引き起こした事象として、15世紀末のスペインからのユダヤ人追放、16世紀中葉のスペイン領ネーデルラントからのプロテスタントの流出、16世紀末葉のネーデルラントの南部から北部の大量移住、17世紀後半のフランスからのユグノーの集団亡命の4例が挙げられるが、16世紀末葉のそれはこれらのうち最大のものであった。

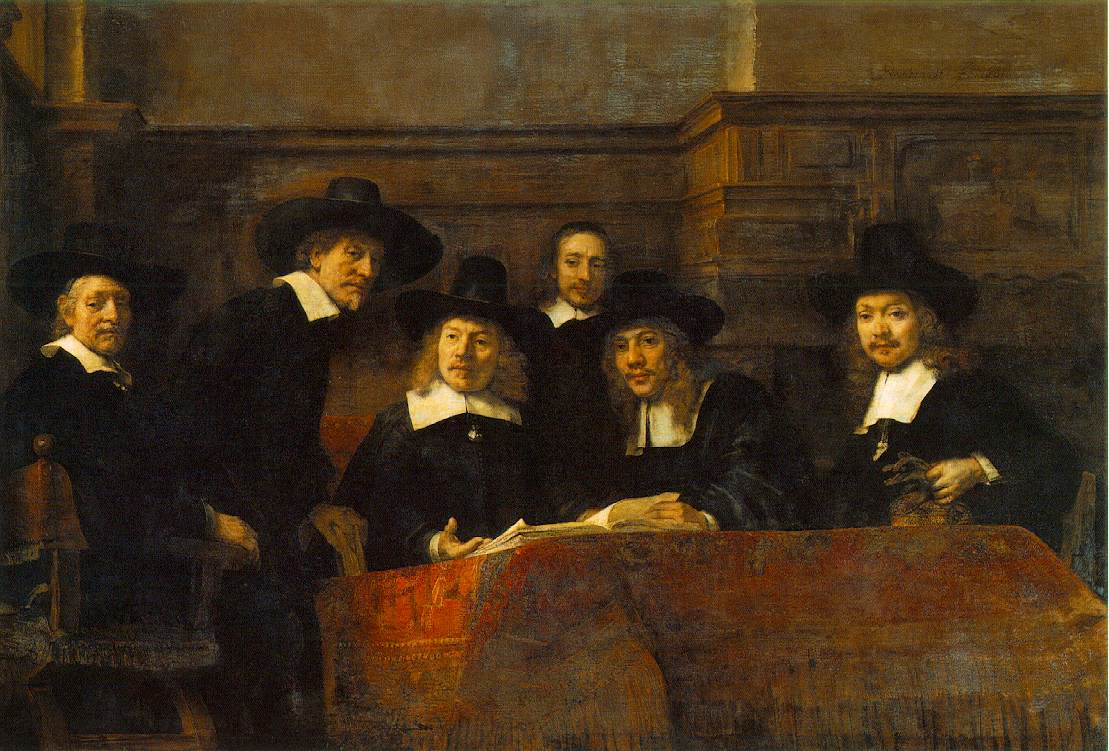
レンブラント・ファン・レイン『布地商組合の見本調査官たち』（1662年）
----
オランダでは聖母子や聖人、君主や学者だけではなく、市井に生きる一般人が多く描かれた。上の集団肖像画では、無帽の召し使いを除いて5人の組合幹部が描かれ、その所属宗派がすべて判明している。左からカトリック、メンノー派、カルヴァン派（議長）、レモンストラント派、カトリックである。

1621年、三十年戦争の展開は低地地方をも巻き込んでスペインとの再戦となったが、この時期のオランダ共和国軍の指揮をとったのは、マウリッツとその腹違いの弟フレデリック・ヘンドリックであった。父の政治能力と兄の軍事能力を兼ね備えた人物と評価されたヘンドリックの時代、オランダの国力はおおいに伸長して1602年創設のオランダ東インド会社などを中心として、積極的に海外進出に乗り出した。低地諸州のハプスブルク家への反抗から始まった八十年戦争は、さらに1648年の「ミュンスターの講和」（ヴェストファーレン条約）まで続き、南部国境地帯の争奪戦として展開される。
議会が国政を主導したオランダ共和国は、同時代人の証言によれば、17世紀中葉にあってはカトリック、カルヴァン派、そのほか（他宗派や態度保留者など）がそれぞれ人口の約3分の1ずつを占め、多様な宗教が共存する社会であった。しかし、人口の過半数も達しないカルヴァン派がこの国の唯一の公認宗教であり、その内部には神学者ヤーコブス・アルミニウスの主張を支持するアルミニウス派（寛容派、レモンストラント派）とフランシスクス・ホマルスを支持するホマルス派（厳格派、コントラレモンストラント派）の論争などカルヴァン派の教義をめぐり、激しい対立があった。ただし、オランダの場合には、一方で厳格派と穏健派のあいだに「だれとでもうまくやろうとする人々」と称される中間派の層が厚かったことも事実である。12年にわたるスペインとの休戦期間にはカルヴィニズムの内部闘争が生じ、厳格派のオラニエ公マウリッツが教義上の問題でアルムニウス主義を奉じる法律顧問ファン・オルデバルネフェルトを死刑に処し、「国際法の父」として知られるフーゴー・グローティウスを禁固刑に処するという事態も生じている。この対立は、教義をめぐる対立であったと同時にオランダが反乱州から独立国家へ歩んでいく過程で終始主導権を掌握していたマウリッツや海乞食団ら改革派亡命者（ホマルス自身もその一人であった）と、土着の上層市民との主導権争いという性格も帯びていた。
しかし、全体からみればオランダは当時のヨーロッパで最も世俗化が進み、宗教的多様性が認められた地域であった。迫害されたユダヤ教徒やプロテスタントの少数派を受け入れ、カトリックに対しても寛容な姿勢を示した。限定的であり、現代における「信教の自由」には遠くおよばないまでも、オランダが周辺国家に先駆けて宗教的寛容を実現したのは事実である。三十年戦争中、理神論者のルネ・デカルトに安住の地を与え、イングランド王政復古の時代にはジョン・ロックを亡命者として受け入れたのも、新思想に寛大なオランダならではのことであった。亡命中のロックと意気投合したオランダのフィリップ・ファン・リンボルヒュも、終生にわたって宗教的寛容を説いた。フランス人プロテスタントで寛容を説いたピエール・ベールも、晩年はロッテルダムで活動したのである。

### 三十年戦争
|  | 反皇帝勢力（直接的） |
|  | 反皇帝勢力（間接的） |
|  | 親皇帝勢力（直接的） |
|  | 親皇帝勢力（間接的） |

三十年戦争の参戦国
----
上から、Emperor（神聖ローマ皇帝）, Bavalia（バイエルン）, Saxony（ザクセン）, Palatinate（プファルツ選帝侯）, Hesse-Kassel（ヘッセン=カッセル）, Brandenburg（ブランデンブルク）, Russia（ロシア）, Dutch（オランダ）, Denmark（デンマーク）, Sweden（スウェーデン）, France（フランス）, England（イングランド）, Savoy（サヴォイア）, Transylvania（トランシルヴァニア）, Spain（スペイン）, Papacy（ローマ教皇）, Poland（ポーランド）

ドイツにおけるプロテスタント諸侯とカトリックの対立は1570年代以降再燃し、ケルン大司教職をめぐる紛争ではカトリック側が勝利した。
1608年、カルヴァン派のプファルツ選帝侯によってプロテスタント同盟（ウニオン）が結成されるとこれにオランダが協力し、翌1609年、バイエルン選帝侯を中心にカトリック連盟（リーガ）が結成されると、スペインがこれを後援してコンフェッショナリズムの様相を呈した。ユーリヒ＝クレーフェ＝ベルク連合公国の君主ヨハン・ヴィルヘルムが1609年に死去すると公位継承問題が発生し、ブランデンブルク選帝侯のヨーハン・ジギスムントは新教に改宗してプロテスタント同盟に加盟し、カトリックの国フランスも新教陣営に加わった。これに対し、プファルツ＝ノイブルク公のヴォルフガング・ヴィルヘルムはローマ教会に入ってカトリック連盟に加盟し、神聖ローマ皇帝もこれを後押しした。この対立はユーリヒ継承戦争へ発展したが、フランス王アンリ4世の死もあって規模は拡大せず、1614年のクサンテン条約で講和した。遺領は、ユーリヒとベルクがブランデンブルク選帝侯、クレーフェなど3邦がプファルツ＝ノイブルク公によってそれぞれ分割相続された。この戦争は三十年戦争の前哨戦となったが、後述するシュタインベルクの見解にしたがえば、この戦争も「三十年戦争」も一連の戦争の一部ということになる。
神聖ローマ帝国内のカトリック、プロテスタント両勢力の対立は三十年戦争に発展した。1617年、ハプスブルク家のフェルディナント（のちの神聖ローマ皇帝フェルディナント2世）がボヘミア王に即位した。フェルディナントは幼少よりイエズス会の教育を受けた熱烈なカトリック教徒であり、プロテスタント弾圧を開始した。1618年5月23日、弾圧に抗議した急進改革派のボヘミア貴族が、皇帝顧問官マルティニツとスラヴァタおよび書記官3名を言い合いを経てボヘミア（チェコ）のプラハ王宮（フラチャニ城）の窓から突き落とすプラハ窓外投擲事件が起こった。
ボヘミアの領邦等族は対抗してフェルディナントを罷免し、新教同盟のプファルツ選帝侯フリードリヒ5世を新しいボヘミア王に迎えた。1619年、フランクフルトの帝国議会でフェルディナントが神聖ローマ皇帝に選出されると、彼はスペインと旧教連盟と組んで反乱貴族の鎮圧に向かい、ボヘミアの新教徒は処刑され、フリードリヒはボヘミアを追われた。以後、ボヘミアではカトリック化政策が断行された。このように三十年戦争の直接的な原因は宗教対立にあり、宗教戦争としてはヨーロッパ最後のものになったが、皇帝と帝国等族の対立、領邦君主と領邦等族の対立などもからみ、以下にみるように単純には宗教戦争の枠組みに収まらない複雑な経過をたどった。
三十年戦争は、おおむね以下の4つの段階に分類して説明されることが多い。なお、ジークフリート・シュタインベルクは、「三十年戦争」とは1610年頃から1660年頃までにおよぶ、ヨーロッパの勢力均衡をめぐる約50年間の抗争、つまり休戦や和平によって中断された12の戦争のうち、その間の一部をさす便宜的な名称とみなしている。
- 第1段階：ボヘミア（ベーメン)・プファルツ戦争（1618年 - 1623年）
- 第2段階：デンマーク戦争（1625年 - 1629年）
- 第3段階：スウェーデン戦争（1630年 - 1635年）
- 第4段階：フランス・スウェーデン戦争（1635年 - 1648年）

三十年戦争に当初から一貫して参戦していた国は、実際のところ神聖ローマ帝国内でもそれほど多くはなく、皇帝ハプスブルク家以外にカトリックを終始奉じていたのはバイエルンだけであったし、新教側だったはずのザクセンやブランデンブルクも当初は及び腰で、途中で皇帝側に鞍替えしたのであった。帝国外でも終始一貫して親皇帝勢力として戦ったのはスペインだけだった。プロテスタント側では常に関与していたのがオランダ共和国で、国内の戦争に忙殺されながらも主として資金援助を通じて反皇帝側を支援した。したがって、三十年戦争が「神聖ローマ帝国内の紛争として始まり、北欧諸国の参戦によって国際戦争に発展した」という説明は必ずしも正確ではなく、むしろスペインとオランダの敵対関係を最初から内包していたのであり、換言すればそれゆえにこそ戦争は長期化したのである。いずれにせよ、多くの国々がそれぞれ異なる目論見と戦略により、それぞれの方法でこの戦争に参加したのである。なお、スイス盟約者団はこの戦争において中立政策を採用したが、実際には多数のスイス人傭兵がスウェーデンの陣営で戦っていた。他国との傭兵契約同盟とスイスの中立とが矛盾したものとは考えていなかったが、アルプスの峠道の封鎖や戦争激化にともなう領土侵犯から国境を保全するため、盟約者団会議は1640年には諸邦による国境防衛軍の創設を決定し、以降は武装中立政策がとられ、それにともなって連邦的組織化が進んでいった。
三十年戦争において、対立の芽は大小合わせていくつもあったと思われる。大久保桂子の見解にしたがい、あえて単純化して主要なものを空間的に取り出すならば、以下の3つのラインがあげられる。
1. 皇帝の本拠地ウィーンからボヘミア、東部ドイツを経てバルト海沿岸にいたるほぼ南北のライン
2. ライン川の上流（ライン・プファルツ）から西部ドイツを横断して低地地方の南部と北部の境界にいたるライン
3. 北イタリアからアルプス山脈の西側、フランシュ＝コンテ、アルザスの両地方を経由して神聖ローマ帝国とフランス王国の境界にいたるライン

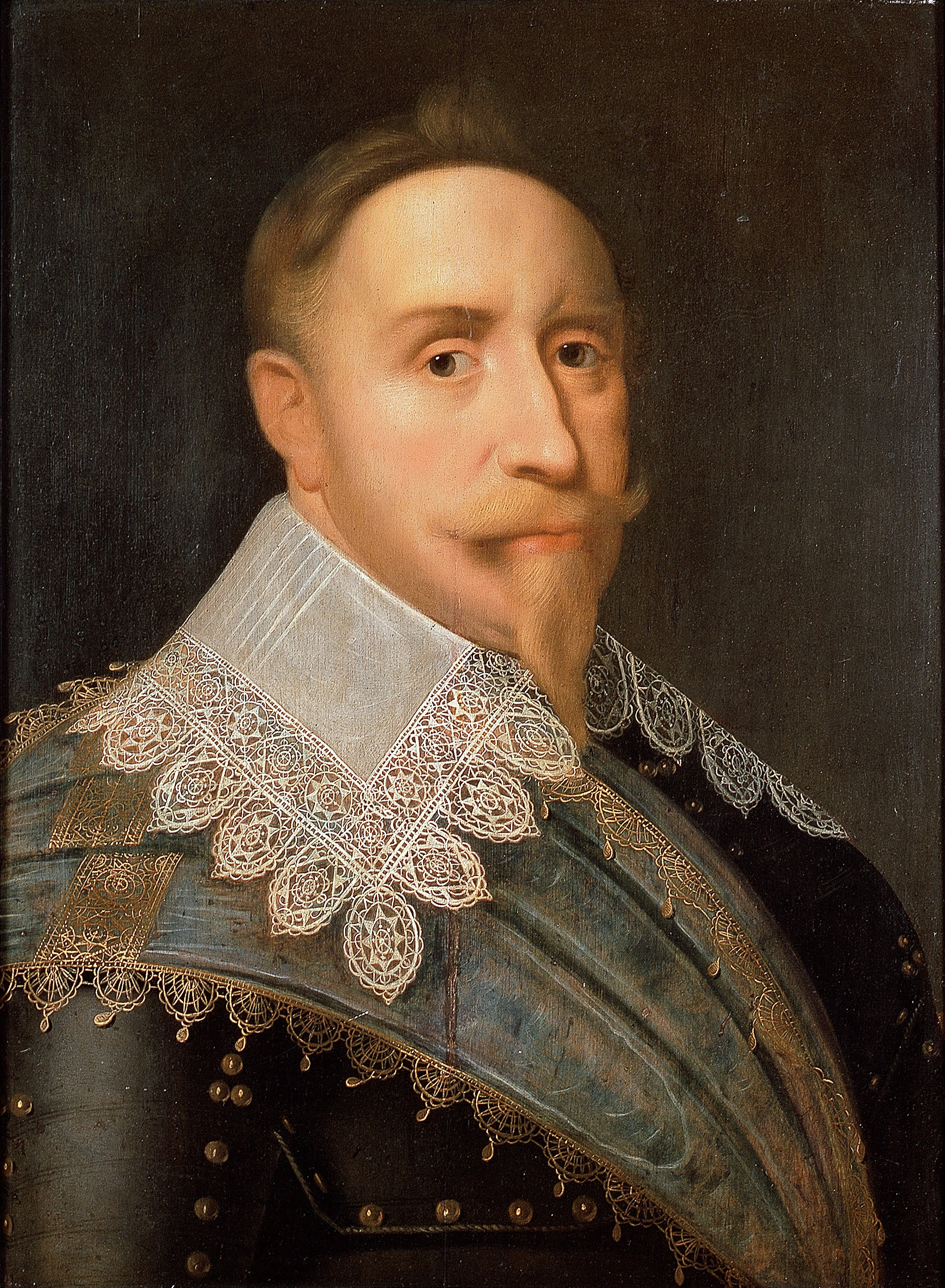
スウェーデン王グスタフ・アドルフ（1594年-1634年）
----
オランダにならい軍事革命を推進した天才的な軍人国王として知られる。ドイツ遠征中のリュッツェンの戦いで戦死した。

1.についていえば、戦略的に北への勢力拡大を図るハプスブルク家と、それを阻止しようとするバルト海沿岸諸国の対立に相当し、1620年代後半のデンマーク（デンマーク＝ノルウェー同君連合）や1630年以降のスウェーデン（「バルト帝国」）の参戦は、これを裏打ちする歴史事象である。
2.は、オランダとスペイン、フランスとオーストリアの対立が交錯するラインである。1635年のフランスの参戦はそのことを示しているが、以後はラインラントで攻囲戦や合戦が多発して激戦地となった。1631年から1632年にかけ、「北方の獅子」といわれた軍人王グスタフ2世アドルフ率いるスウェーデン軍の大遠征がザクセンから西に向かってマインツに至ったのも、この一帯の戦略的重要性を物語っている。
3.は、ミラノからブリュッセルまで1000キロメートルあまりつづく街道とほぼ重なっており、これは当時「スペイン街道」と呼称されていた。この街道はスペインの主要補給路であり、西ヨーロッパにおけるスペイン覇権を支える生命線ともなっていた。スペインは実のところ、オランダとの戦争（八十年戦争）および三十年戦争遂行にあたっての戦費や物資の供給、兵員そのものさえ一切を「大スペイン王国」の一員たるミラノ公国とジェノヴァの商人・銀行家たちに依存していたのである。スペインの意図として同じハプスブルク一族の神聖ローマ皇帝を支援し、帝国内のカトリック勢力を維持拡大させる目的で参戦したことはもとより間違っていないが、より直接的にはスペインの存亡を握るこの街道を固守するためであった。したがって、ボヘミア新教徒の反乱がライン＝プファルツへと波及した時点で早々と参戦を決めたのである。北イタリアからフランドル地方に至るスペインの軍事回廊に強い関心を抱いたのはフランスであり、イタリア戦争をはじめ北イタリアをめぐってはヴァロワ朝の時代からハプスブルク家との抗争を繰り返してきた経緯がある。1629年、ミラノ公国とヴェネツィア共和国にはさまれた小国マントヴァ公国の公位をめぐってフランスとスペインが軍事衝突を起こし、両国の全面戦争であるマントヴァ継承戦争へ発展した。戦争の結果、ケラスコ条約によってフランスの支持したヌベール公シャルルがマントヴァ公位に就き、イタリアにおけるオーストリアとスペインの独占状態が崩れた。

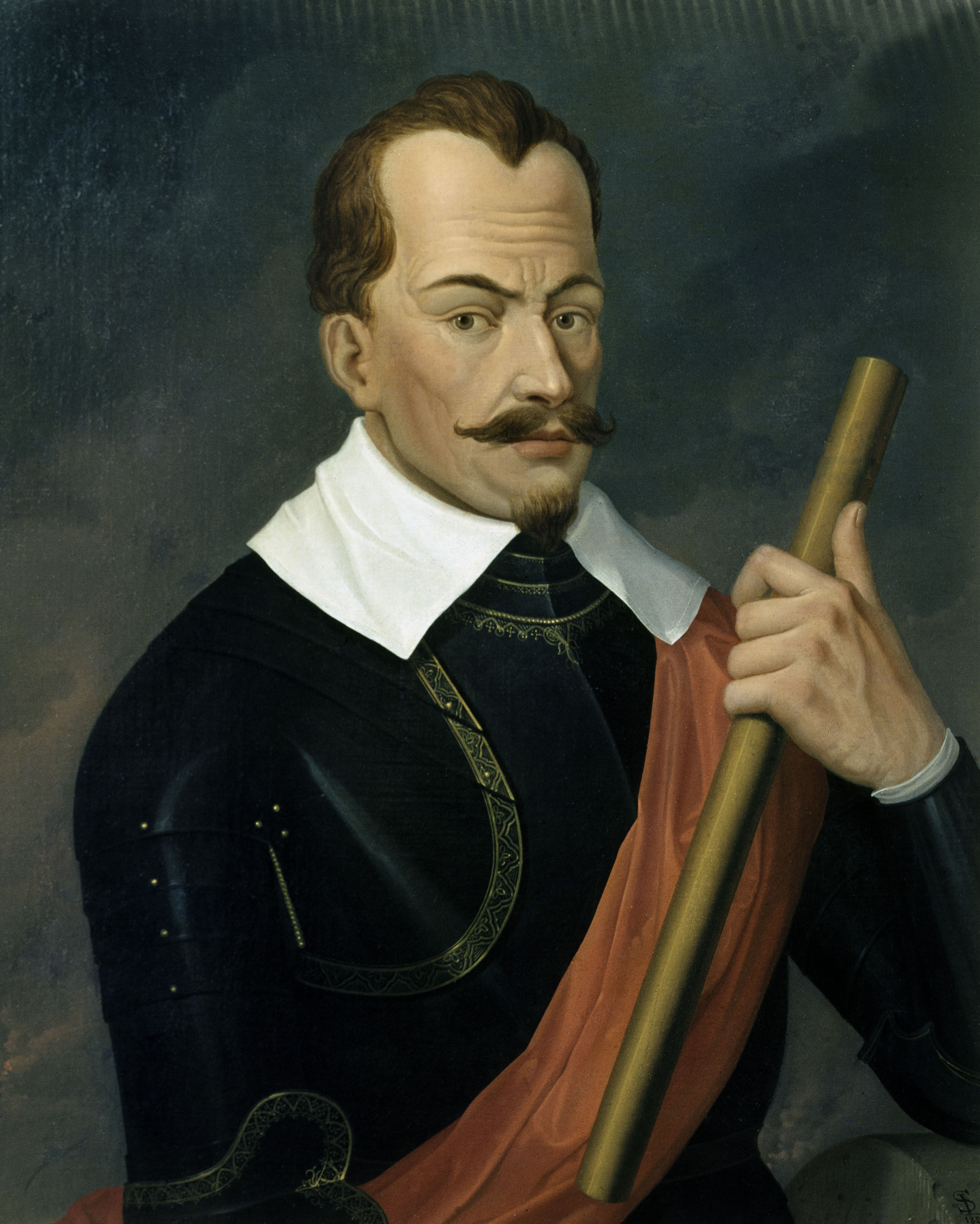
皇帝軍傭兵隊長アルブレヒト・フォン・ヴァレンシュタイン（1583年-1634年）

1631年、フランスとスウェーデンはベールヴァルデ条約を結んで同盟を組み、フランスがスウェーデン軍を資金的に援助して軍人王グスタフ・アドルフを後押しした。スウェーデン軍はブライテンフェルトの戦いやレヒ川の戦いをはじめとして各地で勝利を収め、前線は南下した。窮地に陥った神聖ローマ皇帝フェルディナント2世はいったん罷免された傭兵隊長のアルブレヒト・フォン・ヴァレンシュタインをふたたび皇帝軍の総司令官に任命して巻き返しを図った。両者は1632年のリュッツェンの戦いでまみえ、破竹の勢いだったスウェーデン軍はグスタフ・アドルフを失うも勝利し、宰相アクセル・オクセンシェルナはプロテスタント勢力の結集を図って南ドイツまで進軍した。一方、ヴァレンシュタインは独断で敵対勢力と和平を結んだことから皇帝の猜疑を受け、1634年には皇帝から派遣された軍隊に殺害された。スウェーデン軍は、1634年のネルトリンゲンの戦いでスペインからの援軍を受けた皇帝軍に初の大敗北を喫し、翌年には皇帝とプラハ条約を結んで講和した。この戦況の変化に危機感を抱いたルイ13世の宰相リシュリューはオクセンシェルナの要請に応えて同盟条約を更新し、1635年にはラインラントに侵攻した。フランスの登場で戦況は再び逆転し、宗教的な要素が薄れて抗争は完全に政治的性格を帯びるようになった。三十年戦争の最後の10年間は、神聖ローマ帝国は西からのフランス軍、北東からのスウェーデン軍による破壊的な侵略を受け、事態は泥沼化を呈した。膠着中の1641年頃には和平の気運が高まり、和平交渉をおこなう約束もなされたが、実際の交渉が始まったのは1645年になってからであった。この間、フランスとスペインは1643年にフランドル国境に近いフランス北部で衝突し、大会戦となった（ロクロワの戦い）。フランスはこれに大勝したが、この戦いはスペインが西ヨーロッパの覇者の地位から転落し、フランスがそれに取って代わるという、歴史的にみて重大な意味をもっていた。

### ヴェストファーレン条約

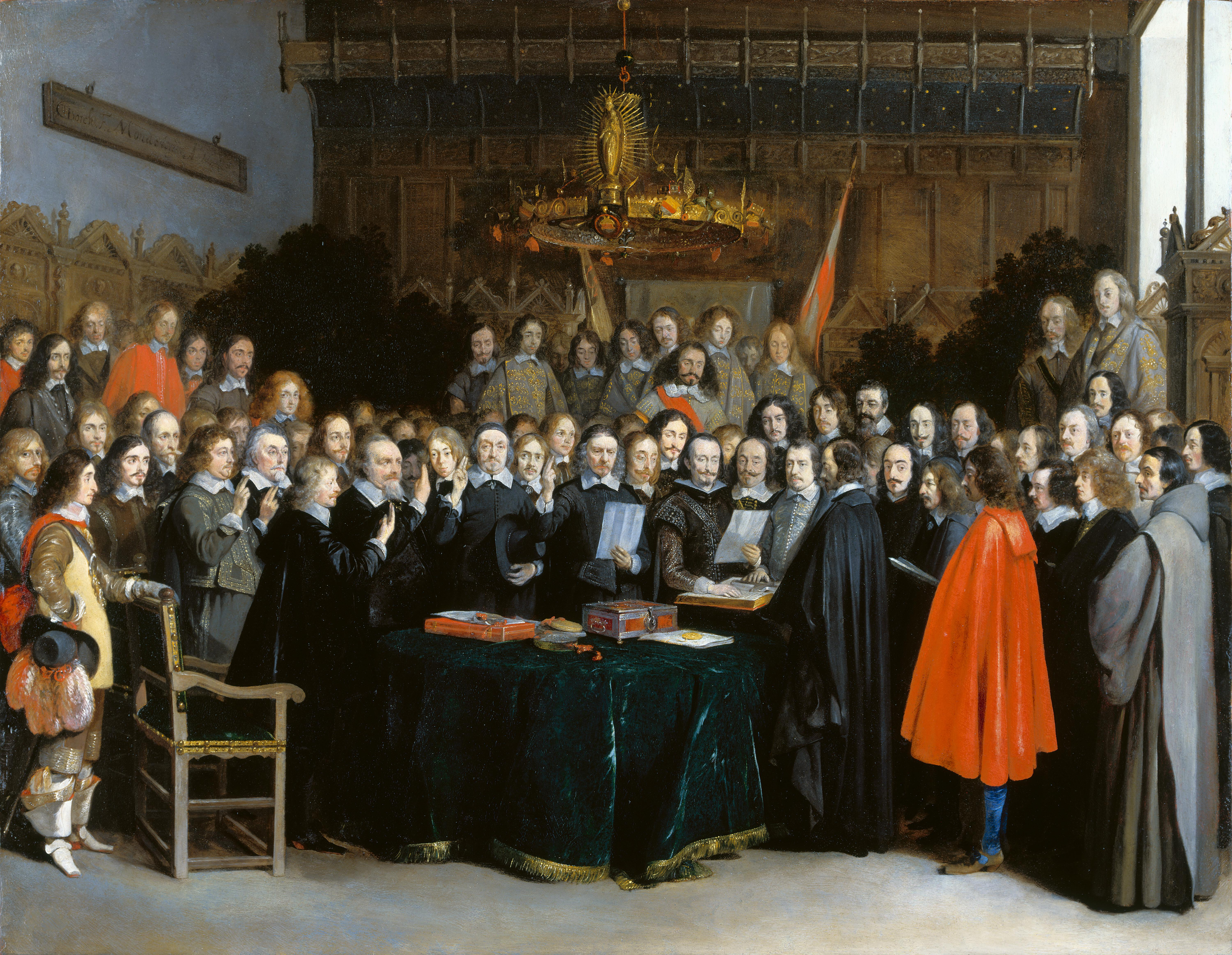
「ミュンスター条約締結の図」（ヘラルト・テル・ボルフ画）
----
1648年のヴェストファーレン条約（ミュンスターおよびオスナブリュック条約）ではカルヴァン派が新たに容認された。

1647年10月、スペイン王室は17世紀に入って3度目の破産布告を発し、翌年1月にドイツ西部ヴェストファーレン地方のミュンスターにおいてオランダとの講和条約に調印し、八十年戦争が終結した。スペインはオランダの独立を認めるとともに、国境線の画定をおこなった。同年10月にはスウェーデン軍にボヘミアの首邑プラハを攻囲された神聖ローマ皇帝フェルディナント3世が、ミュンスターとそれに約44キロメートル離れたオスナブリュックで話し合われてきた三十年戦争の講和条約に、ついに応じざるを得なくなった。この話し合いには、1645年からの3年間でヨーロッパ諸国とドイツ諸邦の君主194名、全権委任者176名が加わり、ヨーロッパ初の国際会議となった。こうして1648年10月24日、オスナブリュックの講和条約、通称「ヴェストファーレン条約（ウェストファリア条約）」が調印された。
ヴェストファーレン条約の内容は、大きくは国際問題にかかわることとドイツの国内問題にかかわることに分けられ、前者においては領土変更ないし確定が合意された。ロレーヌ（ロートリンゲン）のメス（メッツ）、トゥール、ヴェルダンやアルザス（エルザス）の一部スンゴー（ズントガウ）などがフランスに割譲され、フランスの勢力が一部ではあるがライン川に達した。スウェーデンはシュチェチン（現、ポーランド）を含む西ポンメルンのほか、フェルデンとブレーメンの大司教領を獲得したうえ、神聖ローマ帝国の議席も得た。このようにフランスとスウェーデンは三十年戦争の最大の勝利者であり、この条約の保証国となった。また、スイス連邦とネーデルラント連邦（オランダ）は神聖ローマ帝国に対する法的な諸義務から解放され、主権をもつ独立の共和国として正式に承認された。スイスの独立は、三十年戦争を通じて終始中立を維持してきた結果であった。一方、スペインが和平の対象から外された結果、フランスとスペインの抗争は1659年のピレネー条約まで続いた。スペインとしてはオランダと単独講和したことにより、フランスとの戦争を継続できたわけである。ドイツ諸侯の得失はフランス、スウェーデン、オーストリアの都合次第で決定され、西ポンメルンを失った代わりに東ポンメルンを得たほか、カミンやハルバーシュタット、ミンデンの諸司教領を加えたブンランデンブルクが北ドイツの雄として登場することとなった。
ドイツの国内問題としては、宗教問題と帝国国制の問題がある。宗教問題に関してはアウクスブルクの平和令の有効性が再確認された。ただ、宗派的対立の原因のひとつとなった1552年を基準とする「聖職者にかんする留保」の条項が破棄された代わりに1624年を標準年と定め、その時点での宗派の分布が基準とされた。また、カルヴァン派も公認され、カトリックやルター派と並ぶ権利を獲得した。さらに、今後の宗教問題に関しては帝国議会内で福音主義団（プロテスタント会派）とカトリック会派が別々に協議したうえで、多数決ではなく両者の合意によって決定されることとした。これにより、宗教問題が帝国内の紛争の原因となることは原則なくなった。また、ハプスブルク諸領域以外にあっては、公認の諸宗派に属さない信徒であっても、私的な礼拝や良心の自由、移住の権利が認められたが、神聖ローマ帝国内においては、信教の自由は領邦君主にのみ許されるという原理は変わらず、個人の宗派選択の自由は認められなかった。

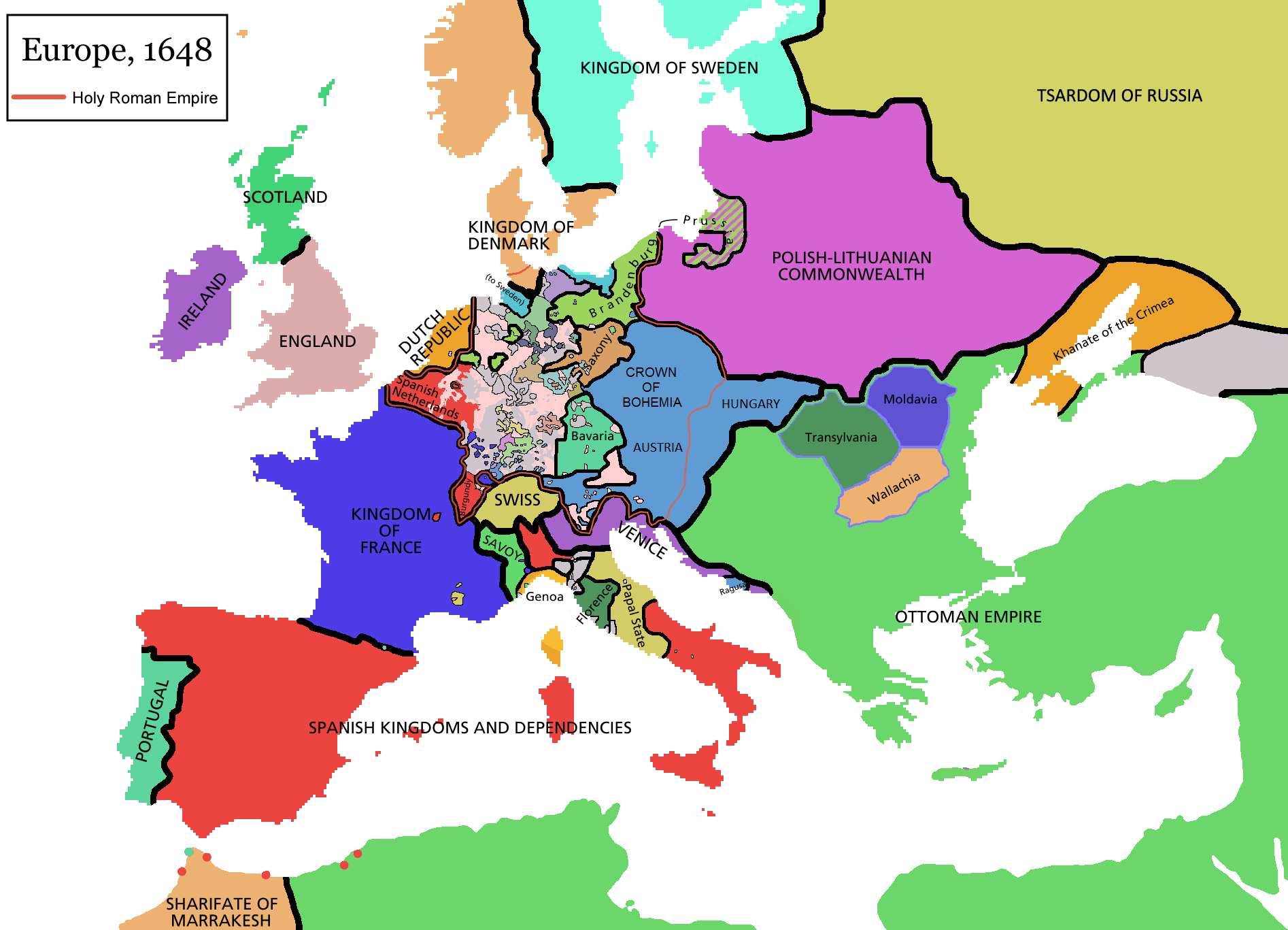
ヴェストファーレン体制下のヨーロッパ

国制にあっては神聖ローマ皇帝の権限が大きく後退し、帝国等族の権利が強化された。宣戦布告や法の発布など、帝国の重要な決定にあたっては必ず帝国等族の同意が必要とされた。また、帝国等族が従来有していた諸権利が改めて承認されるとともに、皇帝と帝国への忠誠に反しない限りという留保をともないつつも外国との交戦権や条約調印権さえ認められた。これにより、諸侯は国際法上の主権も一部認められたことになる。かくして、皇帝による一元的支配の追求と諸侯の側の連邦制への志向の間で起こった1世紀におよぶ闘争の歴史は終焉し、皇帝と帝国等族の二元主義は帝国等族の側に大きく傾いて「ドイツの自由」が国是となった。ただし、ここにおける自由とは「帝国等族の自由」であり、それをフランスとスウェーデンが強国として保証しようということであった。その意味ではドイツの国民国家としての統一と権力国家への発展の道が阻害され、ドイツの政治的後進性とハプスブルク家の弱体化がもたらされた。他方、連邦制的な領邦の分裂は文化や教育の普及などをもたらし、この面では集権的国家よりむしろ優れた面をもっていた。また、ハプスブルク家に関しては、オーストリア固有の領土の安定性はこの体制下においてむしろ著しく向上したのであり、こののち南ドイツ最大のカトリック国として再出発し、東のオスマン帝国との紛争を経て東西の勢力バランスの逆転に成功し、ヨーロッパ屈指の大国に変貌する基となった。
以上、ヴェストファーレン条約によって形成された新しい国際秩序を「ヴェストファーレン体制（ウェストファリア体制）」と呼ぶことがある。ここでは、ヨーロッパの平和を初めて国際会議によって保証し、多国間交渉によって勢力均衡の視点が芽生えたことに画期性が認められる。さらに、世界史の文脈では国家における領土主権、領域内の法的主権、主権国家による相互内政不可侵の諸原理が確立され、近代外交や現代につながる国際法の根本原則が確立されたとして、「ヴェストファーレン体制=主権国家体制」として高く評価されてきた。ただし、近年ではヴェストファーレン条約によって国際法が確立したというのは過大評価であり、「19世紀の神話」にすぎないという指摘、あるいは北欧に関してはヴェストファーレン条約ではなく1660年のオリヴァ条約、スペインに関しては1659年のピレネー条約がもたらした秩序の方がいっそう重要であり、その意味では「未完の国際秩序」であったという指摘がある。

### フランス絶対王政の確立
自身のカトリック改宗と新教徒にも信仰の自由を認めるナントの勅令によってフランスにおける宗教戦争（ユグノー戦争）に終止符を打ったアンリ4世は、国土の回復と国内秩序の安定、財政再建に尽力した。アンリ4世を支えたのは、カルヴァン派の宰相シュリー公マクシミリアン・ド・ベテュヌや、彼がカトリック同盟に対抗していたナヴァル公時代にアンリのもとに集まったカトリックの人材であった。モラリストとして知られるモンテーニュは、シャルル9世とアンリ3世の両カトリック王の侍従を経てプロテスタントだったナヴァル公時代のアンリの侍従を務めており、宗派を超えた協力関係はここにも見出せる。

#### ルイ13世とリシュリュー
1610年のアンリ4世暗殺後は、わずか9歳のルイ13世が王位を継承し、母后のマリー・ド・メディシスが摂政となった。ルイ13世の治世は当初、先王に抑え込まれていた大貴族やプロテスタント勢力が王権に反旗をひるがえす構えを見せ、その基盤は不安定であった。そのため、フランス王権は1614年、コンデ公アンリの要請により、全国三部会の開催を余儀なくされている。1620年、国王ルイ13世が改革派が多数を占めるベアルヌ地方でカトリック支持の裁定を下したことに改革派は反発し、同年12月に開かれた改革派の全国会議で「強硬派」が優勢となって武装蜂起を決定した。ユグノー側の軍事的指導者となったのは、ロアン公アンリであった。1621年から1622年まで続いた両者の戦いはほぼ王側の優勢のうちに決着し、モンプリエ条約を結んだが、ここではルイ13世が譲歩する形でナントの勅令が再確認された。しかし、ルイ13世がモンプリエ条約の遵守に熱心でないことに改革派は不満を隠しきれず、1625年に再び戦闘が開始されると、宰相であったリシュリューはユグノー戦争時代以来の改革派の拠点ラ・ロシェルを包囲し、ロアン公アンリ率いる改革派を打ち破り、このときリシュリューは外交方針を変更して三十年戦争でプロテスタント側との提携を検討していたため、1626年には講和してパリ条約を結び、宗教の自由の保障を再確認した。

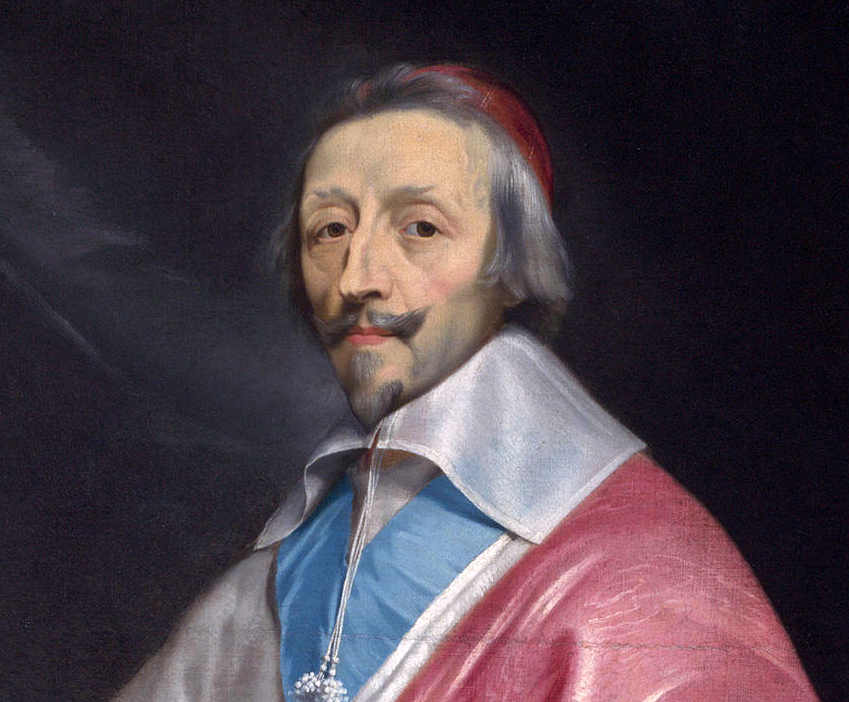
ルイ13世が全幅の信頼を寄せた宰相リシュリュー枢機卿（1585年-1642年）

1624年、リシュリュー枢機卿は国務会議で宰相の地位を確立し、ルイ13世を支えた。政治的動揺はなおも続き、三部会に準じた名士会が1627年に召集されている。しかし、これを最後に三部会は革命前夜のルイ16世当時まで開かれず、これは絶対王政確立のひと目安とみなすことができる。1627年、リシュリューは再びプロテスタント勢力の反乱と対峙し、13か月におよぶラ・ロシェル包囲戦を戦った。改革派はイングランドとの提携を図るがイングランド艦隊は有効な支援ができず、1628年10月にラ・ロシェルは陥落した。1629年には王軍がラングドックも制圧して決定的な勝利を獲得し、ロアン公アンリを国外に追放した。同年6月には和平が成立し、アレスの勅令が発せられた。宗教的寛容の持ち主だったリシュリューは、カトリック教徒の不満にもかかわらずナント勅令に認められていたプロテスタントの信仰の自由の維持を約束したが、プロテスタントには武装解除を命じ、ナント勅令で認められていた彼らの政治的・軍事的権利については剥奪した。

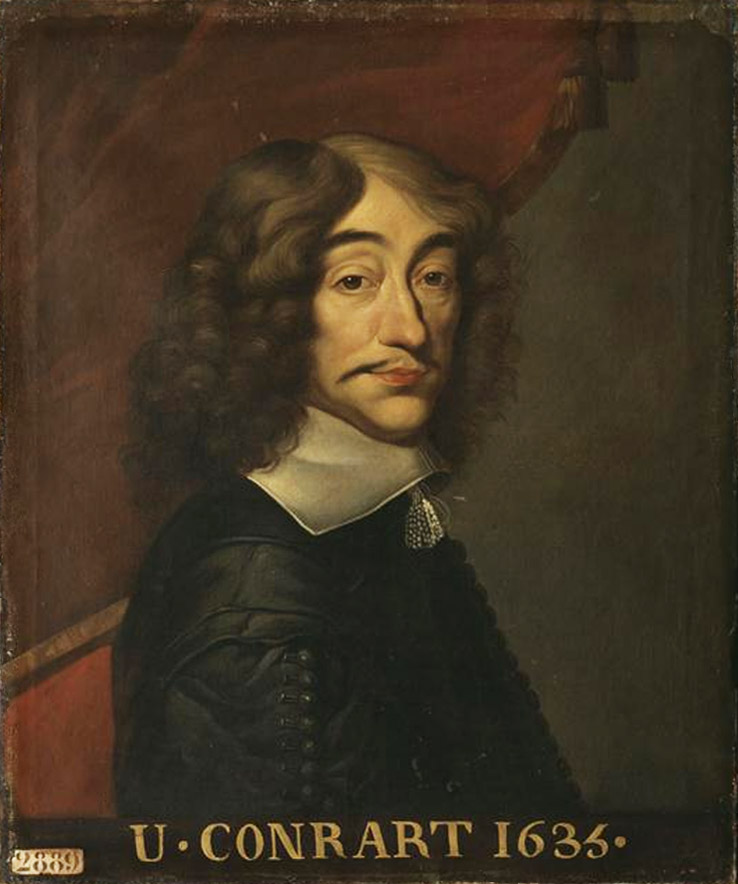
ヴァランタン・コンラール（1603年-1675年）

リシュリューの政策は、外交面ではハプスブルク家との対決姿勢を基本とし、内政面では戦争遂行のために課税可能な体制の構築をめざすものであり、彼の指導下でフランスはドイツを主戦場とする三十年戦争に本格的に介入した。しかし、マリー・ド・メディシスらの親スペインの動きはフランス国内のプロテスタントを動揺させて抵抗へ向かわせていたうえ、増税は各地で民衆蜂起を招いていた。1635年、ブルボン朝フランス王国はともにカトリック信仰に拠って立つハプスブルク家との全面戦争に踏み切った。カトリックを国教とするフランスがプロテスタント勢力と手を組み、西のスペイン、東の神聖ローマ帝国と戦うことを選択した。1642年にリシュリューが、1643年にはルイ13世が相次いで死去したが、「国家理性」の名において正当化された2人の対ハプスブルク政策は、外交的には好結果を生み、上述のように1648年のヴェストファーレン条約と1659年のピレネー条約により、フランスはスペインからヨーロッパ列強首位の座を奪うことに成功する。
この時期の文化政策で特筆されるのは、1635年にリシュリュー枢機卿の庇護のもとで学術団体「アカデミー・フランセーズ」が創設されたことである。アカデミー・フランセーズ設立の中心人物となったヴァランタン・コンラールは王室秘書にして改革派の文筆家であった。アカデミー・フランセーズではフランス語辞典の編纂事業がおこなわれ、フランス語の「純化」が図られた。古代の帝政ローマの歴史を参照し、至高の王権のもとに規律と服従を旨とする新しい政治文化の形成を追い求めたリシュリューは、言語においてもそのあるべき規範を示そうとした。コンラールは熱心なプロテスタント信仰の持ち主であったにもかかわらず、リシュリューは終生王室秘書の地位を保障した。

#### 近世フランス経済の動向
近世のフランス経済は農業に圧倒的な比重が置かれ、17世紀末まで全人口の少なくとも85パーセントは農村人口が占めた。都市人口も少なく、別格のパリでさえ18世紀初頭段階で約50万人にすぎず、それに次ぐのはリヨン、マルセイユ、ルーアン、リール、オルレアンの五大都市であり、いずれも10万人を切っていた。農業は技術的に中世からほとんど進歩がみられず、定期的に一定の土地を休耕せざるをえない二圃制・三圃制の採用が主流で、生産性は概して低かった。そして、フランス経済は農業が支配的であることに起因する脆弱性を内包しており、常に凶作から始まって経済全般に波及するタイプの経済危機を引き起こす構造を伴っていた。工業は小規模な手工業が支配的であって技術的進歩が乏しく、工業生産の大部分が限られた地域的な需要に応じた小規模なものであり、その中心は繊維工業であった。

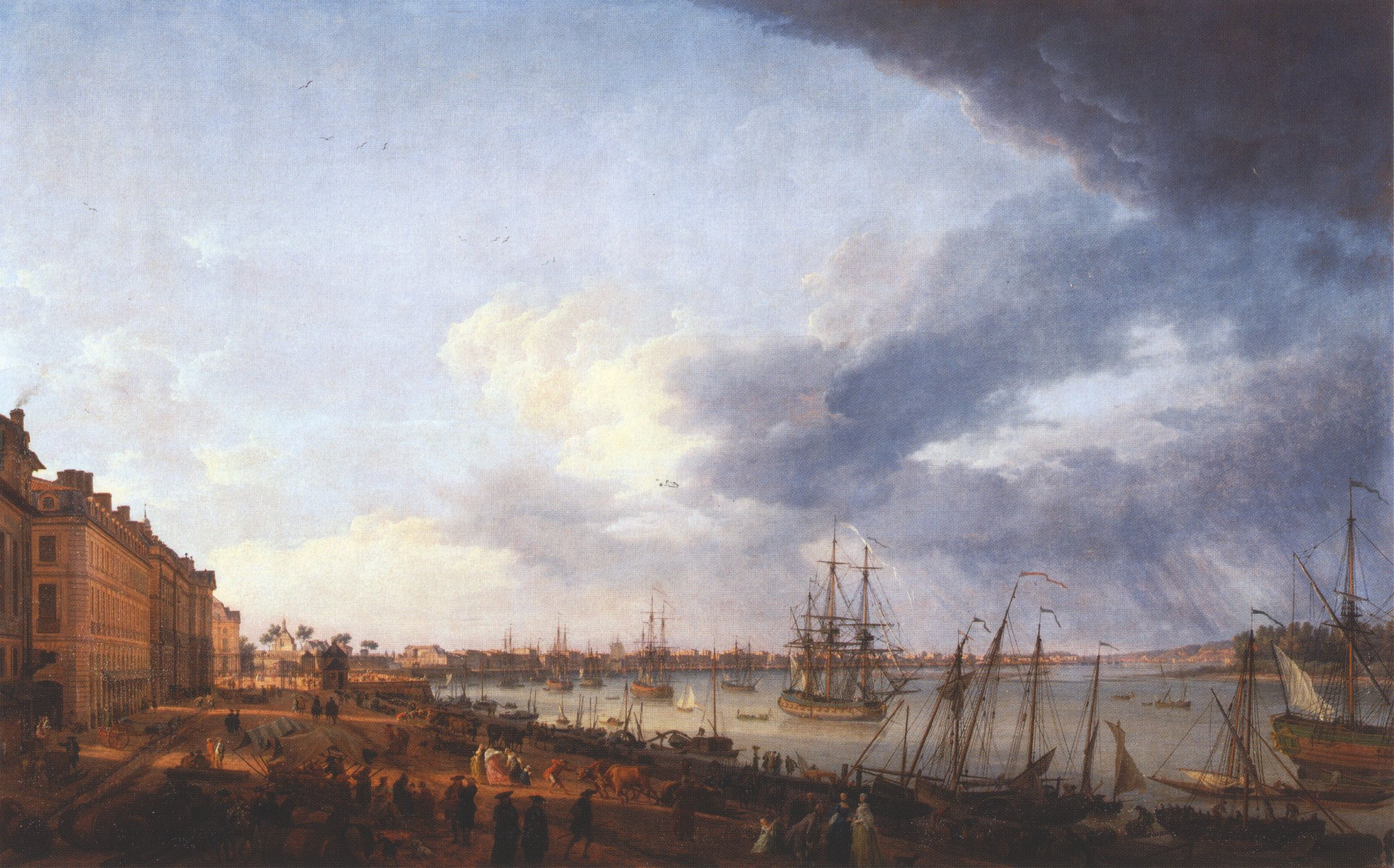
「ボルドー港の印象」（クロード・ジョセフ・ヴェルネ画、1758年）
----
百年戦争以前は大陸イングランド領の中心都市であった西部のボルドーは、フランス帰属後も親英的で反抗的な都市としてしばしば王権を悩ませた。ユダヤ人を寛大に受け入れたことでも知られ、15世紀末葉にスペインを追われたユダヤ人が16世紀中葉以降はポルトガル経由でフランス各都市へ移住したが、定着できたのはボルドーとバイヨンヌだけであった。フロンドの乱に続く1675年の反乱は、ルイ14世にこの町が伝統的に保有してきた特権の大幅な削減を決意させたが、むしろボルドーの飛躍的発展はこの頃より始まり、フランス革命期には国内第三の都市に成長した。18世紀、植民地への物資供給を請け負って巨万の富を築いたユダヤ商人アブラハム・グラディスは「ボルドーの王」といわれた。

毛織物工業では、ラングドック、プロヴァンス、ドーフィネはレヴァント地方への輸出用ラシャが生産されていた。シャンパーニュ地方のスダンは北ドイツへの輸出用ラシャを生産していたが、ここではユグノーの製造業者が織機の半数を所有していた。絹織物工業においては、17世紀中葉トゥールやリヨンでの顕著な発展が知られるが、これはユグノーの貢献によるところが大きい。リンネル工業をフランスに導入したのもユグノーであり、イングランドへの輸出用商品として貴重なものであった。亜麻織物や麻織物は西部で盛んであった。
オーヴェルニュやアングーモワでは製紙業が発達していたが、その主な担い手もユグノーであった。ここで製造された紙はフランス国内のみならず、イングランドやオランダでも消費された。とくにオーヴェルニュのアンベール産の紙は、当時のヨーロッパで最良のものとされていた。ユグノーの手工業者が担当したこれらの工業は、1685年のフォンテーヌブローの勅令（詳細は後述）以後、急速に衰退していったと説明されることが少なくない。そのほかの重要な工業部門としては、建築とそれに付随する奢侈品の生産があったが、鉱業や製鉄業はまだ二次的な役割しか果たしていなかった。
ユグノーはラ・ロシェルやボルドーにおける海上交易の発展にも貢献し、ボルドーにおいては主としてイングランド・オランダとの交易を担ったほか、ラ・ロシェルにおいてはナントの勅令直前まで貿易は彼らの独占状態にあるという状態であった。ユグノーの銀行家としては、17世紀初めにはリシュリューの財源となったタルマン家やラムブイエ家、ユグタン家が知られる。なお、ユグタン家はリヨンの出版業者であったが1685年にアムステルダムに移住し、そこで17世紀最大の銀行家にまで成長した。
長期的には、フランスは他のヨーロッパ諸国同様、中世末の14世紀から15世紀にかけて戦乱やペストによる人口の激減・商業活動の減退の傾向が著しかった。その後、大航海時代が本格化する15世紀末以降は長期的好況を享受し、1560年代から16世紀末葉まではユグノー戦争の影響で深刻な不況に見舞われるも17世紀には活力を回復し、1630年代に三十年戦争への参戦と度重なる疫病や飢饉によって経済が停滞した一方、その間は市場経済の進展がみられた。ただし、16・17世紀のフランスはまだ一体的な国民経済を形成しておらず、多様な地域経済の寄せ集めにすぎない状態であったため、穀物の市場価格も国内に統一的な価格は存在しなかった。そして、これら地域経済は17世紀前半にナントやボルドーなど大西洋岸の都市商人がオランダ商船のための仲買人として活動していたことで知られるように、しばしば国外の経済的なネットワークと密接なつながりを有していた。

#### ルイ14世とマザラン

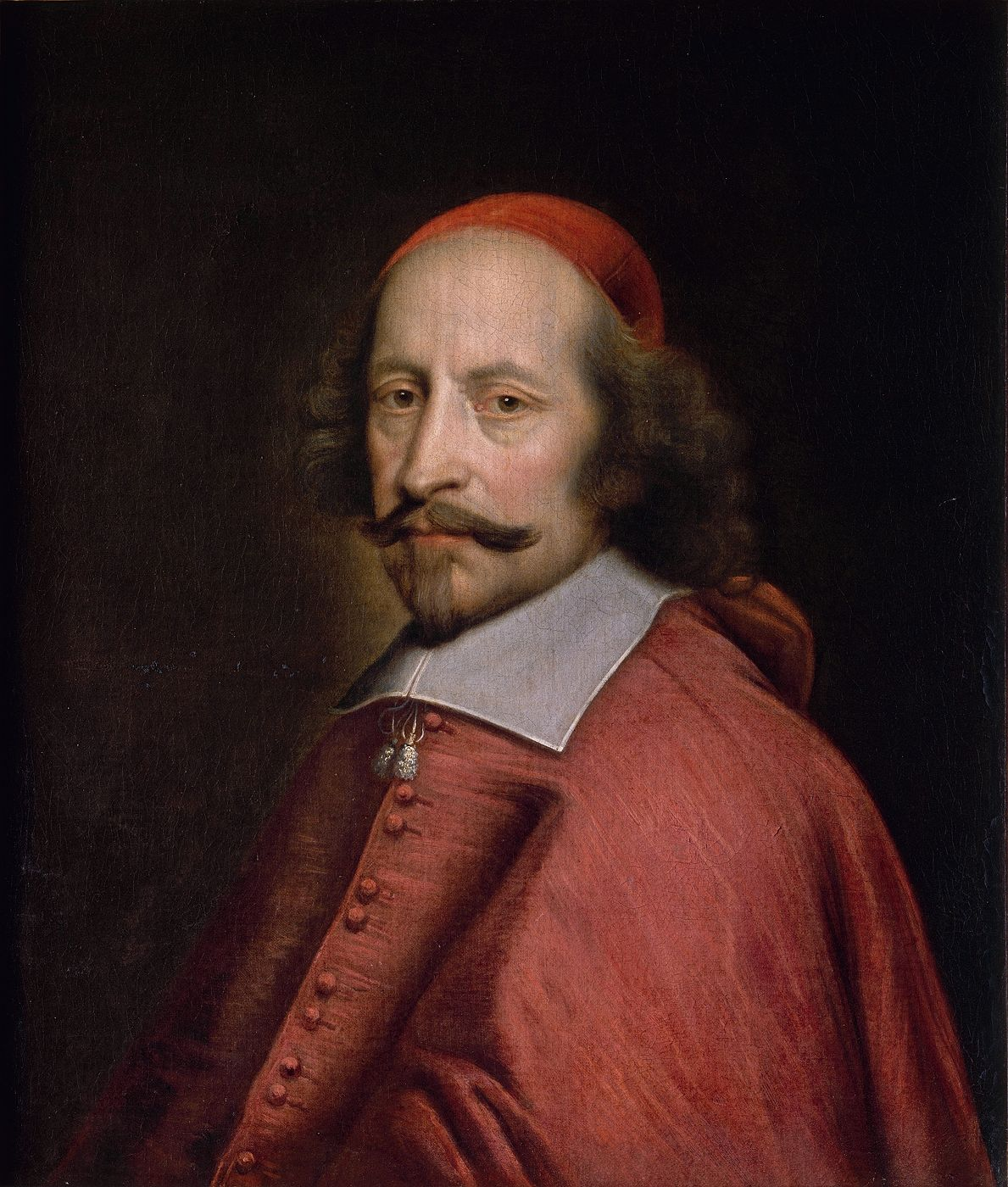
ジュール・マザラン（1602年-1661年）

ルイ13世死去後は、のちに「太陽王」と呼ばれるルイ14世が後を継いだが、1643年の即位当時の彼はまだ4歳であった。摂政となった母后アンヌ・ドートリッシュは、リシュリューの腹心だったジュール・マザランを宰相に任じた。マザランは内政と外交の両面でリシュリューの政策を継承するが戦争と重税にあえぎ、国王の代替わりを機に変化を期待していた人々は新政権に反発して王国改革を求めた。1648年1月、アンヌ・ドートリッシュが親裁座を開いて増税のための王令の登録をパリ高等法院に命じたのに対し、この席上で高等法院次席検察官のオメール・タロンは農村の疲弊が頂点に達していると指摘して王権を公然と批判し、この演説はただちに大量に印刷されて地方にまで知られるようになった。同年4月末、官職保有者に対する俸給を4年間にわたって支払い停止とすることが決定されると4つの最高書院（パリ高等法院、会計院、租税院、大法院）の代表が集会で討論し、7月にはそれに基づいて地方長官制廃止などを含む王国改革に向けた声明文を発した。反政府運動は広がりをみせて政府側も若干の譲歩を余儀なくされたが、8月には母后とマザランが反撃に転じて最高法院における運動の中心人物ピエール・ブルセルを逮捕した。これに対してパリの民衆が蜂起し、5年にわたるフロンドの乱へ発展した。この乱は、増税に不安をかかえるブルジョワジーや民衆、従来の政治的特権が脅かされていると感じている帯剣貴族、俸給停止や地方長官廃止に不満をもつ官職保有者など、王権に不満をいだく階層の動きが重なって大規模な反乱に発展したが、各層の利害がそれぞれ一致しないことから統一的な反王権運動には発展しなかった。イタリア出身のマザラン枢機卿は不人気であったが政治家としては有能で、ヴェストファーレンとピレネーの両条約でフランスの勝ち取ったものは大きかった。フロンドの乱が終結した1653年以降、戦時の臨時措置として導入された諸制度はやがて恒常化していったが、これらはフランス王権に広範な自由裁量権を与えるものとなった。マザランはまた、ユグノーに対して改革派全国教会会議の開催を禁止した。

#### ルイ14世親政期の教会と国家

ルイ14世
（1638年-1715年）
----
「朕は国家なり」のことばで知られるフランス絶対王政最盛期の王

1661年のマザランの死後、ルイ14世は宰相を置かずに親政を開始した。ルイ14世は財務総監にジャン＝バティスト・コルベールを用いて国家財政を健全化するとともに、従来の「移動する宮廷」をやめてパリ郊外のヴェルサイユに壮麗豪華なヴェルサイユ宮殿を建設し、貴族階級をもっぱら宮廷人の役割に甘んじさせることに成功した。リシュリューとマザランの時代に始められた貴族の城塞や都市の非武装化が継続され、常備軍が拡充整備されてフランス史上初の国王による軍事力の独占が実現した。相次ぐ対外戦争は財政難を招いたが、この時期の軍隊は以前よりも定期的に手当が支給されて訓練が行き届き、少なくとも外国の軍隊がフランスからほぼ排除された。ヴェルサイユ宮殿は貴族文化の中心となり、ここから生まれた礼儀作法や上品な趣味などは社会の隅々にまで伝えられる一方、政治的・文化的・芸術的な影響を全ヨーロッパに与えてフランスは洗練された文明の中心と見なされ、ラテン語にかわってフランス語が文明共通の言語と見なされるようになった。

##### 王権による改革派・ジャンセニスム・キエティスムの弾圧
ルイ14世の親政時代は長きにわたったが、フランス王権の絶対主義化は政治の領域を越えて良心の領域におよび、少数派となったプロテスタントおよび発生したジャンセニスムに弾圧を加えていった。プロテスタント勢力は、すでに王の庇護を失うことを恐れたリーダー格の貴族たちが多数離脱したため、弱体化の傾向が顕著であった。

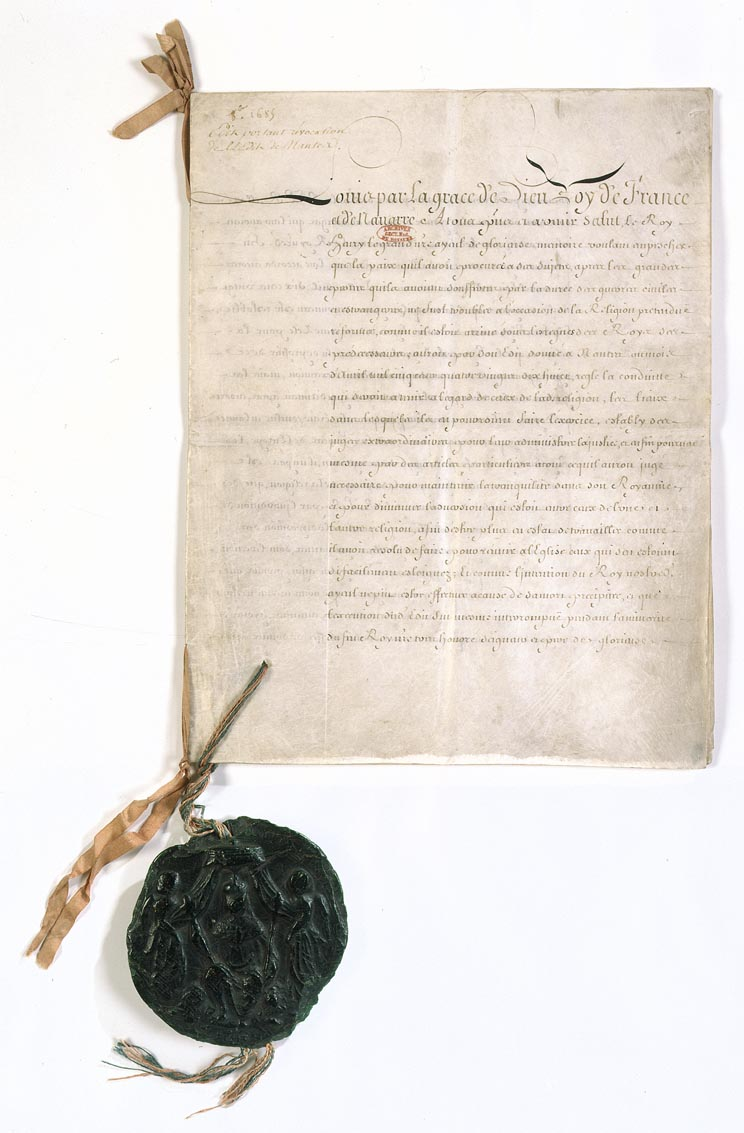
フォンテーヌブローの勅令
----
ナントの勅令（1598年）は廃棄され、以後のフランスにおけるプロテスタント信仰は禁圧された。

親政開始直後の1661年、ルイ14世はフランス全土に官吏を派遣し、改革派の礼拝についての調査を行った。新教徒の公的礼拝を制限する王令が増え、さまざまな条例を発布して改革派を公職から改革派を締め出していった。1679年、「ドラゴナード」という制度が定められた。これは竜騎兵（ドラグーン）を改革派の家に宿泊させ、暴力的な威嚇によって改宗を強制するものであった。これに対し、1683年に改革派の多い南部を中心に散発的な抵抗運動が起こったが、すぐに鎮圧された。1685年、ついにナントの勅令廃止が宣言され、プロテスタント信仰を禁じるフォンテーヌブローの勅令が出された。カトリックは国教となり、「1人の国王、1つの教会、1つの法」という標語の実現が強く求められ、改宗しない改革派の牧師は追放され、改革派の学校は閉鎖、教会堂は破却を命じられた。これは政教分離の観点からすれば逆行する行為であるが、当時の諸外国では「一国一宗派」の原則が守られており、ルイ14世はこの原則を確信していた。スペインの国力が衰退したなか、神聖ローマ帝国に対抗してカトリシズムの守護者を自認したいという思いの現れとも考えられる。
プロテスタントの一般信徒の亡命は勅令によって禁止されていた。しかし、宗教上の弾圧を逃れようと多数の商工業者を含むユグノーがスイス、ドイツ（とくにブランデンブルク）、イングランド、オランダ、新大陸などの国外へ大量に退去した。禁を犯して亡命した人数は、約20万人といわれる。これがフランス経済にマイナスに作用したであろうことは容易に推定されるが、実はそれ以上に亡命先の国々を富ます結果をもたらしたのであった。オランダでは亡命作家や印刷職人がルイ14世に対する政治批判の文書を大量に作成するなど、反フランスの国際世論も沸き上がらせる一助となった。フランスに残った人々には、心ならずも改宗してキリスト教や宗教そのものに関心を失うようなケースもあれば、他方ではジュネーヴ経由で戻ってきた牧師を迎えて秘密集会を継続的に開催していたケースもあった。南フランスのセヴェンヌ地方の新教徒共同体は1702年に蜂起し、国王軍に対してゲリラ戦を展開するカミザールの乱が発生した。一方、カトリック教徒の側はルイ14世のプロテスタント弾圧を大歓迎した。

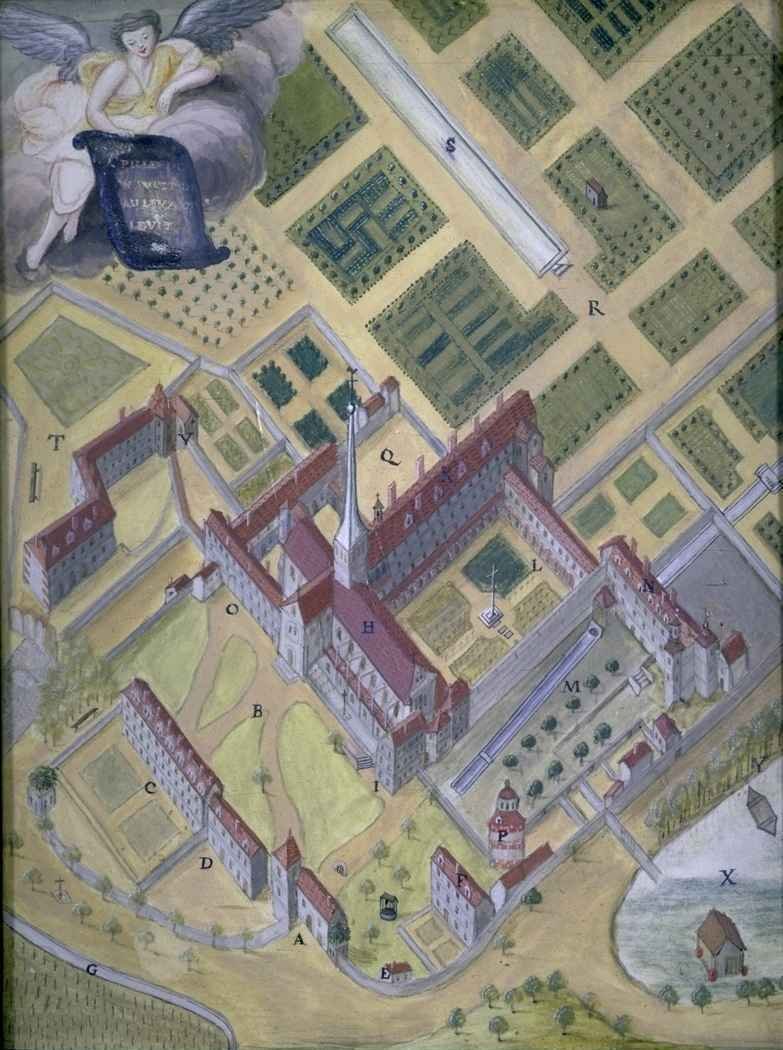
ポール・ロワイヤル修道院
----
ジャンセニスムのフランスにおける拠点となった。

ジャンセニスム（ヤンセニウス主義）とは、オランダ人神学者でスペイン領ネーデルラントのイーペルの司祭であったコルネリウス・ヤンセンとその盟友であったフランス人神学者ジャン・デュヴェルジェ・ド・オランヌ（サン・シラン師）が唱えた教説で、カトリック信仰の上に立ちながら、人間存在は根本的に堕落しているという悲観的な人間観に立ち、神が自由に与える恩寵（恵み）なしに人間の救済はありえないと主張するなどの点でルターやカルヴァンから大きな影響を受けた思想であり、ヤンセンの遺作『アウグスティヌス』には神の予定と恩寵の絶対性が説かれている。1630年代後半以降、ジャンセニスト（ヤンセニウス派）は、神の恵みを得るにはただそれを待ちわびるのではなく、祈りと改悛の行、禁欲の護持、自己規律による絶えざる回心の努力が必要であるとする厳格主義的な信仰運動の徒として、パリ近郊のポール・ロワイヤル修道院を中心に活動した。ジャンセニスムは1641年にローマ教皇庁の検邪庁から裁定を受け、1653年には教皇庁から異端宣告を受けていたが、フランス国内では科学者・哲学者として著名なブレーズ・パスカルや劇作家のジャン・ラシーヌから強く支持されただけでなく、政府高官やパリ高等法院の司法官にも影響を与え、そのうちの何人かはポール・ロワイヤル修道院の「隠者」として行動していた。イエズス会のジャンセニスム攻撃は激しく、パスカルはこれに対してジャンセニスムを擁護してイエズス会学派の神学を皮肉る『プロヴァンスからの手紙』を執筆するなど、イエズス会とジャンセニストは激しく対立した。
なお、ジャンセニスムのフランス的展開に大きく作用したのが、パスキエ・ケネルの存在である。ケネルはジャンセニスムをガリカニスムと結びつけて展開し、イエズス会員を「教皇の走狗」であると非難した。ジャンセニストたちはルイ14世の反教皇主義的ガリカニスムを支持していたにもかかわらず、1709年に国王は警察総代官のマルク・ルネ・ダルジャンソンにポール・ロワイヤル修道院を急襲させて修道女たちを追放し、翌年には礼拝堂から墓地にいたるまでの一切を破壊させるなど、ジャンセニスムを排斥した。ただし、ジャンセニスムに同調したフランス政官界には反イエズス会の傾向がその後も長く続いた。

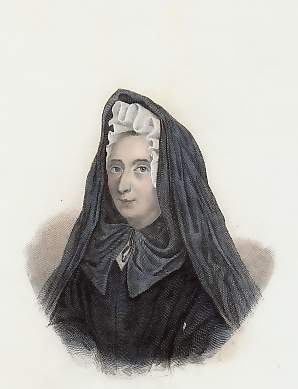
ギュイヨン夫人（1648年-1717年）

弾圧されたのはキエティスム（静寂主義）も同様であり、ルイ14世はジャンセニスムとともにキエティスムを自らの政策に対する重大な脅威とみなした。キエティスムの運動は、スペインのアンダルシア地方出身の神学者ミゲル・デ・モリノスの神秘体験にかかわる理論を、その文通相手で文筆家のジャンヌ・ギュイヨン（ギュイヨン夫人）がフランスに持ち込んだことによって急速に広まった。
フランスでは、キエティスムの運動は神の愛（アガペー）を内面的静寂のうちに受け身で受け取ろうとする知的かつ受動的姿勢が重視されたが、その背景にはフランスにおける祈りと霊的生活が組織化かつ制度化されすぎており、形式主義に陥っていることに対する不満と反発があった。キエティスムは、一時はルイ14世の秘密結婚の相手であるマントノン公爵夫人の心をつかみ、大司教フランソワ・フェヌロンという強力な庇護者も得たが、長くは続かなかった。そして、キエティスムの運動に最大の反対者として立ちはだかったのが、宮廷説教者のジャック＝ベニーニュ・ボシュエであった。フェヌロンはボシュエによって才能を見出されて司祭となった人物で、若き道徳的指導者として貴族女性たちに人気があり、ルイ14世の孫の養育係を務めるなど王室からの信頼も厚かったが、ここにおいて師弟は決定的に対立してフェヌロンは4年間沈黙を守らされ、ギュイヨン夫人は1695年から1703年までバスティーユ牢獄に投獄された。これによって観想生活はカトリックの教義に反する異端の疑いをもつものとみなされるようになり、以後のフランス人の宗教生活は大きな打撃を受けることとなった。

##### ガリカニスムの展開と王権神授説

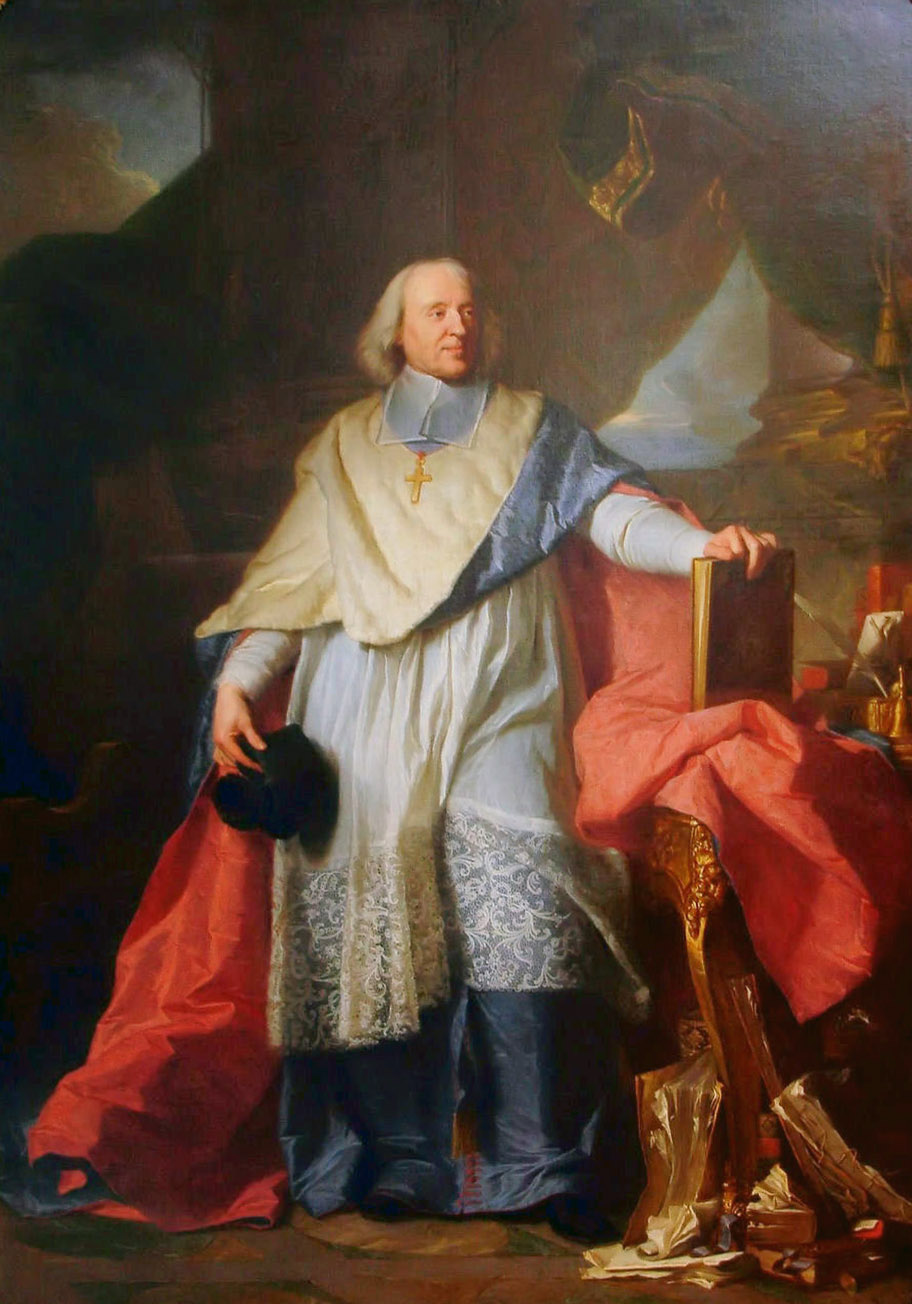
ジャック＝ベニーニュ・ボシュエ（1627年-1704年）

歴代のフランス王は自国の教会の管理権と権益を自らの支配下に置こうと腐心し、これを「ガリカニスム（フランス教会自立主義）」と称するが、他方ではそれと並行して伝統的なカトリックの教義を保持することにも努めた。その点からいってルイ14世親政下で権威的存在となったのは、上述したジャック＝ベニーニュ・ボシュエ神父であった。宮廷説教家にして国王の顧問であると同時に王権神授説の熱心な提唱者でもあるボシュエの雄弁な説教の文体は、初期のフランス文学を代表する典型的な散文であり、フェヌロン大司教らの説教家とともに当時のカトリック説教史における重要な時代をつくった。ジャンセニスムやキエティスムが排斥されたのはカトリックの伝統を保持するためであったが、キエティスムを擁護したフェヌロンは上述したとおり、職を追われた。
1682年、ルイ14世は聖職者会議にボシュエの「四箇条の宣言」を受諾させ、教会を王権の支配下に置くことに成功した。これはガリカニスムの現れであり、教会会議をローマ教皇の権威上に置いてフランスの教会をローマから独立させるものであった。ルイ14世は「レガール」（国王特権）によって国王が聖職者への任命権をもつことを目指したが、教皇インノケンティウス11世はただちに「四箇条」の無効を宣言し、ルイ14世に厳しく抗議した。約15年間、教皇庁はフランス内での世俗権力による教会支配の企てを認めず、国王が任命した候補者を司教に任命しなかったために多くの司教座が空位となり、ルイ14世は1516年のコンコルダートに含まれない特権への権利の主張については取り下げざるを得なくなった。
王権神授説は王権をはじめとする君主権とは神から直接授けられたものであり、それゆえ国民は臣民としてこれに絶対服従する義務があるという教説で、17世紀以前のヨーロッパでは貴族や聖職者の特権も強固に残り、国家や君主の権力基盤が脆弱だったところから君主の側によって強く求められたうえ、支持されてきた政治思想である。ポリティークの思想家であるジャン・ボダンの主権理論にその萌芽が認められ、17世紀初頭のイギリスではステュアート朝のジェームズ1世（詳細は後述）の登場とともに市民権を獲得した。しかし、国王は聖俗両権を神によって授けられているという思想は、ローマ教皇庁の決して認めるところではなかった。1632年には法服貴族のカルダン・ル・ブレが『国王の主権について』を上梓し、そのなかで王権は神から直接授けられたもので、国王は他人の同意も必要とせずに自由に法を作って解釈し、廃棄できると説いた。イングランドのロバート・フィルマーは、清教徒革命前後に『制限王政の無政府状態』（1648年）、『絶対王権の必要』（1648年）、『政府起源論』（1652年）などを執筆し、これを定式化した。フィルマーの主著『パトリアーカ』（1680年公刊）には、『旧約聖書』を根拠として神が人類の祖先であるアダムに家族や子孫などを支配する権利を授けたのであり、その権利は代々の家父長に受け継がれて王権につらなるという考えが示されている。王権神授説の大成者として知られるボシュエは、その著作『世界史叙説』（1685年）において、「神は国王を使者としており、国王を通じて人びとを支配している。……国王の人格は神聖であり、彼にさからうことは神を冒涜することである」と記した。

### イギリス革命と寛容法

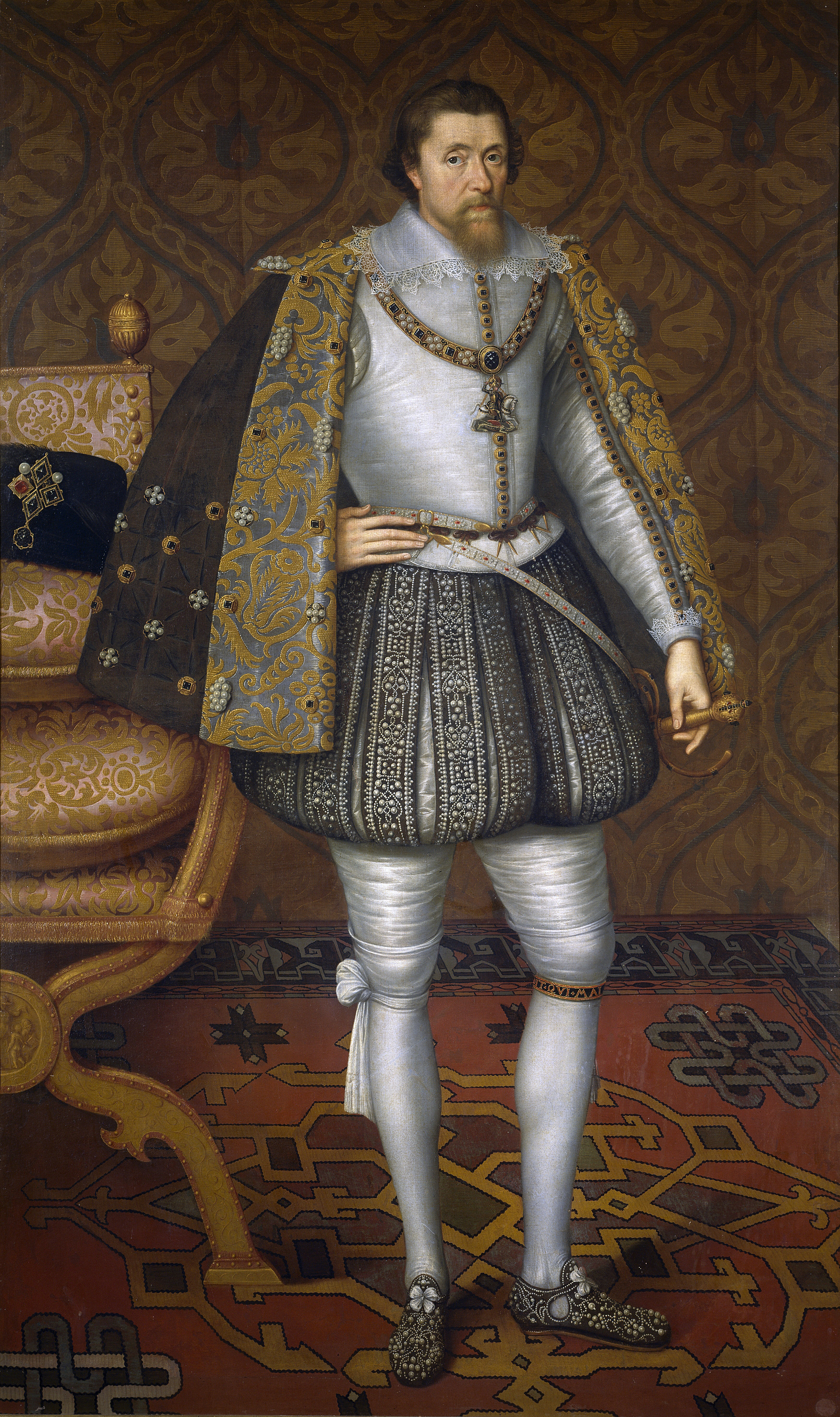
イングランド国王
ジェームズ1世（1566年-1625年）
----
スコットランド王としてはジェームズ6世。イングランドで即位し、議会やピューリタンとの溝を深めていった。

1603年3月、エリザベス1世死去の報を受けてスコットランド王ジェームズ6世がイングランド王ジェームズ1世として即位し、ステュアート朝を開いた。これにより、イングランドとスコットランドは、別々の議会をもちながらも同じ国王によって統治される同君連合となった。新しい国王に対していち早く行動したのは、イングランド国教会からカトリック的要素を一掃して宗教改革の徹底を図るカルヴァン派の人々であり、彼らはイギリスにおいて「ピューリタン（清教徒）」と呼ばれた。
ピューリタンたちは、1603年4月には戴冠のためにエディンバラからロンドンに向かうジェームズに「千人請願」という書状を提出し、さらに徹底した教会改革を進めるよう求めた。これを受けて国王は翌1604年1月にハンプトン・コート宮殿にて各宗派の代表を集め、ハンプトン・コート会議を開いた。ところが、この会議でジェームズは「主教なければ国王なし」と述べ、先王エリザベスからの申し渡し事項でもある国教会体制堅持の姿勢を示した。1605年11月にはカトリック教徒が議会に爆薬を用いて両院議員と国王の爆殺を図るという火薬陰謀事件が未然に発覚しており、ジェームズ1世の姿勢はピューリタンのみならずカトリック教徒からも不満があったことがわかる。ただし、この事件はむしろイングランドの人々が従来もっていた反カトリック感情を刺激する結果となった。これは、スペインやフランスなどのカトリック強国の脅威、ローマ教皇やイエズス会などの圧力に対する反感などに根差した歴史的な感情であった。アルマダの撃退や同君連合の成立などによりカトリックの脅威が相対的に減じるなか、ステュアート朝の王権は現実的な外交関係を展開し、近接する大国であるスペインやフランスには融和的に振る舞ったことが、議会からの非難を浴びたのである。国王側も議会からの干渉を嫌い、その招集を極力回避しようとした。
ヨーロッパ大陸が三十年戦争の戦乱に陥った際もイギリスは参戦に消極的であったが、その背景には戦費調達のために議会を開会することに王が難色を示したためである。しかし、多くのイギリス人はこの戦争をカトリックとプロテスタントの戦争とみなし、イギリスはプロテスタント側に立って戦うのを期待した。国王と宮廷はこうして反カトリック意識の標的とされていった。一方、ジェントリ（「郷紳」、地主層）を母体とする議会の庶民院は、王権は直接神の権利に由来するという「王権神授説」を掲げて議会を軽視しがちな王に対し、イングランド固有の法体系であるコモン・ローを根拠として抵抗した。また、国王の経済政策も1620年代の深刻な不況に対して抜本的な対策をおこなわず、むしろ財政難のために諸々の独占権を濫発してジェントリやヨーマン（独立自営農民）の活動を妨げており、彼らは議会に議席を有していたために議会と国王は対立した。なお、当時のイギリスはオランダやフランスとともに北アメリカ大陸に進出し、ヴァージニア植民地を皮切りに東部で植民地化を進めていった。植民地最初の定住集落ジェームズタウンは国王ジェームズの名にちなんでいる。
ジェームズ1世の子で、その後を継いだチャールズ1世も議会の同意なき外交や課税強化をおこなうなど議会軽視の姿勢がみえたため、1628年に議会は「権利の請願」を王に提出し、議会の承認なくして課税することや国民を不法に逮捕することは今後おこなわないと約束させた。これに対して王は先代同様王権神授説を信奉しており、翌1629年には議会を解散して反対派の議員を投獄して専制政治を続けた。当時、成長していたヨーマンや中小の商工業者にはピューリタンが多く、チャールズを敵視した。チャールズ1世は、フランスからカトリックの王妃アンリエッタ・マリアを迎え、セント・ジェームズ宮殿内にバロック様式のカトリック礼拝堂を建設するなど親カトリック的な政策を進め、カンタベリー大主教に登用されたウィリアム・ロードは国教会の正統性を「使徒継承性」という議論によって基礎づける改革を進める過程でピューリタンを弾圧した。ピューリタンはさらに国王と国教会への反発と嫌悪感を強め、国教会支持にとどまっていた人々も宮廷の官職にあずかれない人々を中心として国教会の改変に反発し、国王に対してもカトリック復活を意図しているのではないかとの疑いから、ピューリタニズムに接近した。

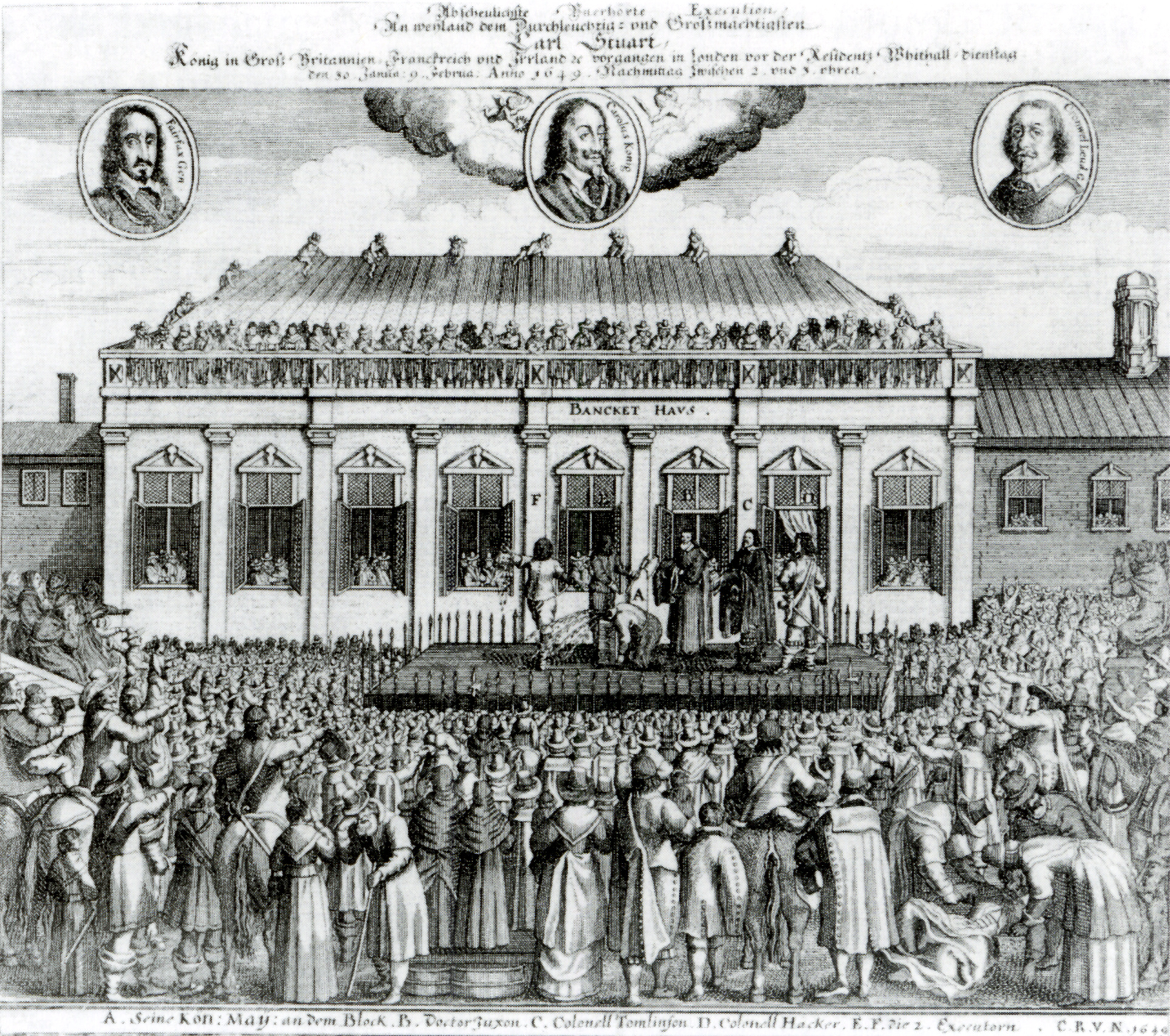
チャールズ1世の処刑

1641年11月、議会は国王に抗議して「議会の大諫奏」を発した。1642年3月、ロンドンを離れて戦闘準備を始めた国王に対して議会側が「民兵条例」を採択して軍事権を握り、同年6月には議会主権を主張する「19か条提案」をチャールズ1世に提出した。国王は受諾を拒否し、同年8月末にノッティンガムにおいて挙兵した。こうして、国王派（騎士党）と議会派（円頂党）での内戦（イングランド内戦）が勃発した。
当初、国王軍は三十年戦争への従軍経験をもつ貴族や戦いのプロフェッショナルである精強な騎兵隊を擁し、土着性の強いアマチュア集団である民兵隊に対して優勢に立ったが、議会派のオリバー・クロムウェルは議会軍を改革・再編成して「鉄騎隊」を指揮し、1645年6月のネイズビーの戦いで決定的勝利を収め、翌年6月に内乱は終結した。1648年12月、長期議会では国王の処遇に穏健な態度を示した長老派議員が追放されて独立派議員だけで構成されるランプ議会が開かれ、1649年初めには国王を裁くための高等裁判所が設置された。同年1月末、チャールズ1世は「専制君主、反逆者、殺人者、国家に対する公敵」の罪で死刑判決を受け、公衆の前で斬首された。同年5月には正式に共和政宣言が出され、クロムウェルを首班とするイングランド共和国となった。この一連の動きを、清教徒革命という。

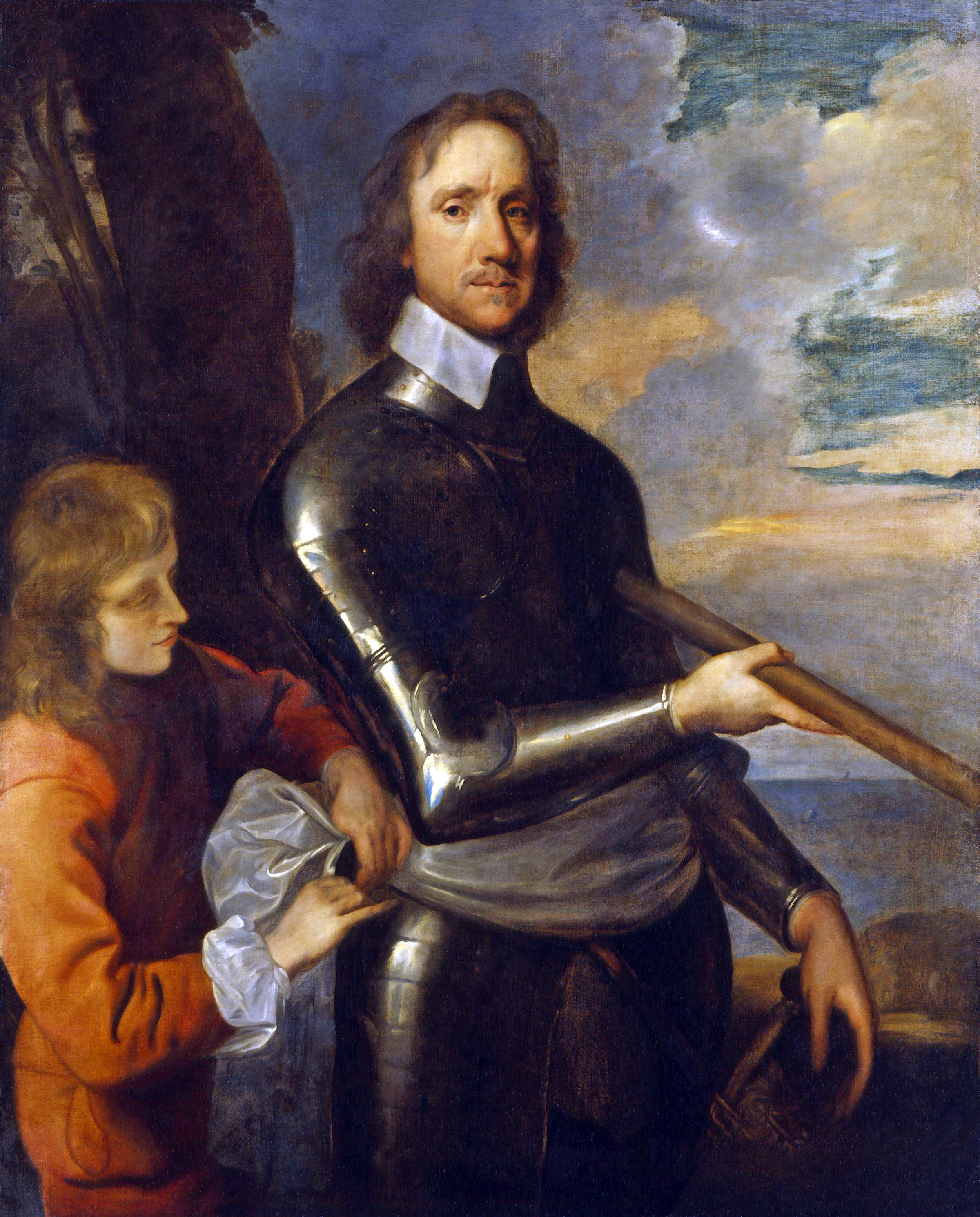
オリバー・クロムウェル（1599年-1658年）

国王の処刑は当時にあっては宗教的にも政治的にも掟に反していたことから国内外に大きな衝撃を与え、スコットランド議会はこれに反発してチャールズの息子（チャールズ2世）を擁立したが、クロムウェル軍に敗れた。これは文化的変容をももたらし、それまで終末における「キリストの再臨」の願いは衰退する歴史における断絶と把握されてきたものが、いまやピューリタンにとっては「真の教会」が次第に勝利に向かい、この再臨を準備して進歩の思想が出現しつつあると観念された。そして、この進歩は自身の行動にこそかかっているのだと考えられた。革命中になされた多くの説教の中身が以上のような趣旨であり、個人の自由意志によって参加する形で多数のプロテスタント教会が、当時に組織された。強い選民意識を有していたクロムウェルをもってしても宗教的統制の掌握はできず、当時には「神の王国」を到来を待ち望むさらに急進的な教派（セクト）が出現した。セクトは、共有地を開墾して共産主義的コンミューンの建設を目指した真正水平派（ディガーズ）や「内なる光」を重んずる道徳律廃棄派のランターズ、「見えざる教会」のみが真の教会であり、真理は聖書や信条などではなく魂に直接語りかけると主張したクエーカー（フレンド派）など、多数におよんだ。
共和政成立後、クロムウェルは航海法を制定してオランダ船を締め出し、カトリック教徒の多いアイルランドへの軍事遠征を経てこれを征服し、植民地とした。アイルランドでは一般住民まで巻き込み、虐殺も起こっている。護国卿となったクロムウェルのピューリタニズムにもとづく厳格な独裁や統治に国民は不満をもつようになり、1658年9月に彼が死去すると息子のリチャード・クロムウェルが父の跡を継いで護国卿に就任したが、混乱状態を収拾できなかった彼が翌年5月に政権を投げ出したことにより、共和政は幕を閉じた。1660年2月、スコットランド軍司令官のジョージ・マンクによって長期議会が再開され、大陸に亡命していたチャールズ2世を国王に迎えた（イングランド王政復古）。

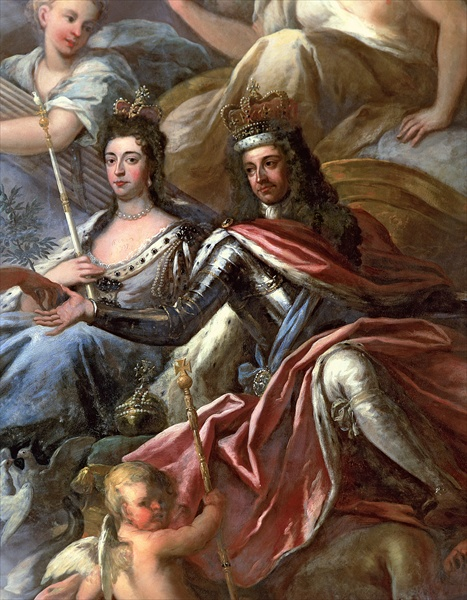
共同統治者ウィリアムとメアリー（天井画）

チャールズ2世はカトリックに傾斜しながらも国教会体制を維持したが、王位継承者であった王弟ヨーク公ジェームズはカトリック教徒であり、その即位をめぐって即位反対派（「嫌悪派」、ホイッグ党）と即位支持派（請願派、トーリー党）に議会は分裂した。結局、ジェームズは1685年にジェームズ2世として即位した。即位後、ジェームズ2世は審査法に適用除外の設置を主張してカトリック教徒を官職に登用する道を開き、オックスフォード大学のカトリック化に着手するなどのカトリック容認政策を進め、議会はこれに危機感を抱いた。そして、1688年6月、将来カトリックとして育てられるであろう王子が誕生したため、これを機にホイッグとトーリーはジェームズ2世排除で合意し、王の娘婿でプロテスタントだったオランダ総督のオラニエ公ウィレムに援軍派遣を求めた。同年11月、イングランドに上陸したウィレム軍に多くのイングランド貴族が帰順し、孤立無援となった王は秘かにフランスに亡命した。翌1689年2月、ウィレムとその妻メアリーは議会が提示する国民の権利と自由を確認した「権利宣言」を受け入れ、共同統治者ウィリアム3世およびメアリー2世として即位した。これは、流血をともなわずに成就した革命であるとして「名誉革命」と呼ばれている。
議会は1689年5月に「寛容法（信教自由令）」、同年12月に「権利の章典」を成立させた。いずれも、ピューリタン革命以来の国王と議会の対立に終止符を打ち、以後100年にわたる「名誉革命体制」の出発点となった。
権利の章典はウィリアムとメアリーの夫妻が受け入れた「権利宣言」を基礎としたもので、これによってイギリスでは議会主権が確立し、以後は議会王政が定着していった。王位継承についてはカトリックの君主またはカトリックを配偶者とする者を王位継承者から排除するという明確な方針が打ち出された。これは、「教皇絶対主義」と「専制的権力」が結びついていると考えられたためであり、ここでは政治と宗教が密接にかかわっている点にこそむしろ一定程度の人間的自律が成立しうると考えられた。王位継承者に特定宗教を受け入れるよう求めるのは議会によって代表されるところの国民であり、国王がそれを求めるのではないことが強調された。逆説的ながらそこにおいて部分的にではあるが、多元主義と信教の自由、世俗主義が成立しているとみることが可能となる。これにより、王位請求者となったカトリックのジェームズ・フランシス・エドワード・ステュアートが1701年の改宗拒否によって即位できなかった結果、1714年にステュアート朝が断絶してハノーヴァー朝への交代をもたらすこととなった。
寛容法（信教自由令）では、国王に忠誠を誓いさえすればピューリタン系の非国教徒も信仰を認められ、どのような形式であれ宗教的罰則を適用させないことが宣言された。ただし、すべての非国教徒が寛容の対象となるのではなく、カトリックと無神論者は例外とされた。また、寛容の対象となったピューリタンであっても、審査法などの法令は効力を失ってはいなかったので、基本的には公職に就くことができなかった。公職を得るには年に一度聖餐式をおこない、ローマ教皇に対する忠誠拒否をおこなわなければならなかった。イギリスでは結局、国教会中心の体制が依然として維持された。

### ブランデンブルク＝プロイセンの勃興と宗教寛容策

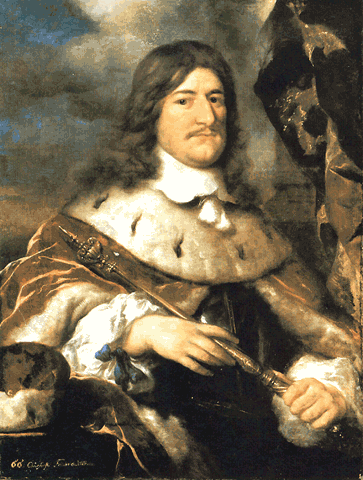
ブランデンブルク選帝侯フリードリヒ・ヴィルヘルム（1620年-1688年）

ドイツないし神聖ローマ帝国域におけるオーストリアの存在感に対し、ブランデンブルクは「帝国の砂箱」と呼ばれるような地味も資源も乏しい辺境にすぎなかったが、17世紀初頭にライン川流域のクレーヴェとマルク伯領を、東方ではポーランド王の宗主権下にあるプロイセン公国を継承し（ブランデンブルク＝プロイセン）、上述のようにヴェストファーレン条約によってミンデンなどを獲得した結果、支配領域が東西に拡大してザクセン選帝侯領とならぶ雄邦へ成長した。とはいえ、それも同君連合としてであり、オーストリアの圧倒的な国力とは比べるべくもなかった。その間、ヨーハン・ジギスムント選帝侯は1613年までに政治的理由からカルヴァン派に改宗している。
17世紀後半において三十年戦争後の経済再建はドイツ諸邦にとっては焦眉の課題であり、中小領邦の分裂する状況ではなかなか進まず、とくに国内関税は自由な通商を妨げる大きな障害となった。比較的大きな領邦国家や地理的に有利な都市は経済再建に向けて行動したが、新興のブランデンブルク＝プロイセンはとくに精力的に取り組んだ。1671年、ブランデンブルク＝プロイセンの君主フリードリヒ・ヴィルヘルム（「大選帝侯」）はオーストリアから追放された富裕なユダヤ人家族に定住許可を与え、保護状を付与した。一方、オランダ人やフランス人など外国人の入植政策を積極的に進め、とくにフランスで1685年にナントの勅令が廃止されると、ただちにポツダム勅令を発してユグノー（カルヴァン派）を「改革派宗教に心寄せる同胞」と称して受け入れを宣言し、当時1万人弱のベルリンだけでも約6000人のユグノーを招き入れ、人口増殖政策に加えてオランダ人やユグノーの商工業者の指導のもとでの産業の復活を目指した。これはルイ14世の宗教政策を批判するものであり、今まで彼からの報奨金と引き換えに実施していた親仏政策は破棄され、オランダのオラニエ公ウィレム3世との軍事同盟締結という政策転換につながった。このカルヴァン派同盟にはドイツやスカンジナヴィアのプロテスタント諸侯も加わって反ルイ14世陣営が形成され、これに神聖ローマ皇帝やスペイン国王さえ加わることがあった。
プロイセンが権力国家として変貌を遂げたのは三十年戦争後の約100年であり、それはほとんど「大選帝侯」フリードリヒ・ヴィルヘルムとその孫のプロイセン王フリードリヒ・ヴィルヘルム1世（「軍人王」）の2人によっている。その出発点となるのが常備軍の創設（軍隊の国有化）であり、常備軍はヴェストファーレン条約と1653年・1654年開催のレーゲンスブルク帝国議会の規定によって法的には基礎づけられたが、ブランデンブルク＝プロイセンの場合はバルト海の覇権をめぐってスウェーデンとポーランドが争った北方戦争（1650年-1661年）への対応が、その契機となった。フリードリヒ・ヴィルヘルムはこの戦争でスウェーデン側に立ち、プロイセンのポーランド宗主権からの解放を目指して戦った。これについてはホーエンツォレルン家支配下の各地の領邦等族は他地域での戦兵の動員に強く反対したがヴィルヘルムはこれを押し切り、さらに戦争終結後も動員された軍隊を解散させずに常備化する方針を打ち立てると、これに対しても領邦等族との激しい対立が生じたが制してその過程でさらに君主権を強化させていった。それに合わせ、税制や官僚制の整備拡充や重商主義政策などを連鎖的に進めたが、その際に模範としたのはフランス絶対王政であった。上記の宗教的寛容や外国人移植政策は、新興プロイセンの重商主義政策とも深い関連を有していた。
1657年のオリヴァ条約でプロイセン公国はポーランドの宗主権から脱し、1701年にフリードリヒ・ヴィルヘルムの子フリードリヒ3世は神聖ローマ皇帝からスペイン継承戦争に参戦することを条件として、「プロイセンの王」を称することが許された。これによって公国はプロイセン王国に昇格し、プロイセン公フリードリヒ3世は初代プロイセン王フリードリヒ1世となった。

### 北米13植民地における政教分離
イングランドでの政治的迫害を逃れて新大陸に渡ったピューリタンたちは、北米の地に信教の自由を開花させることとなったが、移住当初は、ヴァージニア植民地やニューイングランド各地で国教化の試みや不寛容政策がなされた。それと同時に強く抵抗し、反対する動きも各地でみられた。

#### ニューイングランドの諸植民地
ジェームズタウンが南部のヴァージニアに創設された頃、ロンドン近郊の寒村から新王ジェームズの宗教政策に失望した少数の清教徒が低地地方へ移住したがそこも安住の土地ではなく、1620年にはメイフラワー号に乗って新大陸に旅立った。ヴァージニアのはるか北方にプリマス植民地を築いた清教徒たちは信教の自由を求めて移住を繰り返したことから、自らを巡礼者になぞらえた。これがいわゆる「ピルグリム・ファーザーズ（巡礼父祖）」であるが、実際にはこの集団（約100名）に女性が含まれていた点がそれまでとは違っていた。家族単位の移住と入植、この集団の歴史的な新しさは、むしろそこにあったのである。

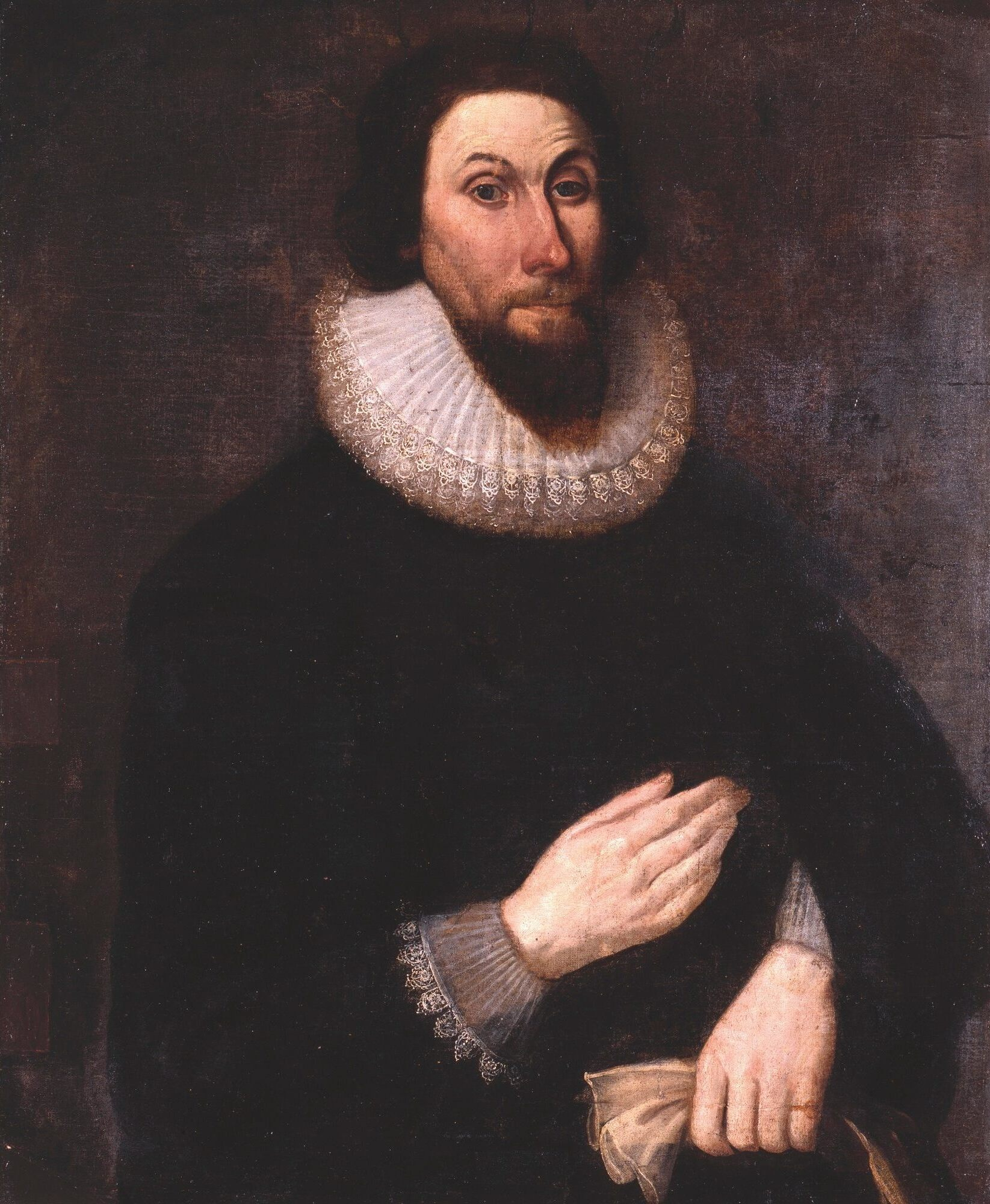
ジョン・ウィンスロップ（1588年-1649年）

ニューイングランドにおいて、プリマスよりもはるかに規模が大きく、やがてそれを吸収合併することになるのがマサチューセッツ湾植民地である。1630年、カンタベリー大主教ウィリアム・ロードによって清教徒迫害が始まると、ここには建設最初の年に1千人以上、以後10年あまりで約2万人の移住者が入植した。ここでも移住者の4分の1は女性であった。マサチューセッツの植民地で中心となったのは、清教徒たちのなかでもイングランド国教会から分離せずにキリスト教信仰の模範となるべく行動した「非分離派」であり、その指導者は本国で治安判事の経験をもつジョン・ウィンスロップであった。ウィンスロップが1630年の航海に際して語った説教『キリスト教的慈愛のひな形』は、アメリカ史やアメリカ文学の古典中の古典として知られ、そこには神の選民の砦を指す「丘の上の町」という聖書的な暗喩を用いた強い使命感が述べられている。この使命感には現代のアメリカ国家の自己理解に通じるものがあるうえ、その理念先行型の国柄の一端を示している。

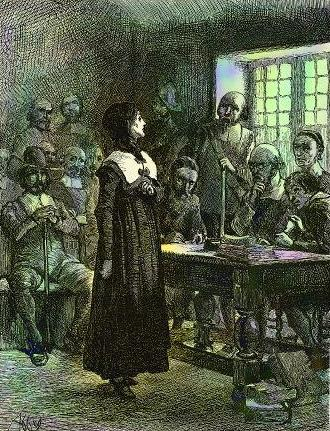
ウィンススロップらの審問をうけるアン・ハッチンソン

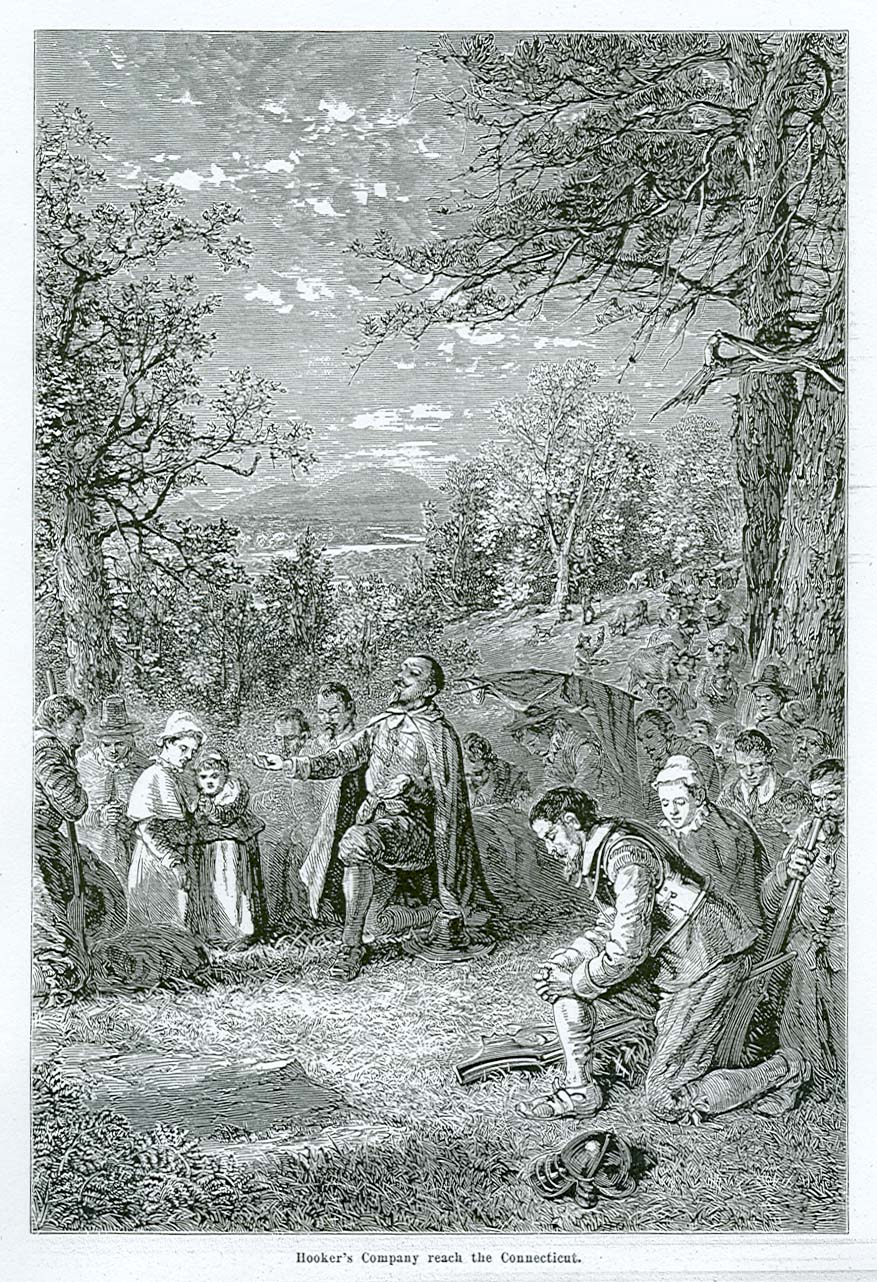
コネチカットに到着したトマス・フッカー

しかし、マサチューセッツの非分離派は回心の経験を有する信徒の連帯を重んじて会衆派の教会をつくり、自由民の資格もその教会員に限って宗教上の目的を有する非寛容的な神政政治をおこなった。これに対し、分離派に属するバプテスト教会の牧師で1631年にケンブリッジから移住したロジャー・ウィリアムズは、イギリス国教会から分離しようとしない会衆派を批判して宗教的寛容の思想を説いた（詳細は後述）うえ、植民地政庁が先住民（ネイティブ・アメリカン）から土地を購入していないことにも疑義を呈し、土地の譲渡権は国王にではなく先住民にあると主張した。一方、1634年に移住したバプテストでジョン・コットンを師と仰ぐアン・ハッチンソンは、反律法主義を掲げてカルヴァンの予定説を極限まで徹底させ、会衆派の教義に挑戦した（アンティノミアン論争）。1637年、植民地の指導者はハッチンソン夫人を総会に召還して審問し、ウィンスロップ総督は彼女に植民地からの追放処分を下した。また、ウィリアムズやハッチンソン女史以上にマサチューセッツでさらに厳しい弾圧を受けたのがクエーカー（フレンド派）の人々であり、1650年代後半から1660年代初頭にかけては4名のクエーカー教徒が絞首刑に処せられた。
ロジャー・ウィリアムズは、1636年にマサチューセッツ湾植民地から宗教的迫害を受けて逃げてきた仲間たちとともに、政教分離原則にもとづくロードアイランド植民地を設立し、その本拠地を「プロビデンス（神の摂理）」と名づけた。そこは先住民ナラガンセット族の首長カノニカスから贈与された土地であり、ここでウィリアムズはユダヤ教徒も対象に含めた信教の自由を実現すべく1644年に本国政府から特許状を取得し、北米植民地においてはじめて信仰の自由と政教分離を保障する自治領植民地を建設した。そこでは、「公共の事項」における多数決原則と「良心の自由」を定めた憲法が制定されたほか、聖職者に対する公的資金を援助することなく、教会と国家が分離された。一方、アン・ハッチンソンは先住民よりアクィドネック島（ロード島）を購入し、夫のウィリアム・ハッチンソン、仲間のウィリアム・コディントン、ジョン・クラークらとともに現在のロードアイランド州ポーツマスに入植した。
1636年に建設されたコネチカット植民地では、政教分離を主張してボストンの長老と衝突して追放された清教徒の牧師トマス・フッカーがハートフォードの町を建設した。コネチカットでは1639年にフッカーの思想を反映し、被統治者の同意を原則とする民主的な基本法が定められた。なお、コネチカット植民地はイングランド王政復古後の1662年に国王チャールズ2世から特許状を与えられ、ニューヘイブン植民地を併合して自治領植民地として発展した。
ニューイングランドの清教徒植民地では、各タウンの中心部にミィーティングハウス（集会所）が設けられ、安息日ごとに集まっての礼拝が一般的であり、これを「タウンミーティング」と称したが、そこでは典礼を重視するカトリックや国教会とは対照的に、説教がきわめて重視された。カルヴァン派では説教によって聴衆を「真の宗教」へ導くことが目標とされたからであり、このことは植民地の文化形成にも大きく作用した。上述のウィンスロップやジョン・コットンは、優れた説教の語り手として知られている。しかし、タウン・システムの閉鎖性は上述したように宗教上・政治上の意見の対立を追放という形式での隔離によって正面衝突を回避する一方、急速に流入した多数の移住者を周辺の未定住地に集団的に押し流すものであり、他方では1637年のピクォート戦争において先住民ピクォート族が「サタンの手先」として「掃討」されたように、ある種の暴力性をはらむものでもあった。
自らの信仰にとって理想の地を求めて移住した清教徒たちが他の教派に対しては非寛容な共同体を建設することも、少なくなかった。タウン・システムが直接民主制的であったことは事実であるが、それは権利というよりも義務的要素の強いものであった。ニューイングランドでは1689年以前にも103人もの女性（主に中年）が「魔女」として処刑されているが、1692年の「セイラム魔女裁判」はこのような非寛容性を示す典型例である。当時のマサチューセッツ州セイラム（現在のダンバース）は厳しい禁欲を強いる清教徒社会であり、そこでは1692年3月以降に裁判が継続的に開かれては200名近い住民が魔女として告発され、数人の男性を含む20名前後が処刑、1名が拷問中に圧死、5名が獄死している。この魔女狩りはちょうどマサチューセッツ湾植民地の王領化の時期と重なっており、それにともなう住民の不安と共鳴する現象であったとも指摘されている。

#### ペンのペンシルヴェニア植民地

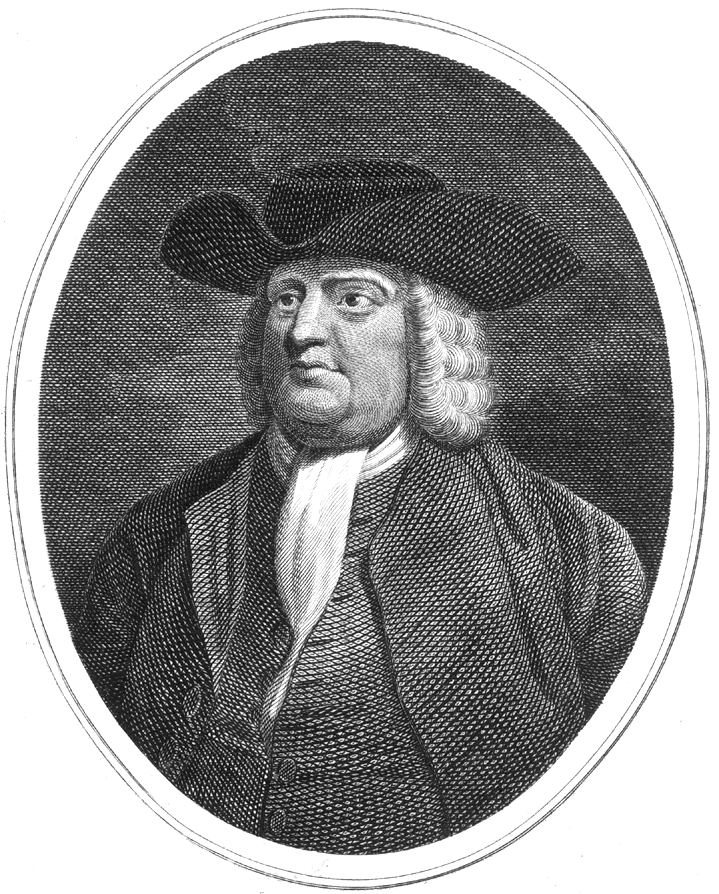
ウィリアム・ペン（1644年-1718年）

クエーカー（フレンド派）は、既存の教会や聖職者の権威を認めなかったところからイギリス本国で非国教徒として厳しい弾圧を受けた。また、その教義のうちに平信徒が「内なる光」を通じて神と交信して神の導きを受けるという教理を含んでいたため、清教徒（カルヴァン派）の厳格な教義とは相いれず、マサチューセッツでもニューアムステルダム（現在のニューヨーク）でも迫害を受けた。クエーカーのウィリアム・ペンは1681年に領主植民地であるペンシルヴェニア植民地を建設し、その憲章（ペンシルヴェニア憲章）では信教の自由が保障された。さらに、陪審員制の裁判や代議制政府の設立、本国イギリス並の市民的諸権利の保障などを約束した。
非国教徒であるペンが国王チャールズ2世からペンシルヴェニア領主になることを認められたのには、いささか特殊な事情が絡んでいた。チャールズ2世がイングランド海軍の提督であったペンの父（ウィリアム）に多額の借金をしていたうえ、彼はチャールズ2世に忠実で王政復古に際しても大きな功績があったためである。ペン自身も国王とは個人的に親しく、ペンシルヴェニアの地も王弟ヨーク公ジェームズ（のちのジェームズ2世）より下賜された地であった（ヨーク公を領主とする植民地はニューヨーク植民地となった）。
ウィリアム・ペンは、この植民地をクウェーカー派に限定せず、宗教的迫害に苦しむ人々を教派に関係なく受け入れる姿勢を示した。また、イギリス、オランダ、ラインラントの各地を訪れて植民者を募集したので、ペンシルヴェニアにはデラウェア川流域にいたオランダ人、スウェーデン人、フィンランド人が移住し、ヨーロッパからもイングランド、ウェールズ、アイルランドからのクエーカーに加えてドイツの敬虔派やフランスのユグノー、スイスの再洗礼派など、さまざまな信仰をもった多様な人々が集まり、ペンの掲げた宗教的寛容は事実として根付いた。先住民に対しても配慮し、植民者たちは先住民の土地所有権を尊重することが義務づけられており、彼らから土地を購入することなしには誰も定住できなかった。また、兵役を拒否するペンの勧めで、メリーランド、ヴァージニア、ノースカロライナなどの地域からタスカローラ族、ショーニー族、マイアミ族などネイティブ・アメリカンも移住した。
植民地議会はやがて次第に自律的な力をもつようになり、総督や領主の権威を脅かした末にペン家のペンシルヴェニアにおける影響力を排除するに至ったが、「神の前の平等」の理念と共和主義は多くの人々を引きつけて商工業の発展をもたらし、その中心都市フィラデルフィアは独立前の13植民地における政治・経済の一大中心地として栄えた。

## 「啓蒙の世紀」と政教分離
17世紀のヨーロッパでは寛容思想が各地で実現へ向かい、トランシルヴァニアやオランダでは制限付きながら宗教的寛容が実現し、イギリスでも国王への忠誠を誓い、ローマ教皇には従わないと宣誓する限りにおいて非国教徒も寛容の対象となった。「啓蒙の世紀」「理性の時代」と呼ばれる18世紀には多くの思想家が現れ、啓蒙思想、寛容思想をはじめ、政教分離の土台となるような思想を展開し、アメリカ憲法修正条項やフランス革命に受け継がれた。

### 政教分離の土台となる諸思想
近代科学と近代哲学が興起して以来、啓蒙主義の思潮が全ヨーロッパ的に拡大していったが、啓蒙主義者たちは概して自身を、自身の教派や民族・言語上の差異や帰属国家を超えた存在、すなわちコスモポリタンであるとみなし、想像上の共同体である「文芸共和国（レピュブリック・デ・レトル）」の一員であると信じていた。その権威は現実の社会的身分よりも学問的貢献や識見の高さによって判断されたので、当時のメディアをよく利用して自身の見解や議論を活発に発信した。とくに17世紀後半から18世紀前半にかけてその役割を担ったのは、オランダ共和国を起点として全ヨーロッパに広がった通信・定期刊行物・書籍のネットワーク網であった。オランダが一大中心となったのは、上述のとおり宗教的多元性と宗教的寛容という条件が存在していたためであるが、1680年代のプロテスタント迫害がもたらした「ユグノー・ディアスポラ」の結果でもあった。
18世紀中葉には、ヨーロッパの出版界はいっそう多極的となり、オランダの影響力は相対的に低下した。啓蒙主義の旺盛な知識探究の精神は、新大陸やアジアからもたらされた情報にも向けられ、ヨーロッパ諸都市を網の目のように結ぶサロンやクラブ、コーヒーハウス、アカデミー、ルナー協会をはじめとする公益協会、フリーメイソンの会所（ロッジ）などを介し、公共圏を拡大させていった。

#### 科学における聖俗改革
科学における聖俗改革は、17世紀以降着実に進展していく。いわゆる「近代科学」は、ニコラウス・コペルニクスの地動説の提唱後、天文学分野におけるドイツのヨハネス・ケプラー、イタリアのガリレオ・ガリレイ、解剖学におけるイングランドのウイリアム・ハーヴェイ、アイルランド出身の化学者ロバート・ボイル、物理学分野におけるオランダのクリスティアーン・ホイヘンス、イギリスのアイザック・ニュートンらの研究によって成立した。実験と理論の両面におけるロバート・フックの貢献も大きく、こうした動きは「科学革命」と称される。ガリレイの宗教裁判でのエピソードは、しばしばキリスト教が科学の発展を阻害する元凶であるという文脈で語られることも多いが、これは必ずしも正確ではなく、17世紀における科学的発見や進歩はむしろキリスト教的な世界観・自然観から現れてきたものとみなせる。ケプラーの三法則の発見は神のもたらした調和的秩序を確信するところから生まれてきたものであったし、ニュートンの万有引力の発見もまた地上・天体の双方の運動を統合的にとらえる視点、宇宙を神の被造物ととらえる観点から生まれてきたのである。教義と学説の対立があったとしても、宗教そのものが否定されたわけではなく、宗教者と科学者が対立したわけではない。
とはいえ、科学の進展にともなって17世紀から18世紀にかけては、科学史家村上陽一郎が指摘するところの「真理の聖俗革命」と称されるべき現象が進行する。すなわち、真理の相対化と知識の世俗化である。自然を神の本質の必然的な表現とみて自然の営みの必然性を追究し、それを神ならぬ人間が発見していくと、逆説的ではあるが自然から神の存在を棚上げすることにつながる。ルネ・デカルトらの合理主義哲学における「機械論的自然観」もキリスト教的な自然観に内在しており、そこからの必然的な帰結ともいえるのであった。そして、その場合の神とは聖書に記された神ではなく理神論的な神であった。

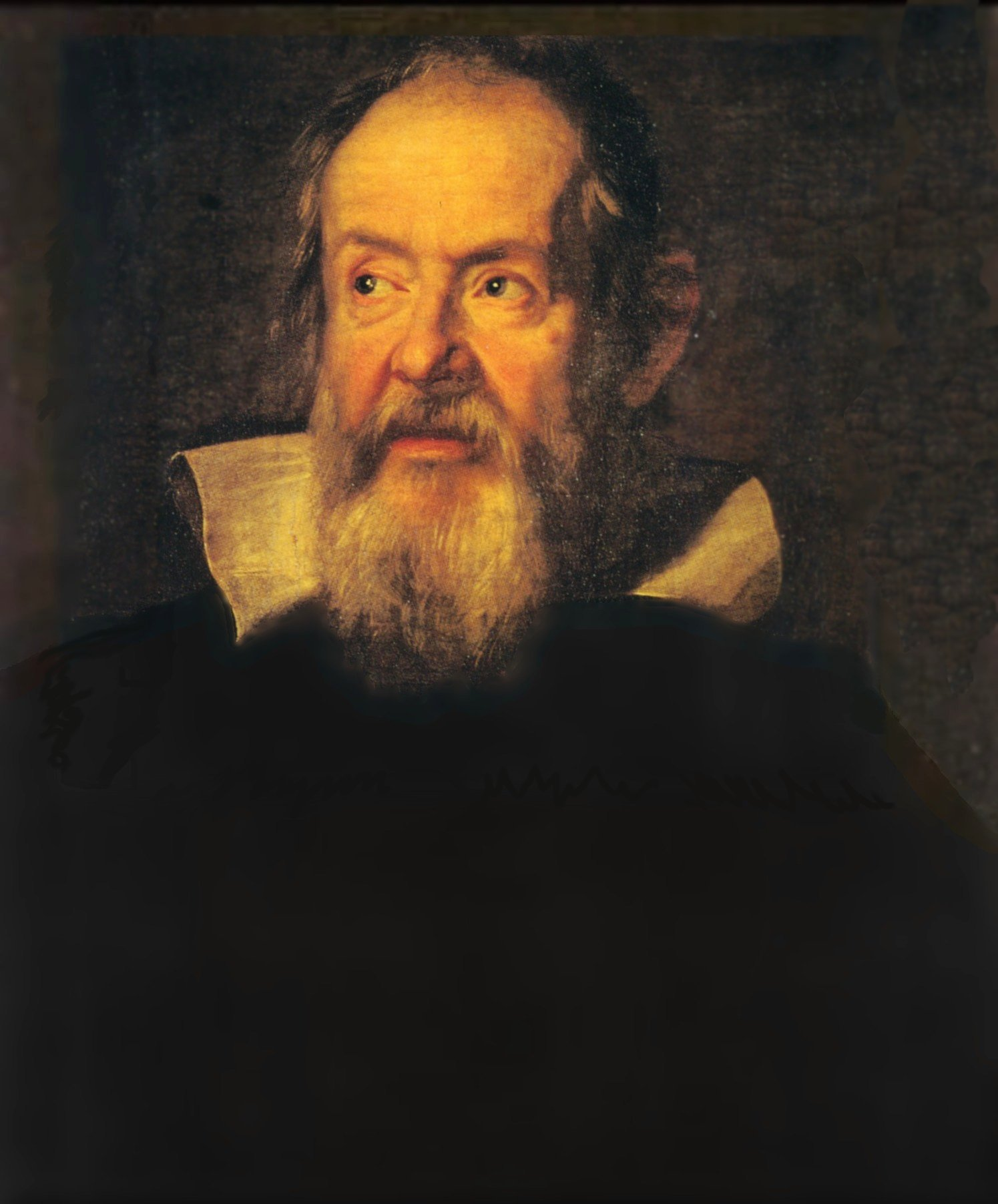
ガリレオ・ガリレイ（1564年-1642年）
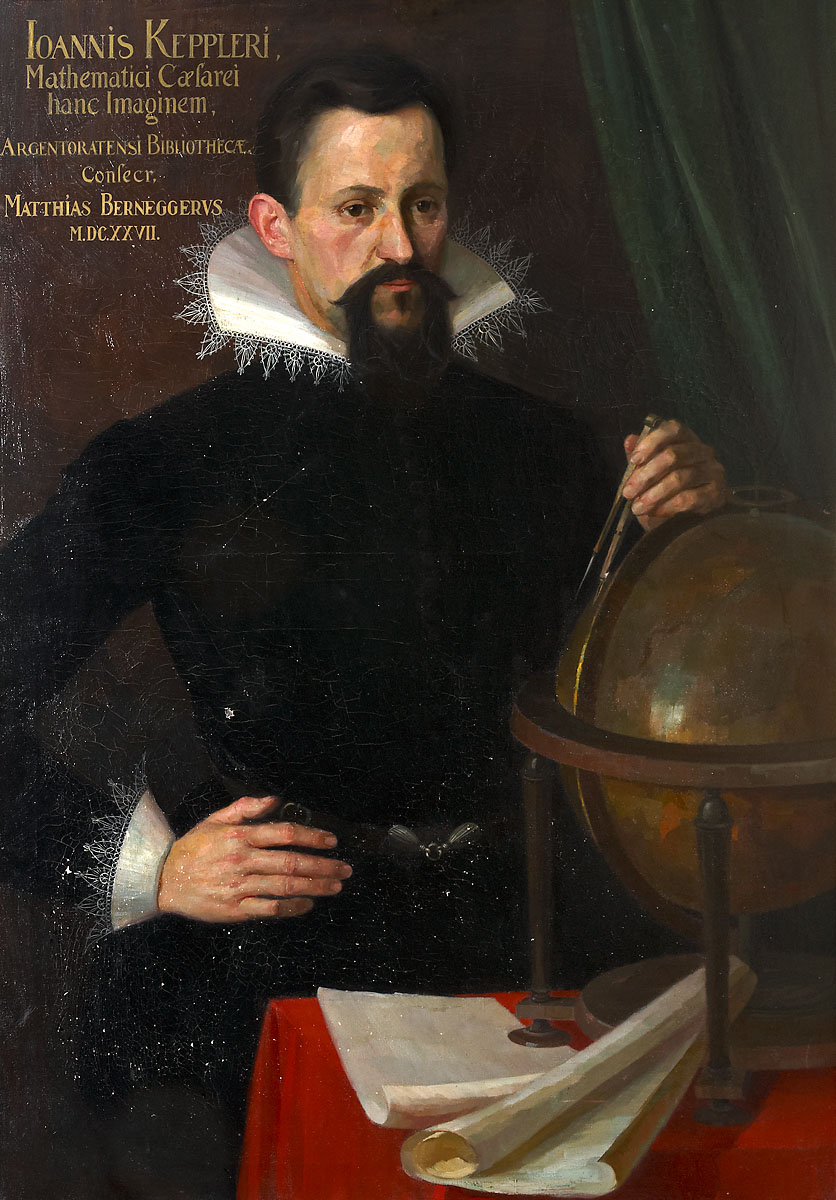
ヨハネス・ケプラー（1571年-1630年）
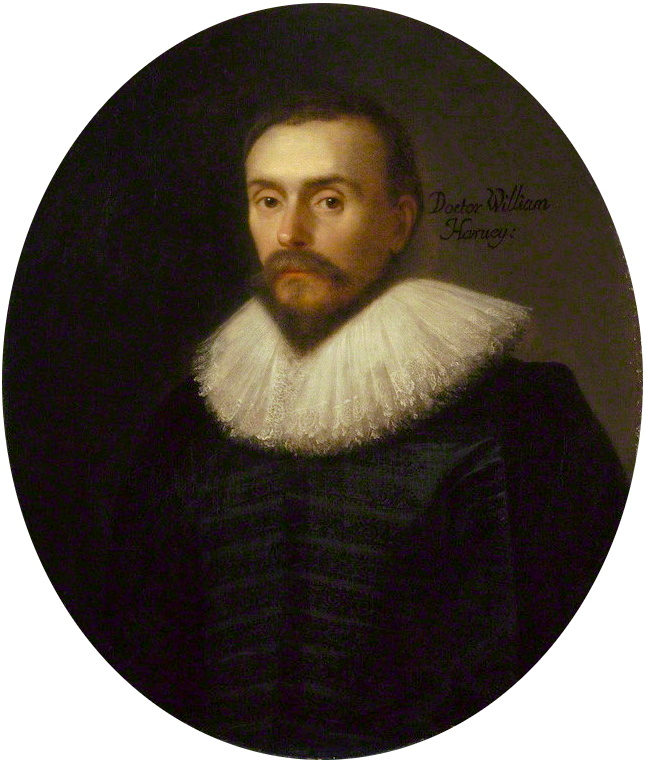
ウイリアム・ハーヴェー（1578年-1657年）
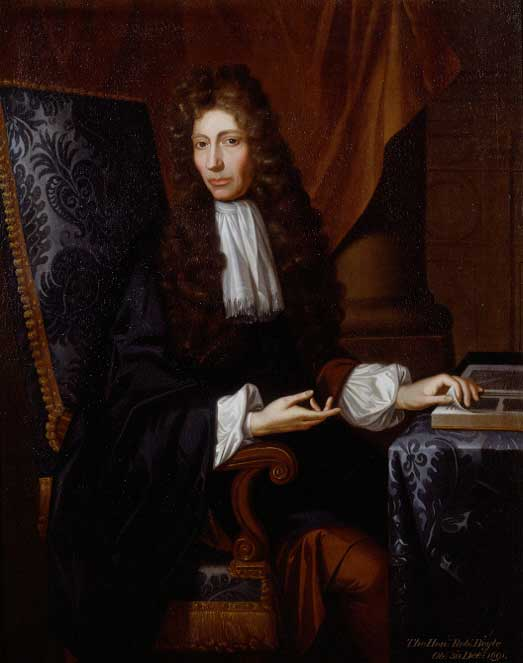
ロバート・ボイル（1627年-1691年）
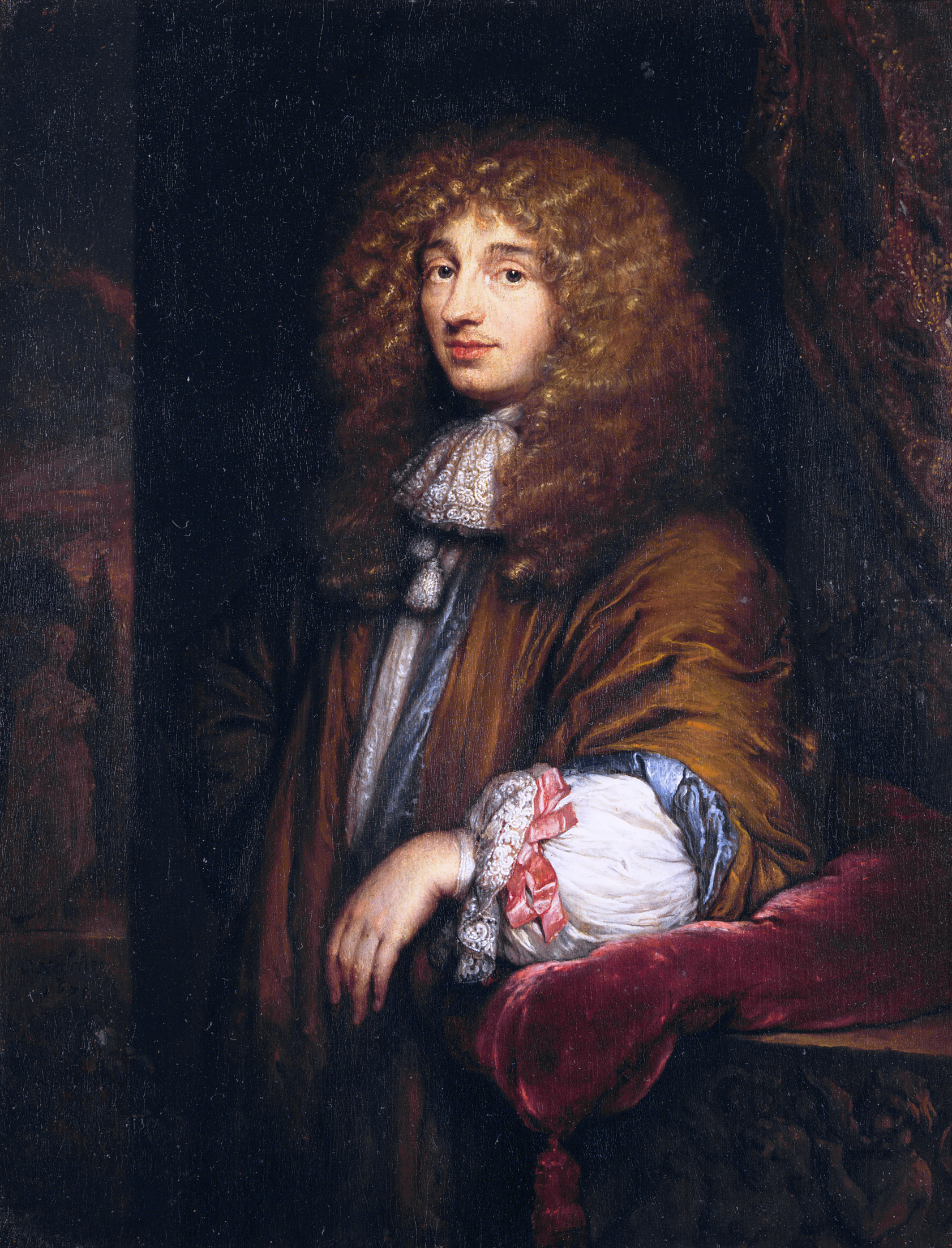
クリスティアーン・ホイヘンス（1629年-1695年）
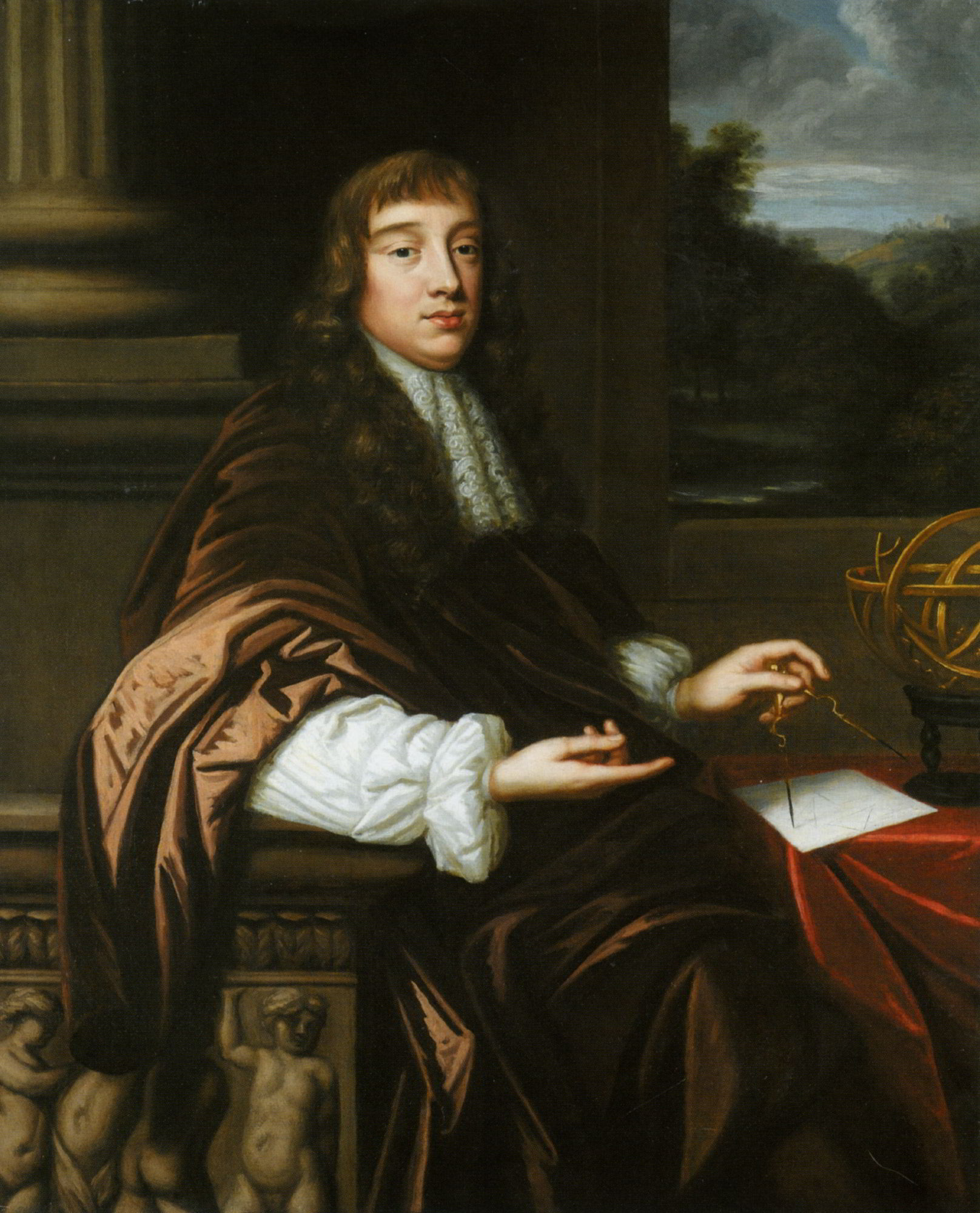
ロバート・フック（1635年-1703年）
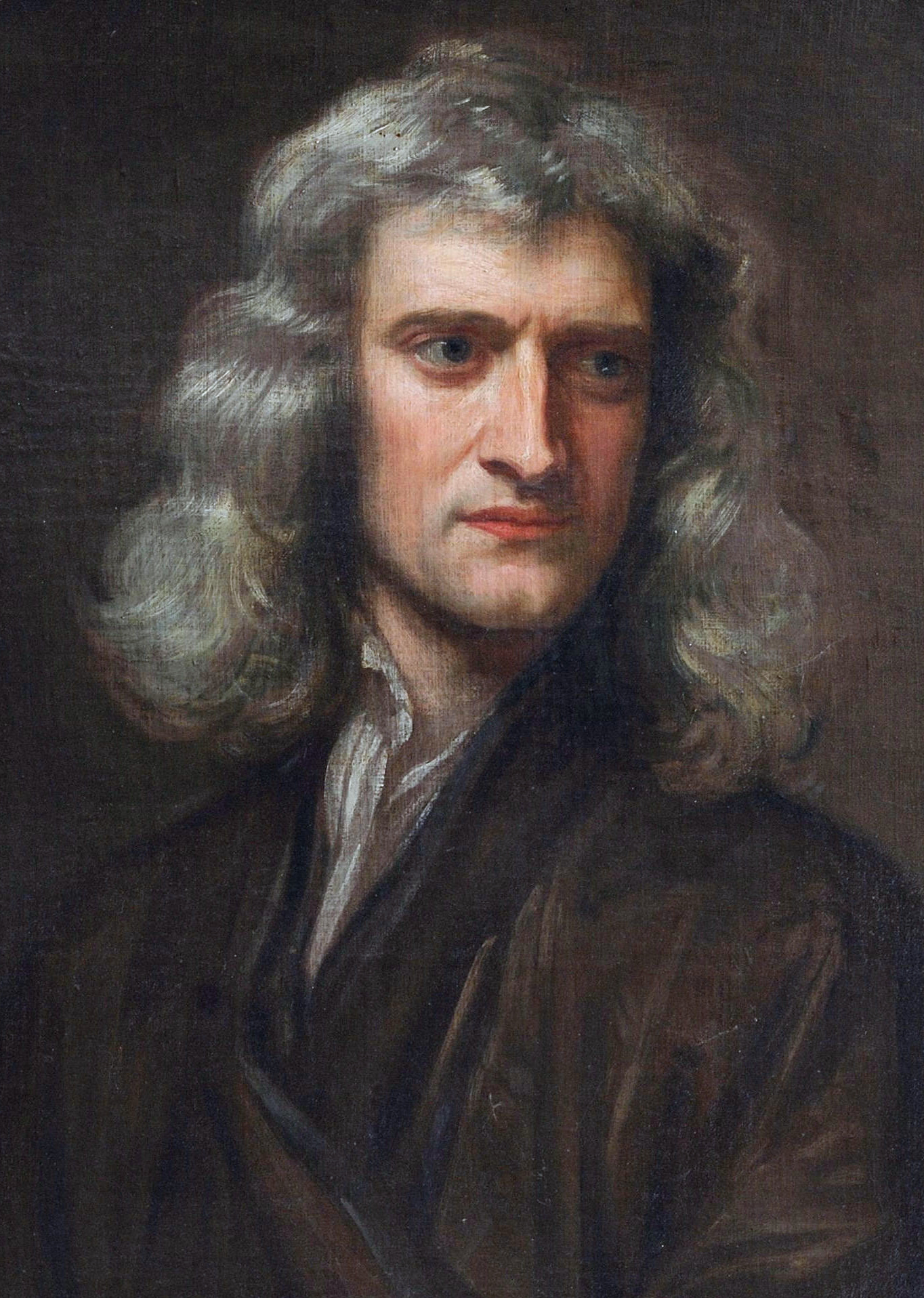
アイザック・ニュートン（1643年-1727年）

#### 近代哲学のはじまり
実験・観察の重視は哲学の刷新をもたらした。イングランドのフランシス・ベーコンは世俗的な知識を重視し、『ノヴム・オルガヌム』において「知識は力なり」と唱えてスコラ哲学において特徴的な演繹法とあらゆる偏見や先入観（「4つのイドラ」）を排し、自然に対する真摯な観測を出発点とする帰納法を方法論とする経験論哲学を創始したが、これは科学革命の進展と軌を一にする思想上の大転換であった。イングランドのトマス・ホッブズやジョン・ロック、アイルランドのジョージ・バークリー、スコットランドのデイヴィッド・ヒューム、フランスのエティエンヌ・ボノ・ドゥ・コンディヤックらは、経験論につらなる哲学者である。
フランスのルネ・デカルトは、すべてのものをいったん疑い、疑いの余地のあるものはすべて排除するという「方法的懐疑」を哲学の革新の出発点に置き、「我思う、ゆえに我あり」という命題にたどり着いた。この命題はスコラ哲学などの「信仰」による真理の獲得ではなく、人間の持つ「自然の光（理性）」を用いて真理を探求していこうとするところから得られたもので、デカルトはこれを哲学の第一原理としたのであった。デカルトはアリストテレス的な目的論的自然観に対し、ニュートンによって切り開かれた力学的な自然観を代置し、すべての伝統と権威を否定したうえで人間理性のみを信頼すべきものとしたうえ、これを真理探究の究極的な手段であると唱えてヨーロッパ近代思想に多大な影響をおよぼした。オランダのバールーフ・デ・スピノザ、「モナド論」を唱えたドイツのゴットフリート・ライプニッツらは、デカルトにつらなる合理主義哲学（大陸合理論）の哲学者として知られる。
「神の存在証明」を試みたデカルトは宗教的には理神論の立場に立っていたが、これに対してはブレーズ・パスカルからの批判がある。数学・自然科学の分野でも大きな足跡を残したパスカルは『パンセ』で「デカルトを赦すことはできない。彼はその哲学体系のなかで、できれば神なしですませたいと考えたはずだ」と述べており、カトリックの立場に立つ神学者でもあるうえで宗教的にはジャンセニスムの立場に立っていた。フランスにおいてミシェル・ド・モンテーニュやパスカルの思想的立場は、「モラリスト」と総称される。

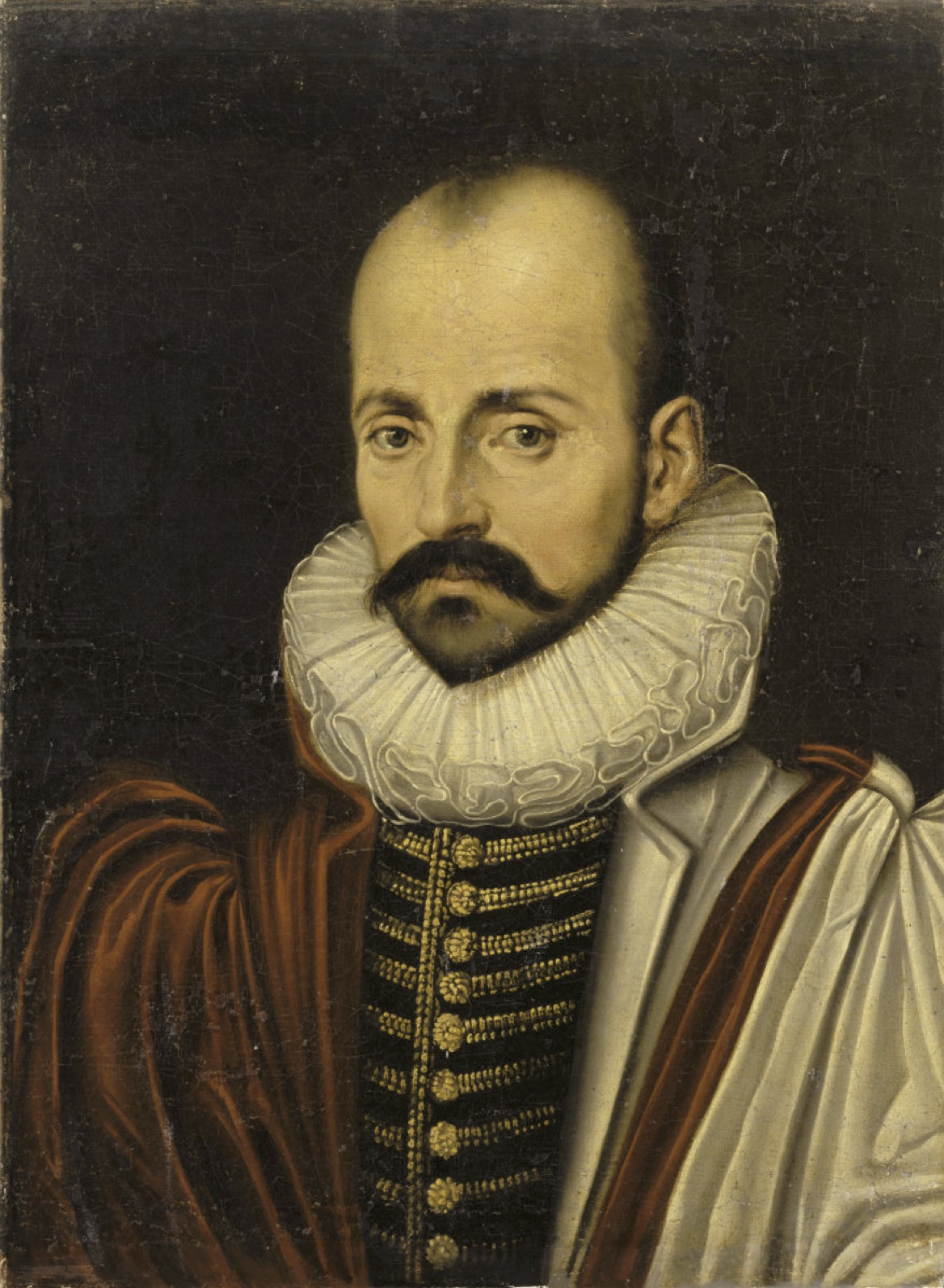
ミシェル・ド・モンテーニュ（1533年-1592年）
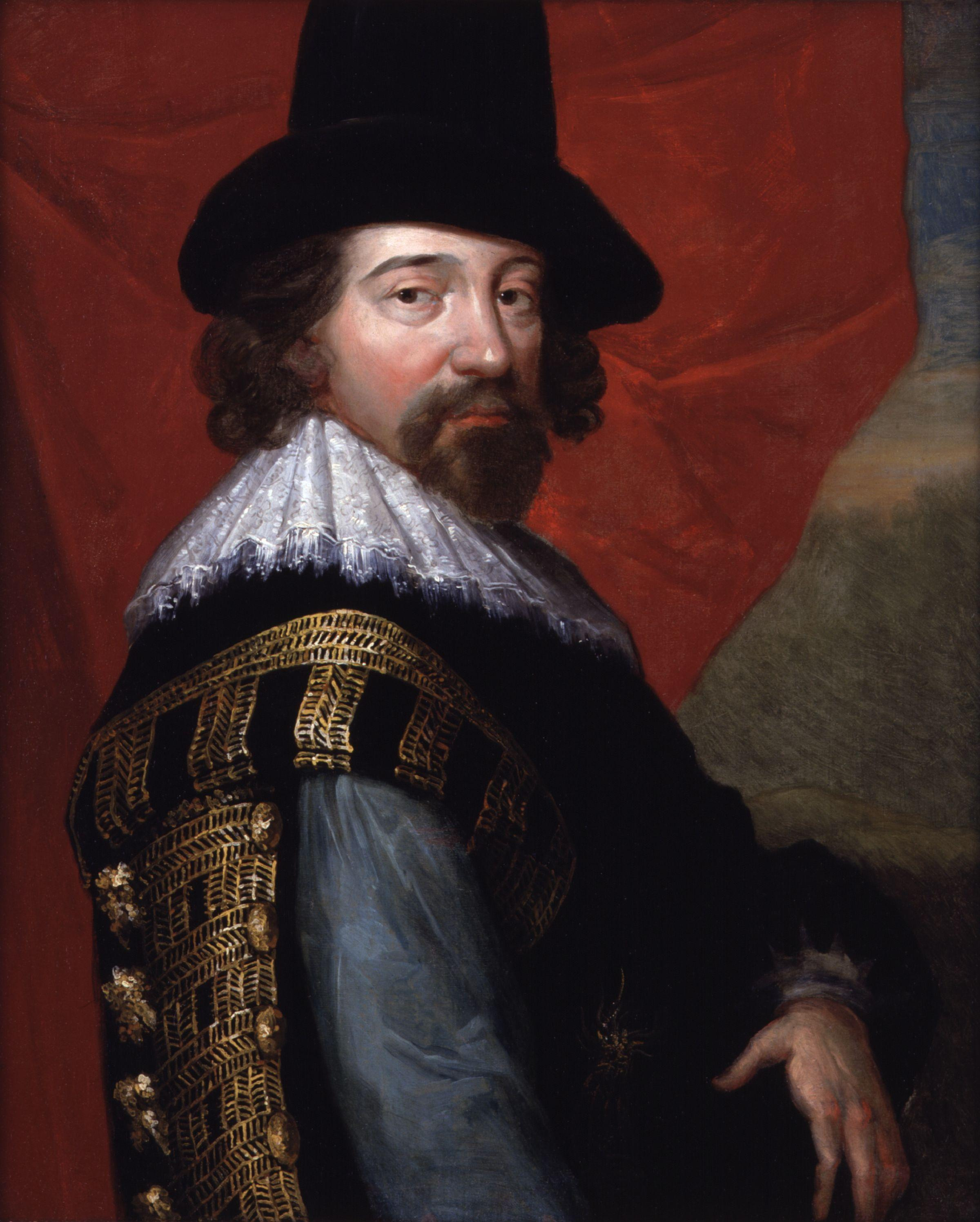
フランシス・ベーコン（1561年-1626年）
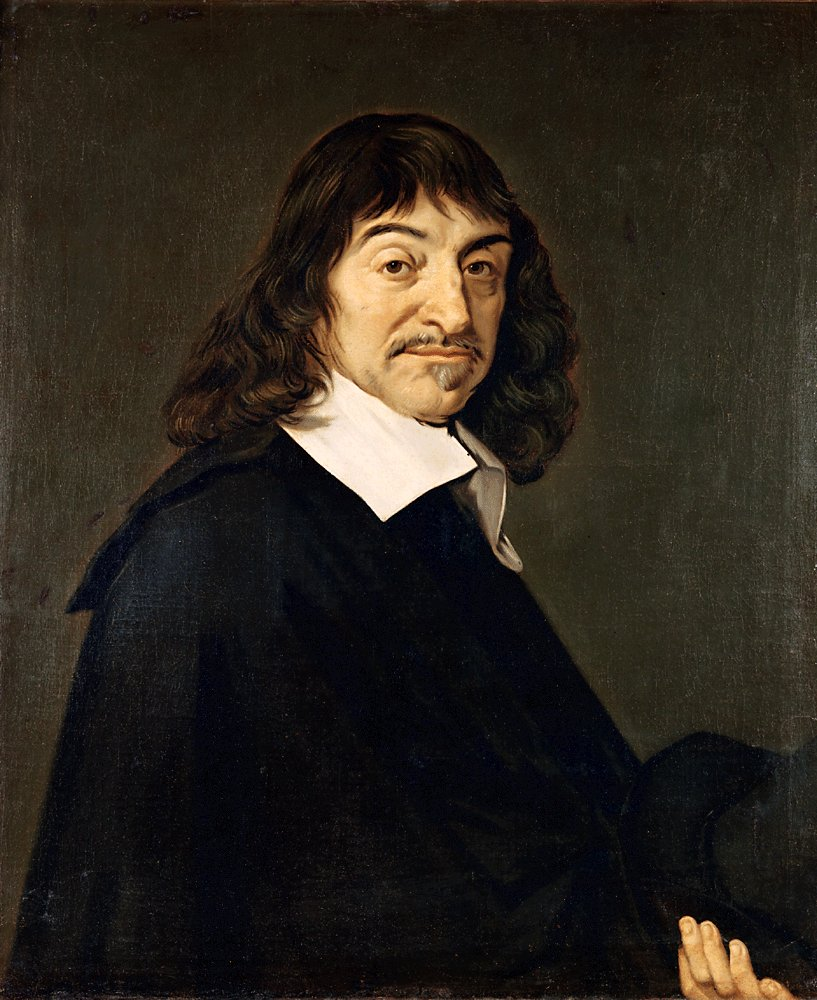
ルネ・デカルト（1596年-1650年）
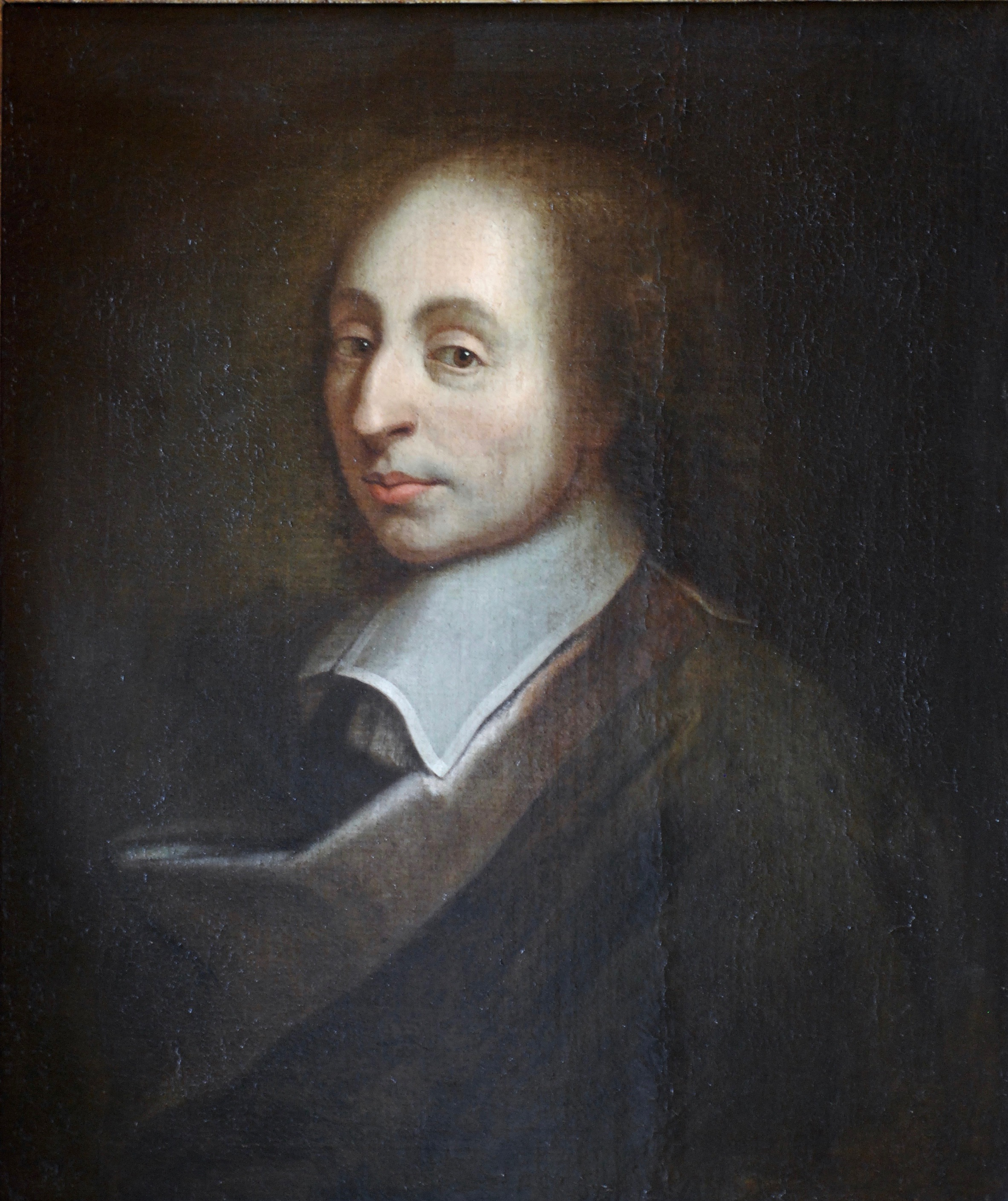
ブレーズ・パスカル（1623年-1662年）
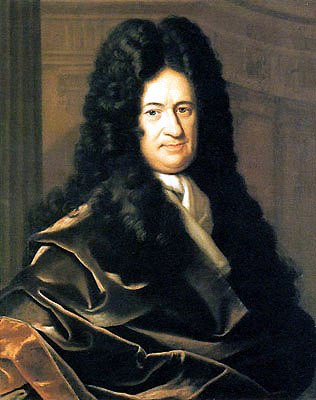
ゴットフリート・ライプニッツ（1646年-1716年）
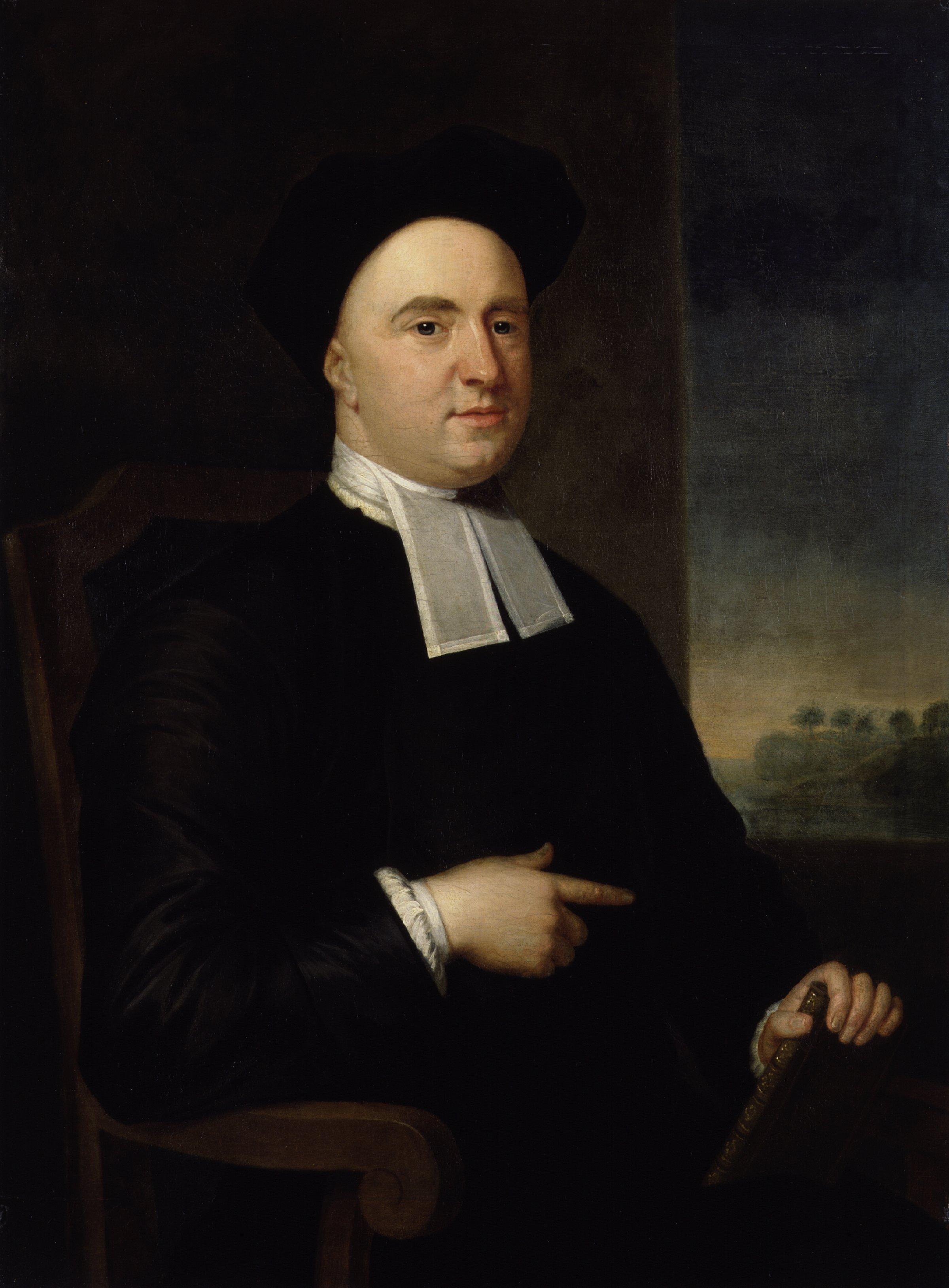
ジョージ・バークリー（1685年-1753年）
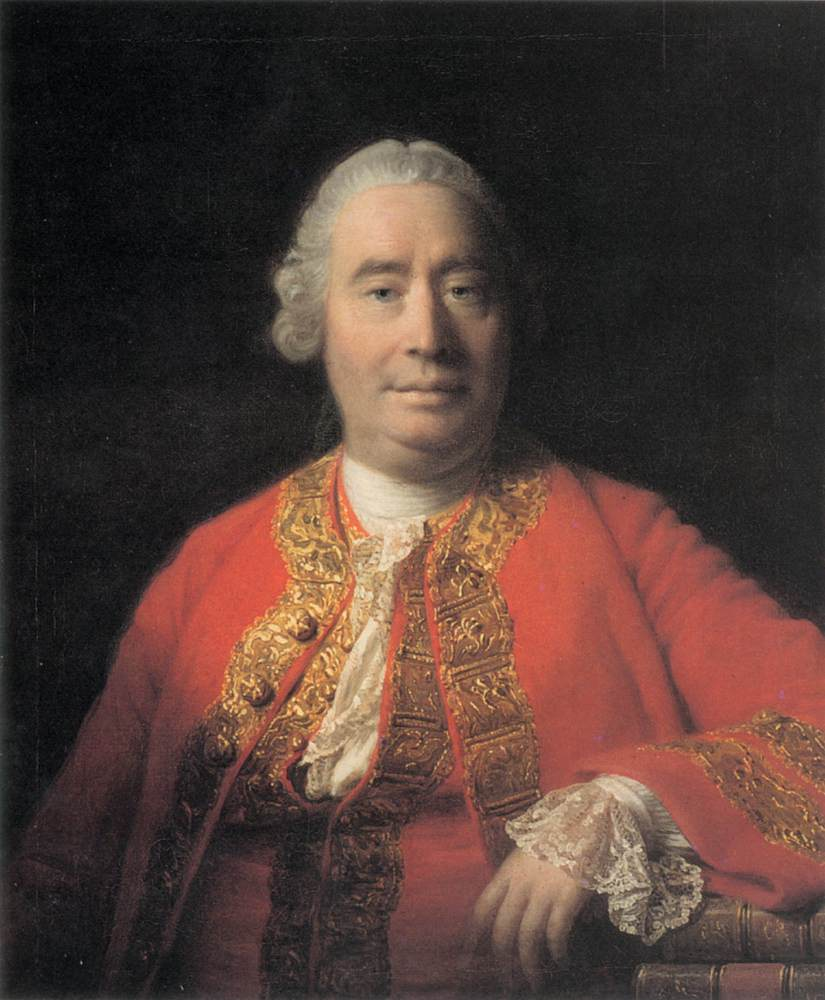
デイヴィッド・ヒューム（1711年-1776年）
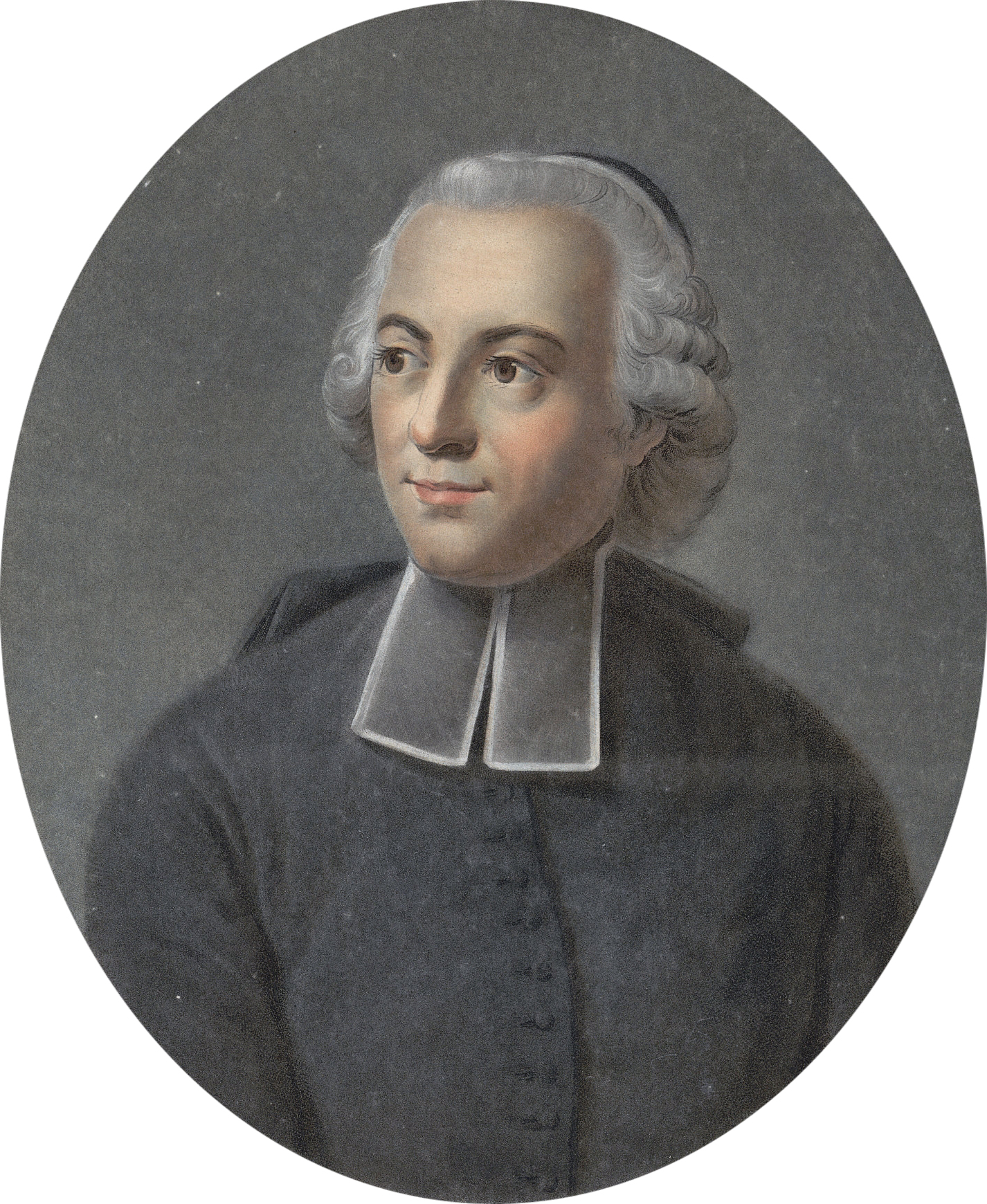
エティエンヌ・ボノ・ドゥ・コンディヤック（1714年-1780年）

#### 寛容思想の展開
近世ヨーロッパでは宗教改革によって教会の多元化が進行し、相次ぐ宗教戦争への反省のなかから寛容の思想が広がっていった。「国際法の父」と称されたフーゴー・グローティウスは人類最初の契約なるものの存在を想定し、その契約によって人間は自然状態を放棄したものとみなした。「自然権はまずもって人間のもつ社会性に由来し、たとえ神が存在しなくても自然権は価値を有している」と唱えるグローティウスの考えは、ヴェストファーレン条約調印に向けて大きな影響力をもった。
清教徒革命期にフランスに亡命したイングランドのトマス・ホッブズは機械論的世界観の先駆的哲学者の一人であり、人工的国家論と社会契約説を唱えた。ホッブズによれば、人間は自然状態にあっては利己心と自己防衛の本能から「万人の万人に対する闘争」というべき戦争状態に陥り、そこにおける相互の恐怖心から免れるために人為的ではあるが制限されることのない権力を君主に与えた。主著『リヴァイアサン』に示されたこの思想は結果的に絶対主義を擁護することにつながったが、「人間の生存」はすべての義務に先行する自然権であると説いて王権神授説を明確に否定し、ロックやルソーにつらなる社会契約説の嚆矢として大きな意味をもっている。キリスト教の分裂とその結果として生じた多様な意見は、世俗権力と宗教権力の分裂に終止符を打ったのである。
オランダのバールーフ・デ・スピノザは「思想の自由」を称賛し、自著『神学・政治論』において「宗教的信仰実践と敬虔さの外的形状は、平和と国家の有用性—に基づき定められる」と主張した。同書ではまた、聖書が歴史的に成立した文書である以上、その解釈も歴史的になされるべきであるという考えにもとづいて聖書解釈をおこない、近代聖書学の成立に道をひらいた。スピノザはユダヤ人共同体から追放されたが、無神論者の疑いをかけられながらも思索を続けられたのもオランダならではのことであった。ただし、『神学・政治論』は1670年に禁書処分にされ、主著『エチカ』も生前には出版されなかった。
ドイツでは、ザミュエル・フォン・プーフェンドルフがグローティウスやホッブズの影響を受けた世俗的自然法論を唱えたが、プーフェンドルフは自然状態については完全な闘争状態ではなく家族結合のような社会関係を想定した。プーフェンドルフに影響を受けたクリスティアン・トマジウスは多数の著作を著してライプツィヒ大学では自然法をドイツ語で講じたため、後世クリスティアン・ヴォルフと並んで「ドイツ啓蒙主義の父」と称された。ライプツィヒを離れたトマジウスは、プロイセン公フリードリヒ（プロイセン王フリードリヒ1世）によって領内のハレに大学を設立するよう命じられた。こうして1694年に創設されたハレ大学は教派を越えた学問研究の中心となり、ドイツ啓蒙主義の拠点となった。ルター派のフィリップ・シュペーナーらは硬直化した教会を内部から刷新するドイツ敬虔主義の運動を開始していたが、シュペーナーは多くの敬虔主義者たちをハレ大学に集めたため、ここでは初期啓蒙哲学と敬虔主義の合流がみられた。敬虔主義（ピエティスム）とは特定の教理を遵守することではなく、個人の敬虔な内面的心情に信仰の本質をみるという立場であり、民衆教育や慈善活動にきわめて熱心に取り組んだ。

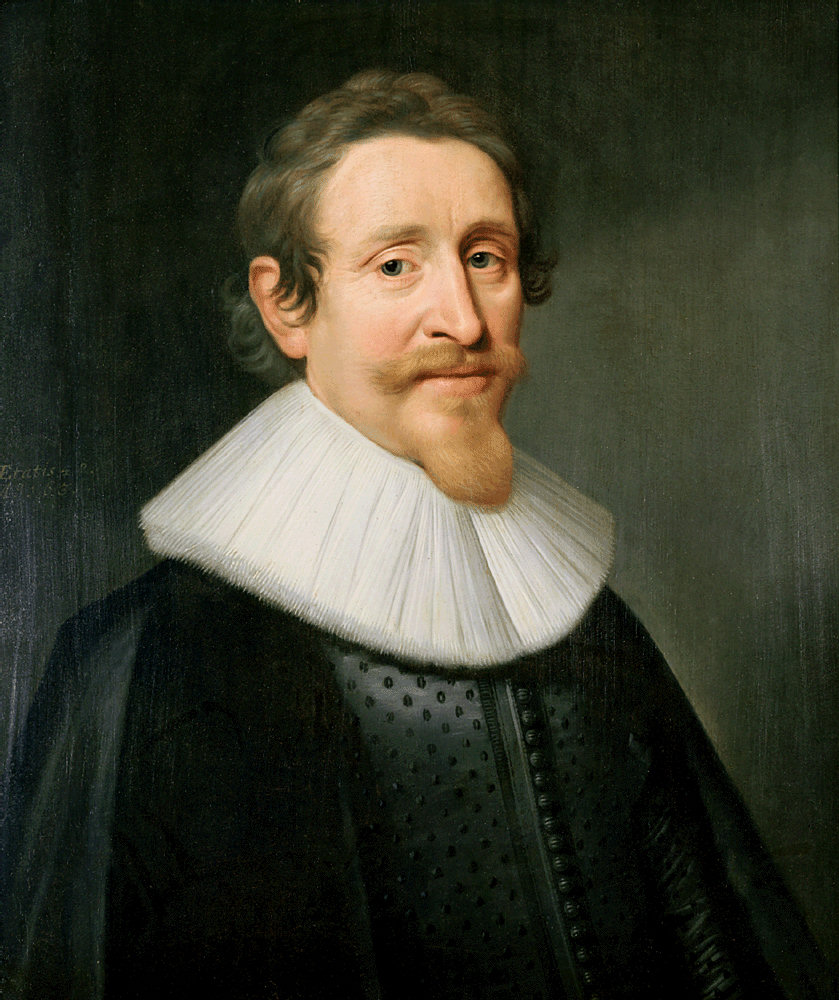
フーゴー・グローティウス（1583年-1645年）
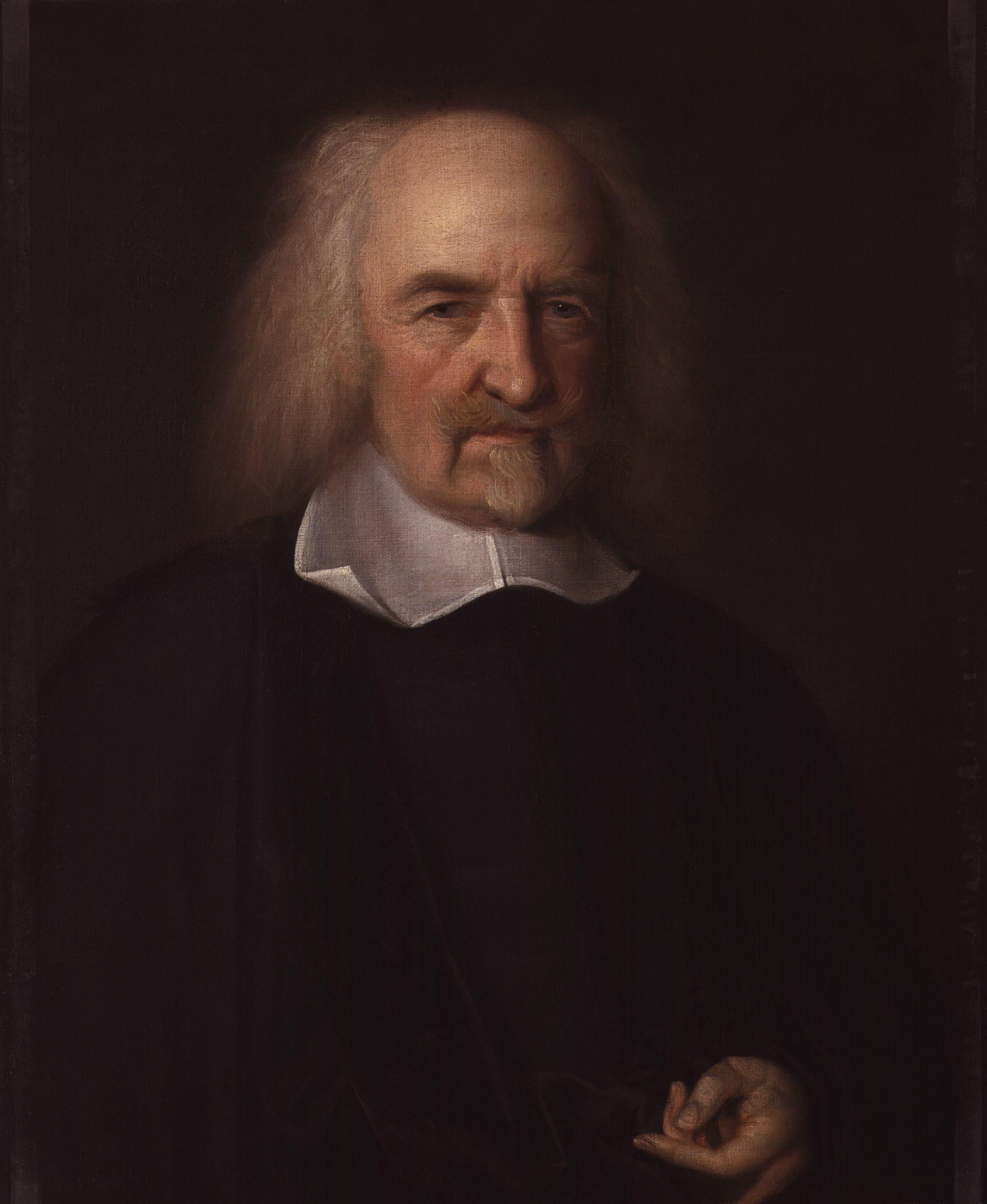
トマス・ホッブズ（1588年-1679年）
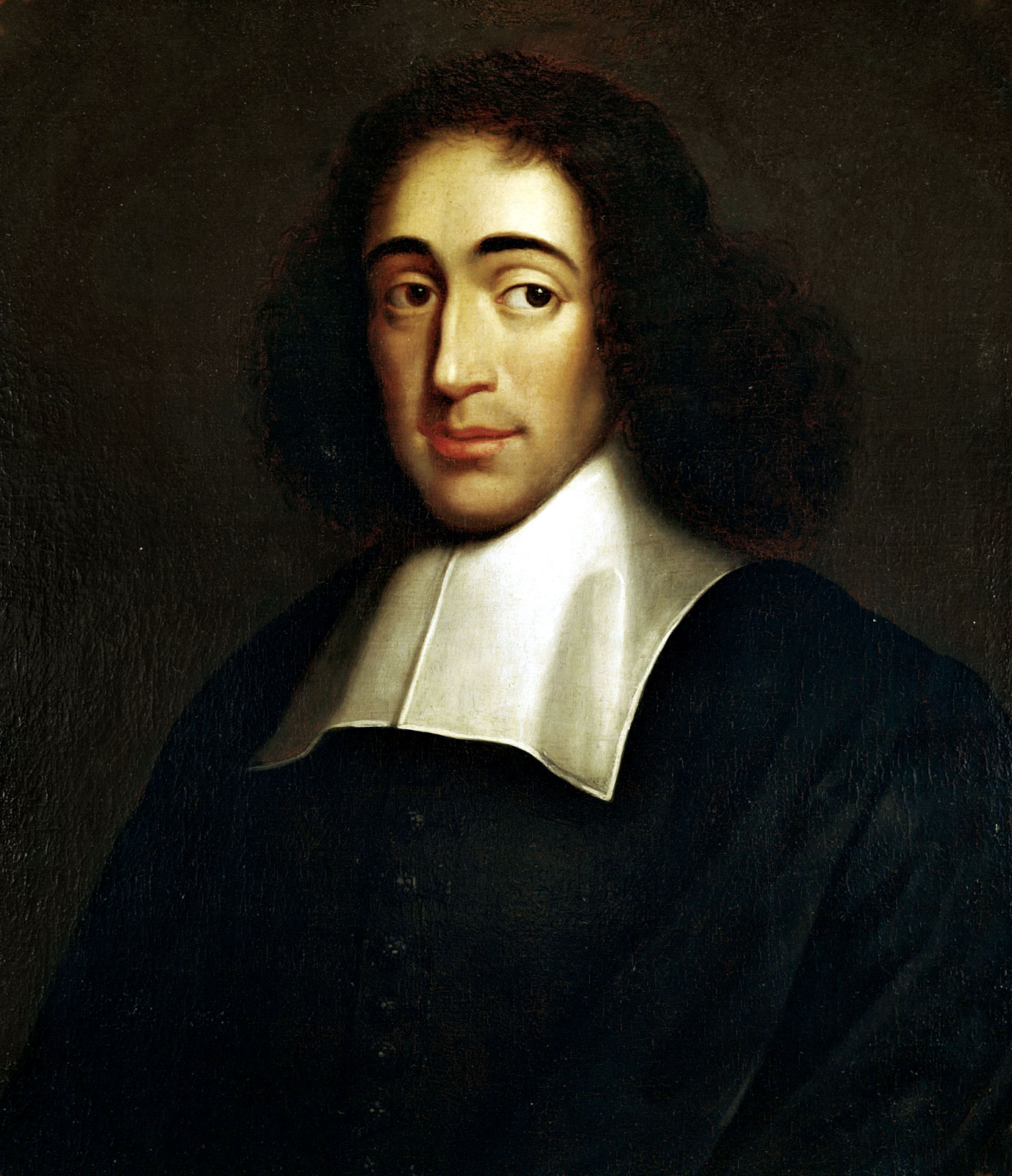
バールーフ・デ・スピノザ（1632年-1677年）
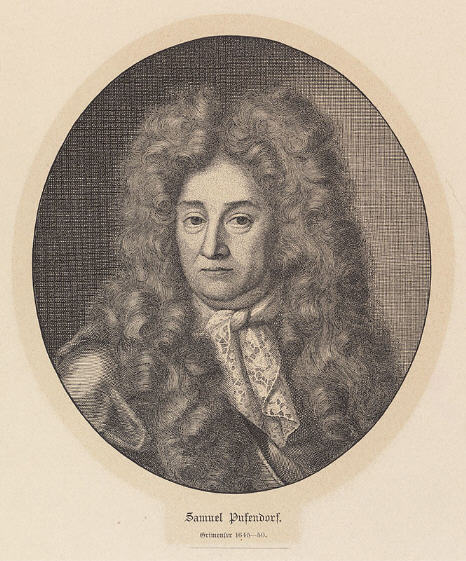
ザミュエル・フォン・プーフェンドルフ（1632年-1694年）
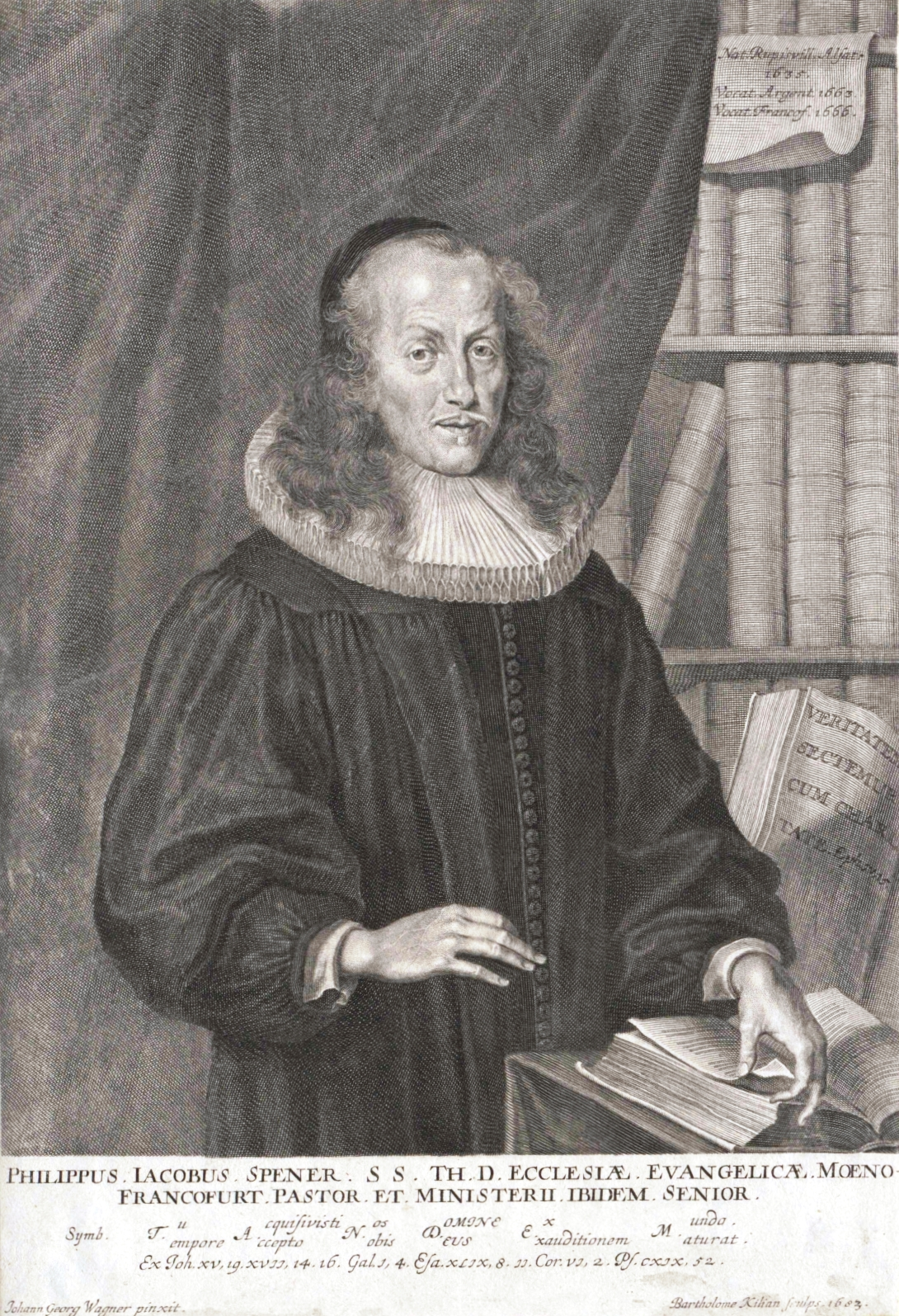
フィリップ・シュペーナー（1635年-1705年）
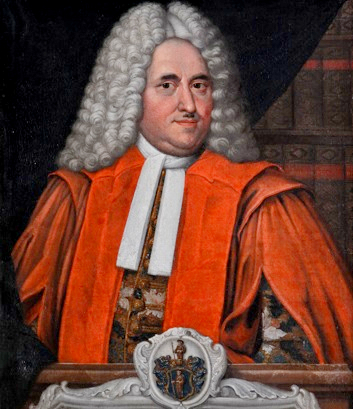
クリスティアン・トマジウス（1655年-1728年）

##### ロジャー・ウィリアムズの政教分離思想

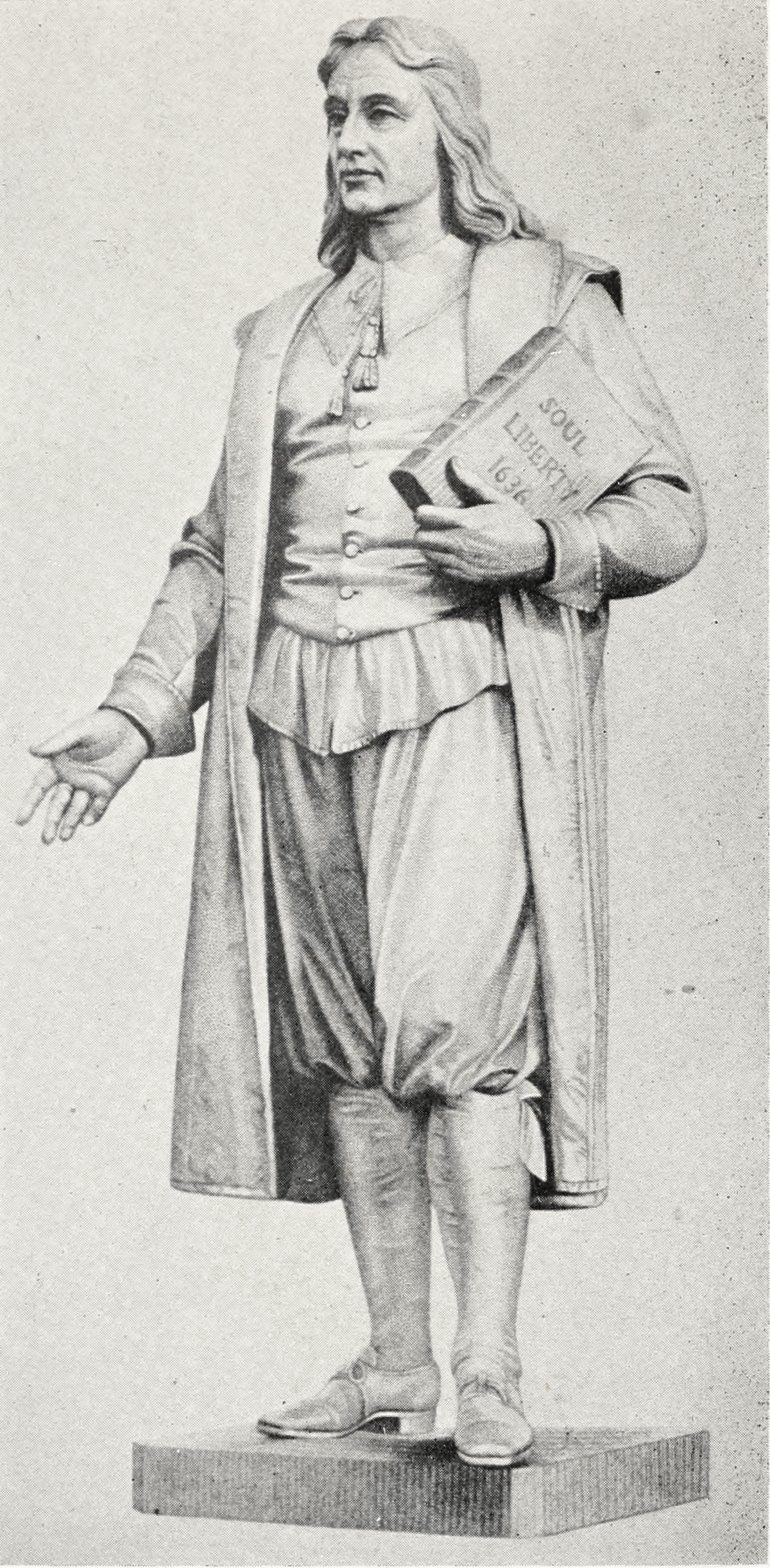
ロジャー・ウィリアムズ（1603年-1683年）

1631年にニューイングランドのマサチューセッツ湾植民地へ移住した牧師ロジャー・ウィリアムズは宗教的寛容の思想を説いたうえ、アメリカ最初期のバプテスト教会を創設した。マサチューセッツで迫害を受けてそこを逃れたウィリアムズは、1636年に現在のロードアイランド州プロビデンスにおいて同じ境遇の友人たちとともに新しい植民地の建設を構想したうえ、ユダヤ教徒も対象に含めた信教の自由を実現すべく1644年に本国政府から特許状を取得し、北米植民地で初の信仰の自由と政教分離を保障する自治領植民地であるロードアイランド植民地を成立させた。そこでは「公共の事項」における多数決原則と「良心の自由」を定めた憲法が制定されたほか、「分離の壁」という用語を用いて政教関係を説明し、ロードアイランドでは実際に聖職者に対して公的資金を投入することなく、安定したかたちで教会と政府の分離が実現している。
ウィリアムズにとって国家は「本質的に市民的」なものである一方、教会は「信徒たちの結社であり、医師会や同業者組合と同じ性質」のものだとしており、のちに同様の見解を示したジョン・ロックにとっても信教の自由は、異教徒であるネイティブ・アメリカンやユダヤ人、あるいは無神論者をも含むすべての人のものだったのである。万人に有効な市民法は宗教的規範からは明確に区別されるべきだというロックの政教分離思想は多文化主義的な風土において実験的に試みられ、後世にはトマス・ジェファーソンらに引き継がれて改良されることとなった。

##### ロックの寛容論

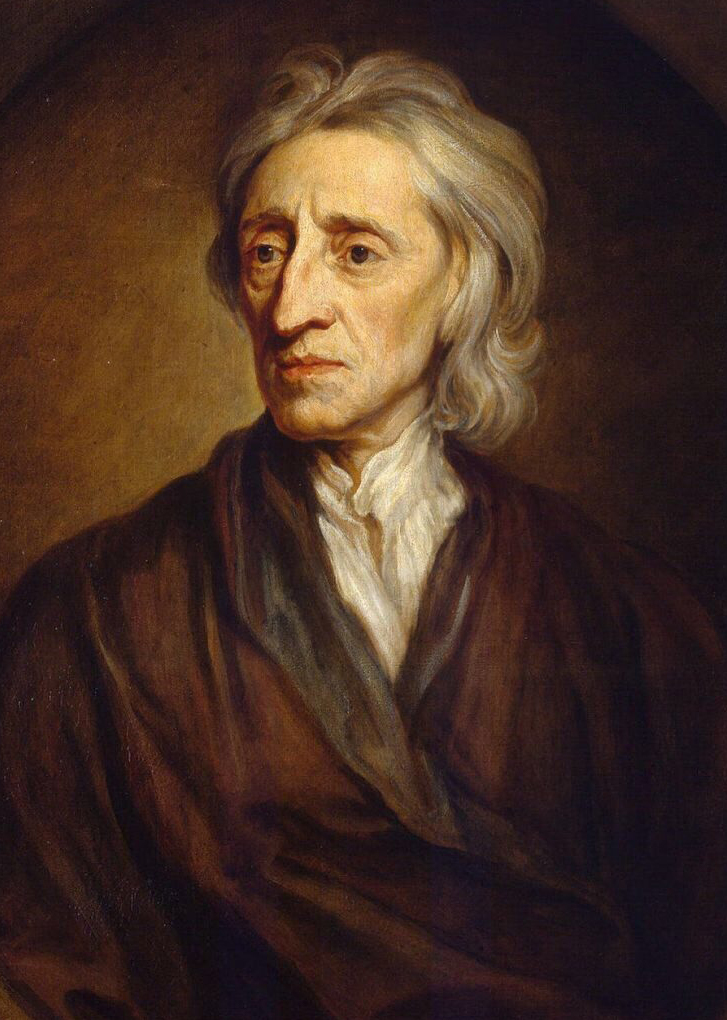
ジョン・ロック（1632年-1704年）

ジョン・ロックは1686年から1689年にかけ、亡命先のオランダで『寛容についての書簡』を書いた（公表は1689年）。ロックは1683年の冬、アムステルダムでレモンストラント派の知識人フィリップ・ファン・リンボルヒュと出会い、意気投合した。同書簡は、ロックとファン・リンボルヒュの友情と意見交換の末に生まれたものである。ロックはそこで聖書にかかわる議論と政治哲学的な考察とを関連づけながら、「市民政府にかかわるものと宗教に属するもの」を分けることの必要性、すなわち政教分離の思想を示し、「前者と後者の権利を分ける正確な境界線」を示すことが不可欠であると主張した。
ロックによれば国家は「市民の利益の確立、維持、促進のためにのみ樹立される人間の社会」なのであり、それゆえ法が人々の財産と健康を保持しようとするならばそれを回避してはならず、人々が健康で豊かになろうという意志を有するならばそれを妨げることはできないとしており、これについて国家は人民に必要な措置を外的に講じなくてはならない。「内面的信念」に支配されるところの宗教領域は、こうした外的措置の原動力にはならないし、その能力も持たないとロックは指摘する。ロックにあっては宗教はすでに個人の問題と考えられており、教会の多元性はすでに前提条件として想定されているのである。また、ロックは教会を出入り可能な結社としてみており、ムスリムやユダヤ教徒もその信仰する宗教を理由に国家から排除されてはならないとした。ロックは、同時期にオランダに亡命していたピエール・ベール（詳細は後述）ら亡命ユグノー知識人と親交を結んだが、ナントの勅令廃止の衝撃から国家と教会の完全な分離と教会はその構成員の自発的な集まりであるべきだと考えた。
ロックは新女王とともにイングランドに帰国するまで、オランダの地で『統治二論』『人間悟性論』『教育に関する考察』などを執筆しており、『統治二論』では名誉革命を支持してロバート・フィルマーの王権神授説を批判し、ホッブズ同様社会契約説を軸として国家論を展開したうえ、そのなかで抵抗権も唱えてアメリカ独立戦争やフランス革命に影響を与えた。
一方、ロックはベールやロジャー・ウィリアムズとは違って無神論を認めようとせず、1695年に『キリスト教の合理性』を著し、思考する者は同時に信仰する者でもあるというところから論を起こした。ロックによれば、全知全能の神の存在やその神に従い、崇敬する義務があるといった宗教における中心教義は、理性や経験に照らしてこれらに合致しているのであり、そうした前提に立てばキリスト教徒であることは合理的な責務である。しかし、合理的なキリスト教徒は伝統的な信仰に関して理性ゆえにためらいをおぼえる部分まで受容すべき理由はないのであり、最小限度にそぎ落とされた有識者が安心して信用できる範囲の「合理的な宗教」を理性をもって信仰すべきであるとした。

##### ピエール・ベールの寛容論

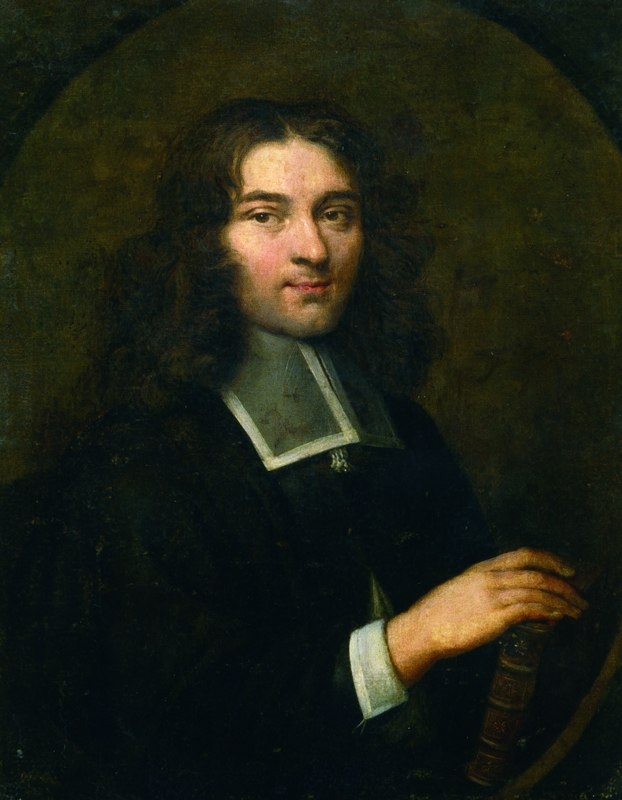
ピエール・ベール（1647年-1706年）

上述したように、フランスでは「太陽王」ルイ14世がガリカニスムにもとづいて1685年にナント勅令を廃棄してプロテスタント信仰を禁ずると、50万人ともいわれるカルヴァン派（ユグノー）が国外へ逃れ、そこでは宗教的寛容や信教の自由をめぐる議論が活発化した。オランダのロッテルダムに亡命したカルヴァン派のピエール・ベールはフォンテーヌブロー勅令の直後、『〈強いて入らしめよ〉というイエス・キリストの御言葉に関する哲学的注解』を刊行し、「迷える良心」は人間の自由の表現であるとして、信仰の強制や宗教的迫害を正当化するガリカニスムを批判した。しかし、ベールはカトリック教徒を装って偽名で小冊子『亡命者への忠告』を発表し、年来の同僚であり論争相手でもある王権打倒を唱えるプロテスタント強硬派のピエール・ジュリューを批判している。ベールは、ジュリューの千年王国説的な予言は当たらなかったうえ、無政府状態や共和主義は深刻な災いをもたらすと批判し、ユグノーは自分たちのために寛容を要求するが、カトリックに対して信仰の自由を認めないのかと疑問を発し、改革派への反省を促した。ベールは、自らの肉親もフランス国内で迫害されている現実を見すえながら、迷信の打破に努めて宗教と道徳の分離を図った。ベールの代表的著作『歴史的批評的辞典 』（1697年）では、歴史、道徳、科学、神学にかかわる無数の問題に対する疑念やジレンマが強調され、従来の権威にゆさぶりをかけている。懐疑主義をものごとを考察する基本とした『歴史的批評的辞典』は、ベールの死後も次々と版を重ねて18世紀前半までに9版まで刊行された。特にフランスでは新思想を求める読者に競うように読まれ、英語やドイツ語による全訳版も出版されて影響は全ヨーロッパにおよび、18世紀の啓蒙思想に多大な影響を与えた。この書を「啓蒙思想の宝庫」と評したヴォルテールは宗教におけるあらゆる束縛を拒否する革新的な思想家であり、無神論もまた社会的紐帯の妨げにならないとする普遍的寛容を主張したのである。

#### ヴォルテールの反教権主義

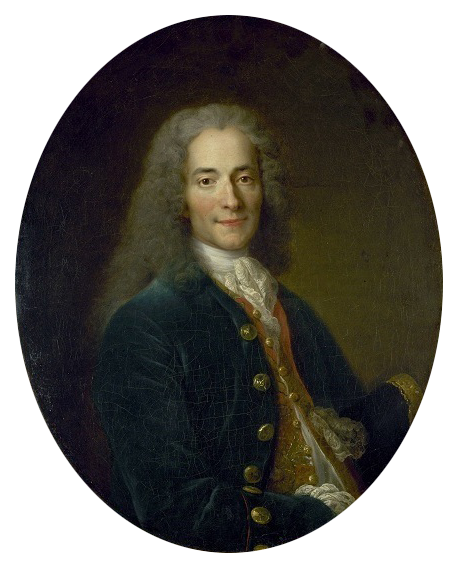
ヴォルテール（1694年-1778年）

ヴォルテールは3年間のイギリス亡命生活を経て『哲学書簡』（1734年）を著し、そのなかでロンドン証券取引所において国教会の信者も非国教徒やカトリック教徒も、ユダヤ人やムスリムにいたるまで対等の立場で取引している光景を描いたほか、議会主権のイギリスではさまざまな党派が平穏に活動して理神論者も存在が許されているとして自国と比較してのイギリスの国制、市民的自由、信教の自由を称え、ジョン・ロックが果たした思想的役割を高く評価した。経済活動の自由は信仰の自由とともに歩むものであり、これによって初めて平和と繁栄が実現されるとヴォルテールは主張した一方、彼は自身の著作『ルイ14世の世紀』（1751年）のなかで人類の「4つの幸福な時代」として、ペリクレスとプラトンに代表される古代ギリシア、キケロとユリウス・カエサルに代表される古代ローマ、メディチ家のルネサンス時代、そしてフランスのルイ14世の時代を挙げている。これらと対照的なのが「信仰の時代」であり、これを悲惨で遅れた暗黒時代とみなした。
ヴォルテールもロック同様に寛容を説き、少なくとも当初は無神論にも反対した。ヴォルテールは宗教がなぜ必要なのかについて、「法は表に現れた犯罪に目を光らせ、宗教は隠れた犯罪に目を光らせるから」と述べている。ただし、ヴォルテールがよりどころにしたのは、自身の歴史哲学であり、「かつてはおそらく必要であった」不寛容な勅令がもはや必要ではなくなっているとみなした。というのも、いまや「理性」が社会の前面に現れ、人々を「啓蒙」しているからである。あるいはまた、ヴォルテールはヨーロッパの歴史を一種の例外とみる歴史観を持ち合わせており、彼によれば「ギリシア人、ローマ人、ユダヤ人、中国人、日本人」などはみずから寛容であることを示してきたのであり、不寛容さはむしろキリスト教、とりわけ教皇権至上主義者やイエズス会士、下層民などのカトリック信仰とともにあると考えた。

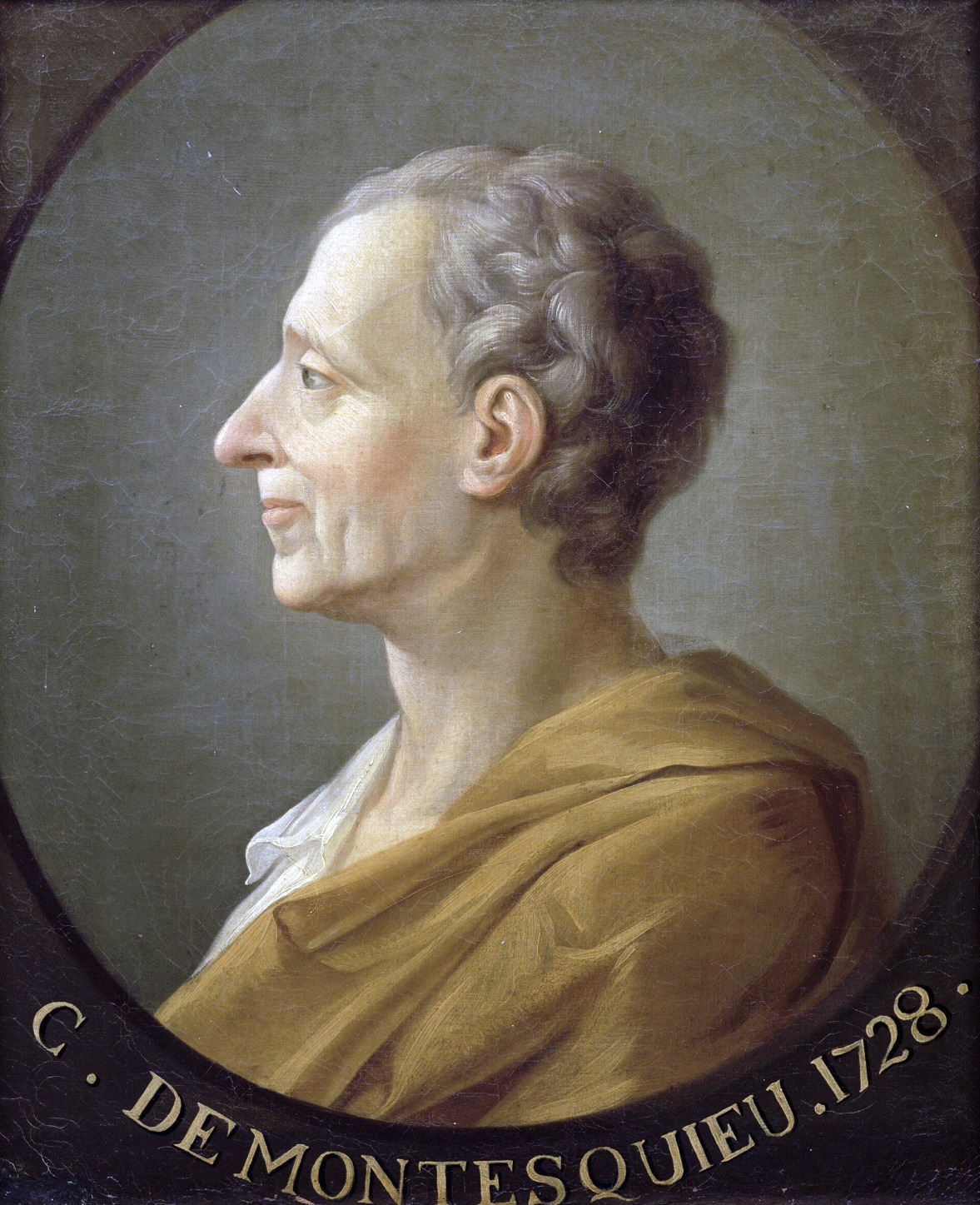
シャルル・ド・モンテスキュー（1689年-1755年）

ヴォルテールが世界最高の文明は中国だと断言したのに対し、ヨーロッパ諸国歴訪の体験と読書による知識によって法制度と風土、経済、宗教、習俗との関係を明らかにした法社会学の祖シャルル・ド・モンテスキューは、1748年に有名な『法の精神』を著しており、そのなかで中国についても論じているが、中国にはおびただしい貧困が蔓延しており、人々は専制体制下にあると記している。専制支配に反対する点では他のフィロゾーフたちと同じであったが、モンテスキューは貴族、聖職者、高等法院、都市など特権をもつ中間の社団組織を活性化させることによって国王権力の濫用を抑止し、個人の自由の確保を主張した。同著は、立法権、行政権、司法権のいわゆる「三権分立」の理論を提唱したことで知られ、これはとくにアメリカ合衆国の成立とその国制に大きな影響を与えた。
1761年、宗教対立の続いていたトゥールーズにおいて、新教徒のジャン・カラスがカトリックに改宗した息子を殺害した疑いで死刑判決を受けるカラス事件が発生した。1763年、69歳となっていたヴォルテールは『寛容論』を著すなど精力的に再審運動を展開している。世人の関心を喚起する目的で3年間に書いた手紙の数は約500通におよび、そのうちの何通かは国王の側近にも達した。『寛容論』では狂信や偏見が人類に与えてきた害を告発し、イギリスにおいてカトリックが享受している寛容さに着想を得て、フランスのプロテスタントに対しても「理性の精神」に信頼して寛容を発揮しようと働きかけた。1765年、国王諮問会議は判決無効を宣告し、カラスは無罪になったとともに名誉回復がなされた。
ヴォルテールの説く寛容はロックの唱えた政教分離の理論化ではなく、反教権主義とガリカニスムの方向性を有しており、イエズス会の廃止という主張をともなっていた。当初、ヴォルテールはローマ教皇とイエズス会と司祭に敵愾心を燃やし、イングランドの平和的なクエーカー教徒（フレンド派）を称賛していたが、やがてキリスト教全般に攻撃を加えるようになった。

#### 百科全書派の世俗主義
啓蒙主義は、「啓蒙の時代」と対置するところの「暗黒の時代」をゴシック的な事物や聖職者の狂信的姿勢とに結びつけ、これを批判した。フィロゾーフ（哲学者）を自称していた啓蒙主義哲学の人々は理性を武器としたが、必ずしも理性がすべてであると信じるような合理主義者ではなかったし、かといって感情・信仰・直観・権威などを前にして判断を停止してしまうような非合理主義者でもなかった。啓蒙主義哲学の人々は何よりも「批判者」であったし、彼らがもっとも心に期したのは真の「人間科学」を追究することであった。思想運動としての啓蒙主義が批判したのは、17世紀に強化されたキリスト教信仰と王権神授説にもとづく専制政治であり、権威への盲従や無批判な伝統墨守、迷信や無知、不寛容なども批判の対象とした。
フィロゾーフのなかでドゥニ・ディドロとジャン・ル・ロン・ダランベールの2人は、1751年から1772年まで『百科全書』の監修と編纂にたずさわった。『百科全書』は啓蒙思想の精神をもっとも広く普及させた書物であり、項目の執筆者としては監修者自身を含めて150人以上の人々がこれに参加した。執筆に参加したフィロゾーフは「百科全書派」と呼ばれている。『百科全書』は、婉曲な形式ではあるがキリスト教と教会を批判して寛容を唱え、フランス産業振興のために経済活動の自由を訴えるなど、啓蒙主義の主な主張が盛り込まれている。
当初、ディドロは理神論の立場にあったが、壮年期には神の存在を全面的に否定する徹底した無神論の立場に立ち、その著作のために監獄生活を送った経験をもつ思想家である。ディドロは唯物論の先駆的存在で、政治的にはヴォルテール同様に啓蒙専制主義の支持者であった。ダランベールは『百科全書』の「序文」において、新しい時代にはその必要にふさわしい新しい思考方法が必要であると説き、学芸の復活、理念の再生、理性と「良き趣味」への回帰を読者に呼びかけた。フィロゾーフたちは、古代の再発見によってこれから新たなる黄金時代が訪れるものと確信していたのである。ただし、ダランベール自身は途中で監修から手を引き、その後はディドロのみが監修にたずさわった。
ドイツ出身のポール＝アンリ・ティリ・ドルバックも百科全書派における無神論者として知られ、宗教的な圧政から人類を解放することを目指した。ドルバックによれば、宗教とは「科学の幼稚な先行者」にすぎず、未開の精神の持ち主こそが霊魂と天使、悪魔と魔女などの幻想を信じるのであり、円熟した理性はそうしたものは一切存在しないと唱えた。存在するものすべてが自然であり、その自然も科学法則によって規則正しく運動する物体の物質的な体系だと、ドルバックは主張した。『精神論』を著したクロード＝アドリアン・エルヴェシウスも無神論者であり、同書は反カトリック的であるとしてパリ大司教ボーモンから弾劾を受けた。
このように、フィロゾーフには確かに無神論者もいたが、そのほとんどはキリスト教徒でもなく無神論者でもない「理神論」の立場に立っており、その多くは世俗化された絶対王政を支持して現実の社会秩序と政治秩序を認めたうえでの改革主義者であった。百科全書派のなかでも過激な立場にあった数学者のニコラ・ド・コンドルセは、自分たちフィロゾーフが「真理の発見ではなく、真理を広める」ことに関心をいだく集団だと述べている。ここにおいて宗教から解放された真理の存在が主張され、それを普及させて人々を解放することが目標とされる。ここで、宗教を社会から排除しようとする戦闘的な世俗主義が出現したのである。

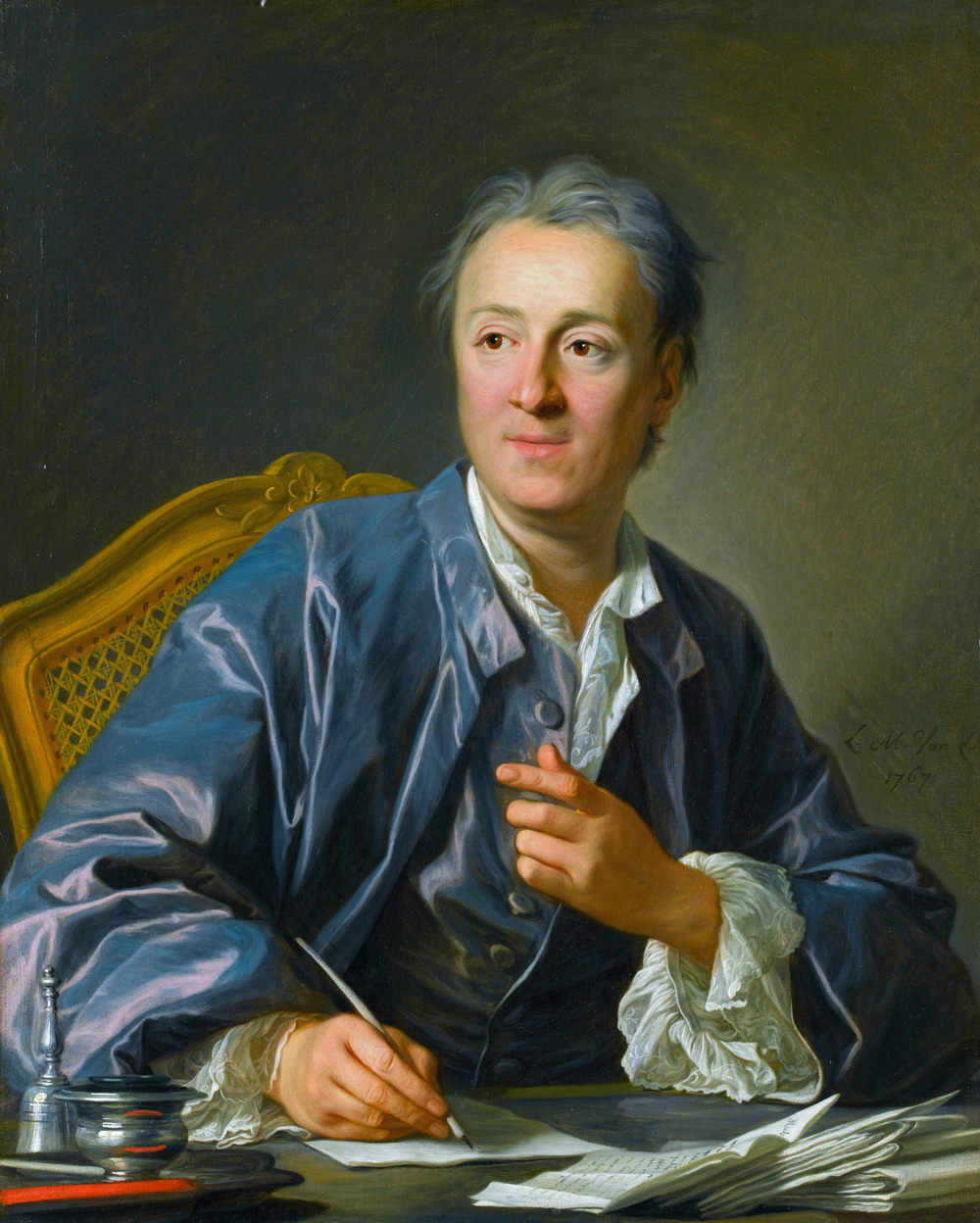
ドゥニ・ディドロ（1713年-1784年）
ジャン・ル・ロン・ダランベール（1717年-1783年）
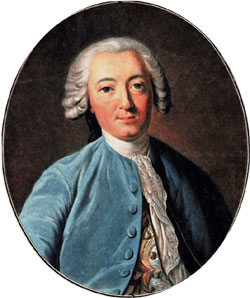
クロード＝アドリアン・エルヴェシウス（1715年-1771年）
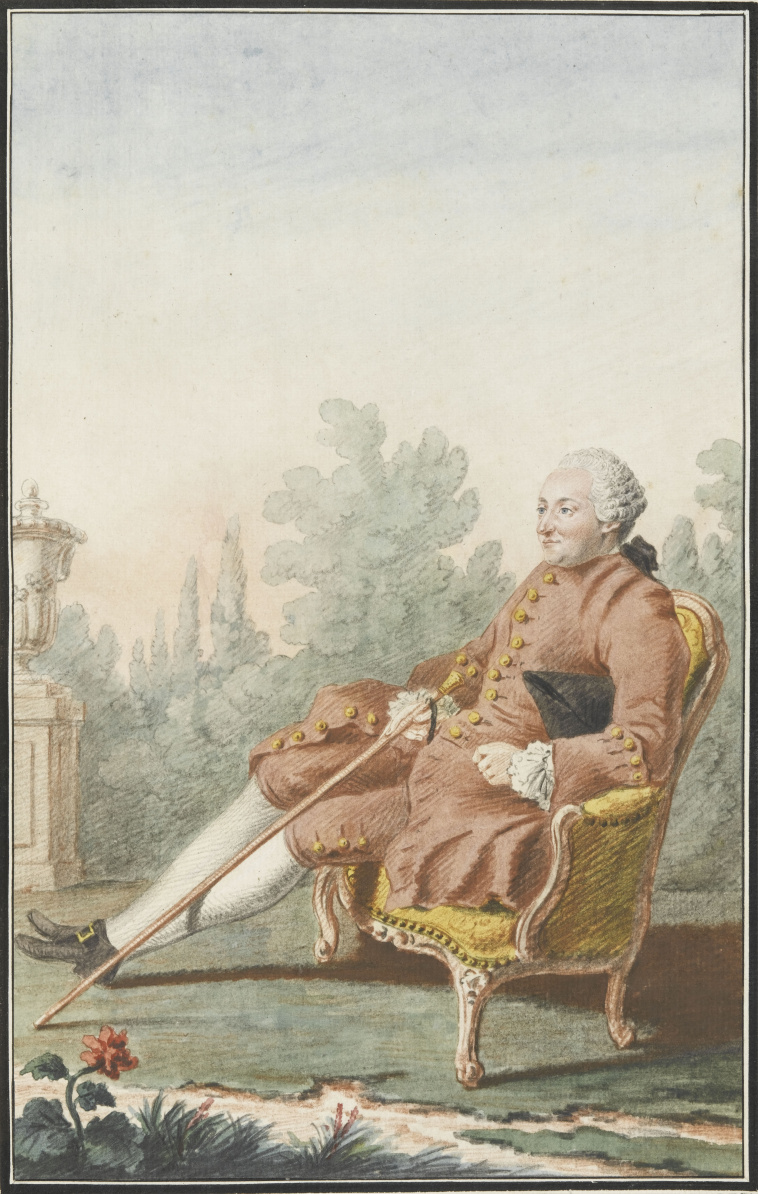
ポール＝アンリ・ティリ・ドルバック（1723年-1789年）
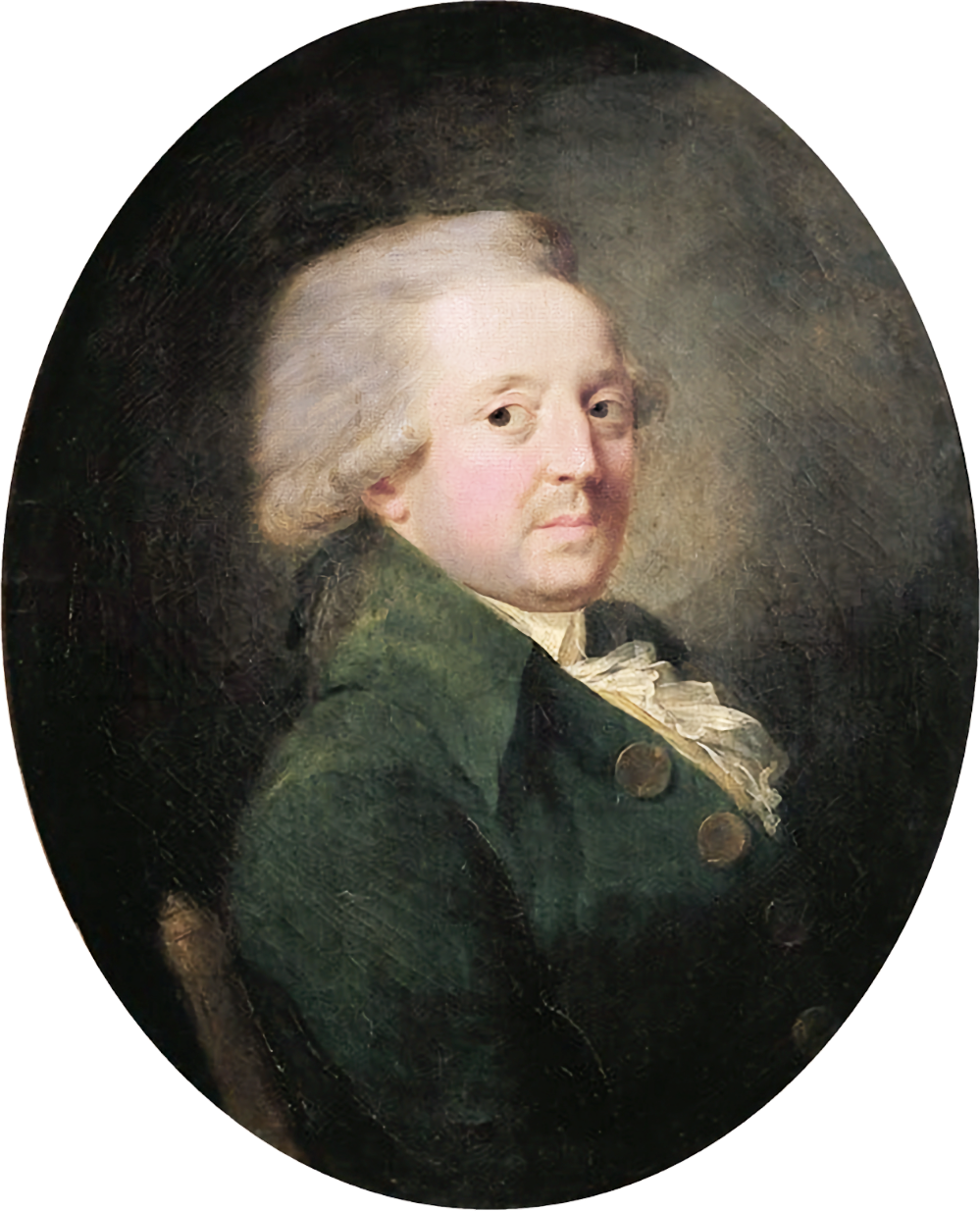
ニコラ・ド・コンドルセ（1743年-1794年）

#### ルソーの市民宗教論

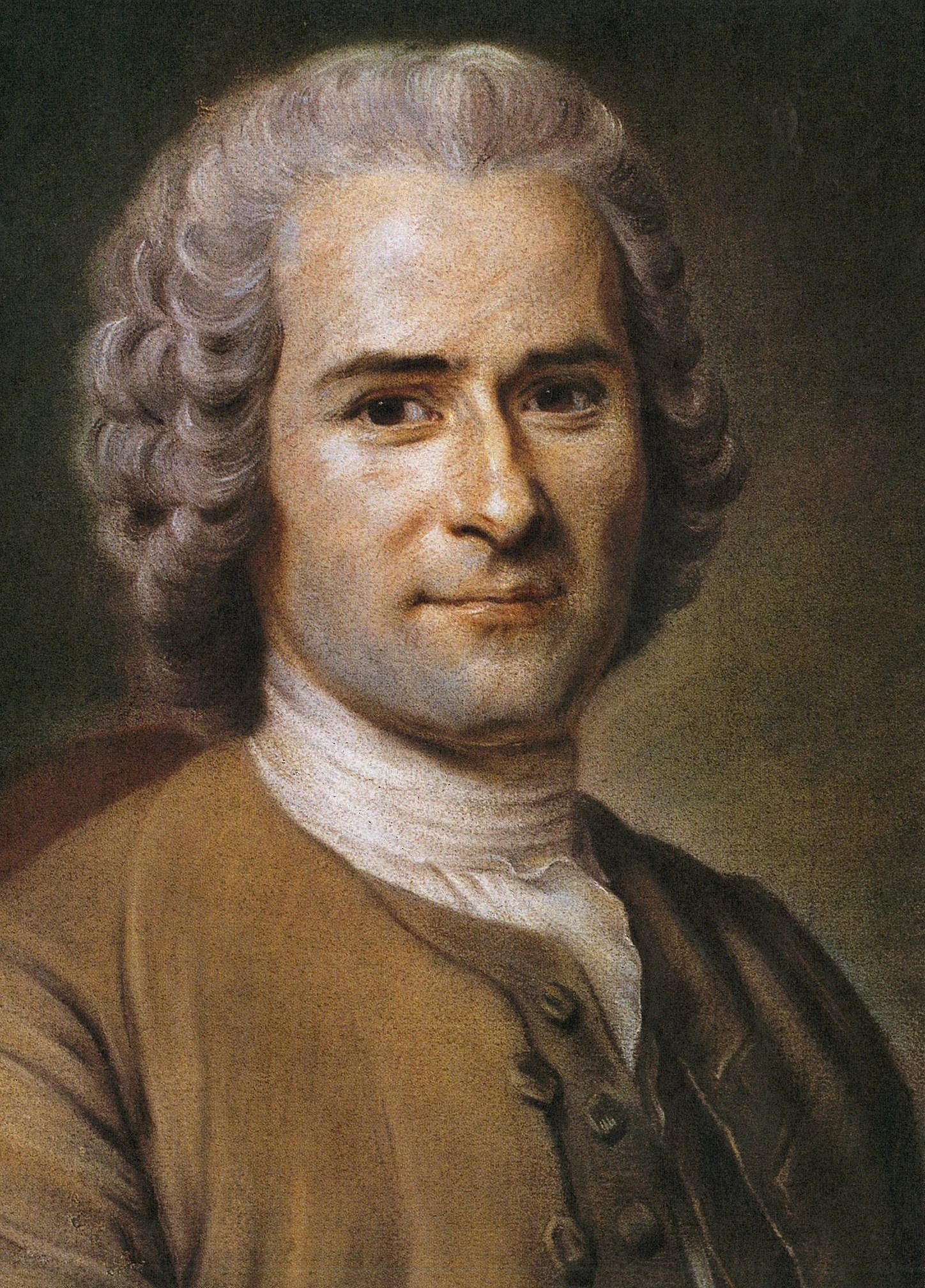
ジャン＝ジャック・ルソー（1712年-1778年）

ホッブズやロックに次ぎ、彼らとは異なる内容の社会契約説を展開したジャン＝ジャック・ルソーは、ホッブズの重視する社会秩序とロックの重視する自由とを両立させようとした。そこでルソーは社会関係の土台となる結社の協約を、契約する当事者相互の合意だけではなく、「市民の宗教」の上にも基礎づけた。また、ルソーは1762年の『社会契約論』最終章において宗教を3つに分け、「聖職者の宗教」（カトリック）は「ひとびとに2つの法体系、2人の首長、2つの祖国を与えて、人々を矛盾した義務に従わせ、人々が信者と市民の役割を使い分けるように仕向ける」として否定し、古代ギリシアや古代ローマにみられた「市民の宗教」は神への礼拝と法への愛とを結びつけ、祖国を熱愛の対象とする「よき宗教」だが、自国民以外に対して排他的で不寛容なこともあるとし、さらに純粋な福音の宗教としての「人間の宗教」において人間はすべて互いに兄弟となるが市民たちの心を国家からも引き離してしまうので、社会的精神に反するとして批判した。
ルソーはすでに1756年に「市民の宗教」の着想を得ており、これはヴォルテールにあてた書簡によって確かめられている。ルソーはこの書簡において、「それぞれの国家には1つの道徳的法典、すなわち一種の市民的信仰告白」が存在しており、それは積極的には各人が認める義務がある社会的な行為基準を含み、あるいは消極的には「不信心者としてではなく、謀叛人としてはねつけなければならない狂信的な」行為基準を含んでいるとし、したがって「この法典と折り合える宗教はすべて認められるが、それと折り合いのつかないような宗教はすべて放逐される」としている。言い換えれば、「市民の宗教」とは宗教的な方法で課されるところの世俗的な道徳の教義である。そして、「各人がこの法典そのもの以外に少しも宗教をもたないのは自由」であると述べ、「市民的信仰告白」さえなされれば無神論に立つことも許容するのである。これはもはや特定の地域の特定宗教ではなく、政治的関係そのものといってよい。「社会的な道徳律」に照らして異端的であったり、それに対して無神論的であったりすれば追放されることも甘受しなければならないとした。それゆえに「市民的信仰告白」は義務であり、歴史的宗教の方は任意なのである。
個人主義・分離主義的なロックの思想に対し、ルソーの思想はいっそう社会的・包括的である。ルソーは「宗教が国家の基盤の役割を果たすことなくして、決して国家が建設されたことはない」という歴史的な原理を提示し、ロックにおいては国家と宗教を分離したうえで、国家権力の制限における定義が示されたが、ルソーは人民による社会的信仰への同意が必要であるとした。ルソーは、「市民の宗教」における「教義」を「つよく、かしこく、親切で、先見の明あり、めぐみ深い神の存在、死後の生、正しい者にあたえられる幸福、悪人にくわえられる刑罰、社会契約および法の神聖さ」と列記しており、「不寛容」に関しては「自由を大事にしない人たちに自由を与えるべきではない」として、不寛容者は「それゆえに国家から追い出されるべきなのである」とした。ルソーは、神学的不寛容と市民的不寛容を区別することを拒んだのである。

### フリーメイソンの広がり

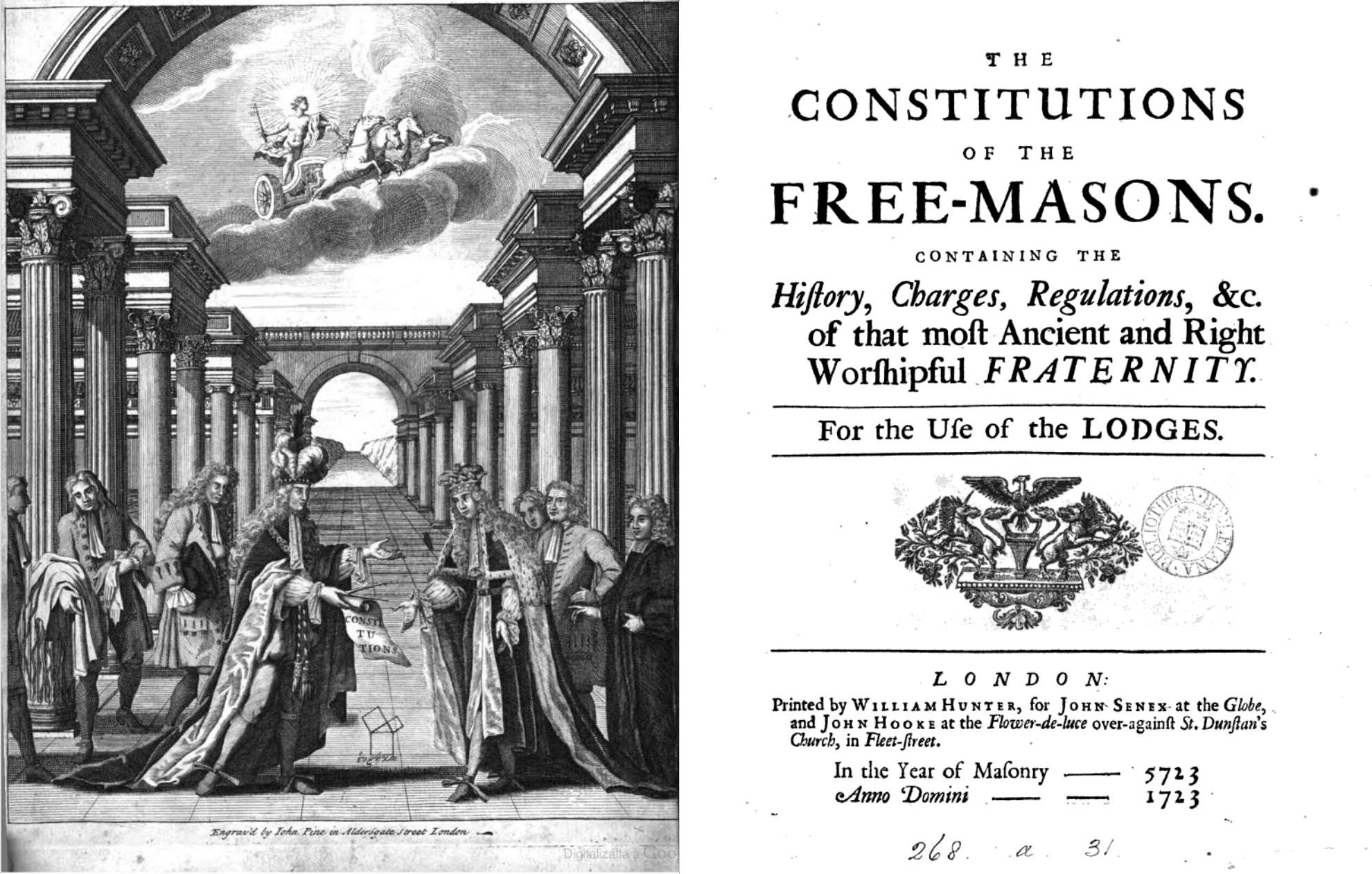
アンダーソン憲章（1723年）

教派や国籍を超えた友愛団体として知られるフリーメイソンは宗教的寛容と政治的中立を大原則としている。フリーメイソンの起源には諸説あるが、もともとは城塞や教会の建築にたずさわった「自由な石工」の集団だといわれている。16世紀以降、イギリスではフリーメイソンの会所（ロッジ）では石工とは無関係な人々の入会も認められたといわれているが、この結社が大発展を遂げたのは1717年6月にロンドン市内の会所4つが合同集会を開いてロンドン大会所（グランドロッジ・オブ・イングランド）を結成したことに起因する。ロンドン大会所の結成にスコットランド長老教会牧師のジェームズ・アンダーソンとフランス生まれのユグノー亡命者ジャン＝テオフィル・デザギュリエが深くかかわっていることも察せられるように、異教派共存を求めるプロテスタント諸派の融和の精神と重なり合う部分が大きく、他のヨーロッパ諸国へも急速に広がっていった。フランスには1720年代に伝わり、当初はフランス政府も禁止したが親王たちまでメンバーとなり、やがて黙認されるようになった。

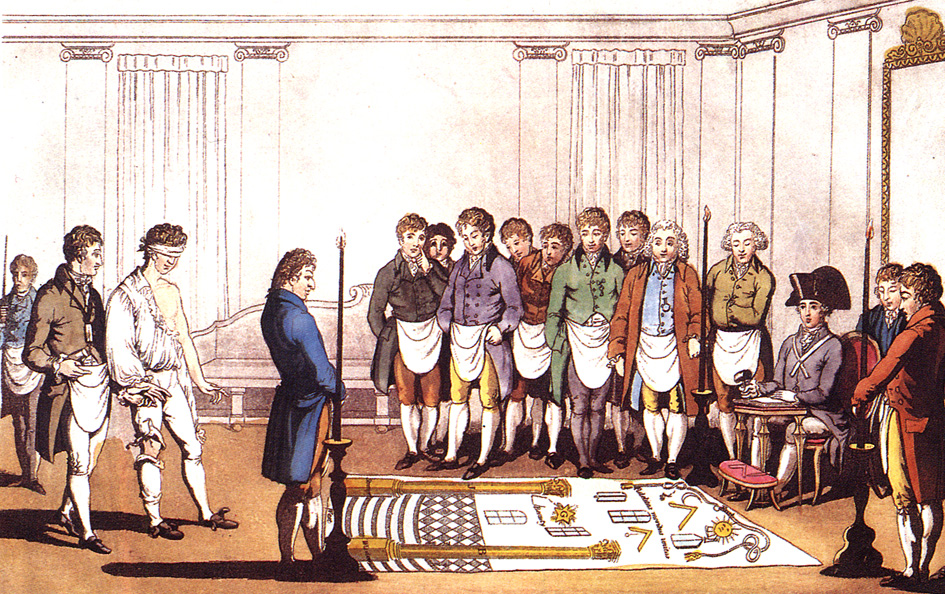
フリーメイソン入会の儀式（1745年、パリ）

1723年、ジェームズ・アンダーソン牧師は「フリーメイソン憲章」を編纂しているが、ここでは宗教多元性が受け入れられており、フリーメイソン会員は「愚かな無神論者でもないし、無宗教の自由思想家でもない」と謳われ、「善良で忠実」でありさえすれば各人が自由に独自の信条をもってもよいと規定した。1738年のフリーメイソン憲章では、造物主としての神の存在を信じること以上の信仰は求めないとされた。ローマ教皇は、この結社の理神論的な性格と秘儀の義務が反カトリック的であるとして、1738年と1751年の2回にわたってフリーメイソンに加入したカトリック教徒を破門する旨の教書を発した。しかし、カトリックの国々においてもフリーメイソンの広がりを押しとどめることを防ぐことはできなかった。パリにはいくつもの支部が結成され、会合では人類の幸福実現の方法をめぐって議論がなされた。ナント勅令の廃止以後、公共生活から完全に締め出されてしまったユグノーにとっては、フリーメイソン会所は自身の社会性を回復して教派的差別を乗り越える社交空間を意味していた。ヴォルテールがフリーメイソンの会員であったことは周知の事実であり、カラス事件においてカラスの名誉回復が迅速におこなわれた背景にはフリーメイソンとのかかわりがあるとの指摘もある。1773年、フランスではグラントリアン（大東社）が創設されており、その庇護者はのちにオルレアン公となるルイ・フィリップであった。1789年時点でのフランスのフリーメイソン会員は、約5万人と推定されている。
ドイツにおける最初のフリーメイソンは1737年にハンブルクで設立されたものであるが、すぐに北ドイツ一帯に広がり、中部から南部へも拡大した。ドイツでもカトリック教会はフリーメイソンを禁圧したが、ここではバイエルン選帝侯領を中心に「イルミナティ（光明会）」と呼ばれるフリーメイソンの一分派を生じた。
人類の幸福のための科学・技芸の推進を主な目的としていたフリーメイソンは、卸売商人、企業家、小売店主、自由業、職人の親方といった人々に広がり、彼ら中小のブルジョアジーが啓蒙主義に接触していくうえで大きな助けとなった。ただし、平の職人や下僕、俳優などは排除されていた。一方、フリーメイソンは開明的・啓蒙的な君主や貴族をも惹きつけており、プロイセン国王フリードリヒ2世はベルリンの会所のロッジ長であった。イギリスのイーフレイム・チェンバーズは、『サイクロペディア』（Cyclopaedia 1728年）の編纂者であると同時にフリーメイソン会員でもあったが、各国の会員は当初はチェンバーズの百科事典を翻訳し、フランスではこれに刺激されて上述の『百科全書』刊行につながった。フリーメイソンの活動は改革派教会再建運動とも連動しており、各国の会員は会員相互の交流によって啓蒙思想にふれ、政教分離論にもとづく宗教的寛容の思想を育てていった。「啓蒙の世紀」は、たんに偉大な思想家や文化人が活動したというのにとどまらず、「読書協会」など身分を越えて関心を同じくするサークルや教派を越えて同一の信条をもつフリーメイソンなどの広がりにより、広く人々の間に新しい思想や文化がもたらされた。これが、18世紀が「協会の世紀」とも称される所以である。

### 啓蒙専制君主たちの諸改革
上述したように、プロイセン王国ではユグノー派を受け入れており、宗教多元的な国家となっていた。1730年、敬虔なカルヴァン派の信仰の持ち主であった「軍人王」フリードリヒ・ヴィルヘルム1世はユダヤ人基本法を発して在住ユダヤ人の権利を制限した。軍事国家プロイセンの強大化に尽力したヴィルヘルムはおよそ学芸に無関心な無骨な王であったが、先代が創設したハレ大学に国家経営学の講座を設け、行政官僚の養成に努めている。18世紀のプロイセンは、国家規模に不釣り合いな軍隊をヨーロッパで最も高い税金と「プロイセンの倹約」によって維持し、活用して成果を上げる一方で無制限ともいえる移民を受け入れており、実際には軍国主義と博愛主義は密接に関連しあっていた。18世紀のプロイセンは19世紀のアメリカのように、ヨーロッパ各地から迫害、軽侮、軽蔑を受けた人たちの避難所となっており、他のドイツ諸邦や伝統的なヨーロッパの大国とは異なる人工国家の要素をもっていた。

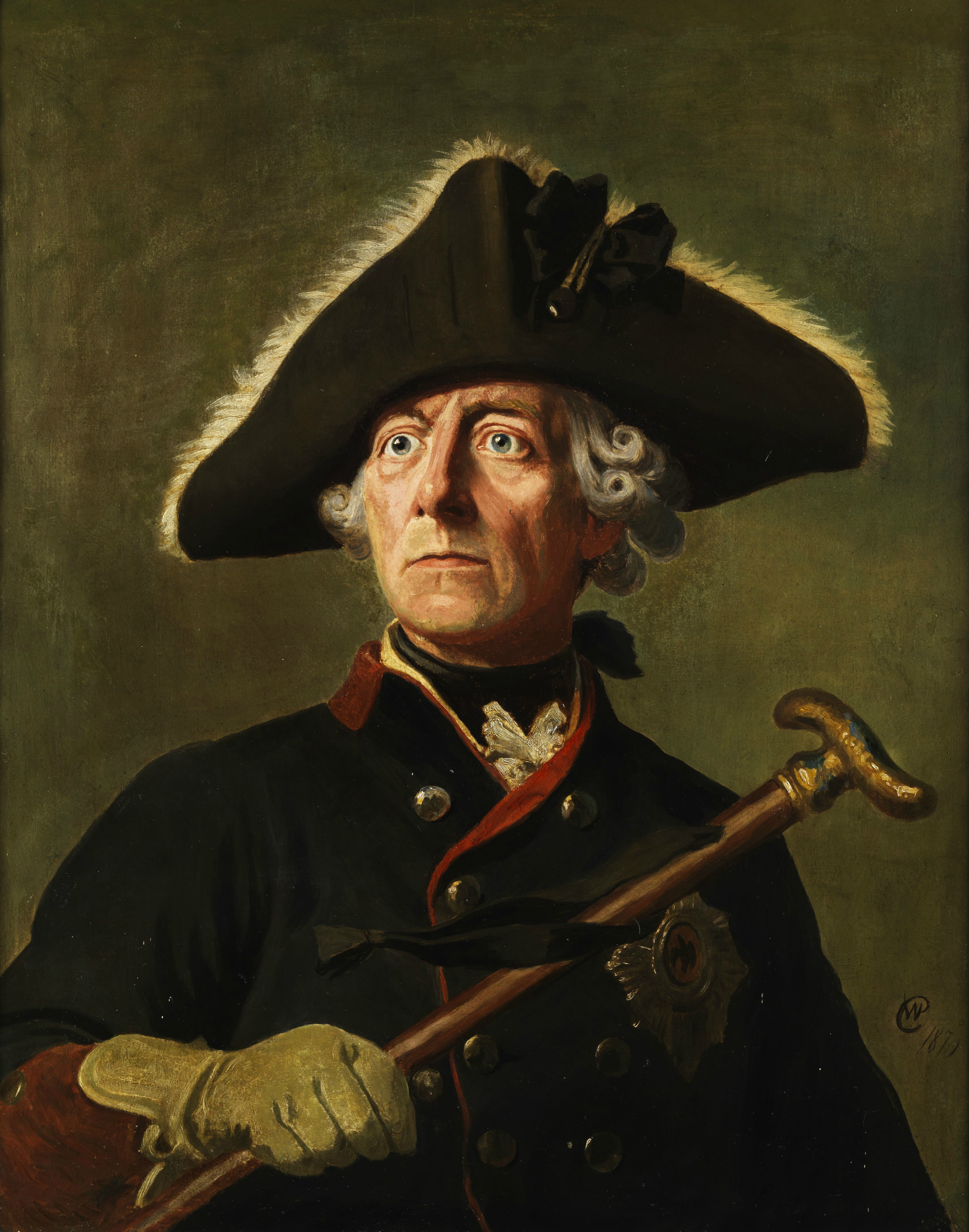
フリードリヒ2世（1712年-1786年）

父「軍人王」とは対照的に学芸に関心深く、ヴォルテールとも親交のあった啓蒙専制君主で「哲人王」と称されたのが、フリードリヒ2世（フリードリヒ大王）である。王子時代にラインスベルクで書いた『反マキャヴェッリ論』（1739年）の「君主は国家第一の下僕」の一節が特に有名で、フリードリヒは同著で社会契約説にもとづく国家理論を展開している。父「軍人王」が国家を世襲財産とみなす家産制的な国家観に立っていたのに対し、フリードリヒは国家を契約によって成り立つ永続的な組織とみなし、支配者は国家の福利に奉仕するものであるという国家観を表明した。即位後はポツダムにロココ風の典雅なサンスーシ宮殿を建て、自らも設計にたずさわった。ここには、ヴォルテール、ルネ・デカルト、ピエール・ベール、ジョン・ロックなどの著作を含む3千冊以上の蔵書からなる図書室もあった。フランス語で「憂いなし（サンスーシ）」と名づけられたこの宮殿には多くのフランス人学者が招かれ、彼らとフリードリヒはフランス語で語らった。1750年、フリードリヒは改定特権規則基本法でユダヤ人の権利と資格を6つの級に区分している。1級は一般的特権、2級は正規保護、3級は臨時保護、4級はコロニー公務員、5級は恩情による居住許可、6級は保護状を持つユダヤ人の使用人であり、国家にとって有用かどうかによって格差が設けられた。キリスト教徒に対しては「みな同じ国の民である」と述べ、寛容策によって臣民の統合を図った。大王の治下、プロイセンは民族国家ではなく単なる国家、いわば「理性国家」であり、万人に開かれ、万人に平等の権利、そして平等の義務があるとされた。フリードリヒ大王が1745年にシュレージェン地方を、1772年にポーランドの一部を併合したときには新しく臣民となったカトリック教徒に対し、信教の自由と市民権を保障している。
1788年、フリードリヒ2世の後継者であるフリードリヒ・ヴィルヘルム2世は家臣の任命にあたり、信仰する宗教を問わないとする勅令を公布したが政治的には一貫せず、父とは異なり啓蒙思想を弾圧した。
プロイセンの宗教寛容策は周囲にも影響をおよぼしており、バイエルンはドイツにおけるカトリックの本拠地のひとつであったが、1777年にプロテスタントのプファルツ選帝侯領を併合するに際し、その宗教的諸権利の行使を保障した。

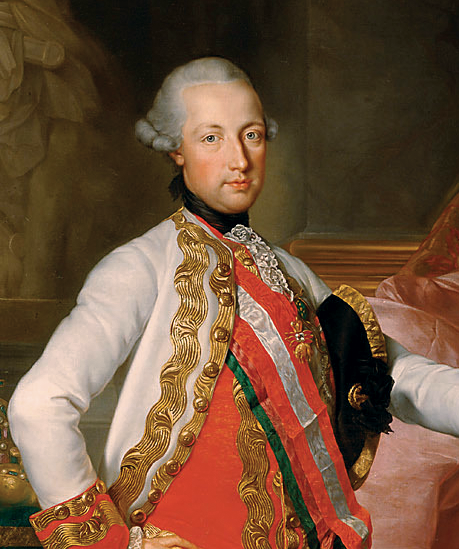
ヨーゼフ2世（1741年-1790年）

ハプスブルク帝国（オーストリア）では、女帝マリア・テレジアが啓蒙主義に関心を示さなかったのに対し、その後を継いだ長子のヨーゼフ2世は母の宿敵だったプロイセンのフリードリヒ大王を崇拝し、「啓蒙主義の申し子」と呼ばれた。ヨーゼフは「ヨーゼフ主義（ヨセフスムス）」と呼ばれる一連の宗教政策を展開した。これは従来、教会儀礼を先頭に立って執り行ってきたハプスブルク家の姿勢からは大きな転換であり、カトリック教会の帝国への従属を目指した国家による反教権主義の表明であった。ヨーゼフ2世は観想修道会の廃止を命じ、閉鎖した約700におよぶ修道院の財産は学校創設や慈善事業の基金に充てられた。「迷信」と戦うためには聖職者にも近代教育を授ける必要があるとして「一般神学校」を大学の管轄の下に創設したうえ、ウィーンに2千人収容可能の総合病院を開設した。1781年、ヨーゼフはあらゆる信教の自由を認める画期的な宗教寛容令を発し、帝国に宗教多元性を打ち立てている。これにより、プロテスタントや東方正教会を含む公認宗教の制度が創出され、各教派はすべて学校を開設する権利をもつほか、あらゆる就業機会においてカトリック信者と同等の平等性が確立された。これはユダヤ人をも対象に含み、同化政策を目的としたものであったが、実際にユダヤ教徒の待遇も大きく改善されており、1783年には民事における結婚と離婚が可能となっている。ヨーゼフはフリードリヒ大王に象徴されるドイツ諸君主のフランス文化崇拝の風潮に際し、例外的にドイツ語で話し書きをおこなってドイツ文化を愛好したが、ハンガリー地域へもドイツ語を強制したためにハンガリー人の民族感情は反発し、各地で暴動や一揆が頻発した。ヨーゼフは1781年に農奴解放令を発布しているがその改革はいずれも性急で、成果をあげるための訓練も欠いていたと評される一方、死刑の廃止など現代からみても先進的な取り組みがなされたのも事実であった。

エカチェリーナ2世（1729年-1796年）

ロシア帝国では、ヴォルテールやシャルル・ド・モンテスキューの愛読者でもある女帝エカチェリーナ2世が臣民に法典を授けようと、1767年に貴族や商人、国有地農民など各身分の代表を集めて新法典編纂委員会を開いた。開催の際に読み上げられたエカチェリーナの統治理念が、「訓令（ナカース）」である。その内容は、全体の4分の3がモンテスキュー『法の精神』やチェーザレ・ベッカリーア『犯罪と刑罰』など啓蒙思想家からの引用で占められていた。しかし、新法典の編纂は編纂委員会がこのような作業に慣れておらず、露土戦争も差し迫っていたので、そのまま立ち消えとなった。1773年、エカチェリーナは「すべての宗教に対する寛容と、（ロシア正教会の）主教の、非正教会の信仰問題への干渉禁止」と命名された勅令を発したが、彼女自身はこの不干渉を実際には守ることなく、カトリック教会や東方典礼カトリック教会（東方帰一教会、ユニアト）の聖職者たちにローマ教皇庁とかかわりをもつことを禁じた。その一方、ユダヤ教徒には1786年に一定程度の権利を認め、1788年に「イスラーム宗教会議」を設立した。エカチェリーナはドゥニ・ディドロと親交を結ぶなど、当初は「帝位の啓蒙家」たるべく努め、ロシアの農奴制に対しても批判的で農民に同情的態度をとってきたが、プガチョフの反乱を機に貴族帝国の強化を図り、その鎮圧には厳しい態度で臨んだ。
啓蒙専制主義は、政教分離を推し進める際の強権的な手法を代表している。啓蒙専制君主は、もはや教会を独自の権力とは見なさず、君主によって支配されて統制される組織であると主張し、それゆえに彼らは宗教一般がもつ多元性に対してみずからは相対的に寛容であることを示し得たのである。

### フランス絶対王政の変質
フランスでは、数多くの啓蒙思想家が現れたにもかかわらず絶対王政はほとんど「啓蒙」的様相をみせなかった。晩年の「太陽王」ルイ14世は、ジャンセニスムを排斥した1713年の「ウニジェストゥス」（ウニゲニトゥス、「（神の）独り子」の意味）と通称される教皇勅書の方針を施行したが、パリ高等法院はこれに反対した。エリート層に多いジャンセニストは不安な状態にあり、プロテスタントへの迫害も引き続きおこなわれた。

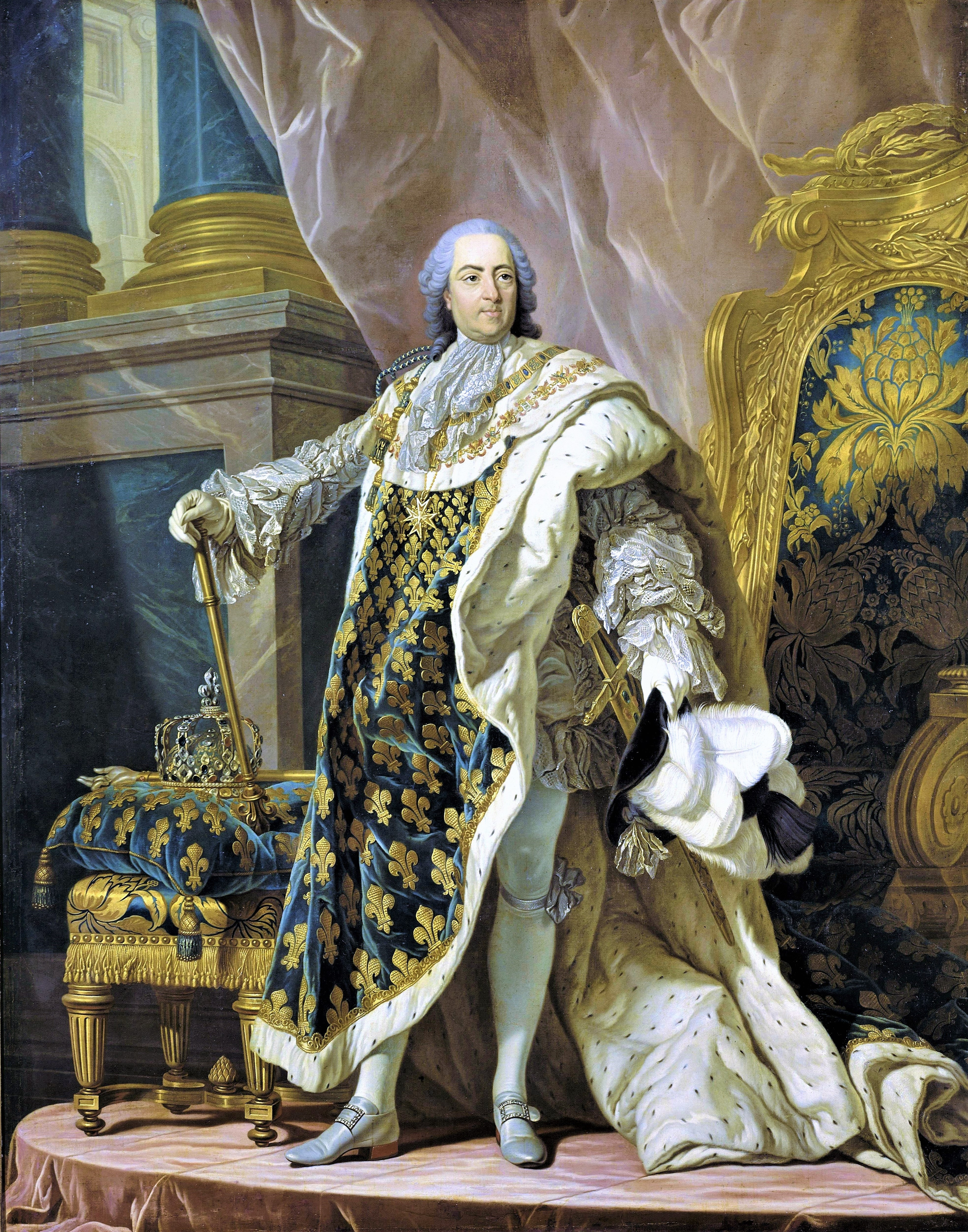
フランス国王ルイ15世（1710年-1774年）
----
「最愛王」と謳われた国王も、治世後半は非常に不人気であった。

1715年、ルイ14世が死去し、わずか5歳の曾孫ルイ15世が王位についた。摂政となったのはルイ14世の甥で、自由思想家（リベルタン）として知られるオルレアン公フィリップ2世であった。パリ高等法院は幼帝即位に際してオルレアン公が摂政の地位につくよう骨を折り、高等法院は先王によって剥奪されていた王令登録権と建白権を回復した。高等法院が拒否すれば王令は法としての効力をもてなくなり、「太陽王」のもとで押さえつけられていた高等法院は強力な権限を奪回し、以後は革命期までさまざまな局面で王権と対立した。同様に貴族も発言力を復活させていき、官僚機構も強大化する一方で国王は政治にうとくなって華麗な宮廷の社交生活に浸るようになり、フランス絶対王政は全体として沈滞ぶりが目につくようになった。1723年、ルイ15世は成年に達して摂政時代は終わり、以後は半世紀におよぶ長い治世となるが、事実上の宰相の地位にあったアンドレ＝エルキュール・ド・フルーリーの支えもあり、治世前半はある程度の安定性がみられた。1730年、フランス王権は反ジャンセニスムの「ウニジェストゥス」回勅を「教会と国家の法」とするよう高等法院に強要したが、ジャンセニスム的傾向をもつ一部の聖職者とパリ高等法院法官たちのなかには回勅採用の方針以来、王権への不満がつのっていた。ジャンセニスムは18世紀に入るとエリート層のみならず民衆層にも熱狂的な支持者を増やしており、それゆえジャンセニスム問題はさまざまな不平や不満を反王権という形式で吸収し、結晶化させる役割を果たした。
1743年にフルーリーが死去して本格的な国王親政が始まったが、当初に人々がルイ15世に抱いていた期待はすぐ失望に変わった。1740年に始まったオーストリア継承戦争でフランス軍は軍事的には優位に立っていたにもかかわらず、1748年のアーヘンの和約では得るところがほとんどなかったからである。宮中にあっても国王の愛人ポンパドゥール夫人が国政に介入して宮廷が権力をめぐる派閥抗争の場になったことも、不評であった。1746年、反ジャンセニスム派のクリストフ・ド・ボーモンがパリ大司教となると、彼の命令で「ウニジェストゥス」を受け入れない者には終油の秘蹟を拒否する事件が続発した。これに対して高等法院は国王政府の宗教政策を弾劾し、激しい政治対立が生じた。

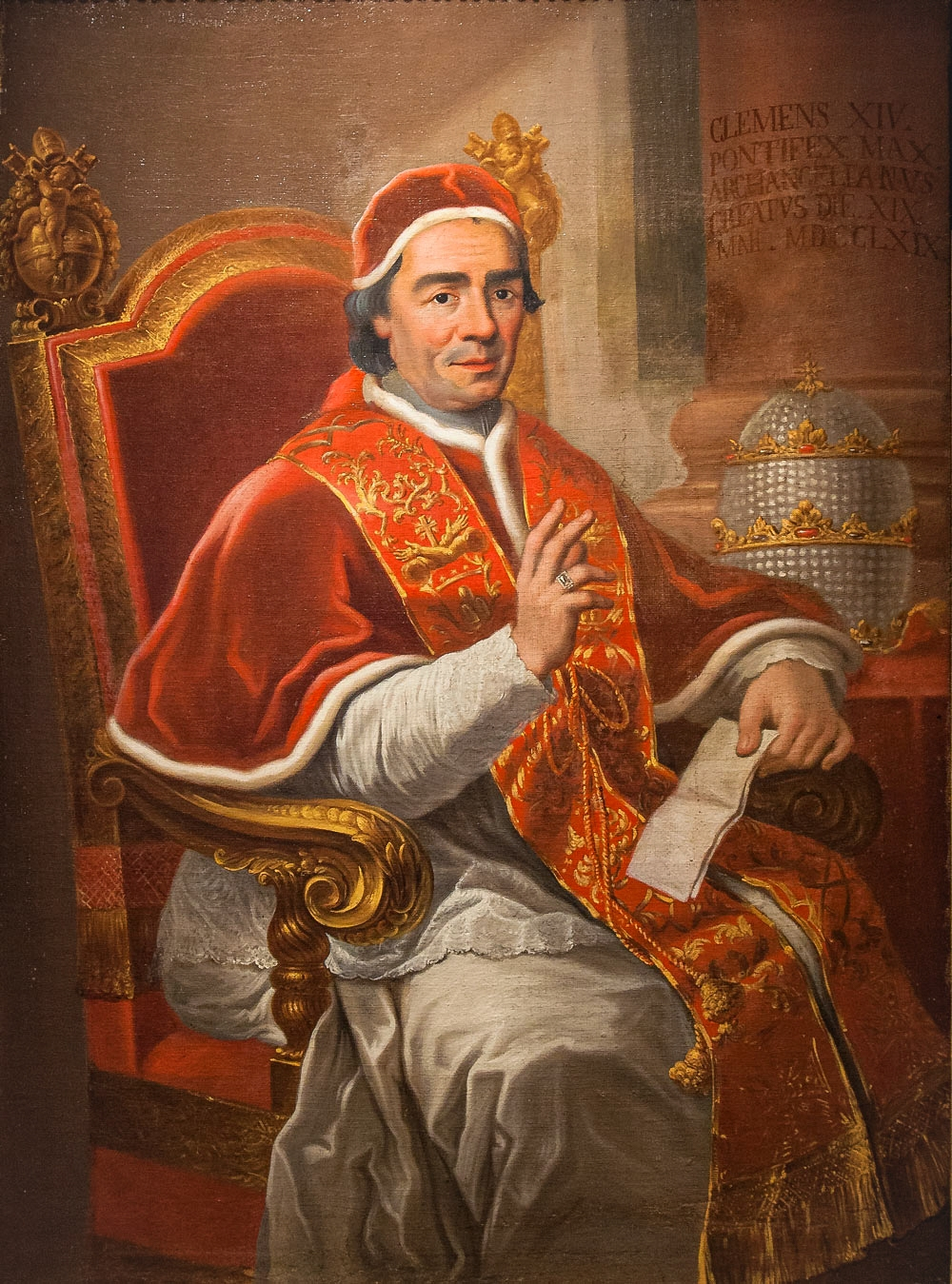
ローマ教皇クレメンス14世（1705年-1774年）

18世紀半ばのフランスでは、「世論」の登場によって政治の構造が変化しつつあった。従来、王権はいわば「公共性」を独占してきたが、この時期になって国家から自律した新しい公共空間が印刷物の増加や情報伝達のネットワークの形成、社会的結合関係の変化などによって形成されていき、重要性を増していたのである。1754年、ボーモンは高等法院から流罪の処分を受けた。上述の1760年代のカラス事件もまた、ヴォルテールが新しい公共空間というべき「世論」に強く働きかけた結果の逆転無罪であった。1763年、パリ高等法院はウルトラモンタニズムを主張してきたイエズス会を事実上、フランス国内から追放した。なお、イエズス会に対する批判は啓蒙主義が一定の影響力をもった他の諸国でも同様であり、1773年に教皇クレメンス14世はやむなくイエズス会の解散を命令している。
王権と高等法院の対立は宗教問題に限らなかった。1749年、国王政府の開明官僚は特権身分の課税を狙いとする20分の1税の新設など財政改革を進めようとしたが、既得権益の保護に努める高等法院や特権階級の妨害によって成果をあげられなかった。当時のフランスには最高裁判所の役割を果たす法院が合計13、財政問題を審議する法院が25あり、高等法院の官職を購入した者たちは罷免されることがなかった。高等法院は建白権によって法令に対する反対意見を表明することができるほか、登録拒否によって王令の執行を遅らせることができた。1756年に始まった七年戦争では、長年ライバル関係にあったハプスブルク家からヨーゼフ2世の妹マリー・アントワネットを王子ルイ・オーギュスト（のちのルイ16世）の妃に迎えてオーストリアと同盟を結び（外交革命）、新興プロイセンと仇敵イギリスを相手に戦ったが、これはフランスにとって各地で敗れて植民地を奪われるなど、惨たんたる結果に終わった。1766年、ルイ15世は、修道院改革を目的とした5人の大司教と5人の俗人から成る宗務委員会を発足させたが、これはルイ16世時代の1788年に教皇庁の許可も所属司教の同意もない状態で9つの修道会の解散を命じ、他の修道会も衰退の一途をたどっていった。一方、フランス国内の司教はすべて貴族出身であり、地方の僧侶の生活は一切かえりみられなかったので、聖職者のなかにも貧困層が広がっていた。革命の際には、フランスの教会は貴族階級との長年の込み入った関係のために大損壊の被害をこうむった。
オーストリア継承戦争と七年戦争の不首尾によって王の威信は深く傷ついたが、この2つの戦争によって財政状況も悪化の一途をたどった。大法官ルネ＝ニコラ・ド・モプーは、1771年より司法官職の売官制廃止や高等法院管区の分割などによって高等法院の再編成に取り組んでいる。これは反抗的な高等法院を馴致させて近代的官吏へ転身させることを目的としたものであったが、1774年にモプーに一定の支持を与えていたルイ15世が没するとモプーは失脚し、高等法院改革は挫折した。

### イギリスの変化
ステュアート朝成立以来、イギリスではイングランド王国とスコットランド王国の同君連合の形態がとられてきたが、アイルランドやスコットランドでは名誉革命によってフランスに亡命したジェームズ2世を正統な君主とみなすジャコバイトによる反体制運動が旺盛で、国内的な脅威となっていた。そのため、イングランドとスコットランドの両国を合わせて一国とするための交渉がなされ、1707年に合同法が発効して「グレートブリテン王国」が成立した。1714年、アン女王が継嗣のないままに死去し、1701年イングランド王位継承法に従ってハノーファー選帝侯のゲオルクがジョージ1世として即位した。ジョージ1世は即位時すでに54歳でイギリスの政治事情にも通じておらず、英語も話せなかったために議会にはほとんど出席せず、ジェームズ・スタンホープら有力閣僚に行政を一任したので、国政は内閣によって指導されるようになった。
フランスでは政教分離化（ライシテ化）のプロセスが優先したのに対し、イギリスでは世俗化のプロセスが優先した。イギリスでは名誉革命以降に王室財政と国家財政の分離が進み、1694年にはウィリアム3世の母国オランダからの資本をもとにイングランド銀行が創設されるなど、「財政革命」が進展していた。ロンドンのシティには国債や抵当証券の本格的な取引市場が成立し、土地ではなく金融・有価証券に基礎をおく「証券ジェントルマン」と呼ばれる階層を出現させた。1720年、投機ブームによって生じた株価の急騰と暴落は南海泡沫事件と呼ばれて経済的混乱を招いたが、1721年にはロバート・ウォルポールが第一大蔵卿に就任して閣議を主催し、他の閣僚を統制して実質的なイギリス首相として議会の支持をもとに混乱を収拾させ、責任内閣制の基礎を成した。ウォルポールは対外的には平和戦略をとり、国内的には反対派のトーリー党を「ジャコバイト」として攻撃することで強力な政治基盤を構築していった。
| 局面 | 欧州での戦争                                     | 北米での戦争                                | その他の係争                             | 講和条約・戦後処理                                   |
| ---- | ------------------------------------------------ | ------------------------------------------- | ---------------------------------------- | ---------------------------------------------------- |
| 1    | プファルツ継承戦争（1688年-1697年）              | ウィリアム王戦争（1689年-1697年）           | －                                       | ライスワイク条約（1697年）                           |
| 2    | スペイン継承戦争（1701年-1713年）                | アン女王戦争（1702年-1713年）               | －                                       | ユトレヒト条約（1713年）・ラシュタット条約（1714年） |
| 3    | オーストリア継承戦争（1740年-1748年）            | ジョージ王戦争（1744年-1748年）             | 第1次カーナティック戦争（1744年-1748年） | アーヘンの和約（1748年）                             |
| 4    | 七年戦争（1756年-1763年）                        | フレンチ・インディアン戦争（1755年-1763年） | プラッシーの戦い（1757年）               | パリ条約（1763年）・フベルトゥスブルク条約（1763年） |
| 5    | －                                               | アメリカ独立戦争（1775年-1783年）           | －                                       | パリ条約（1783年）                                   |
| 6    | フランス革命戦争-ナポレオン戦争（1792年-1815年） | －                                          | －                                       | ウィーン議定書（1815年）                             |

しかし、「ウォルポールの平和」は18世紀のイギリスにあっては例外的に過ぎず、むしろこの世紀はたび重なる対仏戦争の繰り返し（第2次百年戦争）であり、しかもこれらの戦争はアメリカの独立を除けばすべてイギリス側が勝利した。イギリスが戦争に勝利し続けたのには戦費調達能力に優れていたことに理由が求められ、つまりは「財政革命」の成功がその根本的な要因であった。18世紀のイギリスは後世「財政・軍事国家」と称されるほど重い租税が課されていたが、フランスのように徴税請負人には頼らず、国家官僚による効率的な徴税がなされたうえ、納税者各階層の利害を反映したイギリス議会からの保障が付されていた。議会による保障は、なおも世界金融の中心となっていたアムステルダムの資金がイギリス市場に大量に流入することも可能にしており、したがって英仏戦争の勝敗は少なからずオランダ資本がフランスにではなくイギリス（グレートブリテン王国）に流れたという事実によっていたのである。
18世紀のイギリス史は「大英帝国」形成の歴史であると同時に植民地貿易の爆発的な発展の歴史でもあり、その過程で「イギリス商業革命」と呼ばれる変化が生じた。これはイギリス人の生活様式を一変させ（「生活革命」）、13植民地でも生活における「イギリス化」、すなわちアメリカにおける生活革命をも招いた。七年戦争前後からは、いわゆる「産業革命」が進行して社会構造も大きく変化していった。

### アメリカ的伝統の創出と合衆国の成立
ジョン・ロック、ヴォルテール、シャルル・ド・モンテスキュー、ジャン＝ジャック・ルソーらヨーロッパにおける啓蒙思想は、政教分離を規定した世界初の憲法、アメリカ合衆国憲法に大きな影響力を与えた。
アメリカ合衆国は、「新大陸」に新しい政治的権威の創設という壮大な歴史的実験を成功させたが、それは同時に憲法規定によって政治と宗教を分離するという実験でもあった。ただし、この分離は宗教に対する警戒感や無関心からではなく、むしろ宗教の自由な実践のためになされたものであった。国家と宗教のあいだに築かれた「分離の壁」（トマス・ジェファーソン）は、啓蒙主義的な理神論と敬虔なプロテスタント諸派の同盟の結果だったのである。

#### 「大覚醒」とその社会的影響
独立前の北米大陸で起こった最も大きな宗教的な出来事として、「大覚醒」」と称される信仰復興の動きが挙げられる。信仰復興（リバイバル）とは、衰退した信仰の炎をもう一度燃え立たせようとする営為であり、それが地域集団的に生み出す一種の熱狂である。その後のアメリカ史でも第二次・第三次、あるいは第四次と周期的に繰り返されてきた「大覚醒」であるが、後世の人々が「第一次大覚醒」と呼んで規範としたのは1730年代頃より起こって1740年代にきわめて活発化した信仰復興運動であった。

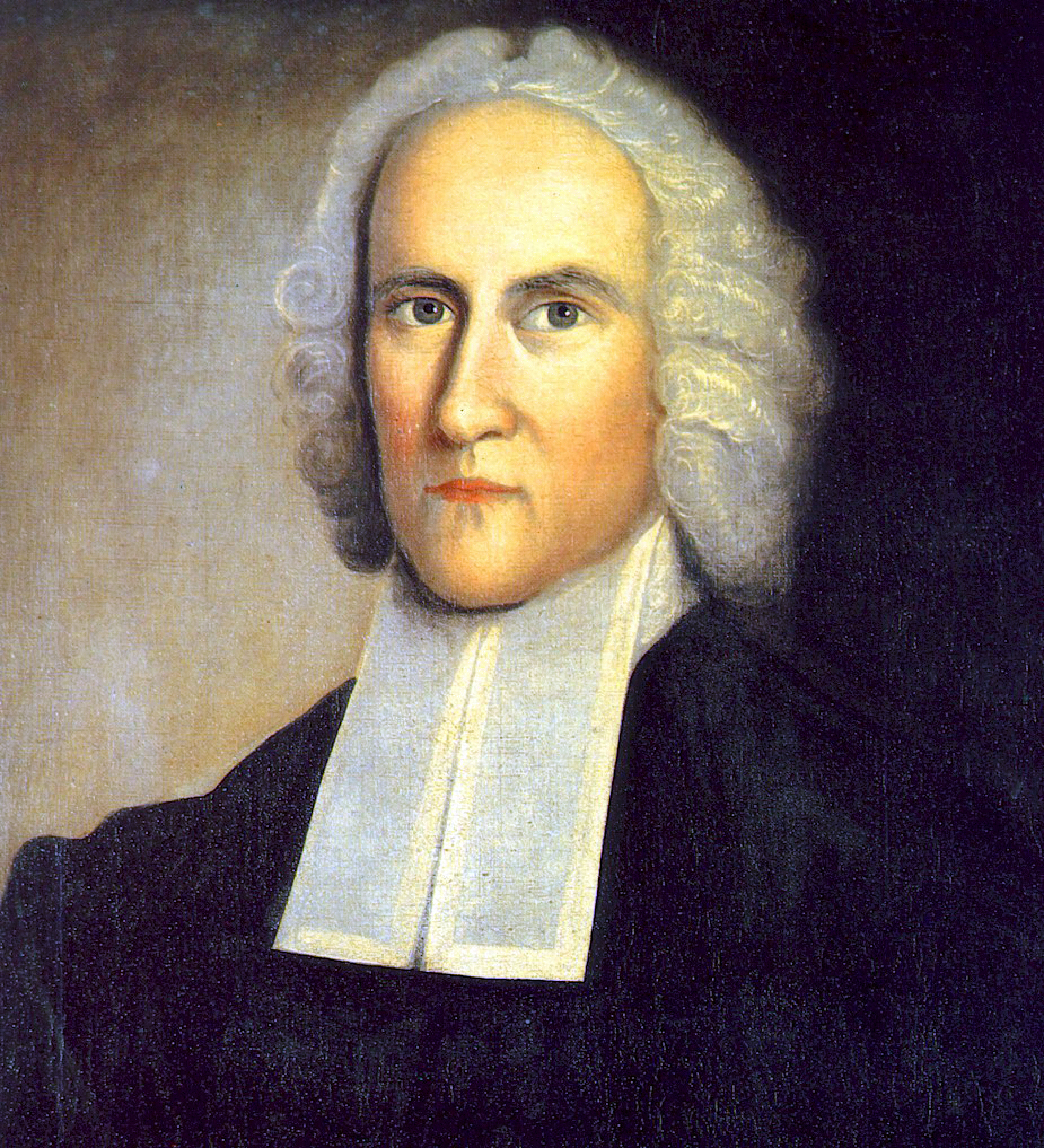
ジョナサン・エドワーズ（1703年-1758年）

イェール大学出身でノーサンプトン（現、マサチューセッツ州）の牧師だったジョナサン・エドワーズは、1734年以降に信仰の衰退を嘆いてジャン・カルヴァンの教えに立ち戻り、超越的な神にただ身を委ねることによってのみ人間は堕落した現今の境遇から脱して救済されうると説き、これはすでに制度的に確立して安定期に礼拝も形式的なものとなっていた会衆派の人々の信仰を震撼させた。エドワーズはジョン・ロックの認識論の影響を受け、人は知性よりもむしろ連想を通じて神の存在を直観すると考えた。また、エドワーズは会衆派の牧師として自身の回心の体験を生々しく語り、平信徒にそこでの深遠な力の働きを強く訴えた。『怒れる神の御手の中にある罪人』や『聖なる超自然の光』はこうしたリバイバル説教として有名であり、エドワーズの説教では多くの会衆が気絶や卒倒など激しい反応を示したといわれている。ノーサンプトンの教会では回心を経験する平信徒が相次ぎ、その評判を聞きつけた牧師や平信徒が教会を訪れたことで運動はニューイングランド一帯に広がっていった。エドワーズは『ヨハネの黙示録』の研究者としても著名であり、千年至福（ミレニアリズム）を唱えている。

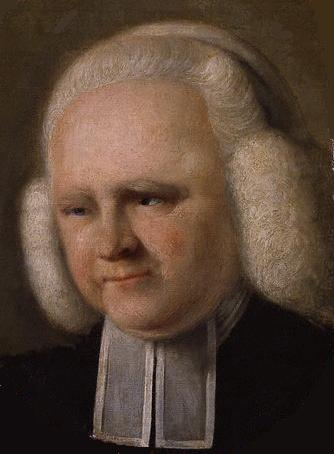
ジョージ・ホウィットフィールド（1714年-1770年）

エドワーズと並んで第一次大覚醒の牽引力となったのが、イングランド国教会の牧師ジョーホウィットジ・ホウィットフィールドである。1739年以降、13回にわたって北アメリカの地を訪れたホワイトフィールドは、地獄のありさまを生々しく思い浮かべられるよう人々に語り聞かせるなど、その透き通った声と身振り手振りを交えた雄弁な説教により、その場に何千と集まった聴衆を興奮の渦に巻き込んだ。南部のジョージア植民地からニューイングランド北端の現在のメイン州まで、中部植民地も含めて巡回したホワイトフィールドの説教は各地で多数の回心者を生み、大覚醒の運動を全植民地規模に広めた。マサチューセッツ湾植民地では、ホワイトフィールドの説教を聞いて回心した農家の息子アイザック・バッカスが再洗礼派の信仰に目覚め、1756年にバプテスト教会を創設している。この運動は、回心の体験を支えに独学で教義を学んで精力的に布教するバッカスのような、多数の巡回牧師を生んだのである。
大覚醒の運動は会衆派や長老派の教会に甚大な影響をおよぼし、既成の教会を支持する旧派と回心体験を重視する新派の分裂を招いた。旧派の人々は、大覚醒における救済の歓喜や絶望の悲嘆といった大げさな感情表現、阿鼻叫喚の様相を呈する礼拝、痙攣や引き付けなど激しい身体的反応、それらが普段の日常生活をおよぼす悪影響などを指摘した。この運動の牽引役となった牧師や説教師のなかには節度のある者も少なくなかったが、そうでない者も多数含まれていた。一方、新派の人々は既存の教会や牧師の権威を否定し、自発的な結社としてニューイングランドだけで100以上、中部にあってもおそらくほぼ同数の教会を新たに創設した。大覚醒にたずさわった人々はフロンティアへの布教を重視したので、故郷を後にして新天地に赴き、つながりに飢えた人々がキリスト教的伝統や共同体への帰属をあらためて確認する場となった。その人々のなかにはエドワーズのように先住民布教に熱心に取り組む者もあれば、黒人奴隷の参加も認めて南部植民地の奴隷制社会に挑戦する者もあった。ニューイングランドでは回心体験を重視する新派に多くの女性が参加したが、ニューポートのサラ・オズボーンもその一人であり、1741年から自宅で女性のための集会を開催し、1765年には黒人奴隷の参加も認め、その頃には彼女の集会の参加者は300人に達していた。

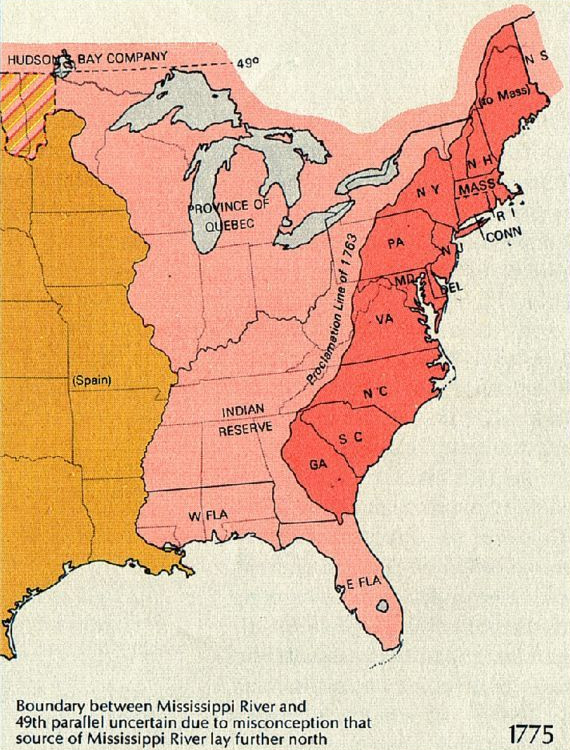
イギリス領アメリカ（北米13植民地）:濃い赤色部分
----
ニューハンプシャー (NH)、マサチューセッツ (MASS)、ロードアイランド (R)、コネチカット (CONN) はニューイングランド植民地、ニューヨーク (NY)、ニュージャージー (NJ)、ペンシルヴェニア (PA)、デラウェア (DEL) は中部植民地、メリーランド (ML)、ヴァージニア (VA)、ノースカロライナ (NC)、サウスカロライナ (SC)、ジョージア (GA) は南部植民地に分類される。

大覚醒運動については、「大規模で総合的な覚醒」「理性の時代のアナクロニズム」「アメリカ思想の主流」「精神上の地震」「ピューリタンからヤンキーへ」など多様な立場からの毀誉褒貶がある。近年では「大覚醒」という歴史事象そのものが従来あまりに過大視されてきたことに対する見直しがなされている。基本的にはどの植民地のどの教派であっても、地域ごとに割り振られた教会の制度を維持し、一般信徒の信仰生活を指導することが最大の関心事だったのであり、これは国教会の教区制度が持ち込まれたヴァージニアなど南部植民地、ルター派、カトリック、クエーカーが混在した中部植民地、会衆派が事実上の公定宗教であった北部のニューイングランド、いずれの地域であっても大きな違いはなかった。大覚醒の運動は、このような多元的な素地に上乗せされた多元化現象ともみなせる。ただし、大覚醒が既存の宗教ばかりでなく、さまざまな社会的権威に対しても批判的な姿勢を打ち出し、一般信徒が自身の信仰とその信仰を共有する人々の連帯を重視するようになったことは重要で、従来、各植民地、そして各植民地におけるそれぞれのカウンティ（郡）やタウンは自治的である反面、相互の交流に乏しかったのに対し、大覚醒はそうした各植民地間の垣根を越えて文化的な絆を醸成することにつながった。そしてまた、自らの信仰を重視して既成の宗教的・社会的権威を否定することは、イギリス本国の権威に対しても自主性を主張することにもつながった。
一方、ヨーロッパで興起した啓蒙主義の思想は滔滔と新大陸に流れ込んでおり、そこにおける合理主義もまた知識人や文化人、エリート層に広く浸透していた。そのため、政治的指導者の多くが理神論に立つような状況にあったが、ここにおいて大覚醒の敬虔主義者たちと理性重視の啓蒙主義者たちは、まったく正反対といってよい宗教上の見解に立脚しながらも「信教の自由」というただ一点において、共闘関係が成立した。それが両者にとって共通の目的たりえたからであり、トマス・ジェファーソンがヴァージニア信教自由法を作成するにあたり、宗教指導者たちの意見を参照したことはよく知られている。

#### 独立戦争の始まりとヴァージニア権利章典

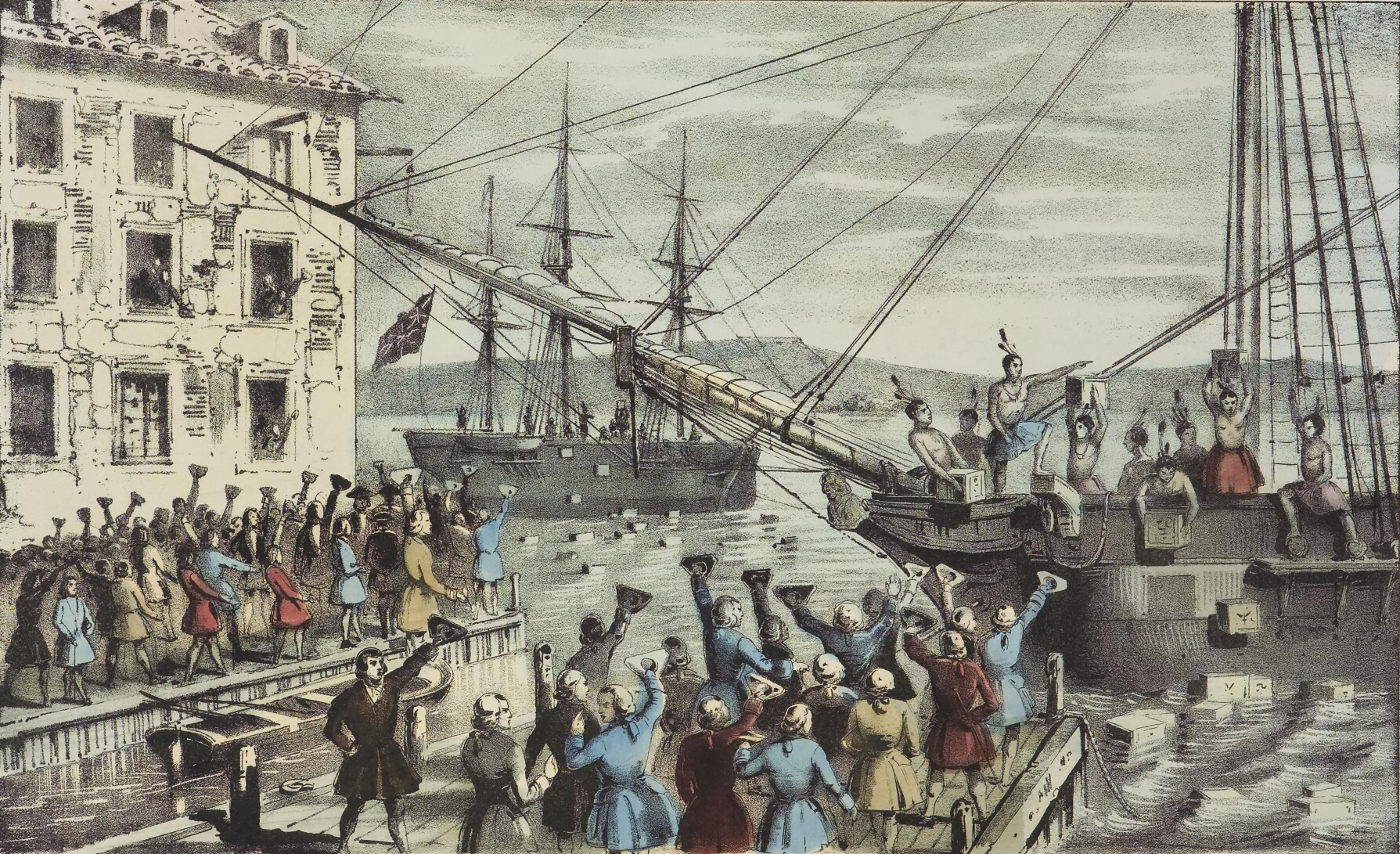
ボストン茶会事件（1773年）
----
1846年のリトグラフ

1763年2月のフレンチ・インディアン戦争（ヨーロッパでは七年戦争）の終結後、イギリス本国政府は植民地政策を転換し、従来の「有効なる怠慢」の政策を改めて植民地への介入を強化する方針に転じた。また、莫大な戦費に苦しんだ本国が植民地の人々にもそれを負担させようとして課税を強化した。この課税に対する反対運動がアメリカ独立戦争の起点となった。1765年、イギリス本国の第一大蔵卿ジョージ・グレンヴィルは大衆課税である印紙法の制定に踏み切ったが、13植民地は「代表なくして課税なし」と主張して同法に反対し、撤回させた。しかし、本国議会は1773年に茶法を制定し、インド支配拡大にともなう財政負担にあえぐイギリス東インド会社にアメリカでの茶貿易の独占権を与えた。このとき、それに抗議する人々がボストン港に停泊する東インド会社の船を襲撃して茶箱を海に投げ込む「ボストン茶会事件」が起こり、植民地と本国の対立は決定的なものとなった。反イギリス勢力に厳しい報復措置を取ろうとする本国政府に対し、13植民地の代表は1774年に大陸会議を開いて抗議し、各植民地間の連携を固めて本国に対抗した。各植民地では植民地協議会が召集されて大陸会議の決定を承認し、大陸同盟が実行に移された。ペンシルヴェニア植民地の協議会は、西部地域のスコッチ・アイリッシュらの支持をすでに獲得していた。フィラデルフィアでは1774年にクエーカー教徒、国教会の信徒、スコッチ・アイリッシュの3集団が集まり、抗議運動の連帯を固めたが、これには職人・小売商の団体やドイツ系、バプテスト教徒も参加した。
1775年、ボストン郊外のレキシントンとコンコードで本国軍との武力衝突が起こると、フィラデルフィアで第2次大陸会議が開催された。ジョージ・ワシントンが植民地軍総司令官に任命された一方、ジョン・ディキンソンら穏健派はなおもイギリス政府との和解を追求し、平和の象徴をその名に冠した「オリーブの枝請願」を本国に提出することについて同意を得たが、ジョージ3世は請願を受け取ることすら拒否して北米が反乱状態にあると宣言し、翌年1月にはドイツ人傭兵隊の北米派兵に踏み切った。こうして、植民地人が抱いていた国王への期待も失われ、アメリカ独立戦争が本格化した。

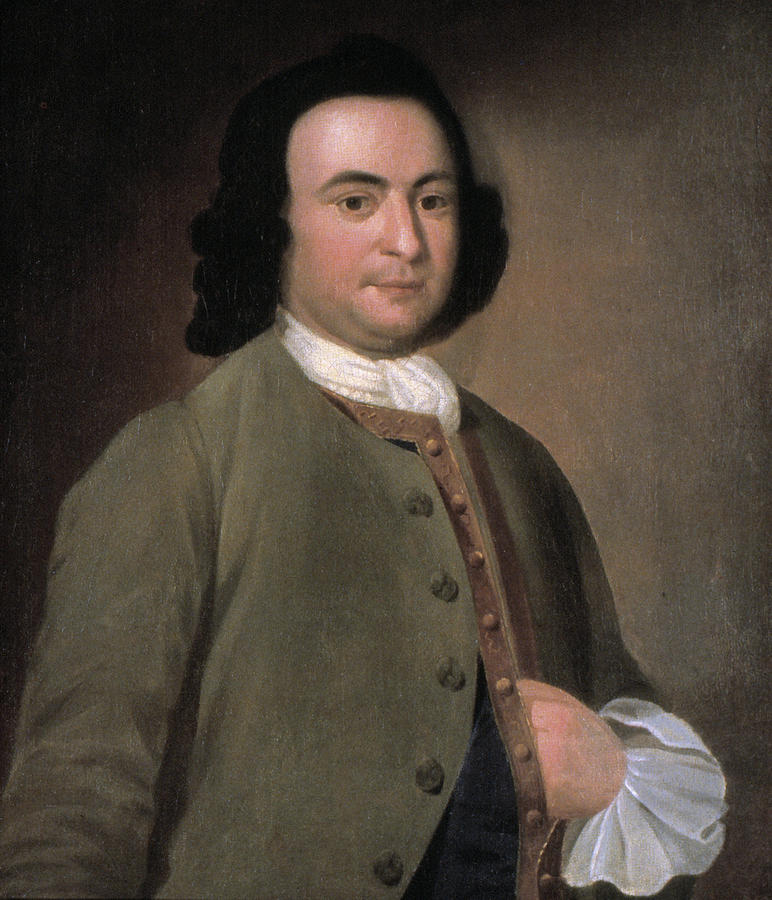
ジョージ・メイソン（1725年-1792年）

1776年6月12日、ヴァージニア権利章典が公布された。ジョージ・メイソンを主たる起草者とするこの文書は、近代的な意味での最初の権利章典であるアメリカ権利章典の先駆けとなり、同年6月29日採択のヴァージニア憲法をはじめ他の連邦国家の州法もこれにならって作成された。
第1条
すべての人は生まれながらにして等しく自由で独立しており、一定の生来の権利を有している。それらの権利は、人々が社会のある状態に加わったときに、いかなる盟約によっても、人々の子孫に与えないでおいたり、彼らから奪うことはできない。すなわち、財産を獲得して所有し、幸福と安全を追求して獲得する手段と共に生命と自由を享受する権利である。
第2条
あらゆる権力は人民に与えられ、それゆえに人民から得られる。行政官は人民の被信託者であって僕であり、常に人民に従うものである。
第16条
宗教、あるいは創造主に対する礼拝とその方法は武力や暴力によってではなく、理性や確信によって指示を与えられるものである。それゆえにすべての人は等しく良心の命じるままに従い、信教の自由をおびる権利を有する。他の者との間にキリスト教的自制、愛情および慈善を実行することは、あらゆる者の相互の義務である。
ヴァージニア権利章典では、以上のように自然権、社会契約説にもとづいた主権在民、良心の自由・信教の自由が明記された。

#### アメリカ独立宣言と州法の制定
1776年6月7日、ヴァージニア植民地代表のリチャード・ヘンリー・リーは大陸会議に「独立の決議」を提案し、同年6月10日にはこれにもとづいてトマス・ジェファーソン、ジョン・アダムズ、ベンジャミン・フランクリン、ロジャー・シャーマン、ロバート・リビングストンの5名で構成される独立宣言起草委員会（五人委員会）が発足した。起草の中心となったのはアダムズ委員の強い推薦を受けたジェファーソンで、フランクリンとアダムズがこれをわずかに修正して委員会案とした。7月1日、リーの独立決議案に9植民地が賛意を表明し、翌2日にはサウスカロライナ、デラウェア、ペンシルヴェニアが賛成にまわり、ニューヨーク植民地を除く12植民地で独立が正式に決定した。一方、アメリカ独立宣言委員会案は7月4日に大陸会議における若干の修正を経たうえで正式に採択された。7月9日、植民地政府からの訓令で独立への賛成を禁じられていたニューヨークが賛成したことから、独立宣言には「全会一致の」という言葉を付加することが可能となった。アダムズはのちにこれを回顧して「13の時計が同時に鳴った」と形容しており、政治・宗教・習慣も相互に異なる13植民地がイギリス帝国からの独立を連帯して決定したことを、人類史上の快挙とみなしていた。

独立宣言草案の提出の様子を描いたジョン・トランブル画『独立宣言』

独立宣言は、基本的人権や革命権の主張を述べた前文、国王ジョージ3世の暴政28か条と本国議会・本国人への非難を述べた本文、檄文の意味も込めて独立を宣言した後文、の3部分から構成されており、このうち特に「すべての人間は平等に造られている」ことを高らかに唱え、不可譲の自然権として「生命、自由、幸福の追求」の権利を掲げた前文がアメリカ独立革命の理論的根拠を要約した部分として、著名である。独立宣言では、自然権の究極的な賦与者として「自然の神」という非聖書的な言葉が選ばれており、ここでは限定の少ない万人向けの信仰表現として理神論的な神が含意され、この表現を受け入れることのできないキリスト教徒は少なかっただろうと考えられる。いずれにせよ、「奪いがたい権利」を「神」が与えたと明示したことによって神は人間の権利の創造主であるとみなされ、それゆえ人間の権利は奪いがたく「神聖」なものとなったのである。また、ここにおける自然法理論が名誉革命を思想的に正当化したジョン・ロックの自然法理論から強い影響を受けたことも、よく知られている。ロックにあっては、個人の権利の内容は「生命、自由、財産」であったが、ジェファーソンが「財産」の部分を「幸福の追求」に変更したことにより、独立宣言は財産権にとどまらない時代を超える意味と価値を付与されたと評しうるのである。ただし、この宣言では奴隷解放論者であるジェファーソンが法文の原案に盛り込んだ奴隷売買に関する厳しい禁止規定が最終的には取り除かれており、暗い現実との乖離もみられる。
ヴァージニア権利章典やアメリカ独立宣言の制定過程のなかで、各邦においても州憲法の制定が始まった。実際的に自治領植民地であったロードアイランド邦とコネチカット邦を除く11の邦では憲法があらたに制定された。成文憲法は今日ではどこの国家においても当然のように考えられているが、元来は植民地人がイングランド議会の主権を制限するために主張されたものであった。各植民地が独立して州（邦）となって邦政府を樹立しようとしたとき、植民地時代の基本法に基づく邦ごとの統治の伝統やキリスト教信仰に由来する契約観念を背景として憲法を成文化してみずからの拠り所としたもので、いずれの邦にあっても共和政を導入した点ではアメリカ独立は確かに「革命」と称するにふさわしい内実をもっていた。また、いずれの邦でも成文憲法が人民主導によるものであることを明らかにするため、憲法制定会議の召集や起草委員会の設置、住民の批准投票など、各種の制定手続きが周到に用意された。
最古の州（邦）憲法はヴァージニア憲法であるが、ここでは1776年5月に召集された植民地協議会が大陸会議の代表に対する訓令を採択したとき、邦憲法の制定も同時に決議され、ジョージ・メイソンによる権利章典案（上述）に引き続いて邦政府機構案が6月24日に報告された。両者はヴァージニア邦最初の正式な憲法として6月29日に採択されたが、同時に世界初の成文憲法でもあった。ここでは教会と国家の分離を定めており、1776年のデラウェア邦憲法やニュージャージー邦憲法でも政教分離が規定され、翌1777年にはノースカロライナ邦とジョージア邦でも適用された。
アメリカ独立革命は、ペンシルヴェニアで実現した内部革命がニューヨーク邦では穏健派によって押しとどめられ、マサチューセッツ邦ではイギリスに対する抗議運動においては急進派であったジョン・アダムズやサミュエル・アダムズが、州憲法のなかでも最も保守的な憲法を制定することに尽力した。ヴァージニアでは権利章典の整備がなされたものの、その適用は白人男子に限定されて黒人奴隷の制度は維持された。このように、アメリカ独立革命は邦（州）によって内容と性格を異にしていた。

#### 公定教会の廃止とヴァージニア信教自由法の制定
啓蒙主義や共和主義の立場は、信教の自由や良心の自由を個人の権利のなかでも核心的なものと位置づけていたが、信教の自由にとって最大の問題とみなされたのは、特定の教派が国家の保護を受ける公定教会として特権を有し、それ以外の教派を弾圧することであった。北米の独立13邦においては、その成り立ちからして信教の自由を植民地建設の目的にしたロードアイランド邦やペンシルヴェニア邦以外にも、ニュージャージー邦やデラウェア邦には公定教会がなかった。

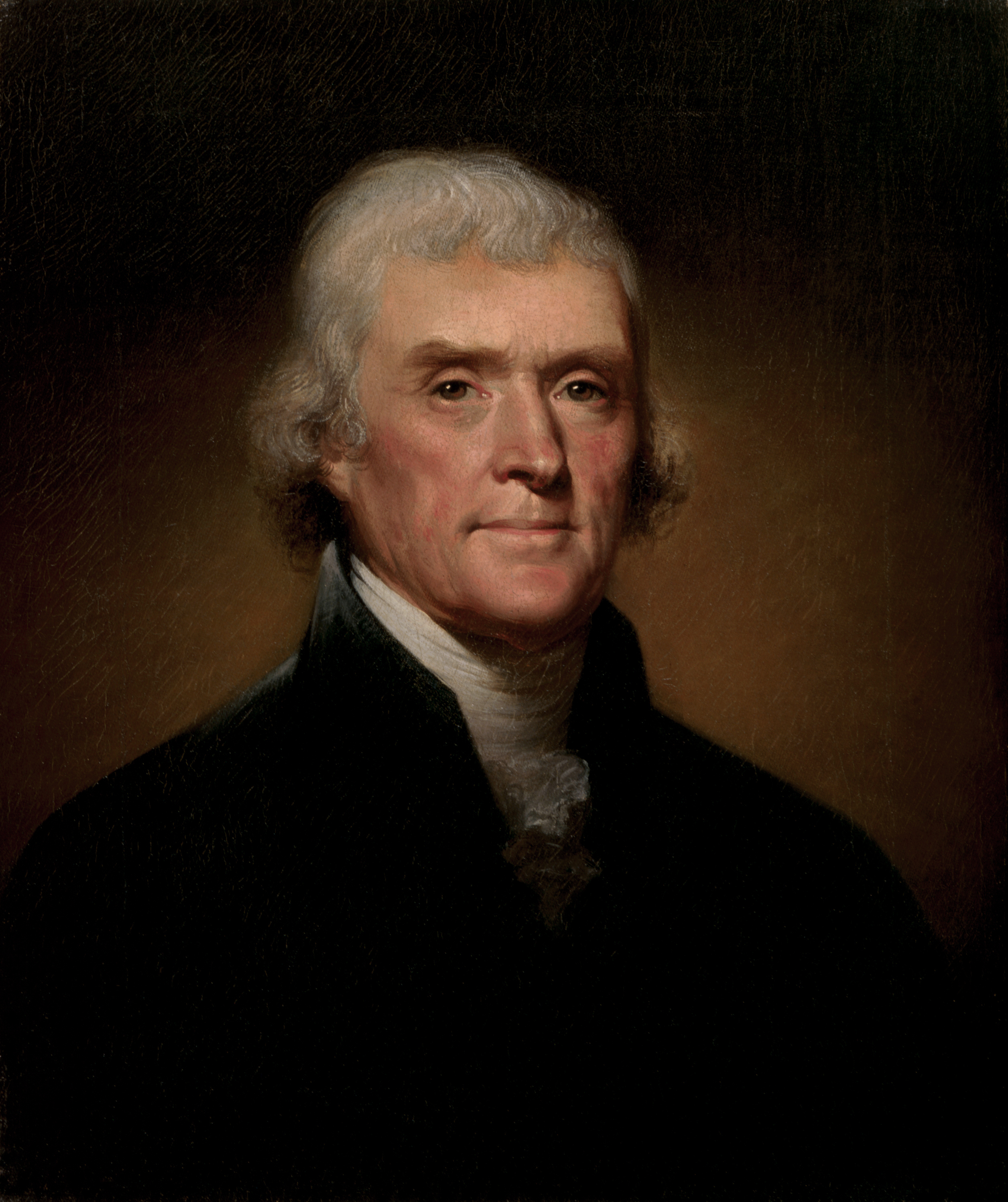
トマス・ジェファーソン（1743年-1826年）

独立前のヴァージニアではイングランド国教会が公定教会として認められ、独立後は本国から分離して改称・再編成され、「プロテスタント監督派教会」として特権的地位が与えられていた。この制度は、トマス・ジェファーソンやジェームズ・マディソンら合理主義を奉じる理神論者や「不服従派」と称された非国教徒たち（長老派、バプテスト、メノナイトなど）によって廃止が求められていた。ジェファーソンはアメリカ独立宣言の起草後早々とヴァージニアに帰郷し、1779年から1781年まではヴァージニア邦知事を務めた。1779年、自身が起草したヴァージニア信教自由法を邦議会に上程した知事時代のジェファーソンはヴァージニア大学を設立し、この大学は合衆国では宗教的原理からは完全に分離された初の大学となった。
独立戦争はベンジャミン・フランクリンの外交活動などにより、イギリスと長年争ってきたフランスをはじめヨーロッパ諸国がアメリカ独立支持にまわった。1781年、イギリス軍がヨークタウンの戦いで致命的な敗北を喫したことから事実上の戦闘状態は終結し、1783年9月にはパリ条約が結ばれてイギリスは「アメリカ合衆国」の独立を承認し、ミシシッピ川以東の地を譲渡した。
ジェファーソンはマディソンの協力を得て「信教自由法」の実現を目指した。1784年にヴァージニアで成立した宗教結社法人法は、プロテスタント監督派教会が国教会の不動産と教区制の継承を認める権限をめぐっての立法であったが、この法律に対してヴァージニア人の反対の声が高まるのを待って撤廃の動きを開始したマディソンは、「請願と抗議」と題する請願書において信仰の自由は「理性と信心」によってしか導かれることのできない個人の内面の問題であり、政治的に強制してはならないと主張した。この請願の署名者は1万人以上に広がり、長老派、バプテスト派、クエーカー、少数のカトリックに加え、メソディストや監督派の一部も含まれていた。1785年に宗教結社法人法は撤廃され、1786年1月19日にはジェファーソン起草の信教自由法がヴァージニア邦議会において可決され、成立した。これは、ジェファーソンが駐仏公使としてパリに赴き、アメリカを離れていた時期のことであった。
信教自由法では、「何人も宗教儀礼に献金したり、足しげく教会に通ったりすることを強制されない」と定め、また、「すべての人は、いかなる形であれ、どの人の市民的権利に影響を当てることなく、宗教問題について信念を表明し、議論する自由を有する」と明記しているこれは、キリスト教を中心にすえた従来の寛容論をさらに一歩進め、公定教会そのものの廃止を含んでいた。公定教会が存在する限り、少数派の信教の自由は保障されないというのが、ジェファーソンやマディソンの主張であった。さらに、「信教の自由」の際に特定の教会・教派の特権的地位を認めないのが従来の捉え方であったが、ここでは「宗教の信仰は万人が保有する平等の権利であり、万人は良心の命ずるままにそれを信ずる自由を有する」と規定し、個人の自由な宗教実践のためにこそ必要であるという積極的な意味合いが付加された。「分離の壁」の言葉はジェファーソンがロジャー・ウィリアムズから影響を受けたもので、こうした積極性は、自身『クルアーン』の英語訳を所有するなどキリスト教以外の宗教にも関心を寄せ、この法の制定にあたって敬虔主義的な宗教指導者たちともよく話し合ったこととも深いかかわりがある。
公定教会を置かない動きは州（邦）憲法の制定過程においてさらに進展し、ジョン・ジェイらが主導権を発揮したニューヨーク州憲法の場合にはイングランド国教会やオランダ改革派が公定教会の地位を剥奪され、ノースカロライナ州やサウスカロライナ州（1790年）もそれに続いたが、ニューヨークにあってはカトリック教徒やユダヤ教徒に対しても平等な選挙権が保証されたことが注目される。

#### アメリカ合衆国憲法の成立

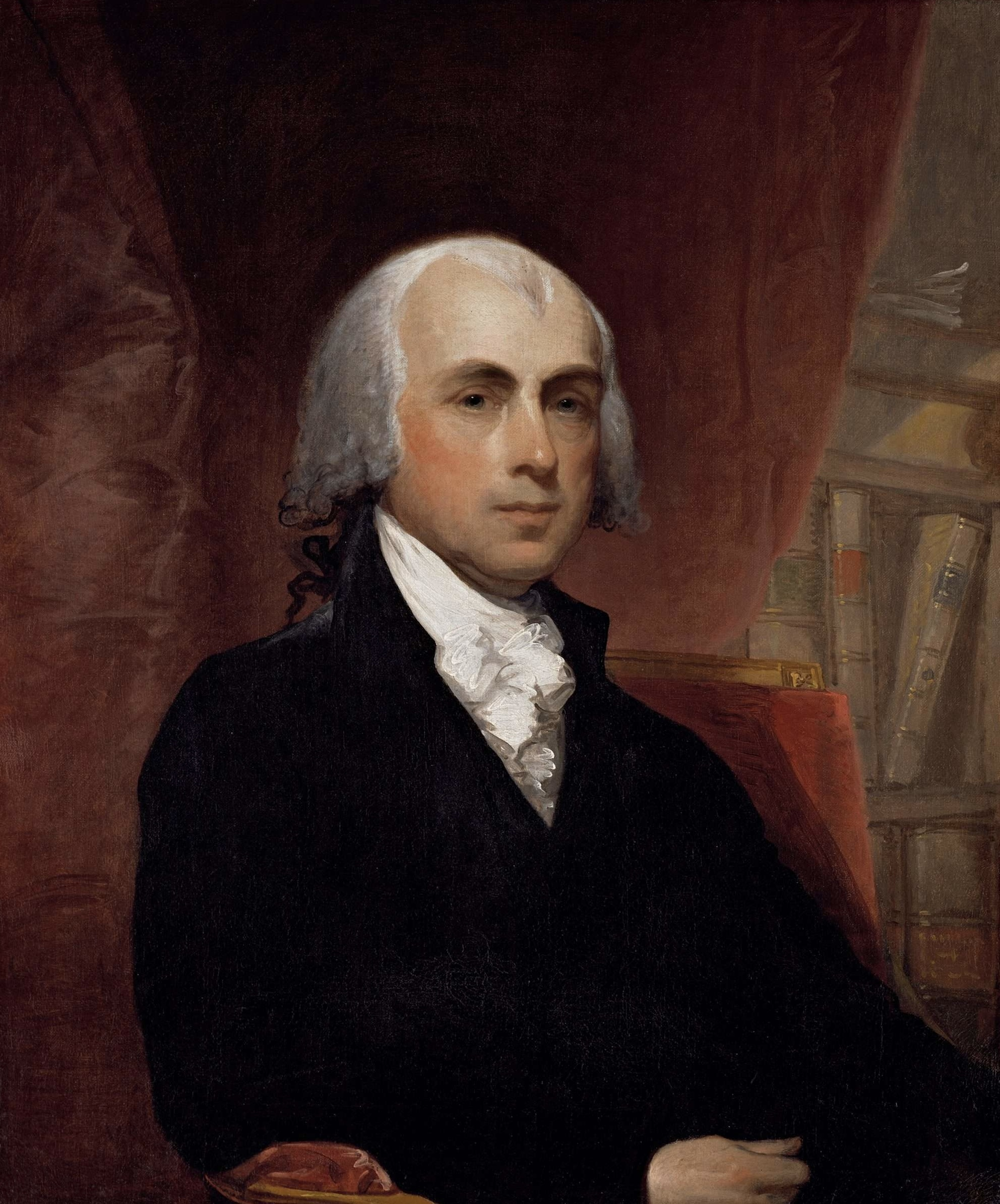
「合衆国憲法の父」ジェームズ・マディソン（1751年-1836年）

独立宣言を発布してヴァージニア憲法をはじめ各邦の憲法が制定され、パリ条約によって国際的に独立の承認を得たものの、合衆国自体はまだ国家ではなく正確には国家の連合体であったので特に憲法をもつことなく、独立13邦全体にかかわる法令としてはジョン・ディキンソンらによって1777年に起草された連合規約（大陸会議での批准を経て1781年に発効）しかなかった。しかし、この連合議会体制のもとでアメリカ社会は紙幣の濫発によるインフレーションが起こって各邦は財政難に陥り、1786年8月から1787年1月にかけてマサチューセッツでシェイズの反乱が勃発するなど、政治的・経済的な安定性を欠いていた。ここに、列強間にあって独立を保持して財政・通貨・信用上の混乱を収束し、国内的にも政治的・経済的安定を確保するため、「より完全な連邦」の形成が必要との見方が強まった。その中心となって活動したのがヴァージニア邦のジェームズ・マディソンであり、彼は連邦憲法を制定して13邦を1つの国家にまとめる連邦政府を構想した。マディソンの提案で開かれた1786年9月のアナポリス会議ではニューヨーク、ニュージャージー、デラウェア、ペンシルヴェニア、ヴァージニアの5邦の代表しか集まらず、会議も3日しか続かなかったうえ、ニューハンプシャー、マサチューセッツ、ロードアイランド、ノースカロライナ4邦代表は間に合わず、ペンシルヴェニアは出席を見送った。ニューヨーク邦の代表アレクサンダー・ハミルトンはここで翌年に全邦代表が集まって連合規約改正に関して話し合うことを提案し、規約改正のみを討議する条件で了承された。このような情勢のなか、上述のシェイズの反乱は諸邦に大きな衝撃をもたらし、連合の強化や中央政府樹立が改めて強い関心を呼んだほか、実際に民兵隊をマサチューセッツに派遣した邦もあった。
|      | 日付           | 邦                   | 投票 | 投票 |
| 賛成 | 日付           | 邦                   | 反対 |      |
| ---- | -------------- | -------------------- | ---- | ---- |
| 1    | 1787年12月7日  | デラウェア邦         | 30   | 0    |
| 2    | 1787年12月12日 | ペンシルヴェニア邦   | 46   | 23   |
| 3    | 1787年12月18日 | ニュージャージー邦   | 38   | 0    |
| 4    | 1788年1月2日   | ジョージア邦         | 26   | 0    |
| 5    | 1788年1月9日   | コネチカット邦       | 128  | 40   |
| 6    | 1788年2月6日   | マサチューセッツ邦   | 187  | 168  |
| 7    | 1788年4月28日  | メリーランド邦       | 63   | 11   |
| 8    | 1788年5月23日  | サウスカロライナ邦   | 149  | 73   |
| 9    | 1788年6月21日  | ニューハンプシャー邦 | 57   | 47   |
| 10   | 1788年6月25日  | ヴァージニア邦       | 89   | 79   |
| 11   | 1788年7月26日  | ニューヨーク邦       | 30   | 27   |
| 12   | 1789年11月21日 | ノースカロライナ邦   | 194  | 77   |
| 13   | 1790年5月29日  | ロードアイランド邦   | 34   | 32   |

1787年5月、フィラデルフィア会議が開かれた。マディソンは、主権を有する州間の連合をどのような形態にするのが最善か、共和国が広大な領土においていかにして可能かを考究するため、フランス駐在のジェファーソンに連合にかかわる古今の著作を送ってくれるよう依頼し、開催目前の1787年4月には「政治制度の欠陥」と題する覚書を作成した。また、マディソンはジョージ・ワシントンの出席を不可欠と考えて彼に丁寧に働きかけて承諾を得るなどの周到な準備をおこなったほか、会議にはペンシルヴェニア代表としてベンジャミン・フランクリンも参加した。アメリカ独立の功労者2人が参加し、議長にワシントンが選出されたことによって会議は順調に進行した。当初、連合規約改正のみを話し合うための会議であったが、マディソンはもとより合衆国憲法の制定を目指していた。合衆国憲法はジョン・ロック、モンテスキュー、ルソーの思想が参考とされ、憲法制定権力者として人民主権を前提とし、政府は人民より一定の権限を信託されたものであるとみなして共和主義・民主主義の原理が立てられたうえ、権力の集中は人民の自由にとって危険であるから機能的には三権分立、地理的には連邦制というかたちで分散を図るという構造となっている。同年9月17日、マディソンの起草による連邦憲法案が採択された。1788年6月に9州の承認を得て発効し、1789年1月には最初のアメリカ合衆国大統領選挙がおこなわれてワシントンが初代大統領に就任し、ここにアメリカ合衆国が名実ともに国家として統一された。
合衆国憲法は、第6条3項に「いかなる宗教的条件も、合衆国の公的職務や任務に就任するために必要とされることはない」として公職就任者に「宗教上の審査」を課してはならない旨を規定し、宗教的帰属と市民的帰属を明瞭に分離した。ここでは神や特定宗教はまったく参照されておらず、それゆえ合衆国憲法が政教分離に基づく最初の憲法とされる。クエーカーなど宗教上の信条によって新国家への忠誠や憲法遵守の宣誓を拒む人々、あるいは宣誓そのものが宗教的性格をもつ行為であるとしてそれを忌避する理神論的ないし無神論的傾向の人々に対しては、宣誓の代わりに簡単な宣言をおこなうか「確約」するという、別の選択肢が用意された。すなわち、宣誓を維持しつつも信教の自由の尊重による免除が導入されたのであった。
合衆国憲法の批准に際しては、マディソンのみならずアレクサンダー・ハミルトンやジョン・ジェイら連邦主義者（フェデラリスト）が新聞紙上で賛成の論陣を張ったが、各州の自治を重視する「反フェデラリスト」たちは基本的自由や権利を保障した「権利の章典（ビル・オヴ・ライツ）」がともなっていないことを訴え、批准に反対していた。そこで、修正条項としてマディソンが中心となって権利の章典12条を作成し、1789年の第1回連邦議会で提案した。修正条項は上院・下院で採択されたうえ、批准のために各州にまわされ、そのうち10条が1791年12月に成立した（修正条項10条）。
修正条項第1条は、以下のとおりである。
ここにおいて、「国教樹立の禁止」と「信教の自由な実践」が明示されている。また、初代大統領となったワシントンも、クエーカー、カトリック、ユダヤ教徒に対しても容認としての「寛容」ではなく権利としての「信教の自由」を語り、連邦権力の動向を心配していた人々を安心させた。宗教を非国教化する本条項は各州政府にも広がっていき、1833年のマサチューセッツ州を最後に全州で採用された。
アングリカン・チャーチ（かつてのイングランド国教会）は非国教化の道を歩んで衰退を余儀なくされたものの、以上のように成文憲法における分離が独立後の早い段階でおこなわれたことから正面衝突はせず、政教分離は独立宣言に由来する市民宗教と共存できた。すなわち、メイフラワー号の巡礼父祖たちによるアメリカの建国神話を祝う「感謝祭」によって市民宗教の表明がなされているわけである。感謝祭の創設は、アメリカ文化への宗教の浸透と自発的結社の形成における宗教の役割によって説明されている。

#### 合衆国憲法の影響
合衆国では以上のような歴史的経過から、国教ないし国教会という形式ではなく国家の支配下にない自由教会という形式で政教分離が進展し、教派（デノミナーション）あるいは分派（セクト）という形態をとっており、個人が自発的な意志と良心の決断によって参加する同志的な宗教団体となる。したがって合衆国では大小多数の教派・分派が活動し、そこにいわば宗派間の自由競争が存在し、教会員獲得のための伝道集会やリバイバル集会が活発に開かれる。自由教会はアメリカ史においてしばしば社会の現状を批判し、改革を訴える社会的機能を果たしてきた。19世紀末葉から20世紀にかけての「社会的福音」の運動、20世紀後半の公民権運動、ヴェトナム反戦運動などは、そうした事象の代表的な例である。
一方、合衆国憲法はフランス革命をはじめヨーロッパ諸国の政治や政策、ラテンアメリカ諸国の独立などにも大きな影響を与えた。

## フランス革命と政教分離
アンシャン・レジーム（「旧体制」）におけるカトリック教会は、国教としてフランスの王権と一体化しており、文化の面でも行政の面でもブルボン朝による絶対王政を支えていた。フランス全土に網の目のように張り巡らされた教区教会は、1667年のルイ法典（民事王令）以降、教区司祭のもとで洗礼証書・婚姻証書・埋葬証書の認証という形式によって戸籍業務を一手に担い、教区内住民の生誕、結婚、死や葬送に関する一切の記録を納めていた。王から発せられる命令も、ミサの祭壇から教区の人々に告知された。また、教会組織は民衆向けの医療、福祉、教育などの機能も果たしており、人々の日常生活に深く入り込んで王政による臣民統合を基礎づけるものとなっていた。一方、カトリック教会は教区民の助言者であると同時に、告解やミサを通じて信者の生活規範を点検する道徳統制者でもあるうえ、常に信者本人や家族に対して日々の信仰生活のありようを問い、その冠婚葬祭に際して宗教的な証しを求めた。プロテスタントの信徒はといえばカトリック教会の台帳には登録されなかったため、たとえば結婚については正式なものとは認められず、したがって正式な夫婦でない男女から生まれた子供たちも社会的には私生児として扱われたほか、洗礼証書（現代でいう出生証書）のない死者の埋葬にはしばしば大きな困難がともなった。「不法に」ではなくいわば「合法的に」差別されていたプロテスタントやユダヤ教徒の状態に変化の兆しがみられたのは、国王ルイ16世の名においてプロテスタント諸派に信仰の自由と戸籍が与えられた1787年のことであり、ここにみられる「宗教の相対化」は後述するフランス革命の所産ではなく「啓蒙の世紀」がつちかったものであったといえる。

### 憲法制定国民議会と1791年憲法体制

「バスティーユ襲撃」（ジャン＝ピエール・ウーエル画）

一方、1780年代のフランスの国家財政は疲弊の極に達していた。ジャック・テュルゴーやジャック・ネッケルによって試みられた財政改革は停滞し、後を引き継いだシャルル・アレクサンドル・ド・カロンヌ、エティエンヌ＝シャルル・ド・ロメニー・ド・ブリエンヌらの改革も不調に終わり、ネッケルが財務総監に再任命された。1789年5月、国王ルイ16世は財政問題の抜本的な立て直しのために3身分（聖職者326人、貴族330人、平民661人）の代表計1,318人による全国三部会をヴェルサイユに召集し、事態の改善を目指した。しかし、貴族たちは新しい租税制度に反対し、一般総会の開催を国王に求めた。アベ・シェイエスをはじめとする第三身分（平民）は自分たちこそがフランス国民の代表者であると主張し、みずからの会議を国民議会と称し、憲法が制定されるまではどんな圧力があっても議会を解散させないと誓い合って立憲王政を目指した。これに第一身分（聖職者）議員の大部分と自由主義を支持する第二身分（貴族）の議員が合流し、1789年7月9日には憲法制定国民議会が発足した。7月14日には事態が急展開をみせ、政府が外国人傭兵をかき集めてパリ駐屯隊を強化する方針を定めたという噂が流れたほか、7月11日には財政問題を唯一解決できるとみなされていた穏健改革派のネッケルが罷免されたという情報に接したパリの群衆が激怒してバスティーユ牢獄を襲撃し、武器を奪ってここを占拠した。まもなく騒動はフランス全土におよび、後世に「大恐怖」と称されるパニック状態が農村各地に広がった。貴族の邸宅は農民たちによって襲われ、土地台帳は奪われて焼き捨てられた。国民議会はオノーレ・ミラボーらの主導のもとで大恐怖に対応するための改革を急ぎ、8月4日には封建的特権の廃止（有償）を宣言した。また、議会は8月26日に十分の一教会税の廃止を決議し、憲法前文としてラファイエットらの起草による「人間と市民の権利の宣言」が採択され、自由と平等、国民主権、言論の自由、私有財産の不可侵などの諸原則がここに示された。これが、いわゆる「フランス人権宣言」である。

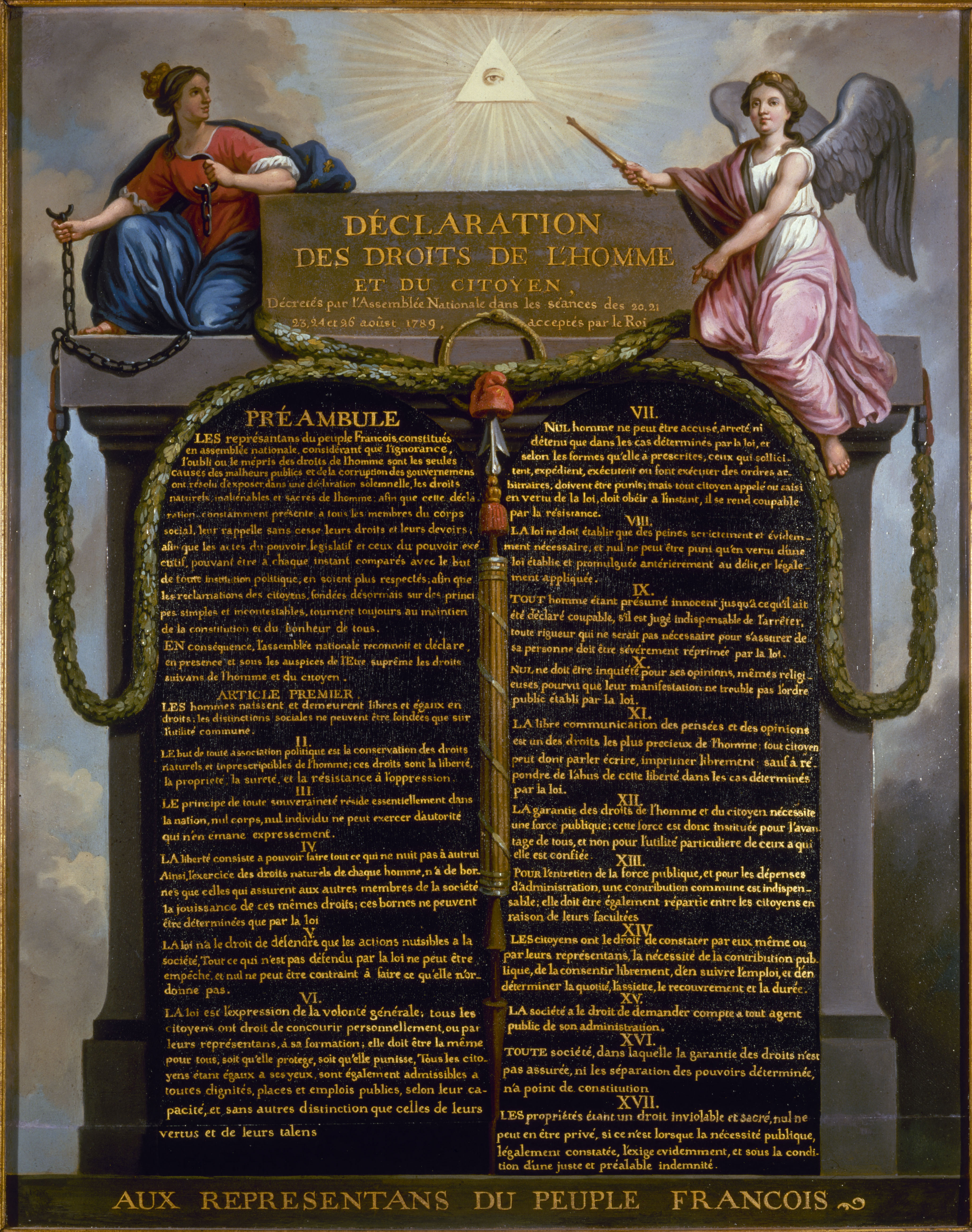
1789年8月26日「人間と市民の権利の宣言」
----
「モーセの十戒」の図像学的な伝統にならい、2枚の石版に記されていることが注目される。

フランス人権宣言では、国家は「人の消滅することのない自然権を保全する」という世俗的目的のための「政治的団結」であるとされ、フランス国家はここにおいて真理への奉仕や神の喜捨にではなく自由で平等な「個人」の意思のうえに基礎づけられた。ここにおける「個人」とは信教の自由という権利を有し、宗派にかかわりなく平等であることを保障された、世俗的な存在として想定された自律的な個人であった。ここに、国家と宗教の関係について「中立化」という方向づけが明確になったのである。とはいえ、この段階ではフランスの国会と教会はまだ必ずしも分離されていなかった。
十分の一教会税の廃止は、これまで自弁で維持してきた聖堂や学校、神学校、施療院、捨て子養育院、貧民救済などの諸事業にかかわる財産の一切を放棄して国庫に全面的に依存することを意味しているほか、教会は9月末には教会が所有する金銀製の聖器や装飾品などの類も礼拝の儀式に必要なものを除き、すべてを国庫に供出することに同意した。国民議会は1789年10月より教会の組織再編を審議し始め、これはカトリック聖職者の自治およびその排他的権利にとっては脅威となった。
1789年11月2日、フリーメイソン会員で啓蒙思想の影響を強く受けたオータン司教のタレーラン・ペリゴールが憲法制定国民議会に対し、修道院を含む全教会財産の没収と国有化を提案した。議会はこれを採択し、国家が祭式費用と聖職者の給与を負担することを決定した。教会所有地はフランス王国の2割に達していたと考えられ、その資産総額は約30億フランに達した。接収した土地の一部は1890年5月と7月に出された政令にもとづき、売却された。教会財産の国有化は、かつてプロテスタントの君主が自領でおこなった改革であったが、革命前後の混乱と税金不払いの拡大のため、財政状況のさらなる深刻化から非常措置もやむをえないとされたからであった。これにより、フランス国内の司教と司祭は神聖で特別な立場から国家公務員という立場となり、すべて一定額以上の租税負担を負える有権者（「能動市民」）によって選ばれる身分となった。1790年3月には財政悪化がさらに進行したため、見積もられた国有資産となった教会領を担保とする5パーセントの利子付き債券「アッシニア」の発行が決定された。教会に関する国民議会の当初方針は道徳的基盤としての教会の存続を脅かすことではなく、聖書者および聖職者による教育・慈善事業の国家管理であった。しかし、かねてより無益で費用がかかりすぎるとして多方面より批判があった観想修道会などについては、廃止が決定された（1790年2月13日と1792年8月18日の法令）。これによって実体のともなわない男子修道会の統廃合が進んだが、教育や医療にかかわるものについては除外された。修道僧の強制的な還俗も含むこの措置は世俗権力による宗教そのものへの侵害を意味したが、ほとんど抵抗なく実施された。

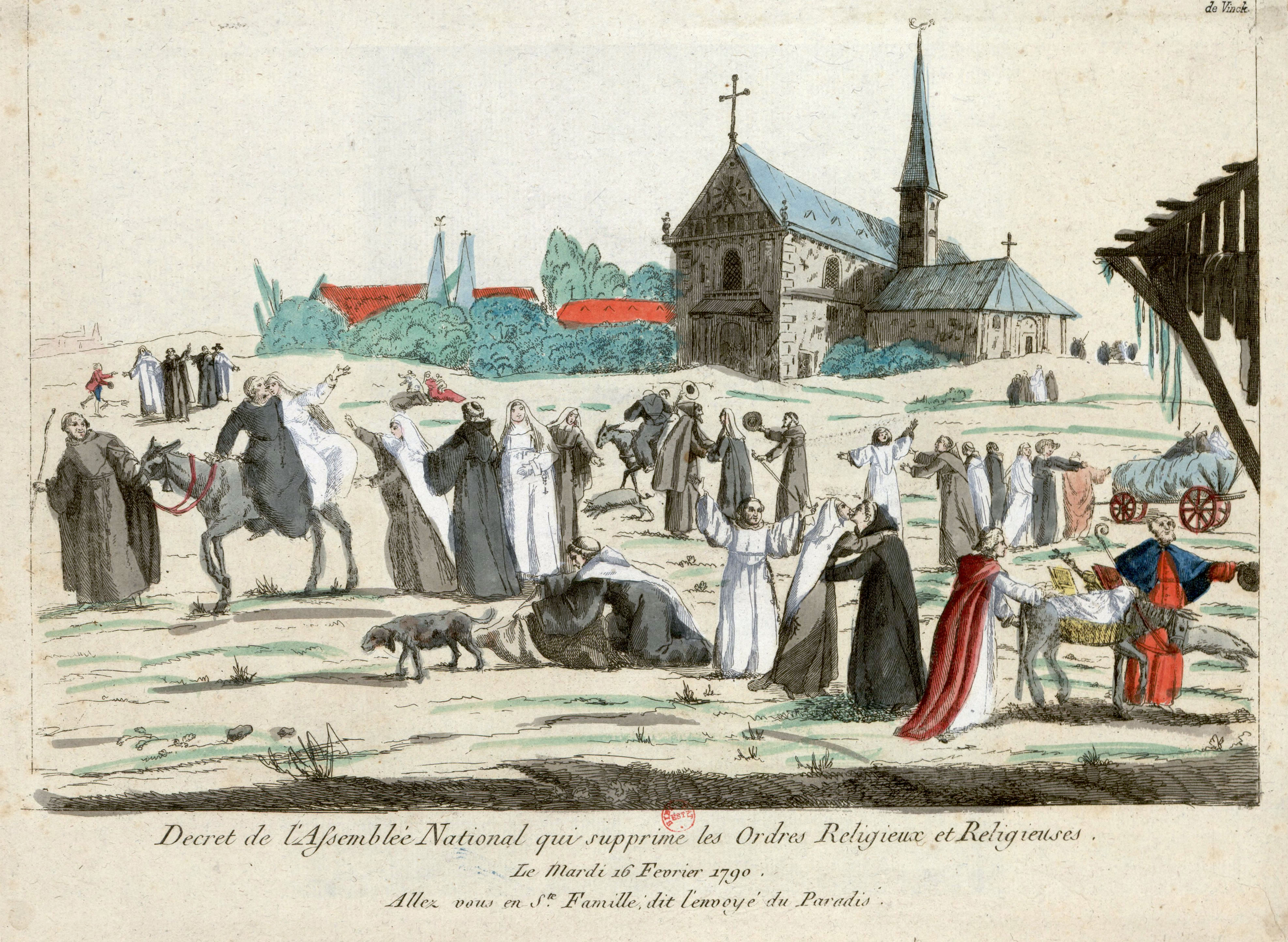
1790年2月13日の聖職者の終身誓約と修道会の廃止を受け、自由を喜ぶ修道士。

2月13日の法令では行政は教区聖職者の組織体系にまでは干渉していなかったが、1790年7月12日には行政権力の力で教会の粛正と再編を図る聖職者民事基本法（聖職者市民法）が議会を通過した。従来では135あった司教区は新たに導入された県に合わせて83に削減され、18名いた大司教も10名までとされた。市町村の小教区も人口に合わせて再編された。聖職者の位階も単純化され、すでに有名無実化していた役職・聖職禄は全廃された。また、修道誓願の禁止、観想修道会の禁止、聖職服の禁止などが定められた。教区司祭と司教は適性や資格が審査されたのち、行政単位ごとに選挙集会の選挙において俗人によって選ばれることとなった。つまり、これは行政改革の原則が教会組織にまで拡大されたことを意味している。聖職者民事基本法の本質は、教会は国家と市民社会に従属しなければならないとするものであり、一面ではガリカニスムの論理的帰結でもあったが、これはローマ教会としては到底受け入れがたいものであった。当初、ローマ教皇のピウス6世は態度を保留していたものの、すべてのフランスの聖職者が公務員として革命政府に忠誠の誓いを立てなければならない（1790年11月17日の法令）と定められるや、1791年3月から4月にかけてこの法令の内容を公然と非難し続けた。多くのフランスの聖職者たちは教会の民主化を喜んで受け入れたものの、135名の司教のうち宣誓に応じたのはタレーラン含めて7名のみであり、教区で直接信徒に接する司祭や助祭は約半数近くに相当する2万4千名あまりが宣誓を拒否した。全体の5割強が国家への忠誠を誓ったものの、ローマ教皇がこのような態度を鮮明にすると、宣誓を撤回した聖職者も少なくなかった。また、教皇がどのような意見がわからないまま不本意ながら聖職者民事基本法に署名したルイ16世は、のちに教皇の見解に接したとき暗澹たる表情を示していたという。

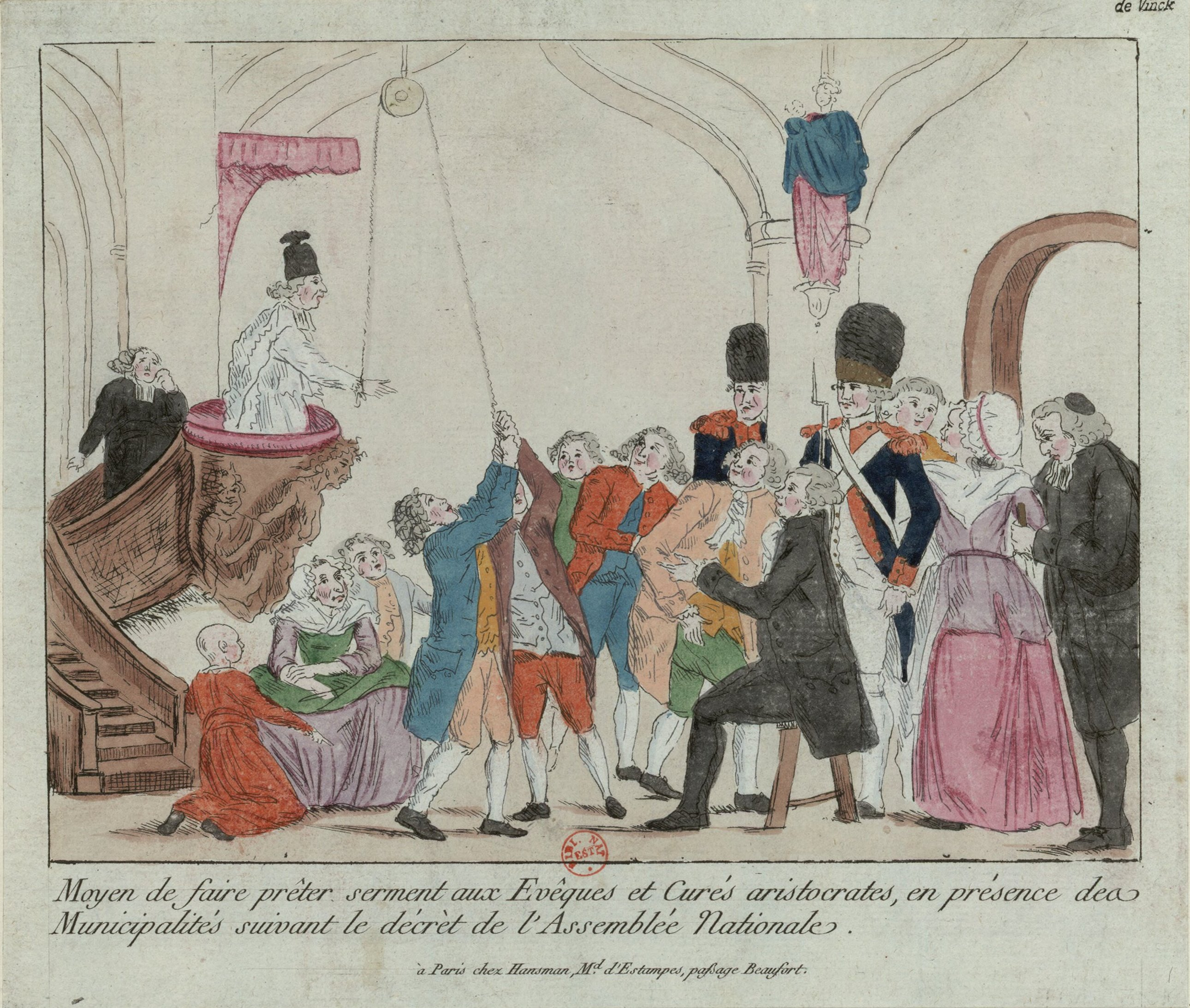
議会の命令で聖職者に宣誓を強制しようとする様子を描いた風刺画（1791年）

フランスの教会は、タレーランに指導された「憲法派教会」と宣誓を拒否した正統教会に分裂した。信仰心の篤い地域では宣誓僧は無資格僧とみなされ、「ユダ、裏切り者」と罵倒され、宣誓拒否僧は聖人扱いされることも多く、しばしば宣誓拒否僧自身が反革命を煽動したこともあったのに対し、革命派の勢力が盛んだった都市部などでは宣誓を渋る僧に対して民衆が圧力をかけ、決断を強制するようなことも少なくなかった。「宣誓か縛り首か」を迫られた聖職者もあれば、宣誓拒否をしたために槍や鎌をもった群衆によって「異端」宣言され、追放された聖職者もいた。こうしたフランス全土におよぶ深刻な教会分裂は、1801年のナポレオン・ボナパルトによるカトリック教会の復興まで続いた。ピウス6世に従って宣誓を拒否した聖職者に対する弾圧は伝統的な宗教生活にとっては致命的なものであったが、ヴァンデの反乱（後述）をはじめとする反革命に大きな力を与える契機ともなった。国家が反聖職者的かつ反宗教的な諸法を次々に制定すると、カトリックの伝統を支持する地域住民の多くは、神と彼らを仲介する存在として長らく機能してきた教区司祭を守ろうとし、アンシャン・レジームの復興を強く希求するようになった。こうして教会内部での抗争は激化したが、過激派が勢いを得た革命政府は1791年にローマ教皇庁と断交し、当時の教皇領だったアヴィニョンとコンタ・ヴネサンを占領した。
憲法制定国民議会は1791年9月3日にフランス初の憲法（1791年憲法）を可決し、これはまもなく国王ルイ16世によって承認された。この憲法は、教会を国家権力のもとに置き、権力の世俗化を図ることを一つの特徴としていた。これに先立つ新しい地方行政制度やギルドの廃止を定めたル・シャプリエ法、上述したアッシニアの発行、聖職者民事基本法、あるいはそのほかの行政や財産に関する法令が次々と成立したが、1791年憲法とこれら一連の法令にもとづく体制を1791年憲法体制という。ここでは、権力の世俗化とともにギルドなどの社団的な中間権力をなくして権力の一元化が推し進められた。1791年憲法では、税の支払能力によって能動市民と受動市民に分け、能動市民による制限選挙によって選ばれた議員による一院制の新しい議会を開くことが定められた。こうした自由主義的な立憲君主制が軟着陸するためには国王側の協力が条件となっていたが、革命側からすればこれは不確実なものと理解されていた。議会が二院制論をしりぞけ、立法機関の行政機関に対する優位を強調して国王拒否権に難色を示したのも、宮廷に対する疑念からであった。国王一家がパリを脱出し、その日のうちにヴァレンヌで捕捉された1791年6月20日の事件（ヴァレンヌ事件）は、国民を見捨てようとした国王夫妻に対するこうした疑念を押し広げ、それはときに激しい嫌悪をともなうものだったのである。

### 共和政フランスと反キリスト教運動
国民議会は制限選挙が実施されたことでその目的を終え、1791年9月30日、立法議会（立法国民議会）に引き継がれた。この議員の選挙では国民議会議員の再選が禁じられていたので、新人ばかりの顔ぶれとなった。議会では、立憲君主政の定着を図るフイヤン派とさらに民主化を求めるジロンド派が対立した。立法議会は、フランス国内の反革命運動を支援する外国との開戦を主張するジロンド派のほか、それとは逆に敗戦によって革命の終結を目論む国王周辺の双方の意向に押され、1992年4月20日には国境地帯の亡命者とこれを支持する外国の軍勢に軍事行動をとることを可決した。これは事実上、オーストリアに対する宣戦布告となった（フランス革命戦争）。これを受けてオーストリアと同盟したプロイセン軍がフランスに侵入し、将校の大半が亡命していたフランス軍は弱体化しており、当初の戦況はフランスに不利であったが、危機を感じたパリの民衆と全国から駆け付けた義勇軍がテュイルリー宮殿を襲撃して国王を監禁し、立法議会に対して普通選挙制によって選ばれた議員から成る新しい国会（国民公会）の開設と新憲法の制定を約束させた（8月10日事件）。パリではこののち、9月2日より「九月虐殺」と呼ばれる大量殺戮が起こり、それは全国化して3名の司教と200名以上の司祭が憤激する暴徒によって殺害される惨事となった。

「コンコルド広場でのルイ16世の処刑」

保守派が逃亡してジロンド派が多数派となった立法議会は、さらに領主貢租の無償廃止や宣誓拒否聖職者の国外追放などを決めたが、過激化したパリの民衆はジロンド派への圧力を強めた。立法議会解散直前の9月20日、議会は住民の民事的身分を認証する役務を教区教会から地方自治体に移した。結婚は役所に届け出ることが正規の手続きとされ、離婚の可能性が認められた。これにより、離婚を認める世俗の法とそれを認めないカトリック教会の法は、婚姻に関する限り相容れないものとなった。なお、この日はヴァルミーの戦いで国民を主体とするフランス軍が革命後、初めて勝利した日でもあった。
国王の逃亡や対外戦争の開始など緊張のつづく政治局面において、人々の聖職者に対する視線も厳しいものになっていったが、戸籍の世俗化と離婚に関する法令は「憲法派教会」の存立基盤を揺り動かす意味合いさえ有していた。教区簿冊、すなわち戸籍簿の管理によってかろうじて自身の立場を維持していた憲法派・宣誓派の僧たちは、公務員的な役割さえ失うこととなった。また、離婚法の制定はカトリックで禁じられていた離婚・再婚を可能にしたばかりではなく、僧侶の結婚さえ合法化するものであり、教会法はもはや打ち捨てられたに等しかった。
1792年9月21日には男子普通選挙にもとづく国民公会が開かれ、同年9月22日には王政の廃止が宣言されてフランス共和国が成立し、ローマ教皇によって聖別されてきた王政は否定された。1793年1月21日、祖国に対する裏切りの罪で裁判にかけられた国王ルイ16世はシャルル＝アンリ・サンソンの手により、ついに断頭台の露と消えた。これは、アンシャン・レジームとの決別を示す最後の象徴であったのと同時に、ヨーロッパの君主たちに対する挑戦でもあった。フランス軍のオーストリア領ネーデルラント（後年のベルギー）占領を英蘭両国が脅威とみなしたことから、1793年2月に国民公会はオランダとイギリスに対しても宣戦布告した。2月24日には独身者に対する一般兵役義務が課せられてフランス国民軍が成立したが、30万規模の新規徴兵は農民の武装反乱を引き起こした。こののち、マクシミリアン・ロベスピエールを中心とするジャコバン派の独裁が開始され、サン・キュロットたちの意向に配慮した国民公会によって「国民の敵」に対する恐怖政治が展開された。欧州で孤立無援の情勢となったフランスでは、国内にいる共和国の敵をどうしても殲滅しなければならないと考えられ、食糧危機がきわめて深刻化していた経済事情もこれに拍車をかけた。

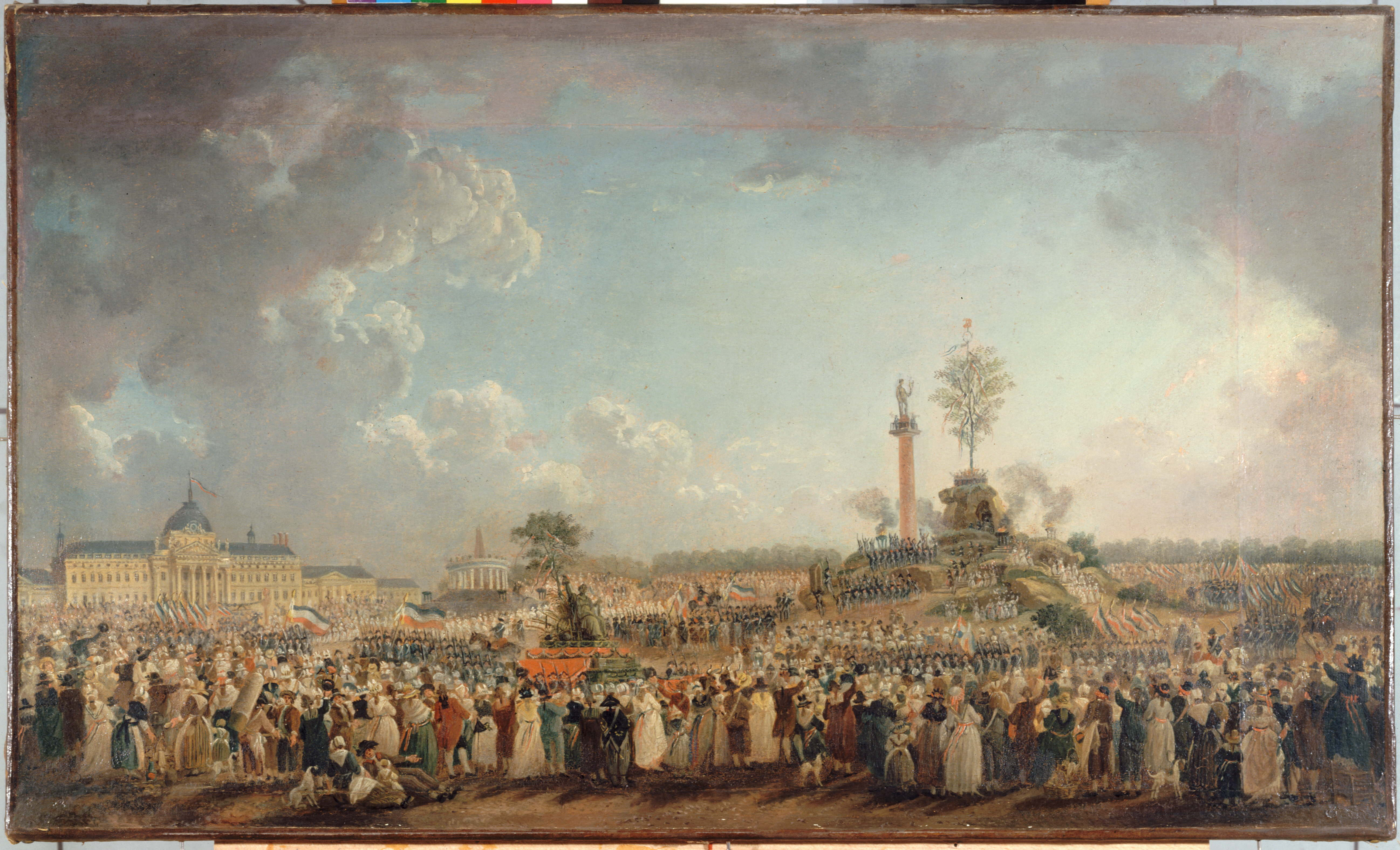
「最高存在の祭典」（ピエール＝アントワーヌ・ドゥマシー）

「恐怖政治」の時期には多くの聖職者が処刑され、追放された。教会は閉鎖され、多くの建造物は破壊されて美術品も売りに出された。こうした「非キリスト教化運動」（反キリスト教運動、キリスト教否定運動）が特に激しかったのは、1793年秋から1794年春にかけてであった。この運動は、知識人の反宗教感情と国民一般の反教権主義とが結びついたもので、宣誓を拒否する聖職者は「反革命的狂信者」と断罪された。一方、市民道徳と人間性回復の一環として「理性」と「最高存在（至高存在）」の崇拝が導入された。これらは、「革命的宗教」ないし「革命的諸宗教」とも称される。1793年11月10日、エベール派の主導により、ノートルダム聖堂で「哲学」の名において「理性の祭典」が執行された。この祭典は以後、数か月にわたってパリの各教会はじめ諸県の主要都市において繰り広げられ、無神論的でアナーキーな性格をもつものであった。これに対し、1794年5月7日の法令に基づいて6月8日にテュイルリー宮殿やシャン・ド・マルス公園を中心に「最高存在の祭典」が挙行された。その中心となったのはロベスピエール派であり、理神論的性格をもつものであった。しかし、これらは宗教を否定していながらも実際には完璧な宗教儀式の外観を呈していたとも評される。1793年11月、国民公会によって定められた共和暦（フランス革命暦）は、イエス・キリストの降誕を紀元とする従来のグレゴリウス暦に代わって採用された。革命前から暦の改変を提案していたのはシルヴァン・マレシャルだけだったが、共和暦は1806年まで公式に使用された。各月を等しく30日に、1日を等しく10時間にすることもおこなわれた。地名もまた、サンテチエンヌがアルムヴィル（武装せる都市）に、サントロペがエラクレス（ヘラクレス）に改称されるなど、宗教色の強い地名は改名させられた。これらはいずれも、日常生活から宗教を取り除く試みであった。
1793年11月、コミューンの活動家たちに連行されたパリ大司教のジャン＝バティスト＝ジョゼフ・ゴベルは国民公会の演壇に立って僧職の離脱を宣言し、彼のミトラ（司教冠）は赤い「自由の帽子」に取り換えられた。ゴベルは、自分の叙任状と十字架、司教用の杖と指輪を壇上に置き、「革命が成った以上は自由と平等の宗教以外に国民的な宗教はもはや不要である」と述べ、聖職者議員たちは次々とこれに従った。僧職離脱を拒否してキリスト教の信仰告白をおこなった勇気ある議員は、アンリ・グレゴワール司教だけであった。これ以降、聖職放棄は地方へも急速に波及し、憲法派僧すなわち教区僧2万6,542人のうち半数強にあたる1万3千人ないし1万5千人が聖職放棄の強制に応じた。非教区僧を加えた聖職者全体は1万6千人から2万人におよぶと考えられ、教区聖職者はアンシャン・レジーム期の4分の1に落ち込み、立憲教会体制はこうして内側から切り崩された。聖職放棄には妻帯の強制をともなうことも少なくなく、僧侶の独身は「カトリック的偏見の産物」とみなされて聖職者と市民を隔てる障壁と考えられ、およそ6千名の僧が教会法では許されない妻帯に手を染めた。こうした聖職放棄や妻帯は、国家への忠誠宣誓以上に聖職者への抜きがたい不信感を人々に植え付けることとなった。
ジョゼフ・フーシェによって1793年10月に発せられた墓地令では共同墓地から十字架さえ撤去され、死者を見守るのはただ「死は永遠の眠りである」と記された墓碑銘だけとなった。死生観さえも世俗化され、以後の死と葬送は私事の領域へ移っていくこととなる。共同墓地や教会から刈り出された十字架は火刑の薪となり、告解の場も焼却されるか哨舎に転用された。
革命初期におこなわれた教会の銀器や装飾品・祭具の没収が没収され、由緒ある教会・修道院も破壊されて蔵書などが失われた。鐘楼の鐘も没収され、祖国フランスの防衛のための砲弾として改鋳された。聖人像はいたるところで首を刈られたり引きずりおろされたりするなど、イコノクラスム（聖像破壊）やヴァンダリズム（文化破壊）と称される「民衆的暴力」が顕現した。神を冒涜するかのような火刑やマスカラード（仮装行列）がしばしば民衆の熱狂を誘い、聖人像やローマ教皇をかたどった人形が火あぶりにされ、聖書やミサ典書、祭壇布といった従来神聖視されてきた諸物が焼かれ、聖職放棄僧の叙任状と一緒に燃やされた。

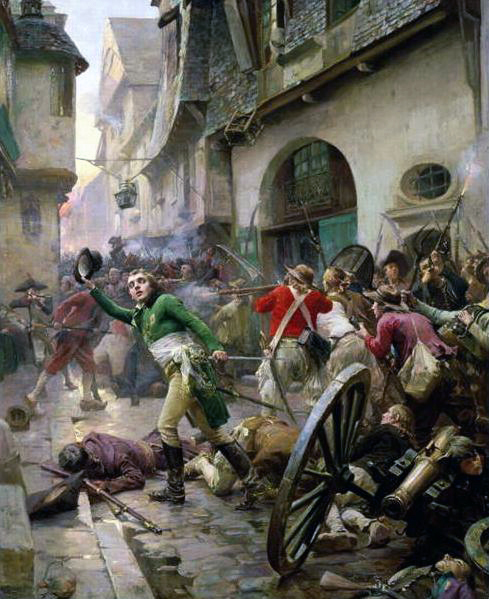
「ヴァンデの反乱:ショレの民衆蜂起」（ポール＝エミール・ブティニー画）

こうした運動は国民公会が派遣した議員による主導のもとで行われたため、その徹底の度合いは派遣議員の熱意や地域性によるところがきわめて大きかった。すでに教会の権威が低下していた中部の諸地域やパリ周辺、ノルマンディ、ローヌ川沿岸地域などでは宗教的習慣がさらに弱まった一方、伝統の無視とそれに対する攻撃に反発をつのらせ、聖職者が以前にも増して崇敬されるようになった地域も少なくなかった。民衆運動やジャコバン派は革命を反革命勢力から守りぬく決意を固めていたが、反革命の動きも顕著となった。当初は亡命貴族、そして民衆の側からも反革命運動が激化・拡大していった。公的役割を担うプロテスタントの増加に対する反発や怖れ、極端なキリスト教否定運動に対する反発、重税や徴兵、食糧や馬の徴用、革命政府の土地政策への不満などが、その要因であった。1793年3月に起こったヴァンデの反乱では、大多数の市民が教会の祭壇を守るために立ち上がった。当初、ヴァンデ地方の民衆反乱は3万人規模を擁する大規模なもので1793年末にはほぼ鎮圧されたが、ヴァンデ、ブルターニュ、ノルマンディなどの西部地方では、その後も1795年ころまで「シュアヌリ（フクロウ党）」と呼ばれるゲリラ組織が結成され、地域住民からの支持を受けて政府軍への抵抗を続行した。
1794年7月のテルミドールのクーデターによってジャコバン派の独裁は倒れ、国民公会が解散した1795年11月にはポール・バラス、ジョゼフ・フーシェ、ラザール・カルノーらによる総裁政府が発足した。同年10月4日にパリの王党派が武装蜂起した際、砲兵隊を率いて注目された若き将校がナポレオン・ボナパルトであった。ナポレオンは、鎮圧後、国内軍司令官に大抜擢され、以後はバラスの配下として活躍した。1796年3月、総裁政府はナポレオンをイタリア方面軍司令官に任命し、第一次イタリア戦役が開始された。ナポレオンの軍はイタリア北部を席巻し、1796年5月10日のロディの戦いでオーストリア軍を破り、15日にはミラノに入城して旧ミラノ公国の領域を制圧した。ミラノにはロンバルディア行政府が設置され、北イタリアでのパトリオット（愛国派）やジャコビーノ（イタリア・ジャコバン派）の活動の中心となった。6月、ナポレオンは教皇国家北部のレガツィオーネに侵入してボローニャとフェラーラを占領し、モデナ公国から分離したレッジョ、モデーナも支配してそこに「チスパダーナ連合」を結成させ、のちにチスパダーナ共和国を建国させた。連戦連勝のナポレオンは総裁政府からの自立を強め、みずからの手でイタリア政策を推し進めて自身の政治的立場を強化した。1797年6月にはロンバルディアにチザルピーナ共和国を樹立し、チスパダーナ共和国をこれに併合している。当時のローマ教皇ピウス6世はナポレオンに強く抵抗したが、彼は1798年に教皇領全体を占領してローマ共和国を発足させた。ナポレオンの軍はさらにバチカンを占領してピウス6世はトスカーナに亡命したため、ここにローマにおける教皇の世俗支配は崩壊した。

### コンコルダ体制とナポレオンの帝国
革命政府は上述のように組織的にフランスの世俗化を推し進め、非キリスト教化運動においては革命的信仰創設の最後の試みであった敬神博愛教も不調に終わり、1799年ころまでに国民の多数はカトリックの復興を望むことが明らかになった。1799年8月、教皇ピウス6世はフランスでの幽閉中にヴァランスで没し、1800年3月に彼の友人であったジョルジョ・キアラモンティ枢機卿がピウス7世として新教皇に選出された。フランスでは1799年11月9日から10日にかけて総裁政府が打倒され、将軍ナポレオン・ボナパルトが権力を掌握した（ブリュメールのクーデター）。12月22日には新しい憲法（共和暦8年憲法）が発布され、ナポレオンが第一統領として強力な執政権をにぎる統領政府が成立した。執政官ナポレオンはオーストリアやイギリスとの戦争状態を終結させ、フランスに10年ぶりの平和をもたらす一方、亡命者の帰国を促して全般的な恩赦を布告するなど、国民の和解に務めた。

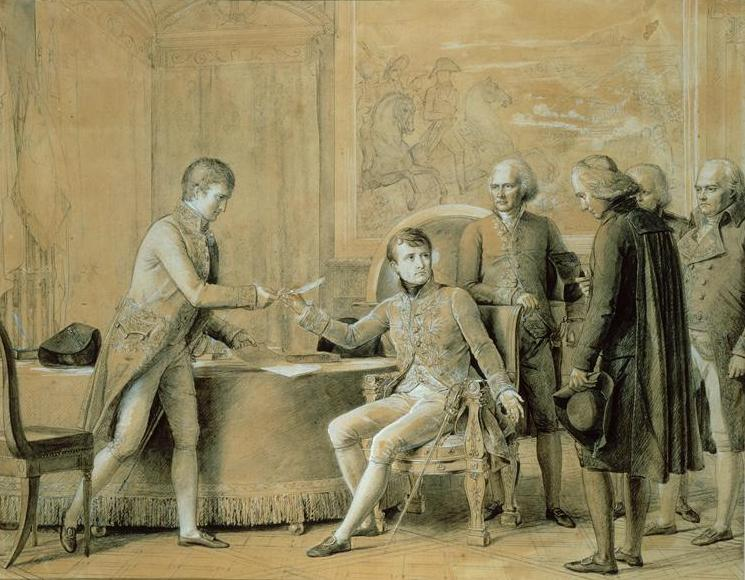
「コンコルダの署名」（フランソワ・ジェラール画）

ナポレオンはフランス革命によって生じた宗教的分裂を解決するため、カトリック教会との和解も試みた。第二次イタリア戦役によって得た北イタリアでの軍事的優勢を背景として、1801年7月15日にナポレオンはピウス7世とコンコルダ（政教協約）を結んだ。ナポレオン側の目的としては、宗教に社会の管理の一端を担わせること、カトリック教徒に新政体を容認させること、王党派から統領政府に反対する根拠を奪うことなどがあげられる。政教協約はカトリックを国家の宗教（国教）としては承認せず、「フランス国民の多数の宗教」であるとして司教はフランス政府が指名し、教皇によって教会法上任命されるように規定して教会は広い分野で国家の統制に服すべきこととされた。在俗聖職者は国家からの俸給を受けることになり、代わりに教皇は革命によって没収された教会財産の返還を求めないことに同意した。ただし、国家が聖職者の損害を弁償することは約束された。政教協約によって教会は「良心の自由」を保障し、カトリックとプロテスタントの2宗派（カルヴァン派とルター派）を公認宗教とすること、各宗派間で法的平等を共有することを認めさせられた。1806年にはユダヤ教も公認宗教と認められたことにより、ユダヤ教徒はキリスト教徒と同一の権利をもつこととなった。コンコルダの締結は、啓蒙思想の流れを汲む学者や政治家から批判されたが、実際には帝政期を含めてフランス政府はあらゆる宗教権力から自立しており、その意味では非宗派的であって少なくとも革命期の宗教政策を否定するものではなく、カトリック教徒も多くはこれを歓迎したが、それは宗教基盤そのものを脅かす国家と教会の対立を終わらせることができるだろうと期待されたからであった。革命期に廃止された修道会については、1800年末以降に個別で認可を与える形式での復活を認めたが、実際に認可されたのは教育や看護にあたる女子修道会が中心であり、イエズス会は復活が許されなかった。政教協約のこのような内容は、1814年憲章、1830年憲章、1848年憲法のいずれにおいても維持され、1905年の政教分離法まで、ローマとフランス国家との関係を基本的に規定することとなった。
なお、ナポレオンは政教協約締結直後「基本条項」を付加し、国家が教会に与えることを約束した譲歩のいくつか（国家による聖職者の損害弁償など）について、これを撤回した。この経過により、フランス教会の当事者は世俗主義的かつ反カトリック的となったフランス政府を信用しなくなり、ローマ教皇庁への傾斜を強めるようになった。こうしてフランスのカトリック教会には、従来のガリカニスムに対抗してユルトラモンタニスム（ウルトラモンタニズム、教皇至上主義）を主張する聖職者たちも増えていった。

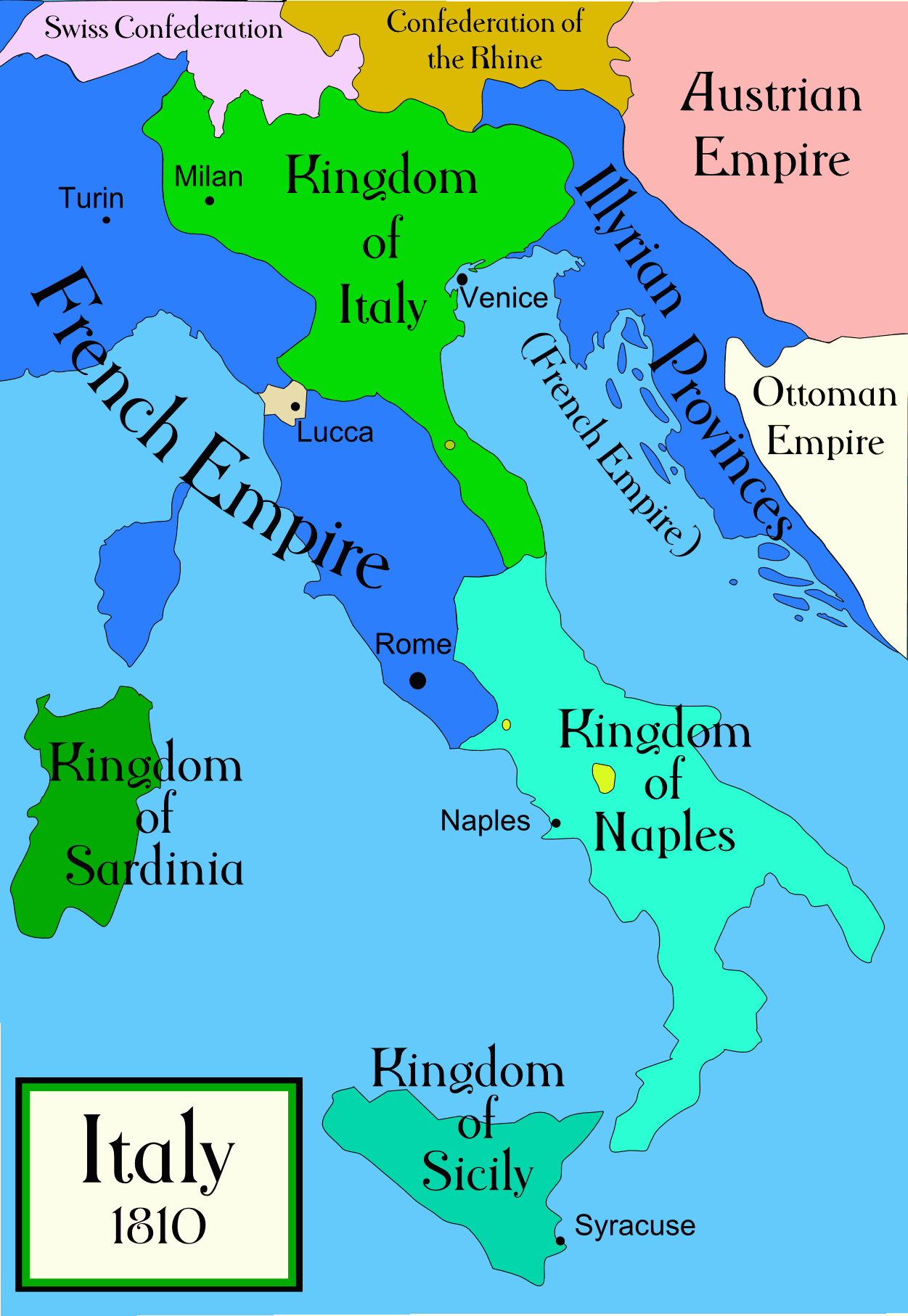
1810年のイタリア
----
フランス直轄領、イタリア王国、ナポリ王国はいずれもナポレオンの統制下にあったが、シチリア王国とサルディーニャ王国では英国の影響が強かった。

1802年1月、イタリアではチザルビーナ共和国がイタリア共和国に改組された。大統領にはフランスの第一統領ナポレオン・ボナパルトが就任し、副大統領にはミラノ貴族のフランチェスコ・メルツィ・デリルが任命され、大統領府はミラノに置かれた。1803年9月、イタリア共和国はカトリックを国教としたうえで信教の自由を認め、司教の任命権を国家が有するという内容の政教協約をローマ教皇と結んだ。1805年3月、イタリア共和国はナポレオンを王とするイタリア王国に移行した。一方、イタリア半島北西部ではフランス共和国（のち帝国）が1803年9月にトリノのピエモンテ、1805年3月にリーグレ共和国、1807年以降はエトルリア王国、パルマ公国、教皇国家を次々と併合してフランス直轄領とし、南イタリアでは1806年にブルボン王家がナポリを去ってシチリア島に逃れ、ナポレオン一族を君主とする新生ナポリ王国が成立した。こうしてイタリア半島は、フランス帝国領、イタリア王国、ナポリ王国にほぼ三分割され、それぞれフランスの強い影響を受けることとなった。
こうしたフランスのヨーロッパにおける軍事的優勢は、1793年に敷かれた一般兵役義務によって国民軍が成立したことによっていた。徴兵制は兵力のいわば無尽蔵な供給を可能とし、傭兵よりも費用が安く脱走の心配も少なく、食糧の現地補給方針とあいまって高い機動力を可能とした。フランス国民軍を率いたナポレオンは、第一次イタリア戦役を経てアルプス山脈越えをおこない、オーストリアと抗争した。

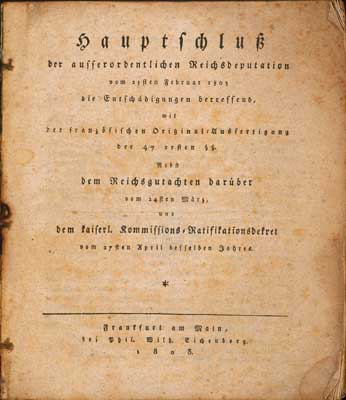
1803年2月25日の帝国代表者主要決議

神聖ローマ帝国（ドイツ）の帝国クライス軍が撃破された結果、オーストリアは1797年のカンポ・フォルミオ条約および1801年のリュネヴィル条約によってフランスのライン川左岸地域（ラインラント）の領有を認めることとなった。ライン左岸が神聖ローマ帝国から離脱することによって多くのドイツ諸侯が領土を失うこととなり、その補償を帝国内で行うことが決められた。補償内容を決定するにあたり、ドイツ皇帝が独断でそれを行う権利はないものの、帝国議会で審議するにはあまりに時間がかかりすぎると予想されたところから、1801年11月7日にはレーゲンスブルクの帝国議会に代表者会議が設置された。ナポレオンのラインラント支配はルイ14世以来の「再統合政策」の継続と完成を意味しており、明白にフランスの領土拡張の意図の賜物であったが、こうした国家利害の考え方は領土の取引というかたちでドイツの全諸領邦に強い影響を与えた。神聖ローマ帝国全体としてみた場合、帝国議会と帝国最高法院は国内的ないし国際的な圧力への反応を調整する働きが評価されて1790年代には再び活性化したものの、結局は有力諸侯、とくにプロイセン王国とオーストリアの二大国には帝国を維持していこうという熱意に欠けており、近隣の弱小領邦を維持しようというよりはむしろそれを犠牲にしてフランスやロシアと和解する道を選んだ。1802年から1803年にかけての帝国代表者会議では、そのことがさらに鮮明となったのである。
1803年2月25日に帝国代表者会議主要決議が成立した結果、ドイツではマインツ以外の全教会領が接収され、領邦司教の領土が世俗権力の下に置かれる世俗化が進んだ。また、帝国騎士はすべてが地位を失い、帝国都市や小侯国など112におよぶ帝国等族の所領が取り潰されて帝国都市は6つに減少し、すべては大中の諸領邦に併合されて陪臣化の傾向が顕著になった。ドイツの領域は大幅に再編成され、神聖ローマ帝国は約40の中規模の邦国の集合体となったが、世俗化と陪臣化は帝国を切り崩すのに大きな影響力をもっており、実際に帝国がほとんど有名無実化した結果、「ドイツの自由」というヴェストファーレン条約以来のドイツの国制の原則は完全に破綻した。

「ナポレオン一世の戴冠式と皇妃ジョゼフィーヌの戴冠」（ジャック＝ルイ・ダヴィッド画）

フランスでは1802年8月のナポレオンの終身統領就任を経て、1804年5月には元老院決議によって帝政（フランス第一帝政）が成立した。世襲制を含めた帝政移行は人民投票にかけられ、99パーセントの賛成で批准された。同年12月2日、パリのノートルダム大聖堂で、ローマ教皇ピウス7世を招いての聖別式が挙行された。法的には元老院決議と人民投票による批准があれば帝政そのものの実現は可能であったが、ナポレオンは自分をカール大帝（シャルルマーニュ）になぞらえ、フランス君主政の伝統にもとづいた壮大な儀式をおこなうことによって帝政に威厳を与えようとしたのであり、ピウス7世はナポレオンに皇帝冠を授けるためにパリに赴いたのであった。しかし、ナポレオンは教皇の目の前で皇帝冠を被り、皇后となるジョゼフィーヌには冠を授け、これを画家ダヴィドに描かせた。この行為は、教会を政治の支配下に置く意志の現れとされる。第一帝政期の政教関係を特徴づけたのは、ここに象徴的にみられるナポレオン1世とピウス7世のあいだの葛藤であり、フランスは近代における国家と教会の対立の典型例となった。
1804年3月、のちに「ナポレオン法典」とよばれる民法典が発布され、法の前での平等、信仰や労働の自由、私的所有権の絶対と契約の自由が規定された。1806年5月1日、皇帝となったナポレオンは「皇帝要理書」と通称されるカトリック要理書を発布し、その起草はダストロとジョフレの両師が中心になっておこなわれ、皇帝とその後継者への忠誠義務を付加した。こうして、ナポレオンは秩序回復のために教会を復活させて国内の教区を再編成し、政府中央の官吏・統率が宗教分野におよぶよう努めたが、ピウス7世は皇帝要理書（ナポレオン1世の要理書）の公認を拒んだ。なお、1806年にフランスでは共和暦が正式に廃され、グレゴリウス暦が完全なかたちで復活しており、「共和国」の呼称も1807年まで公文書に使用された。
帝国代表者会議主要決議で特に領土を多く獲得したドイツの領邦にはプロイセン、バーデン、バイエルン、ヴュルテンベルクがあったが、西南ドイツの中規模国家となったバーデン、バイエルン、ヴュルテンベルクほか計16邦は1806年7月にナポレオン1世を保護者とし、マインツ大司教のカール・テオドール・フォン・ダールベルクを総裁とするライン同盟を結成し、帝国議会に対して正式にドイツ帝国からの離脱を表明した。ドイツの弱小領邦にとっては、フランスに編入されるかドイツの周辺の大領邦に併合されるかしか道が残されておらず、今や選択肢は連邦主義しか残っていなかったのである。1804年以来「オーストリア皇帝」の称号を用いていた神聖ローマ皇帝フランツ2世（オーストリア皇帝としてはフランツ1世）は、ライン同盟の帝国離脱を受けて1806年8月6日にドイツ皇帝の退位と神聖ローマ帝国の解散を宣言した。これは、ナポレオンが神聖ローマ帝国の解体に乗り出した結果ともいえるが、彼が神聖ローマ皇帝となってヨーロッパに君臨しようとする野心を棄てていないことに対し、フランツ側が機先を制した結果とも考えられる。いずれにせよ、ここに10世紀後半以来850年有余続いてきた神聖ローマ帝国はその長い歴史を閉じた。
これに前後し、オーストリアは1805年12月のアウステルリッツの戦い（三帝会戦）、プロイセンは1806年10月のイエナ・アウエルシュタットの戦いでそれぞれフランス帝国軍に敗れた。反撃の機会をうかがっていたオーストリアはスペインの反ナポレオン蜂起を契機として1809年にフランスに宣戦布告したが、同年7月のヴァグラムの戦いで大敗した。プロイセンはティルジットの和約、オーストリアはシェーンブルンの和約をフランスと結び、フランスへの屈服を余儀なくされた。これによってドイツの勢力図は、
1. フランスに併合された地域（ラインラント、北ドイツ）
2. ライン同盟
3. ナポレオンの従属国（ヴェストファーレン王国、ベルク大公国）
4. ナポレオンと同盟関係にあるプロイセン・オーストリア

に塗り替えられ、ここにナポレオンのドイツ支配が決定的なものとなった。
ラインラントでは、かつてこの地に独立していた97の聖俗諸侯領が一挙に取り壊され、フランス的な地方自治制度がもたらされ、身分制の廃止、法の下の平等、領主制の廃止、ナポレオン法典の適用などフランス革命の全成果が直接持ち込まれた。ヴェストファーレン王国やベルク大公国でもナポレオン法典が適用され、1807年制定のヴェストファーレン憲法はドイツ最初の憲法となった。プロイセンの場合は1807年に不名誉なティルジットの和約を強いられ、国民の総力を国家に結集する体制を構築することが国内的に求められたため、ハインリヒ・フリードリヒ・フォン・シュタインとカール・アウグスト・フォン・ハルデンベルクらを中心とする抜本的な自由主義諸改革（プロイセン改革）の進展がみられた。ライン同盟の加盟国であるバーデン、バイエルン、ヴュルテンベルクの場合は歴史的伝統も信仰する宗教も異なる多くの多様な旧領邦国家を併合し、支配領域を数倍に増やしたため、国家と社会の体制をまったく新しく、しかも独力で整えていかなければならなかった。バイエルン王国では1808年に憲法が制定され、身分制の廃止、法の下の平等、財産権の保護、信仰と出版の自由などが規定されたが、これはヴェストファーレン憲法を除けばドイツ人による初めての憲法であった。バーデンとヴュルテンベルクでは、内閣制度の導入や領主裁判権の破棄、身分制の廃止、思想や信仰の自由が保障された。プロイセン改革とライン同盟諸国の改革はその後のドイツ史に与えた影響が大きく、いずれの地域でも政教分離の進展がみられた。
ナポレオンと教皇ピウス7世の関係は、ナポレオンの離婚問題と大陸封鎖令に関連して再び悪化した。1808年にフランスは再度教皇領を占領して帝国直轄地とし、1809年にティブル県とトラジメーヌ県を置いたのに対し、同年に教皇はナポレオンを破門に処した。それに対してナポレオンは教皇逮捕で応じ、1809年から1814年まで中部イタリアのサヴォーナへの幽閉を経てフランス国内に移し、新しい政教協約に署名するよう圧力をかけた。1813年にピウス7世はいわゆる「フォンテーヌブローの政教協約」に署名したが、同年のライプツィヒの戦いでプロイセン・オーストリア・ロシアを中心とする同盟軍がナポレオンを破り、1814年にはパリ入城を果たした。これによって教皇はローマに帰還し、ただちに「フォンテーヌブローの政教協約」の無効を宣言した。第一帝政と教皇庁との争いは、ナポレオンの失脚によって終焉を迎えたのである。

## 国民国家と政教分離
アメリカとフランスの革命を契機として政教分離思想が普及し、19世紀のヨーロッパではそれにもとづいた制度的再編がなされた。
アメリカでは独立以来、政教分離原則が確立して信教の自由が合衆国憲法によって保障され、人々の宗教活動は国家の支配下にない自由教会によって担われることとなった。そこでは、宗教が制度的にほぼ完全に国政から分離されているため、しばしば「大覚醒」の運動が起こり、伝道集会やリバイバル集会が社会問題を取り上げて革新を訴えるなど、かえって宗教が政治に大きな影響をおよぼすという現象がみられる。
フランス革命は「単一にして不可分」の近代国民国家をヨーロッパの地に生み出した歴史的大事件であった。封建制度下では地域によって法も慣習も言語も異なり、その生活は多様であったが、フランス革命は一国の政治や法が経済・文化を含めた人々の生活全体を規定する新しい社会の始まりであった。ナポレオン帝政における集権的官僚機構の再編や徴兵制による軍の国家独占、統一民法典の編纂などにみられるフランスの政治統合は、いずれも革命期に土台がつくられたものであった。換言すれば、革命は絶対王政的な国制を解体して身分制的な特権と社団的な社会編成にもとづく国家から、市民的平等と国民主権を軸とする立憲制的な国民国家への転換であった。そして、それは公民としてのフランス国民を創出しようとした文化統合における試行錯誤の営みであり、「習俗革命」の試みでもあったが、その試みは革命後も長く続いた。フランスにおける文化統合は、一般に第三共和政において完成したと評価される。
フランス革命は一国の変革にとどまらず、ヨーロッパ各地でナショナリズムを引き起こし、自由主義・民主主義の運動を後押しする革命神話を提供した。バイエルン・プロイセンの改革、ベルギーの独立、イタリア・ドイツの統一などはフランス革命とナポレオン支配を抜きにしては語れないうえ、アメリカ独立とフランスの両革命はハイチ革命をはじめとして大西洋をはさんだラテンアメリカ諸国の独立に影響をおよぼし、「大西洋革命」と呼ばれる広範な影響をおよぼした。19世紀は、人々が「国民」に変わっていく世紀になったのである。
フランスでは第三共和制のもとで国家の非宗教化・中立化（ライシテ）が進み、1905年に政教分離法（教会国家分離法）が施行された。

### ウルトラモンタニズムの復活

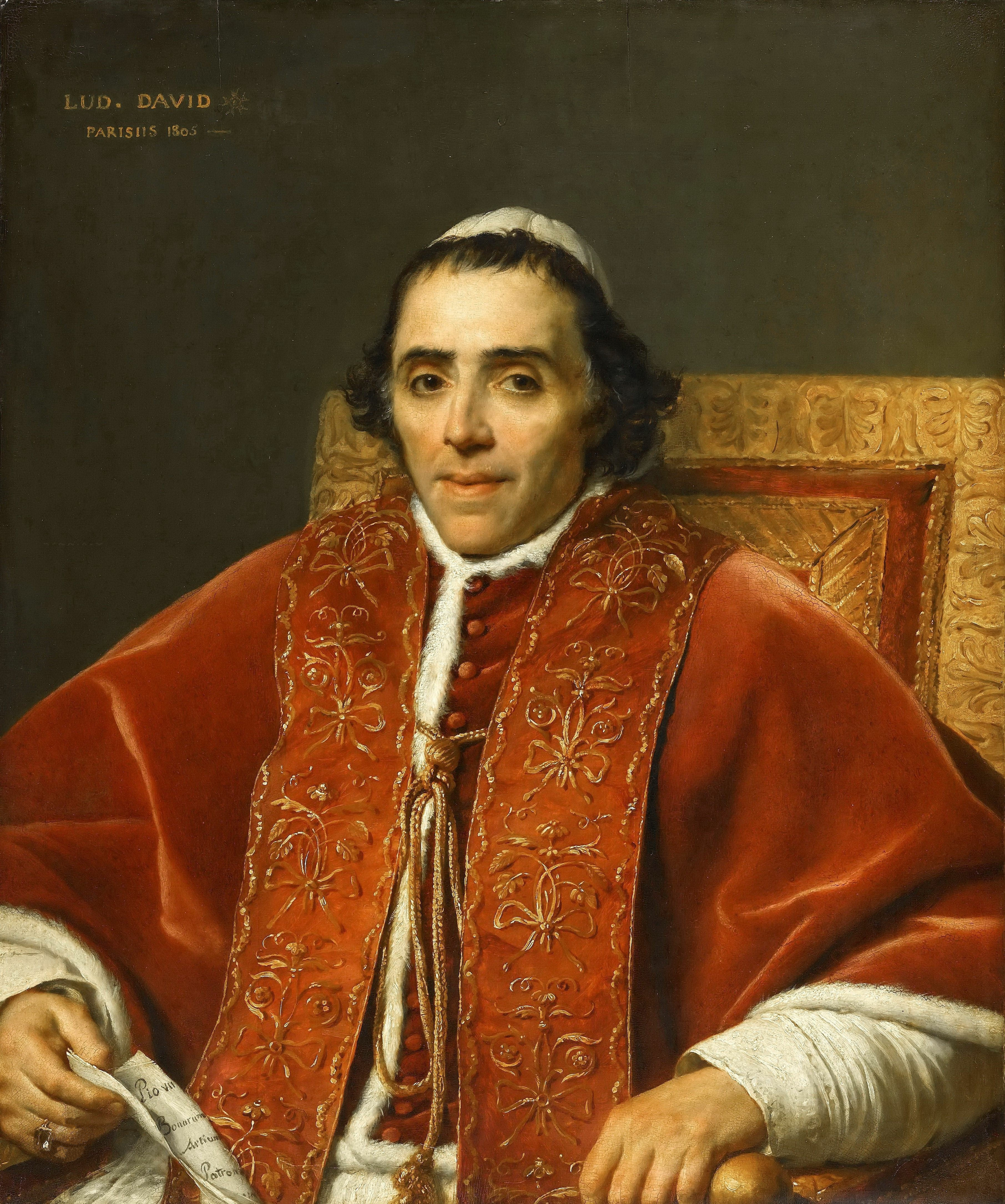
ローマ教皇ピウス7世（1742年-1823年）

革命期のローマ教皇は、ピウス6世もピウス7世も同様にフランス革命軍やナポレオン軍から屈辱的な扱いを受けた。フランス革命軍はドイツ、スペイン、イタリアに攻め入って各地の教会に大打撃を与えて各社会を混乱に陥れたが、ローマ教皇庁にとっては予期せぬ好結果をもたらした面もなくはなかった。革命以前にあってガリカニスムの本拠であったフランスでは、誰しも革命の荒波を押しとどめることができなかったため、ガリカニスムそのものの脅威は教皇庁の前から消え去った。ナポレオン軍がドイツに侵入してケルンをはじめラインラントの領邦司教の領域を俗権下に置いて世俗化を敢行した結果、ヨハン・ニコラウス・フォン・ホントハイムによって唱えられて18世紀のドイツのカトリック界で一世を風靡したフェブロニウス主義（教会を国家権威に従属させようとするガリカニスムに似た思想）の基盤はかえって弱まり、ドイツの司教たちの教皇庁に対する依存度を強めた。フランスでは革命にともなう社会変動により、聖職者階級は絶対王政下で与えられていた社会的地位、特権、経済的優遇措置のすべてを失ったが、聖職者階級を政治に結びつけてガリカニスム的体制を支えてきたすべての要因は消失し、世俗主義的政権こそカトリック信仰の前に立ちはだかる唯一最大の敵であることが、誰の目にも認識されるようになったのである。
かくして、カトリック教徒のなかではウルトラモンタニズムと呼ばれるローマへの回帰が次第に強まった。ウルトラモンタニズムは、世俗主義や俗人主義、あるいは唯物論、さらには社会主義や共産主義など増大しつつある信仰への脅威に対し、カトリック信徒が一致団結してあたらなければならないという気運から生まれた草の根的な広がりをもつ運動となった。ローマ教皇だけが上記のような脅威に対抗しうる指導力をもっているとみなされた結果、カトリック諸教会の典礼様式、規律、習慣をローマ教会のそれに統一すること、ローマ教皇の首位権のもとで高度に中央集権化された教会体制を実現していくこと、教会は社会全体の救済に責任と権限をもって世俗国家の干渉を受けないようにすることが必要であると考えられた。この運動は当初、低位の聖職者や一般信徒から湧き上がってきたものであるが、やがて19世紀中葉以降はヨーロッパ社会を動かす大きな力のひとつとなっていった。
ピウス7世は幽閉から解き放たれると、1789年以降壊滅状態にあった教会再興への強い意欲を示し、教皇庁の再建と教会の権威を復活させるため、精力的に行動した。教皇国家を回復し、ナポレオン失脚後のウィーン会議では、各国の代表にヨーロッパ安定のために保守的・王政的秩序の復活が肝要であることを訴え、1814年には解散させられていたイエズス会の復興を命じた。国内の宗教問題に対して管轄権を主張していた各国の政府とは政教協約を締結して教会の権益を最低限守り、外交交渉を進めて時代の趨勢（）と折り合いをつけながら教会の影響力を温存した。ドイツでは、プロイセン主体のゆるやかな連邦となりつつある情勢のなか、単一の政教協約を結ぶのはかえってローマへの依存を低減させ、全カトリック教会が統一ドイツの支配下に置かれる布石になってしまうものと判断し、1817年にはバイエルン、1824年にはハノーファーなど、地域ごとの政府と政教協約を結ぶ方針をとった。一方、領内のカトリック教徒を服従させようとするプロテスタントのプロイセン王フリードリヒ・ヴィルヘルム3世とも1821年に政教協約を結んだ。

### ベルギー独立と1831年ベルギー憲法

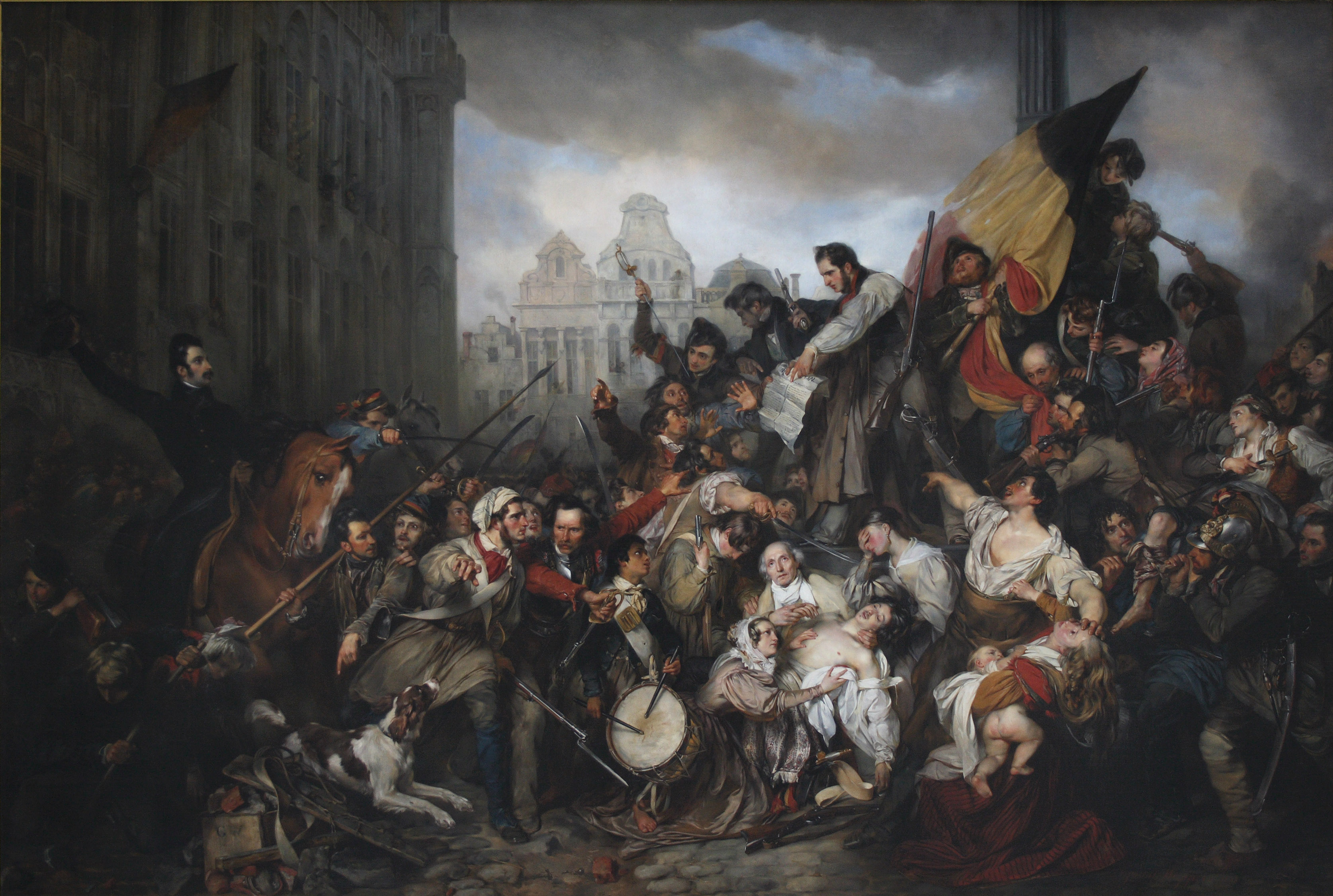
「1830年9月の光景」（1835年、フスタフ・ワッペルス画）

現在のベルギーにあたる低地地方南部は、第一共和政期のフランス革命戦争において対オーストリア戦に勝利したフランスに占領され、カンポ・フォルミオ条約によってフランスへの併合が決まった。ナポレオン帝政の時代にはフランス帝国が低地地方北部のオランダをも占領し、低地地方全体はフランスの支配下に入った。1815年のウィーン会議では「正統主義」が掲げられ、低地地方南部は北部とともにオラニエ＝ナッサウ家当主を国王とするオランダ王国の一部となった。
1830年、低地地方南部ではブリュッセルを中心にオランダからの独立を目指すベルギー独立革命が起こった。宗教や言語の相違も革命の原因のひとつであったが、それ以上に北部オランダの経済支配と自由貿易政策に対する南部の不満が大きな理由として考えられる。同年9月26日にはシャルル・ロジェら急進派自由主義者を中心に臨時政府が樹立され、10月4日にはベルギー国家の独立が宣言されるとともに団体形成・信教・教育・出版の自由が掲げられた。11月10日には憲法制定国民議会が招集され、11月18日には代議制君主国家として独立することを宣言した。同月、英仏普墺露のヨーロッパ五強国がロンドンに集まり（ロンドン会談）、プロイセンとロシアは独立に難色を示したものの、イギリス・フランス・オーストリアはベルギー独立を強く支持して新国家が国際的に承認され、国王にはザクセン＝コーブルク＝ゴータ家のレオポルド（1世）が即位した。南部独立をなかなか認めなかったオランダは、1839年になってようやくロンドン条約を批准するもベルギーとフランスの同盟を恐れ、新国家が永世中立国となることを条件にその独立を認めた。新生ベルギー国家ではカトリック教徒が多数派を占めたが、国王となったレオポルド1世はプロテスタントかつフリーメイソン会員であった。
1831年2月7日制定のベルギー憲法（1831年憲法）は、アメリカ独立とフランス革命の諸原則の影響を受けたきわめて自由主義的性格の強い憲法典であり、財産権の不可侵、信教・礼拝・意見表明の自由および、教育・出版・結社・言語選択の社会的自由が保証された。この憲法では教会と国家の分離も明示されており、政教分離を規定した成文憲法としてはアメリカ合衆国憲法に次ぐ歴史を有している。

### 統一国家イタリア・ドイツの成立と政教関係

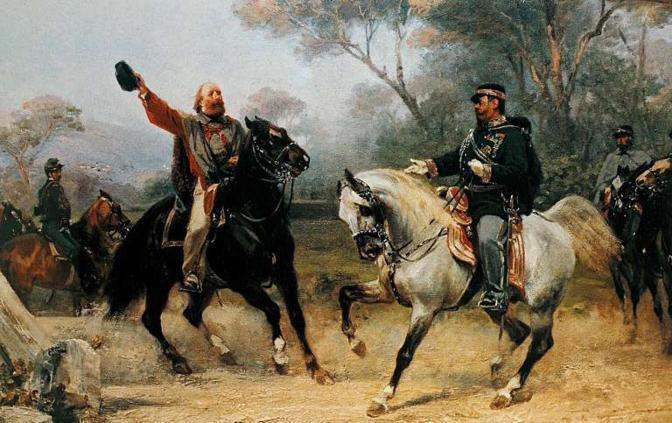
「テアーノの会見」（1870年頃。セバスチャーノ・ディ・アルベルティ画）
----
1860年10月、ジュゼッペ・ガリバルディは南イタリアのテアーノでヴィットーリオ・エマヌエーレ2世の軍隊と出会い、帽子を振りながら彼に近づいて「イタリア最初の国王万歳」と叫んだ。2人はこのあとかたく手を握ったといわれるが、これを「テアーノの握手」と呼んでいる。

ウィーン体制以降、とくに1830年代以降のイタリアでは、政治、文学、思想、科学などいたるところで「イタリア（人）」意識の高揚がみられ、宗教界でも1846年にローマ教皇に即位したピウス9世は教会国家の諸改革に着手し、北イタリアにおけるオーストリア支配の現状にも遺憾の意を表明して「ナショナルな教皇」という印象をあたえた。しかし、1848年革命とそれにつづく第1次イタリア独立戦争でピウス9世がカトリックの長としてオーストリアとの戦争には加われないことを声明すると、イタリア統一を願う人々には失望が広がった。それ以降のイタリア統一運動を主導したのは、憲法と議会を唯一存続させていたサルディーニャ王国であった。首相カミッロ・カヴールが自由主義的諸政策によって近代化を進めて反教権主義と世俗化を推進し、フランスのナポレオン3世の協力を得てオーストリアからロンバルディアなどを得ることに成功した。さらに、イタリア南部地方も「青年イタリア」のジュゼッペ・ガリバルディがナポリ王国を征服してサルディーニャ王ヴィットーリオ・エマヌエーレ2世に献上し、これらをもととして1861年には民族国家イタリア王国を発足させた。イタリア王国は1870年の普仏戦争に際しては教皇領をも併合し、ここにイタリア統一が完成した。
1869年から1870年にかけてはローマのサン・ピエトロ大聖堂において第1バチカン公会議が開かれ、ローマ教皇の無謬性（教皇不可謬説）と公会議よりも教皇その人が優越すること（教皇首位説）とが宣言された。ウルトラモンタニズムの方針がこうして打ち出されたものの、教皇領併合によって俗界権力を失ったピウス9世は「バチカンの囚人」を自称し、イタリア政府との対決姿勢を崩さなかった。1871年5月にはイタリア政府が教皇保障法を制定し、教皇の地位の保証と年金の支給、そしてチッタ・レオニーナ（現在のバチカン市国の地域）におけるローマ教皇庁の統治と独立を一方的に定めたが、教皇ピウス9世は即座に拒絶の回勅を発した。1874年には「ノン・エクスペディト」（「ふさわしくない」の意）を宣言し、イタリアの全カトリック教徒に対して国政選挙への立候補と投票を禁じた。
教皇権力と断絶して世俗主義を打ち出したイタリア政府は、教皇への配慮ぬきにイタリア全土に施行した修道院・宗教団体廃止法で教会の土地を没収して売却し、そこから利益を得た。土地購入者は地主層に限られ、小作農に分配されることはなかった。聖俗両権力のこのような断絶は、1929年に教皇庁とファシスト政権との間にラテラノ条約が締結されるまで50年以上続いた。

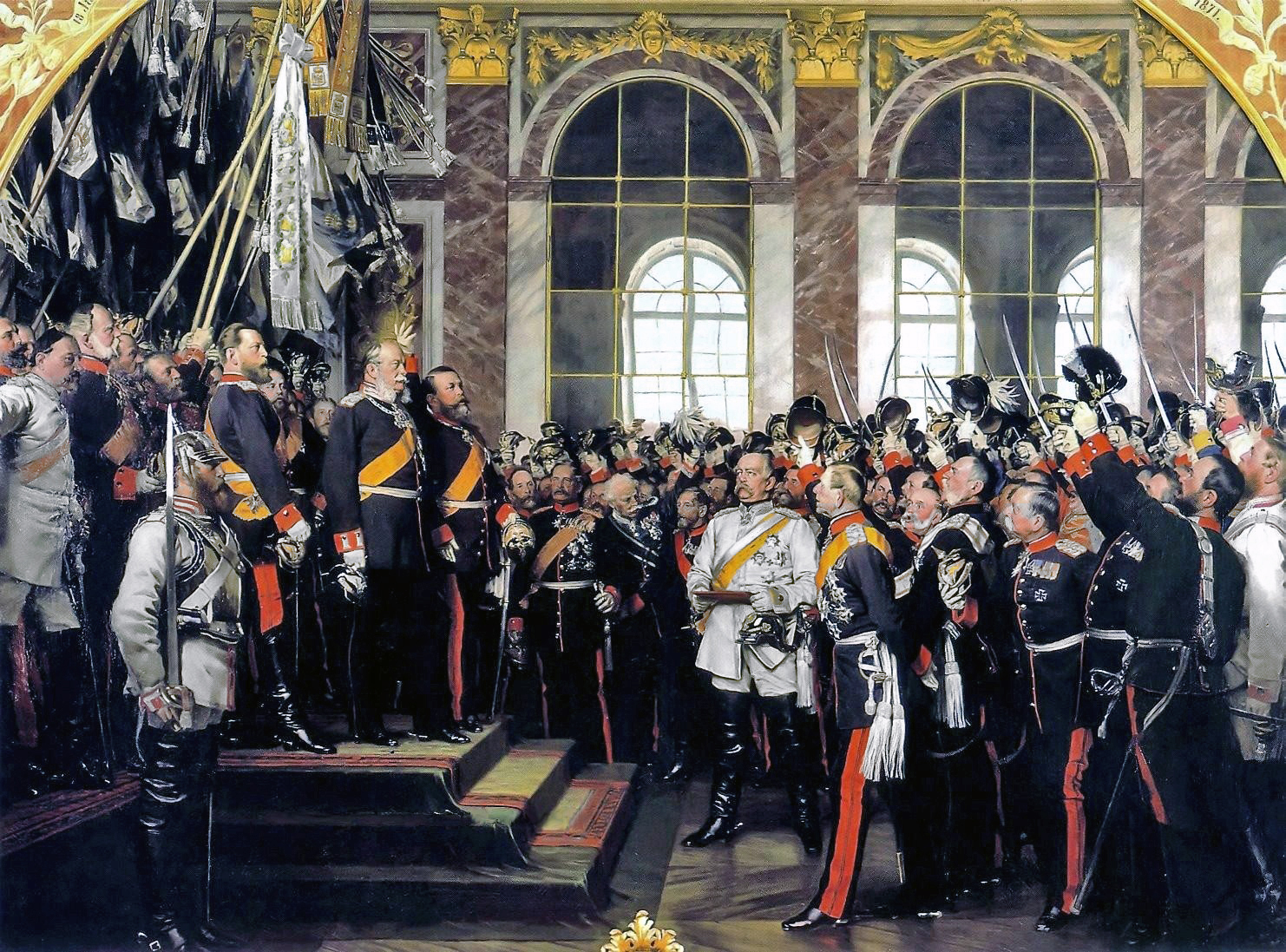
『ドイツ帝国の誕生』
（1877年　アントン・フォン・ヴェルナー画）
----
フランス・ヴェルサイユ宮殿の鏡の間でドイツ皇帝として宣言されるヴィルヘルム1世。中央やや右寄りの白い軍服姿の男性がドイツ帝国の宰相オットー・フォン・ビスマルクである。

ドイツでは、統一の主導権をめぐってプロイセン王国とオーストリア帝国の対立が存在していたが、この対立はすでにドイツ関税同盟を結成し、経済力で優位に立っていたプロイセン側が「小ドイツ主義」を掲げて勝利した。プロイセンは首相オットー・フォン・ビスマルクの指導のもと、普墺戦争と普仏戦争の両戦争でオーストリアとフランスを相次いで破り、1871年にはドイツ帝国の成立を宣言した。ドイツ帝国は大小22の国家と3自由都市からなる連邦制で、プロイセン王がドイツ皇帝を兼ねた。ドイツ帝国議会は男子普通選挙で選出されたが内閣制度は採用されなかった。帝国宰相となったビスマルクは「ビスマルク外交」と称される巧妙な外交でフランスを孤立させて国内的には産業を保護して育成し、工業化を推進した。
ビスマルクは政治的には真正の保守主義者であったがそれ以上に現実主義者であり、必要とあれば自由主義者や民主主義者とも妥協し、提携できる人物であったと評される。ドイツの政治思潮は1870年代後半には自由主義から保守主義へ転換していくが、それはビスマルクが1871年から1876年にかけておこなった「文化闘争」と称される反教権主義的・反カトリック的な諸政策と結びついて展開した。自由主義者たちと提携したビスマルクは、文化闘争を「カトリック教会の反近代主義的迷妄を打ち破り、国民文化を守るための戦いである」と主張し、プロイセン支配に抵抗する南ドイツのカトリック教徒やポーランド人などの少数派を抑えて国民意識の育成を図ったのである。
上述したように、第一回バチカン公会議は1870年にローマ教皇の無謬性を宣言し、自由主義的な政治体制・経済体制を批判した。ドイツ国内では、国民自由党はルター主義の立場から、急進的自由主義者たちは近代科学主義の立場からこれに反発した。カトリック教徒のあいだでも意見の衝突が起こり、ミュンヘン大学のヨハン・イグナツ・フォン・デリンガーは教皇不可謬説を批判して教皇から破門され、復古カトリック教会に合流した。オランダ起源のこの教会は、この問題を機にスイスやオーストリアへも広がった。ビスマルクはカトリックの教理については無関心だったが、教会内の内紛が聖職者の任免問題に発展するにおよぶと介入し、1871年の教壇条例、1872年の学校監督法によって学校教育におけるカトリック教会の監督権の排除を図った。この時点では、ビスマルクの反教権政策は政教分離の立場からする防衛戦の様相を呈していた。

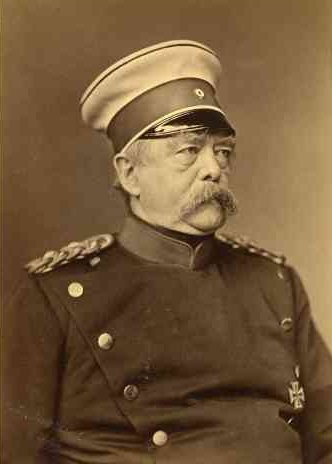
オットー・フォン・ビスマルク（1815-1898）

1870年12月、ドイツでカトリック中央党が結成された。中央党は、オーストリアが除外されたためにプロテスタントが支配的となったドイツ帝国にあって少数派となったカトリック信者の利害を代表する政党であったが、ビスマルクはこの党を統一ドイツに対する反政府勢力の震源地とみなして「帝国の敵」と呼んだ。実際、中央党は統一主義に対する連邦主義、旧プロイセンに対する西南ドイツ、国民自由党の支持母体である大資本に対するところの中産階級や労働者など広汎で多様な勢力を引きつけ、ポーランド人、新領土となったエルザス（アルザス）・ロートリンゲン（ロレーヌ）の人々、ヴェルフ派（ハノーファー王朝復辟派）などのマイノリティも中央党との提携を図った。
ビスマルクは1873年に五月諸法を制定し、聖職者の養成や認定、カトリック系教育機関の管理を教会から帝国の監督下へ移し、帝国内のイエズス会の活動を禁止したほか、出生・死亡・結婚など戸籍事務を国家へ移譲したうえ、不服従の牧師・聖職者の国外追放などを断行した。これ以降の「文化闘争」は強圧的・攻撃的な性格のものとなり、信教・良心の自由を侵害するものを含んでいたが、ドイツの自由主義者たちはエドゥアルト・ラスカーなど少数の例外を除いてビスマルクの反カトリック政策を支持ないし追認した。反カトリック的諸法に抵抗した多くの聖職者は追放あるいは投獄されたが、このような弾圧はかえって中央党の議席を飛躍的に伸ばす結果となり、ルター派とプロイセン国家の結合を重んじる保守勢力のなかにも反対者を生んだ。ビスマルクはカトリックの指導者ルートヴィヒ・ヴィントホルストと和解し、1879年に文化闘争は終結した。
イタリアとドイツでは、このようにウルトラモンタニズムとの激しい闘争をともなう緊張関係を通じて統一国家を形成し、そのなかで近代化と政教分離を図っていったのである。

### フランス第三共和政とライシテ
ウィーン会議後のフランスの政体は、ブルボン家の復古王政（1814年-1830年）、オルレアン家の七月王政（1830年-1848年）、1848年革命後の第二共和政（1848年-1852年）、ナポレオン3世による第二帝政（1852年-1870年）と目まぐるしい転変を繰り返し、いずれの政権も比較的短命に終わった。1871年のパリ・コミューンとその後の政治的空白を経て、ジュール・フェリーをはじめとするフランス第三共和政初期の政治家たちはしばしば共和主義への「信仰」を語り、教育の現場や国会・地方議会など公的な場において宗教はこれに介入しないという大原則を打ち立てない限り、議会政治に基づく共和政の存続すら危ぶまれると考えた。第三共和政は、しばしばフランス革命原理の制度的な定着をもたらしたと評されるが、とりわけ共和主義的世界観をもった公民を育成する「習俗革命」は最も困難な課題とされた。実際には、革命後の市民的連帯感の育成に関しても決して共和主義的思潮がこれを独占したのではなく、むしろ修道士や修道女のコングレガシオン（集会）が学校や病院、地域住民の福祉のために精力的に活動を展開したことにより、おおいに担われていた。しかし、フランスのカトリック教会は絶対王政の支柱であったばかりでなく、19世紀にあってもカトリック主流派がつねに王党派に加担してきたことも事実であった。そういうなかで国家が「宗教からの自由」を確保するため、国民は宗教活動について一定の制限を受け、ある種の不自由さえ受け入れることさえ要請されたのである。これが、第四共和政、第五共和政の憲法にもうたわれた「ライシテ」（仏: laïcité）の原則である。

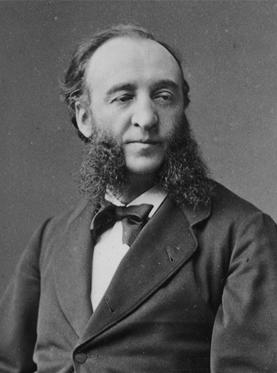
ジュール・フェリー（1832年-1893年）

穏健共和主義者のジュール・フェリーは、1881年から翌年にかけて初等教育の場にあって「無償・義務・世俗化」原則を導入するフェリー法を成立させた。フェリー法以前は、聖職者身分証さえあれば公立学校の教壇に立つことも許容されていたのに対し、この法律では正規の教員免許状をもたない聖職者は公立学校の教壇に立てないこととしたのである。1880年のカミーユ・セー法における女子中等教育の世俗化、1881年のセーヴル女子高等師範学校の開設など、いずれもカトリックの青少年への影響力を削ぐ政策であり、共和政の安定のためにはフランスの地方農村になお根強く残る司祭の道徳的影響力を掘り崩し、師範学校卒業の教師に取って代わらせることが必要と考えられた。公立学校における宗教教育は全面的に禁止され、教室の壁からキリスト像が撤去されてマリアンヌ像に替えられたところもあった。教育内容も、フランス語を国語として普及させて「単一にして不可分な共和国」のための前提とし、聖史に代わって国史（フランス史）や地理を教授し、理科や算数の学習によって「迷信」を払拭して祖国愛と科学的世界観を備えた公民の育成に努めた。また、1880年には「日曜労働の自由」を承認したが、これはキリスト教の安息日に反するものであり、1884年のナケ法も1816年に復古王政下でカトリックの教義に反するとして廃止されていた離婚を再び合法化するものであった。1880年以降にフェリーは無認可修道会に解散命令を発し、全国で約2万人におよぶ修道士・修道女を追い立てて、多くの修道会系私立学校を閉鎖に追い込んだ。これらの反教権的政策を素直に受け入れた地域もあったが、信仰心の厚い地域では強い軋轢（）をもたらし、抵抗の激しい地域ではしばしば流血事件に発展して小規模な宗教戦争の様相を呈したところもあった。フェリーら共和派の政策は、以上のような反教権主義と共和主義的自由、植民地拡張を3つの柱としていた。国歌や国旗、国史、記念日などフランス革命の伝統が重んじられ、帝国主義に関してはドイツとの対立とを避けながらも普仏戦争の敗戦で傷ついた「フランスの栄光」をヨーロッパの外で実現しようというものであった。

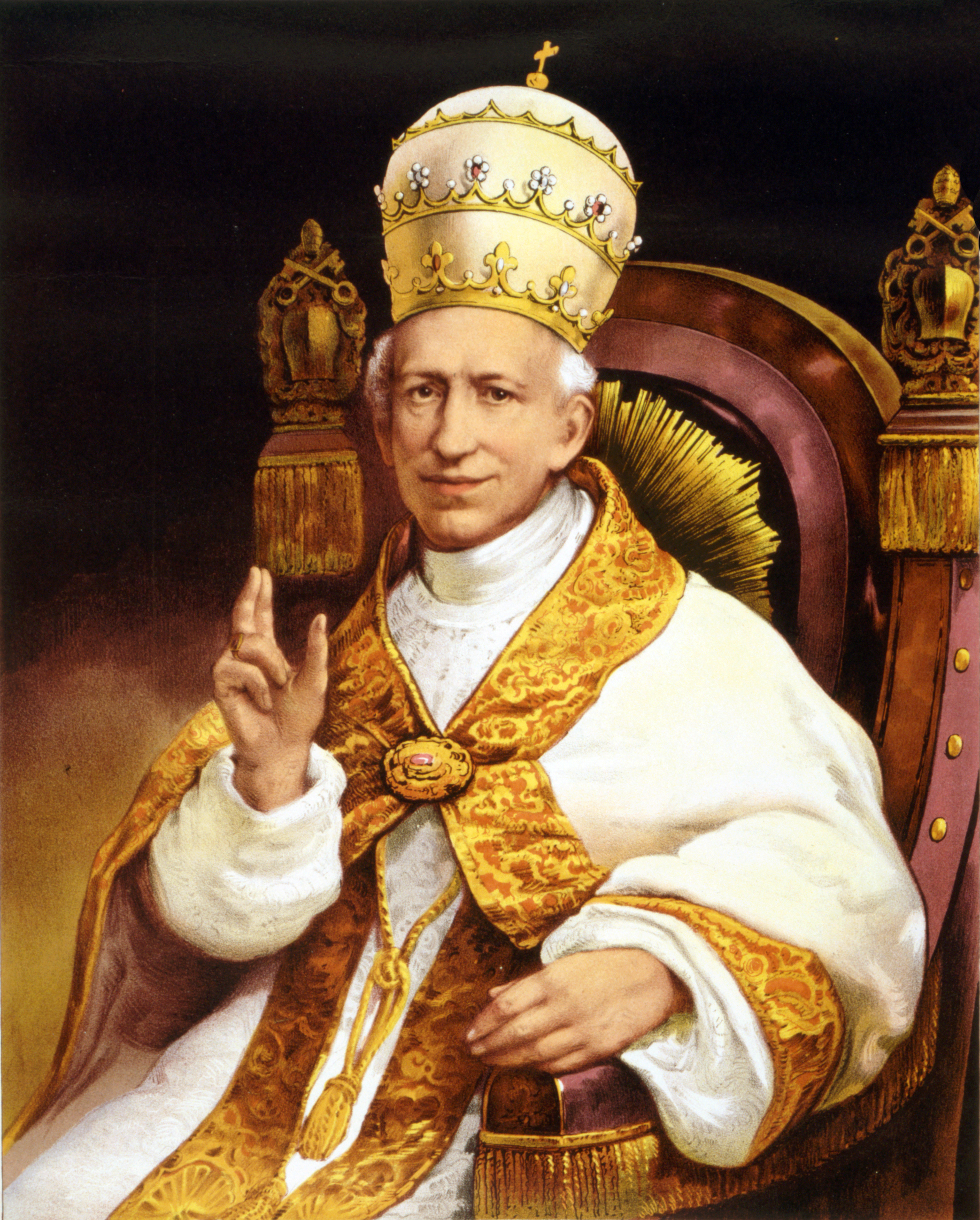
ローマ教皇レオ13世（1810年-1903年）

1880年代後半には、穏健共和派による議会主義的な体制が大衆運動の高揚によって動揺した。将軍ジョルジュ・ブーランジェを中心とする反議会主義的な政治運動はドイツに対する報復の主張と熱狂的な愛国主義に支えられ、1889年のブーランジェ将軍事件の原因となった。
1890年代には、共和政と教会との対立抗争が小康状態となった。これには、ローマ教皇レオ13世が「レールム・ノヴァールム」と称される回勅を発してカトリック教会が近代社会に適応し、同時に資本制がもたらす社会問題に正面から向き合うことを表明してフランスの共和政に対しては「反対」ではなく「ラリマン（加担）」する政策を打ち出したことも、おおいに関係していた。しかし、1894年にフランス陸軍参謀本部の将校アルフレド・ドレフュス大尉がドイツのスパイ容疑で告発されるドレフュス事件が起こると、彼がアルザス出身のユダヤ人であったことからジャーナリズムを中心に反ユダヤ主義的世論が盛んになるとともに、それに対して自然主義文学の作家エミール・ゾラがフェリックス・フォール大統領への公開質問状「私は弾劾する」を新聞紙上で発表して再審要求がなされるなど、国論を二分する冤罪事件に発展した。1899年、ドレフュスは再審に有罪判決が下されたうえで大統領令によって特赦されるという政治決着が図られ、ようやく世論は沈静化した。ドレフュス事件は、今後も自由と民主主義を擁護するか否か、あるいは共和政を今後も存続させるか否かをめぐって一大政治闘争の様相を呈し、フランス国内に徹底的な政界再編が必要であることを示した。

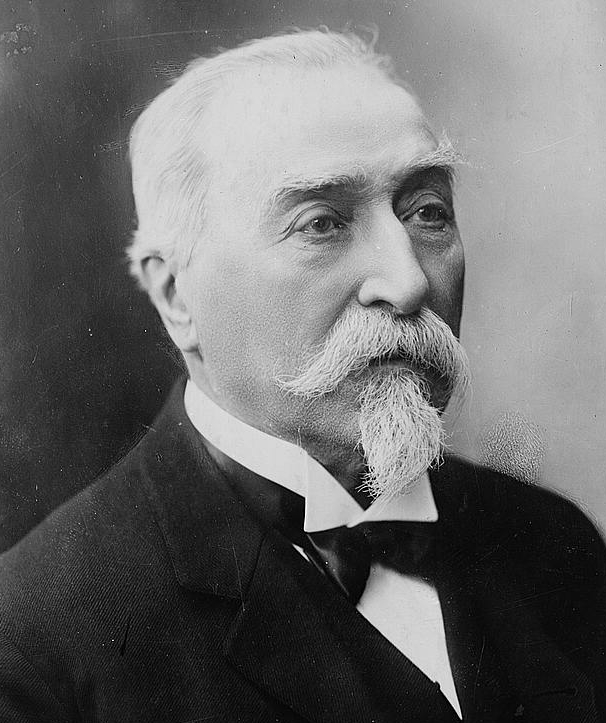
エミール・コンブ（1835年-1921年）

1902年のフランス総選挙は急進党、民主共和同盟、社会主義者らの「左翼ブロック」の圧勝に終わり、急進共和主義者のエミール・コンブが首相に就任した。1880年代の「宗教戦争」の旗手はフェリーであったが、1900年代の旗手はコンブであった。教皇庁の「ラリマン」政策に乗じて修道会は復活を遂げていたが、コンブは反教権主義の諸政策を推し進め、就任後まもなく多数の無認可学校と無認可修道会を閉鎖した。前任者であるピエール・ワルデック＝ルソーは、無認可修道会の解散令を含む結社法をすでに前年に成立させていたものの寛容な運用を図っていたのに対し、コンブは内務大臣と宗教大臣を兼ね、この法律の厳格な適用に踏み切ったのである。1902年に無認可修道系の学校で閉鎖されたのは約3千、解散を命じられた無認可修道会は300におよび、1903年には認可申請してきた修道会のうち135会派の申請を却下した。こららの措置によって1880年代同様、2万人におよぶ修道士・修道女が追われたのである。強制閉鎖に対する抵抗には軍隊も出動させるなど、反教権政策は苛烈で徹底したものであった。1904年7月には修道会教育基本法を成立させ、認可修道会を含めたすべての修道会士を教団から排除している。これにより、私立であっても修道聖職者が教育にかかわることが全面的に禁止された。2,400近い教育施設が閉鎖され、いくつかはベルギーやイタリアなどに移転している。同年、フランスはバチカンとの外交関係を断絶している。コンブ自身は、かつて神学を専攻して修道会系コレージュで教授した経験をもっており、信者からは悪魔と罵られて教皇庁からも断罪されたが、フェリー法に始まった教育の世俗化は法的にはここで完結した。ただし、修道会系の学校は私立世俗校の体裁で認可を受け、実際には聖職者が運営するという形式で、そののちも存続した。

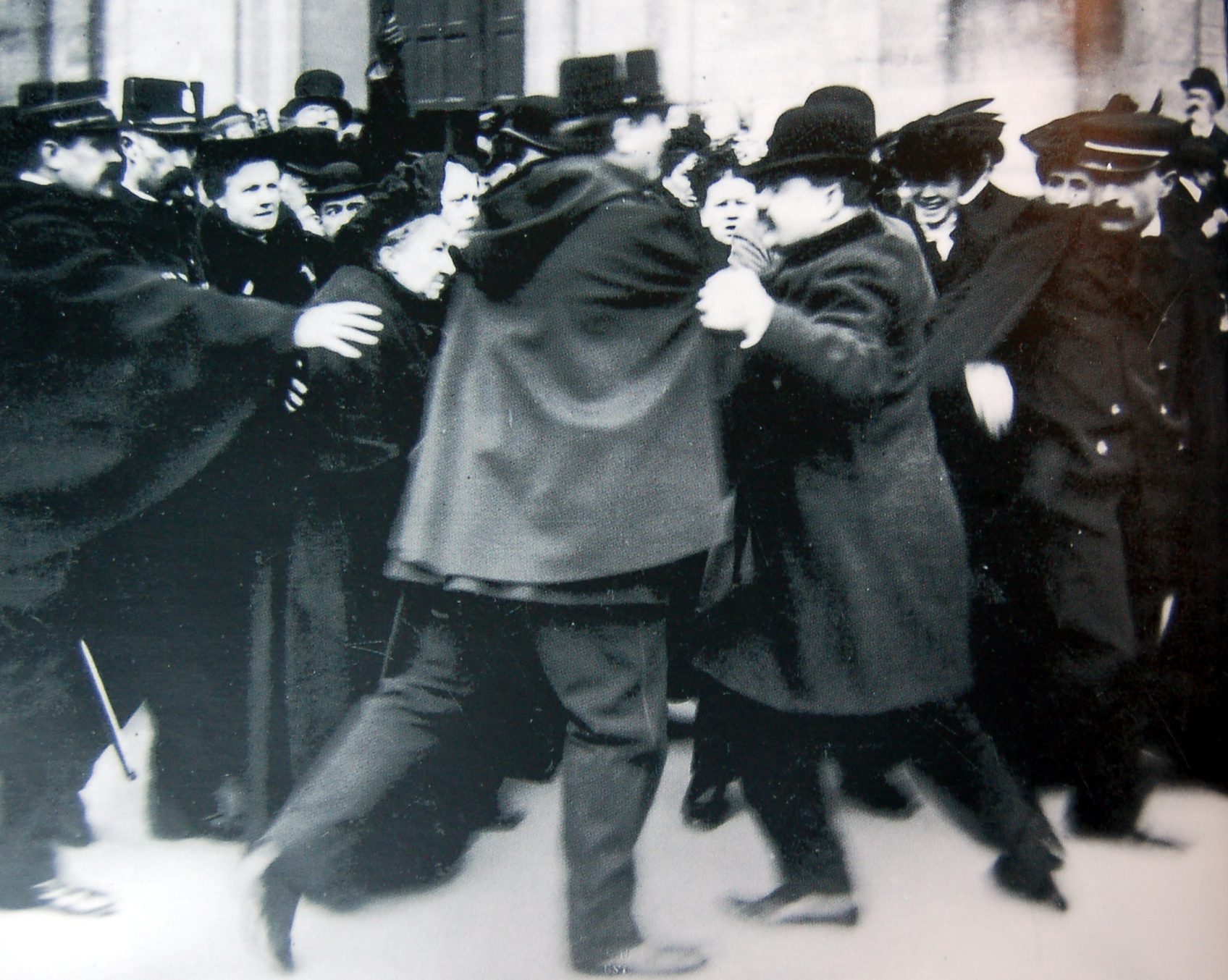
ノートルダム大聖堂前での示威行動（1904年）

政教分離法は1904年11月に上程されたが、1905年1月にコンブ内閣が総辞職し、後任のモーリス・ルーヴィエ内閣によって同年12月に成立した。この政教分離法によって、フランス国家および地方公共団体の宗教予算は一切廃止となり、信仰は完全に私的領域に限定されることとなった。聖職者の政治活動は禁止され、宗教的祭儀における公的性格も剥奪されることとなった。教会財産の管理と組織運営は信徒会に委ねられた。これにより、19世紀の政教関係を100年余にわたって規定してきたナポレオン1世とローマ教皇の間で結ばれた1801年のコンコルダ（政教協約）、すなわちカトリックを「フランス国民の多数の宗教」と認め、フランス革命中にカトリック協会が受けた損害を聖職者に俸給を支払うことによって補償するとした協定は破棄され、16世紀以来のガリカニスム体制も最終的には解体された。これは、伝統的に国家と強く結びついてきたフランスのカトリック教徒にとっては容易に承認できることではなかったので、翌年の財産目録作成の際にはバリケードをつくるなど激しい抗議行動を展開した。ローマ教皇ピウス10世も政教分離法を掠奪法であると称して猛然と非難し、信徒会の結成も否認した。
教区教会による抗議行動は全国化し、前回を上回る激しさで攻囲戦が展開されたので、政府は軍を派遣せざるをえなくなったが、これには軍の一部からも反発も出て、それ以上の強硬策がとれなくなった。1907年には信徒会の設置義務を緩和し、コンブが執念を燃やした修道会教育禁止法も厳格な適用が見送られるようになった。こうして政教分離法は骨抜きにされた部分もあったが、その制度的枠組みがもつ意味は決して軽いものではなかった。この法律により、フランス革命期に始まって1世紀以上におよんだ共和派とカトリックとの文化統合をめぐる闘争に一応の決着がつき、1905年以降にライシテ（非宗教性）の国家原理はナチ占領期の一時期（ヴィシー政権）を除き、現在まで一貫してフランス共和国の法的枠組みを形成しているからである。

### アジア諸国の欧化と政教分離の広がり
近代は、欧米において身分制社会を自由主義社会、すなわち能力や富の量によって階層化された社会につくりかえるために、ナショナリズムに基づく国民国家の形成が推し進められた時代であった。とりわけ19世紀は、その前後の世紀と比較すると、地球上に一つの世界ができたこと、言い換えれば「世界の一体化」が進み、ヨーロッパ文明からみて「極東」に位置する中国や日本までが強制的に単一の世界市場に組み込まれた点に際立った特徴をもっている。交通革命・輸送革命によって地球そのものも「小さく」なったが、「世界の一体化」は必ずしも「世界の均質化」をもたらしたのではなく、そこでは欧米への従属をともなう新たな多様性が形成された。非西洋世界はしばしば世界市場、キリスト教、西洋文明に対し抵抗を試みたが、そこでは支配する者とされる者、優勢な者と劣勢な者という関係が新たに生じた。非西洋の諸社会の多くは西洋支配を余儀なくされ、西洋支配を免れた場合でも西洋側が策定したルールに従うことが求められた。ただし、19世紀における西洋世界の構成原理そのものは多様性を要求していた。西洋世界は文化的にはキリスト教と古代ギリシア・ローマ文明の系譜を引く点で共通した要素を引き継いでいると同時に、他方では国民国家という多元的競争のシステムを内包しており、そこでは国家をひとつの単位とする個性の追求が求められたのであった。文化的・芸術的にはロマン主義、政治思想的にはナショナリズムというかたちで現れた国家単位の個性の追求は、西洋の圧力から身を守ろうとする非西洋国家にあっても利用可能なものだったため、西洋支配を免れるために西洋化・近代化を進めようとする動きがあらわれた。

#### アジア諸国の欧化のはじまり

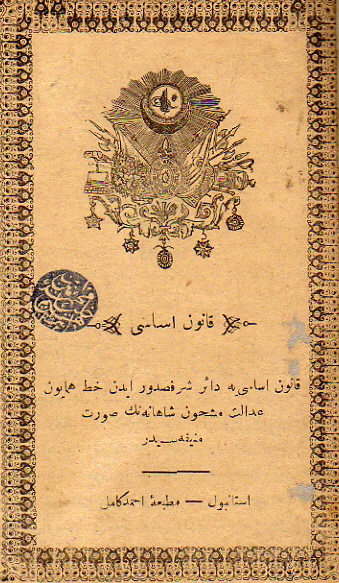
1876年のオスマン帝国憲法（通称「ミドハト憲法」）

オスマン帝国では強まる西洋諸国の圧迫のなか、1839年に開明派官僚のムスタファ・レシト・パシャによって「ギュルハネ勅令」が発せられ、これを端緒として「タンジマート」と呼ばれる近代化に向けた諸改革が進められた。この勅令は、必ずしも近代的な立憲思想にもとづくものとはいえないが、ムスリム・非ムスリム（ズィンミー）にかかわらず、すべての帝国臣民には法の下の平等が与えられることのほか、帝国は全臣民の生命・名誉・財産を保障することなどを繰り返し述べているところに1789年のフランス人権宣言の影響が認められ、従来のイスラーム的な神権政治からの脱却が図られた。裁判を公開することやスルタン自身も「法」に違反しないことを宣言するなど、スルタンの権力のうえに「法の力」が存在することを認めている点などでも画期的な意味をもっており、ここに始まったタンジマートは非西洋における最初の近代化の試みである。1876年には、オスマン帝国が西欧型の法治国家であることを宣言し、帝国議会の設置、ムスリムと非ムスリムのオスマン臣民としての完全な平等を定めた「オスマン帝国憲法」（通称「ミドハト憲法」）が制定された。
タンジマート諸改革は、1860年代前半に始まった清国の洋務運動、1860年代後半以降のタイ王国のチャクリー改革や日本の明治維新などアジアの「欧化」の先駆けとなった。明治維新後の近代日本は、開国和親の方針のもとで西洋のルールを受け入れたうえで「殖産興業」・「富国強兵」を掲げ、工業化と新たな「国民文化」の創造に継続的な努力を注ぎ、近代的な諸法典の整備と条約改正に尽力して強国化の道を歩み、最終的には欧米主要国と対等な地位を築いた点で稀有な事例といえる。

#### 政教分離原則の広がり
明治時代の日本にあっては、1872年の欧州視察団（団長は梅上沢融）に加わり、海外教状視察の任にあった浄土真宗の僧侶島地黙雷は、渡欧中のパリにおいて先に政府が提示していた国民教化原則に対して批判建白書を出し、帰国後は政教分離・信教の自由の主張のもと、政府が進めようとしていた神道国教化政策に抵抗して大教院分離運動を推進した。一方、1868年の五榜の掲示によって江戸幕府のキリシタン禁圧政策を踏襲していた新政府は、1871年に派遣された岩倉使節団による視察を兼ねた条約改正予備交渉において、欧米諸国の立場がキリスト教解禁を条約改正の条件とするものであることを知り、国内にあっては啓蒙家中村正直の1872年の建白などもあり、帰国後の1873年には従来の禁止令を廃止した。大教院は1875年に教部省によって解散されたが、黙雷は新政府が維新直後に掲げた神仏分離令を逆手にとり、神仏分離を推し進めるためには教部省そのものの廃止が必要であると訴え、1877年には教部省が廃止された。1889年に発布された欽定憲法（大日本帝国憲法）においても、「信教の自由」が明記された。
20世紀に入り、上述のフランスの政教分離法（1905年）とそのライシテ原則は、国際社会に対しても広汎な影響を与えた。1910年10月5日革命によって王政が倒れたポルトガルでは、テオフィロ・ブラガによるポルトガル第一共和政が成立したが、ここではイエズス会などすべての修道会が廃止され、国内の教会財産は没収された。翌1911年には政教分離法を施行してローマ教皇庁と断交し、ブラジルとフランスの憲法を範とする1911年憲法を採択した。
1917年のロシア革命によって社会主義政権が成立し、ロシア内戦に勝利したソビエト社会主義共和国連邦でも政教分離原則が採用された。ただし、ここにおける政教分離は、宗教に対する敵対ないし非友好の関係に立つ分離であり、政治に対する宗教の発言や学童・生徒に対する宗教教育も禁じられた。このような姿勢は中華人民共和国など、のちに成立するほかの共産党政権でも維持・継承された。
ドイツでは、1918年にドイツ帝国が崩壊してヴァイマル共和政が成立し、1919年制定のヴァイマル憲法137条では「国の教会 (Stasstskirche) は存在しない」と規定され、宗教団体設立の自由と個人の宗教の自由も保障された。しかし、教会は引き続き「公法上の社団」とされ、教会税徴収権を有し（137条）、公立学校で宗教は正規科目とされた（149条）。この規程は1949年のドイツ基本法140条でも採用され、ドイツでは現在でも信教の自由が保障される一方、宗教団体には社団の地位が与えられ、徴税権も認められている。このように、ひと口に政教分離といっても、そのあり方は国によってさまざまである。
ライシテの原則は、1922年のトルコ革命にも影響をあたえた。その過程で生まれたのが「ライクリッキ（laiklik）」と呼ばれるトルコ共和国（1923年10月29日建国）独自の政教分離原則である。建国の父、ムスタファ・ケマル・アタテュルクはこの原則をフランスのライシテ原則を参考にして形成し、1937年にはこの原則を含む一連の「ケマル主義」を確立させた。ライクリッキ原則は、現行の第三共和政憲法である1982年憲法においても継承されており、そこでは、宗教的自由（第24条第1項）、国家の非宗教性（第24条第4項および第5項）が定められている。
第二次世界大戦後、日本では政教分離について厳格な規定をもつ日本国憲法が施行された。この憲法はアメリカ合衆国憲法の影響を受け、それに類似しつつもいっそう厳格に国家と宗教の関係を規律している。欧米諸国から独立したアジア・アフリカ諸国でもまた、政教分離規定や制度に関しては旧宗主国のそれを引き継いだ国が多い。とくにマリ共和国やセネガルなどのフランス語圏では住民の多くがムスリムであるが、その憲法では明確に政教分離原則が規定されている。一方、キリスト教やイスラームのなかでは原理主義的な動きもまた顕著となっており、1979年にはルーホッラー・ホメイニー師を宗教指導者とするイラン革命が起こった。世俗と宗教の戦いは今も続いているのである。